# Kalendarium historii Bydgoszczy
Kalendarium historii Bydgoszczy – historia Bydgoszczy w datach. Uwzględnia się również historię osad leżących na terytorium Bydgoszczy, zwłaszcza Wyszogrodu – grodu kasztelańskiego i książęcego, leżącego nad Wisłą, oraz Fordonu – samodzielnego miasta, włączonego w 1973 do Bydgoszczy. Kalendarium po 1945 znajduje się w artykule: Kalendarium historii Bydgoszczy od 1945 roku.

## Pradzieje
- 9000 p.n.e. – pierwsze ślady osadnictwa na terenie dzisiejszej Bydgoszczy po wycofaniu się lodowca, przebywa tu ludność kultury świderskiej, myśliwsko-zbieracka[1]
- 5000 p.n.e. – obok myślistwa coraz większego znaczenia nabiera rybołówstwo i prymitywne rolnictwo[2], pozostałości obozowisk, skupiska zabytków krzemiennych wykryto m.in. w Czersku Polskim, Czarnówku i Pałczu
- 4200–1700 p.n.e. – epoka neolitu; z tego okresu pochodzą liczne stanowiska archeologiczne (ok. 50) w Bielicach, Bydgoszczy, Czersku, Jachcicach, Pawłówku, Prądach i Żółwinie[1] należące do ludności kultury ceramiki wstęgowej i pucharów lejkowatych, znaczną rolę odgrywa rolnictwo i hodowla zwierząt domowych[2]
- 1700–650 p.n.e. – ludność kultury łużyckiej, obok śladów osad w Biedaszkowie i Bielawach, Łoskoniu, pozostają po nich rozległe cmentarzyska całopalne, m.in. na Skrzetusku (odkryte w 1929 podczas budowy szpitala przy ul. Jurasza)[3] oraz dwie nekropolie w Brdyujściu liczące po kilkadziesiąt grobów, łącznie na terytorium Bydgoszczy znaleziono 14 cmentarzysk popielnicowych, 7 osad oraz 4 skarby wyrobów brązowych; okolice Bydgoszczy są włączone go ponadlokalnej wymiany handlowej[2]
- 650–400 p.n.e. – okres halsztacki (wczesny okres żelaza); dużo stanowisk archeologicznych, reprezentujących kulturę wschodniopomorską, duże skupiska osad z cmentarzyskami odkryto na górnych tarasach w Brdyujściu, Czersku, Osowej Górze, Czarnówku, Myślęcinku oraz Zamczysku; w rejonie Zamczyska zarejestrowano bardzo bogaty zespół składający się z osady obronnej (grodu), cmentarzyska i mniejszych osad towarzyszących[4]
- 400–0 p.n.e. – kultura grobów kloszowych w wyniku wzajemnego oddziaływania kultury łużyckiej i pomorskiej; z tego okresu zarejestrowano cmentarzyska w Brdyujściu, Łęgnowie, reprezentowane przez groby kloszowe, 30 stanowisk pogrzebowych (w tym wiele w centrum miasta) i 2 osady
- 0-500 – okres wpływów rzymskich; kształtuje się duże skupisko osadnicze zajmujące dolinę dolnej Brdy, aż do jej ujścia do Wisły; zarejestrowano liczne stanowiska archeologiczne na terenie Bydgoszczy, w Pawłówku, Jachcicach, Piaskach, Czyżkówku, Rynkowie, Smukale; uzupełnieniem odkryć są liczne znaleziska monet z obszaru Imperium Rzymskiego (Wespazjana, Piusa, Trajana, Konstantyna Wielkiego, Konstantyna II i innych cesarzy)[5] wskazujące na biegnący tędy szlak bursztynowy[2]
- 500-960 – okres plemienny Słowian; powstają nowe ośrodki osadnictwa, w tym grody obronne np. w Zamczysku, Pawłówku, Strzelcach, Wyszogrodzie, Bydgoszczy[6], rozwija się handel dalekosiężny oraz proces łączenia się zespołów osadniczych[2]

## X wiek

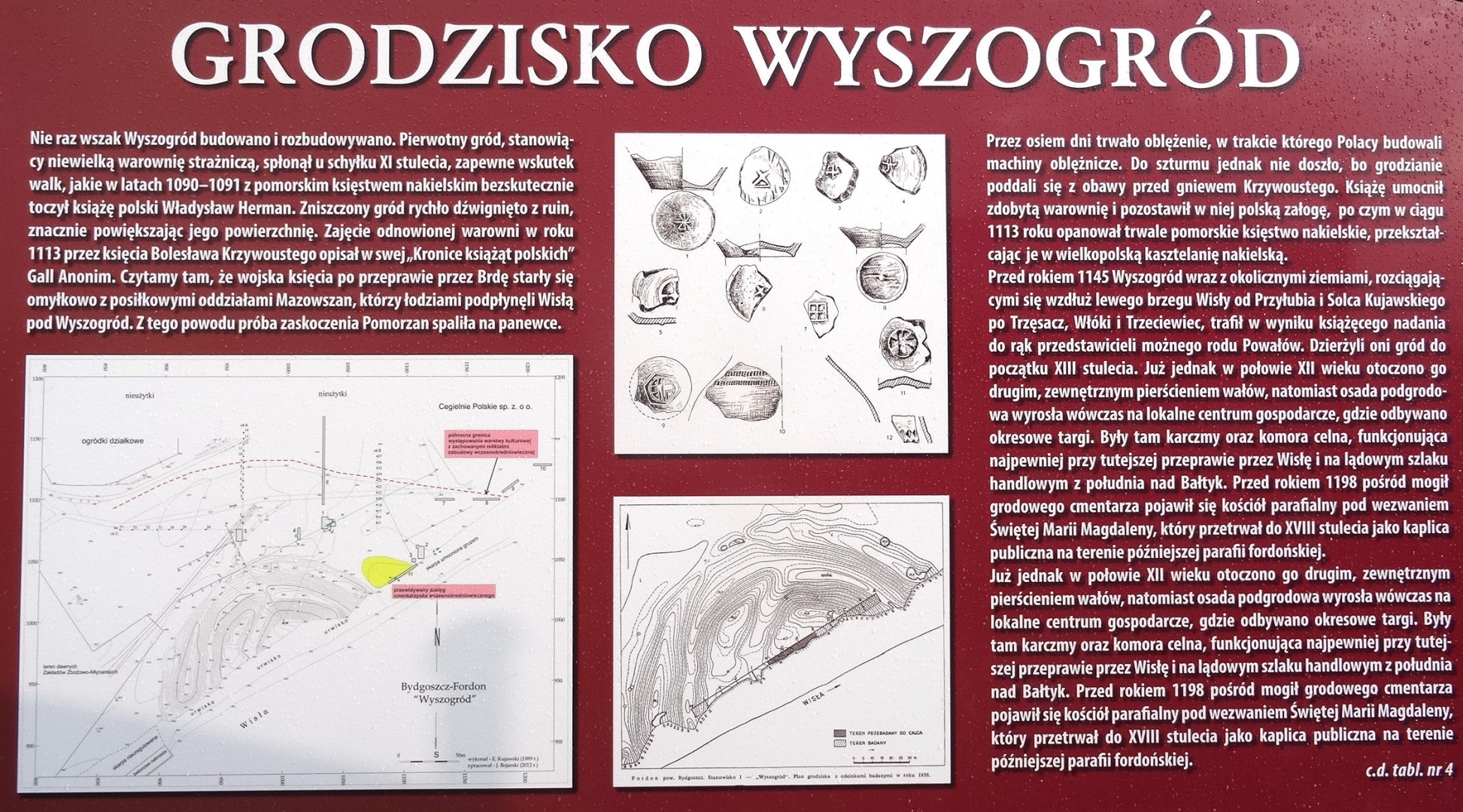
Tablica informacyjna grodziska Wyszogród

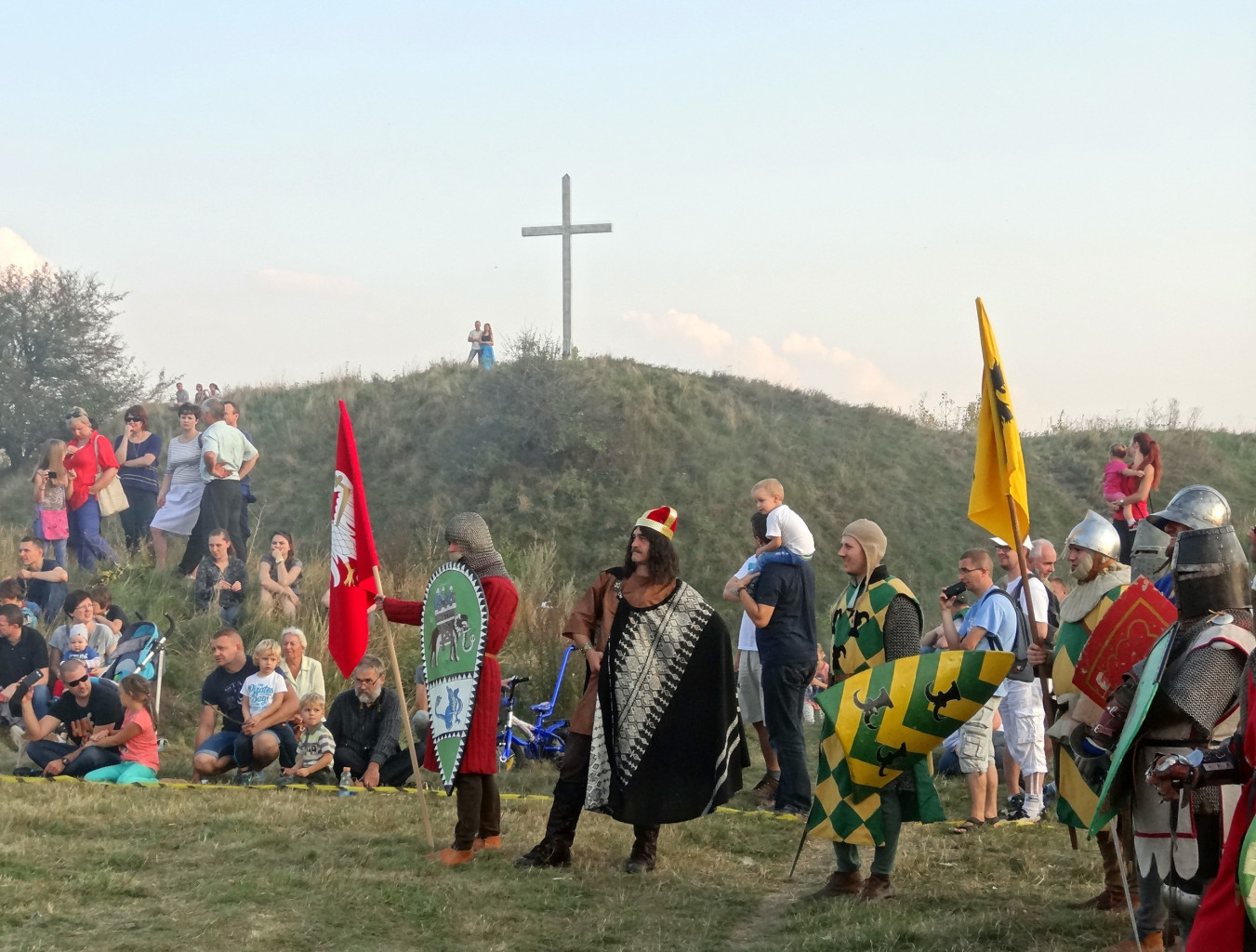
Inscenizacja historyczna na grodzisku Wyszogród (2014)

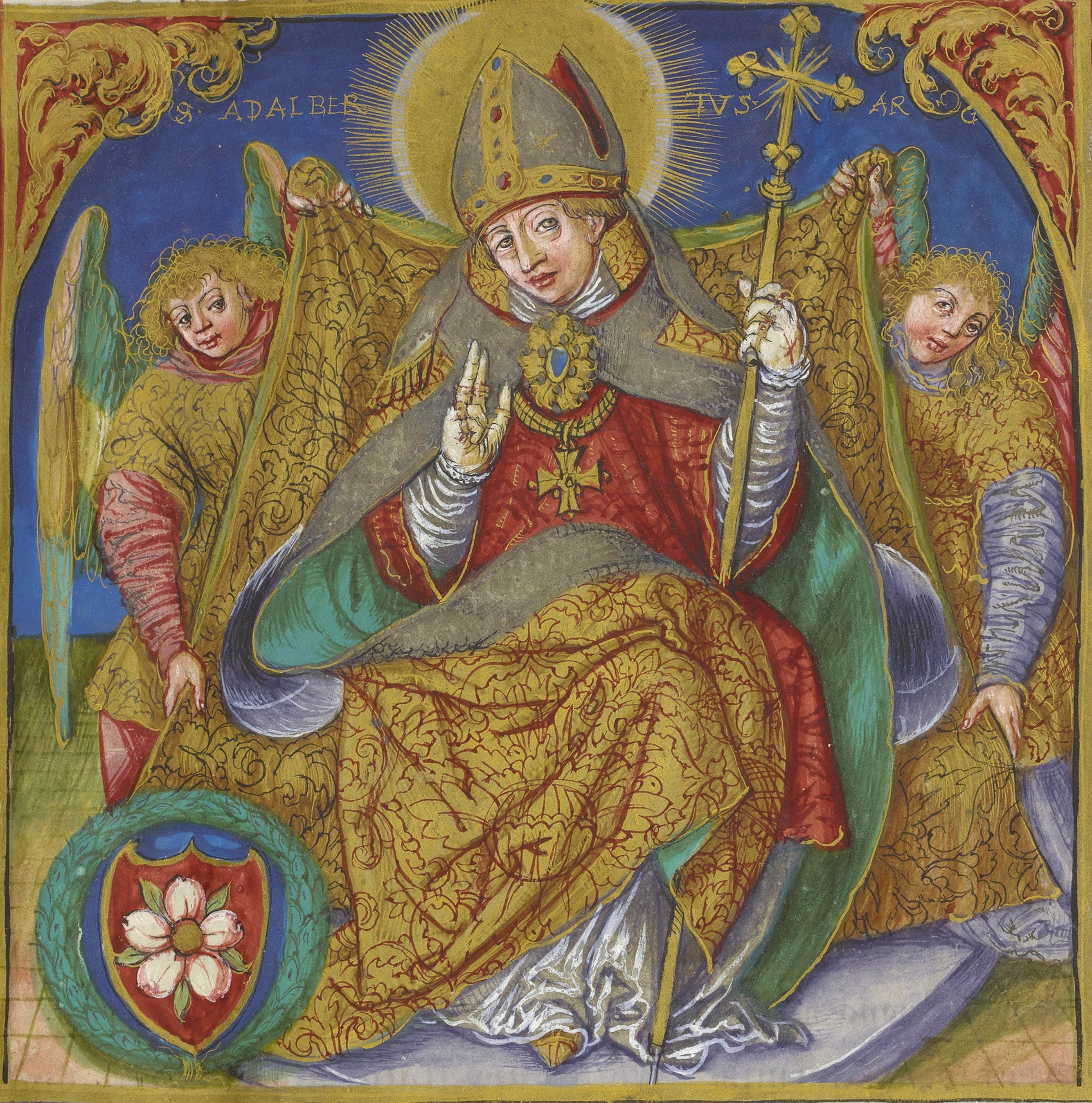
Święty Wojciech z herbem, który jest identyczny z herbem miasta Fordonu

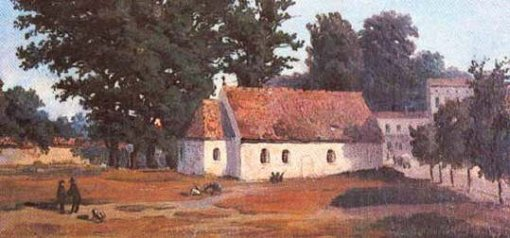
Kościół św. Idziego w Bydgoszczy zbudowany w połowie XIII wieku – fragment obrazu Paula Bertholda Jaekla z 1874

- 997 – legenda o świętym Wojciechu, który zatrzymał się w Wyszogrodzie podczas misji chrystianizacyjnej do Prusów; wizyta ta znajduje odzwierciedlenie w XVI-wiecznych dokumentach kościelnych[7] bpa Hieronima Rozdrażewskiego, a niezależnie od wyboru drogi św. Wojciecha do Prus, lądowej lub wodnej (Wisłą) – Wyszogród leżał na jego trasie[8]

## XI wiek
- 1037–1038 – początek fortyfikacji wczesnopiastowskiego grodu Wyszogród nad Wisłą u ujścia Brdy[9] (na terenie dzisiejszej Bydgoszczy, w dzielnicy Fordon)
- 1037–1053 – udowodniona dendrochronologicznie data budowy fortyfikacji grodu bydgoskiego nad Brdą[10]
- 1090 – najazd wojsk Władysława Hermana, w wyniku którego spalony został Wyszogród[11]

## XII wiek
- 1113 – zdobycie Wyszogrodu i Bydgoszczy[12] przez księcia Bolesława Krzywoustego, który wyprawia się na Pomorzan i ostatecznie przyłącza całe Pomorze do Polski, opis zdobycia Wyszogrodu znajduje się w najstarszej kronice polskiej autorstwa Galla Anonima[13]
- 1145 – dokument pisany, z którego wynika, że Wyszogrodem włada Janusz Wojsławic z rodu Powałów, istnieje kasztelania wyszogrodzka, obejmująca tereny w dorzeczu Brdy i Wisły (na lewym i prawym brzegu rzeki), oraz komora celna (w tym książęca), targ i karczmy, które kształtują osadę podgrodową[11]
- 1188 – kasztelania wyszogrodzka odnotowana jest jako należąca do księcia pomorskiego[11]
- 1198 – Wyszogród posiada kościół św. Marii Magdaleny, parafia jest najstarszą odnotowaną w dzisiejszym powiecie bydgoskim i jedną ze starszych na terenie regionu kujawsko-pomorskiego[11]

## XIII wiek
- 1238 – 28 czerwca w otoczeniu księcia kujawskiego Kazimierza, występuje Sulisław – pierwszy odnotowany w źródłach pisanych kasztelan bydgoski[2], natomiast kasztelanem wyszogrodzkim jest Arnold, poddany Świętopełka Wielkiego[11]
- 1239 – Rocznik kapituły gnieźnieńskiej donosi, że książę kujawski Kazimierz odzyskuje Bydgoszcz z rąk księcia pomorskiego Świętopełka[2]
- 1242 – w wyniku wojny książąt Kujaw i Pomorza Gdańskiego, Wyszogród wraz z kasztelanią zostaje wcielony do księstwa kujawskiego Kazimierza[2]
- 1250 – dokument zobowiązujący ludność wolną pochodzącą ze wsi należących do biskupa kujawskiego oraz kapituł włocławskiej i kruszwickiej do utrzymywania w porządku izbic i odcinka fosy w grodzie bydgoskim oraz fortyfikacji w Wyszogrodzie[2]
- 1252 – dokument regulujący stosunki handlowe między Krzyżakami a Kujawami, wystawiony przez księcia kujawskiego Kazimierza, z którego wynika że w Bydgoszczy znajduje się komora celna koło mostu na Brdzie; na komorze pobiera się cło od towarów wiezionych na Pomorze i przywożonych z Pomorza[2], natomiast Wyszogród dysponuje komorą celną i co za tym idzie przeprawą przez Wisłę[14]
- 1253–1254 – w otoczeniu księcia kujawskiego występuje kasztelan bydgoski Bogusław[2]
- 1254–1267 – budowa kaplicy św. Idziego[15] służącej urzędnikom i załodze grodu bydgoskiego oraz okolicznej ludności, prawdopodobnie fundacji Kazimierza kujawskiego, świątynia filialna kościoła św. Marii Magdaleny w Wyszogrodzie[16]
- 1268 – dokument Kroniki Wielkopolskiej, z którego wynika że kasztelan bydgoski Teodoryk Prus wydaje gród bydgoski w ręce księcia wielkopolskiego Bolesława Pobożnego; odbywa się to w kontekście buntu możnowładztwa przeciwko pokrzyżackiej polityce księcia kujawskiego Ziemomysła[2]
- 1271 – książę Mściwoj II Pomorski wyłącza kasztelanię wyszogrodzką spod panowania księcia kujawskiego[11]
- 1271–1306 – w dokumentach odnotowani są kolejni kasztelanowie bydgoscy: Wojciech z Pęchowa, Mroczko z Rogowa, Dominik, Bartosz z Kościelca, Bałdrzych, Jarosław z Płonkowa[17]
- 1280 – zjazd kujawsko-pomorski we wsi Rzepka (obecne Bartodzieje) leżącej na granicy kasztelanii wyszogrodzkiej i bydgoskiej; spotykają się Ziemomysł inowrocławski i Mściwoj II Pomorski, aby rozpatrzyć sporne sprawy spadkowe[11]
- 1284 – zjazd biskupa włocławskiego Wisława z krzyżackim mistrzem krajowym Konradem von Thierberg w Wyszogrodzie, w kontekście konfliktu Krzyżaków z braćmi Siemomysłem i Leszkiem Czarnym[11]
- 1285 – w wyniku układów kujawsko-wielkopolskich kasztelania bydgoska wraca pod panowanie księcia kujawskiego Ziemomysła[11]
- 1288 – zjazd dostojników w Wyszogrodzie poświęcony sprawie rozwodowej Mściwoja II Pomorskiego z Eufrozyną (wdową po Kazimierzu Kujawskim, matki Władysława Łokietka); na czele dostojników stoją: biskup gnieźnieński Jakub Świnka i biskup włocławski Wisław, następnie w Bartodziejach przyjęty jest orszak księcia wielkopolskiego Przemysła II, przekazując mu we władanie terytorium wyszogrodzkie[11]
- 1296 – po śmierci króla Przemysła II Władysław Łokietek przekazuje Wyszogród w ręce synów Siemomysła: Leszka, Przemysła i Kazimierza; od tej pory gród już na stałe związany jest z Kujawami[11]
- 1296–1314 – po śmierci Ziemomysła rządy w kasztelanii bydgoskiej i wyszogrodzkiej sprawuje jego małżonka Salomea (córka księcia pomorskiego) wraz z synami Leszkiem, Przemysłem i Kazimierzem

## XIV wiek

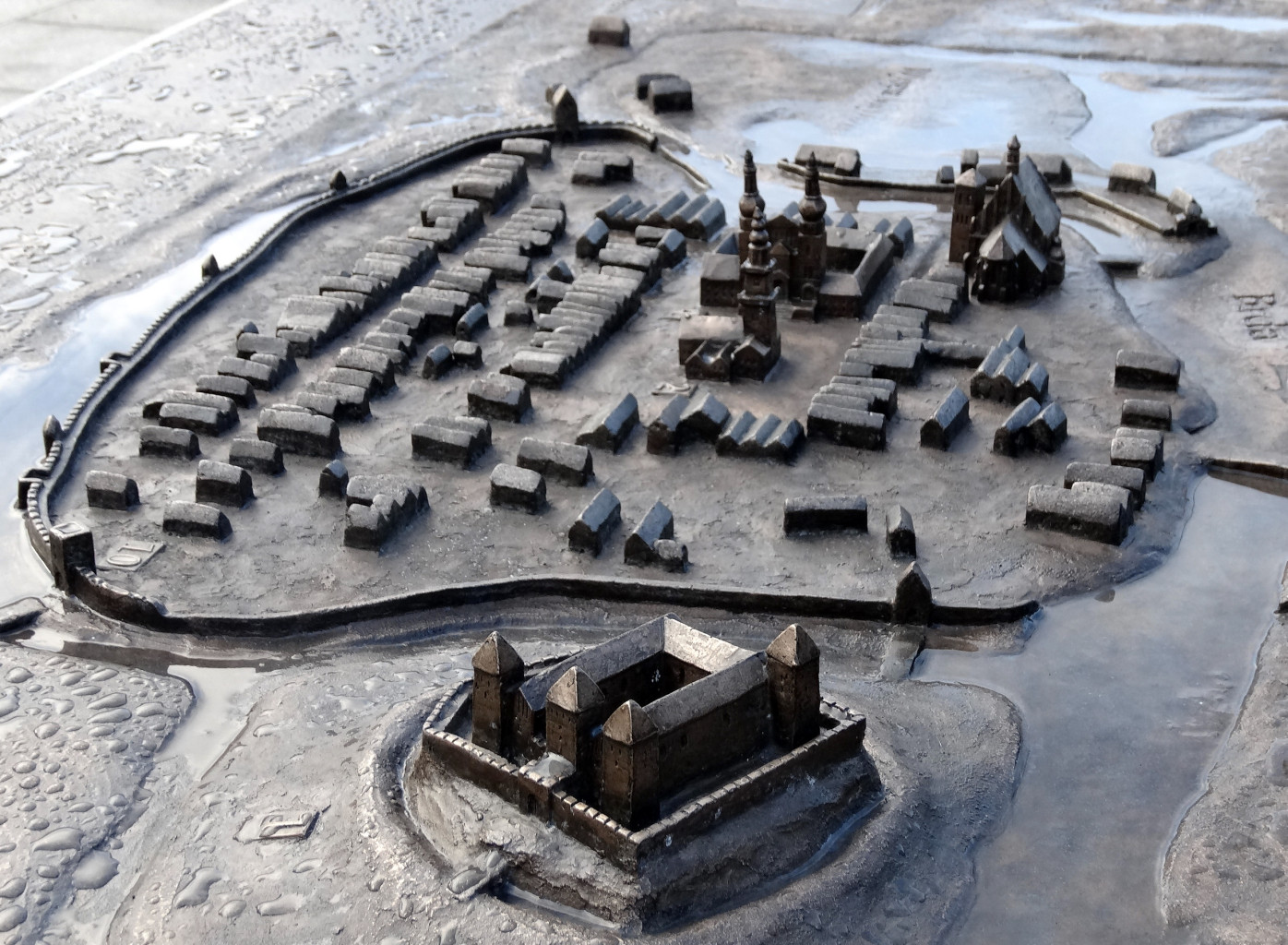
Płaskorzeźba bydgoskiego miasta lokacyjnego

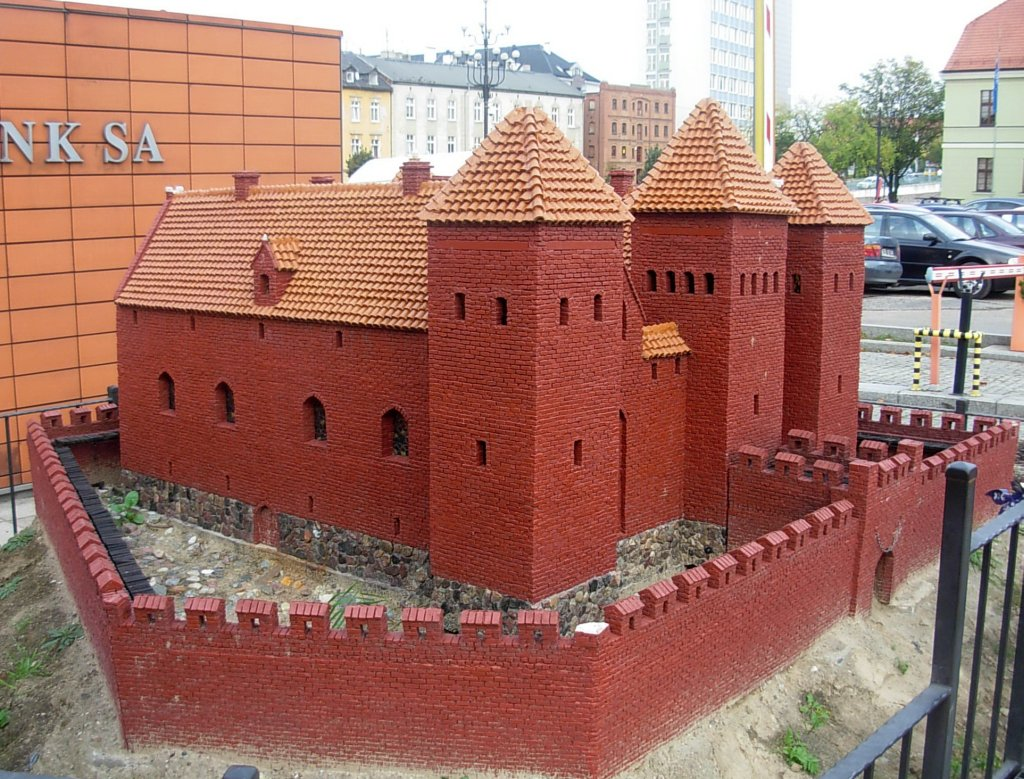
Makieta zamku bydgoskiego, zbudowanego w poł. XIV w. z woli Kazimierza Wielkiego, zniszczonego przez Szwedów w 1656 r., rozebranego w 1895 r.

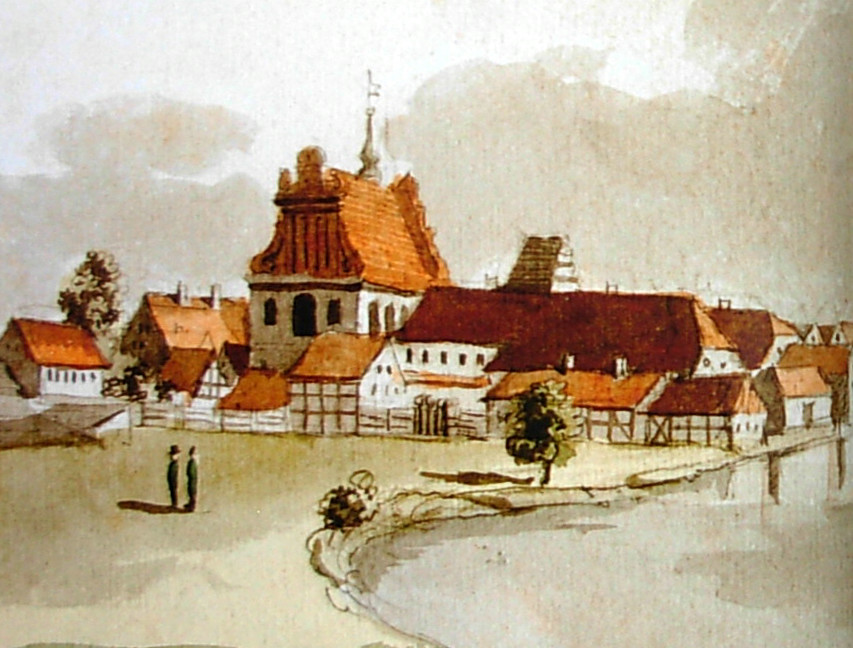
Klasztor Karmelitów w Bydgoszczy wraz z kościołem mariackim na obrazie wykonanym w 1802 roku

- 1314 – w wyniku podziału ojcowizny przez książąt kujawskich wyodrębnia się księstwo bydgosko-wyszogrodzkie rządzone przez Przemysła; rozwój bydgoskich urzędów ziemskich (kasztelan bydgoski, pełniący również funkcję kasztelana wyszogrodzkiego, sędzia, podkomorzy, podczaszy, podkoni, podstoli)[18]
- 1318 – księstwo bydgosko-wyszogrodzkie zostaje połączone z księstwem inowrocławskim przez osobę panującego Przemysła inowrocławskiego[11]
- 1327 – przejęcie władzy nad księstwami bydgosko-wyszogrodzkim i inowrocławskim przez Władysława Łokietka
- 1327–1329 – wojna polsko-krzyżacka (1327–1332), Bydgoszcz opanowana przez Krzyżaków[2]
- 1330 – wyprawa armii krzyżackiej dowodzonej przez Ottona von Lauterberga przeciwko Wyszogrodowi, zakończona zupełnym zniszczeniem grodu; w wyniku układów mistrz krzyżacki Werner von Orseln zwraca Bydgoszcz Władysławowi Łokietkowi[2]
- 1331 – po 13 lipca Krzyżacy najeżdżają na Polskę, jako pierwszy gród niszczą Bydgoszcz, do 1337 trwa okupacja krzyżacka[2]
- 1339 – na drugim procesie polsko-krzyżackim (tzw. warszawskim) kasztelan bydgoski Maciej składa zeznania dotyczące zajęcia Kujaw przez Krzyżaków[2]
- 1343 – na podstawie przymierza zawartego w Murzynnie między mistrzem krzyżackim Ludolfem König von Wattzau i królem Polski Kazimierzem Wielkim zostaje Polsce oddana Bydgoszcz oraz ziemia bydgoska i dobrzyńska[2]
- 19 kwietnia 1346 – Kazimierz Wielki podczas pobytu w Brześciu Kujawskim wystawia akt lokacyjny dla miasta Bydgoszczy na prawie magdeburskim; zasadźcami i pierwszymi wójtami bydgoskimi są Jan Kiesselhuth i Konrad[19]
- 1346 – wzmiankowany jest pleban bydgoski, co świadczy o założeniu parafii[20]; dawna kasztelania wyszogrodzka zostaje włączona do kasztelanii bydgoskiej
- 1346–1364 – budowa kościoła farnego pw. św. Mikołaja, częściowo murowanego[21]
- 1347 – decyzja Kazimierza Wielkiego o budowie murowanego zamku w Bydgoszczy[2]
- 1358 – pierwszy starosta bydgoski Mściwój z Kwiliny[22],
- 1345, 1347, 1349, 1370 – wizyty króla Kazimierza Wielkiego w Bydgoszczy[23]
- 1370 – Kazimierz Wielki oddaje w lenno[24] kasztelanię i zamek bydgoski księciu Kazimierzowi słupskiemu[2], który w nim rezyduje i odtwarza bydgoskie urzędy ziemskie (podczaszy, podsędek, chorąży)
- 1377 – 2 stycznia na zamku bydgoskim umiera Kaźko, książę dobrzyński, bydgoski, słupski i szczeciński, raniony śmiertelnie podczas oblegania zamku w Złotorii, który zajmuje Władysław Biały[2]; po śmierci księcia przez pewien czas przebywa na zamku bydgoskim wdowa po nim, Małgorzata, córka Siemowita III, księcia mazowieckiego[25]
- 1378 – król Ludwik Węgierski oddaje ziemię bydgoską w lenno księciu Władysławowi Opolczykowi[11]
- 1382 – Władysław Opolczyk wystawia akt lokacyjny dla miasta Fordonu na prawie chełmińskim; miasto ma zajmować miejsce oddalone o 2 km na wschód od zniszczonego Wyszogrodu i nazywać się z niemiecka Hoghemburg[11]
- 1390 –
  - Władysław Opolczyk nadaje księciu Wiguntowi, bratu Władysława Jagiełły, ziemię kujawską z Bydgoszczą jako posag swojej córki Jadwigi[26]
  - 25 grudnia Herman Schof, poseł Zygmunta Luksemburskiego proponuje wielkiemu mistrzowi Zakonu Krzyżackiego kupno Bydgoszczy i Inowrocławia oraz Kujaw i Ziemi Dobrzyńskiej[27]
- 1392 – Władysław Jagiełło odzyskuje ziemię bydgoską od Władysława Opolczyka i wciela do Królestwa Polskiego[28];
- 1397 – starosta bydgoski Tomasz z Węgleszyna, wójt i mieszczanie przyjmują uroczyście królową Jadwigę, która przybywa z Inowrocławia po rokowaniach z Krzyżakami w sprawie wykupu ziemi dobrzyńskiej[2]
- 1398 – erekcja bydgoskiego klasztoru karmelitów (jedna z najstarszych w Polsce, obok Gdańska, Krakowa i Poznania)[29]

## XV wiek
- 1401

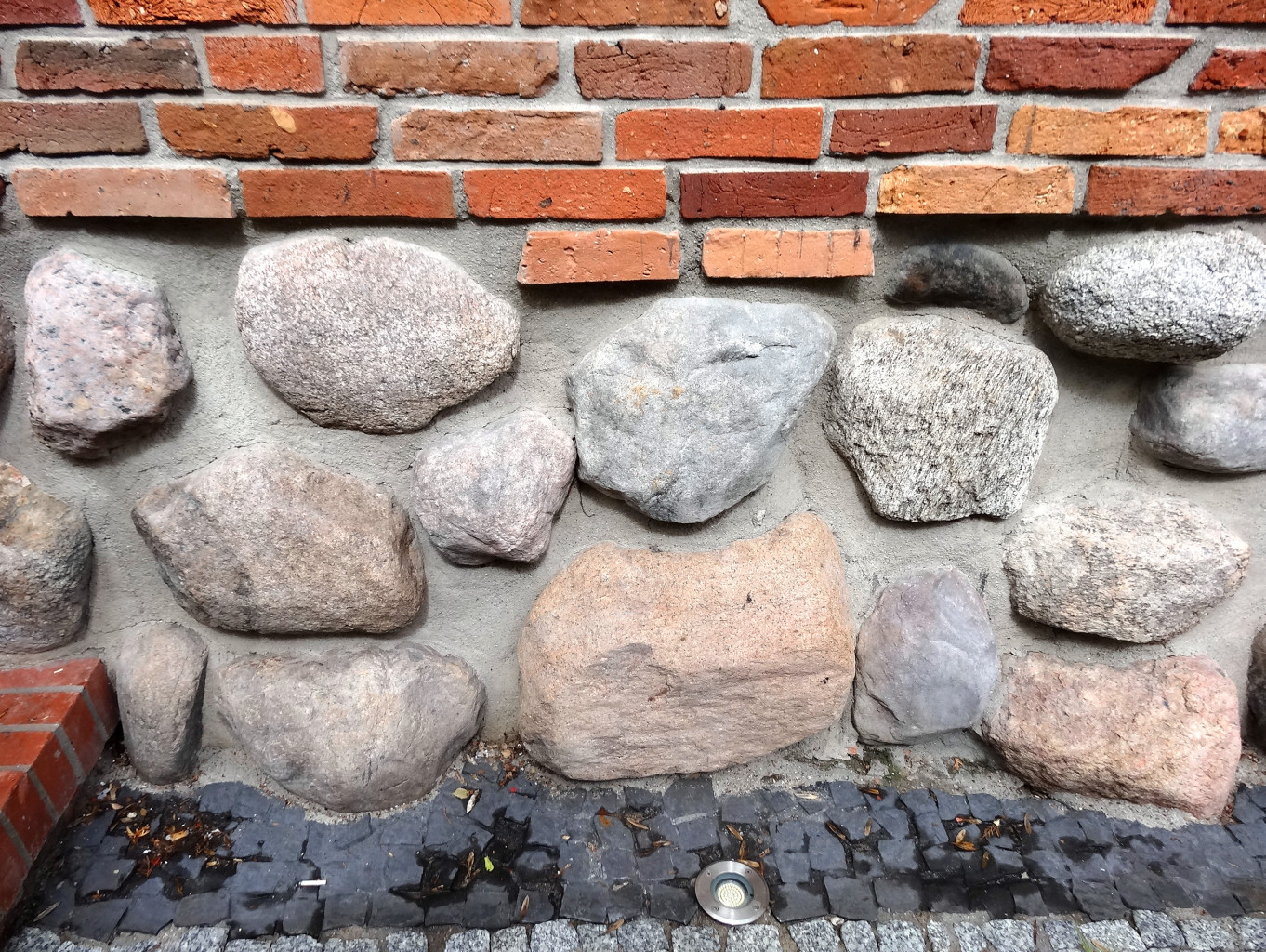
Zachowane do dzisiaj relikty muru miejskiego w Bydgoszczy

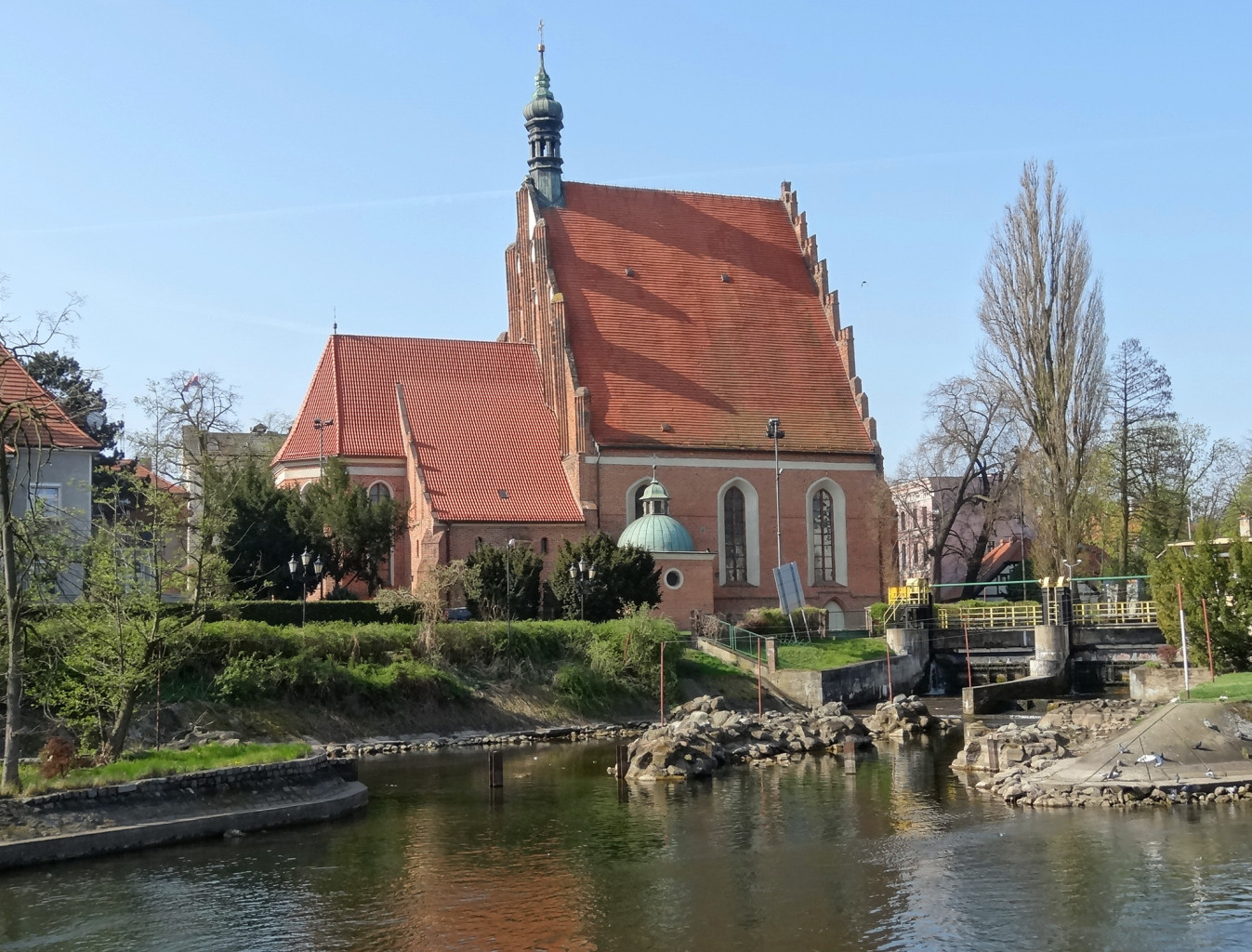
Gotycki kościół farny zbudowany w latach 1425–1466, wyposażenie wnętrza do 1502

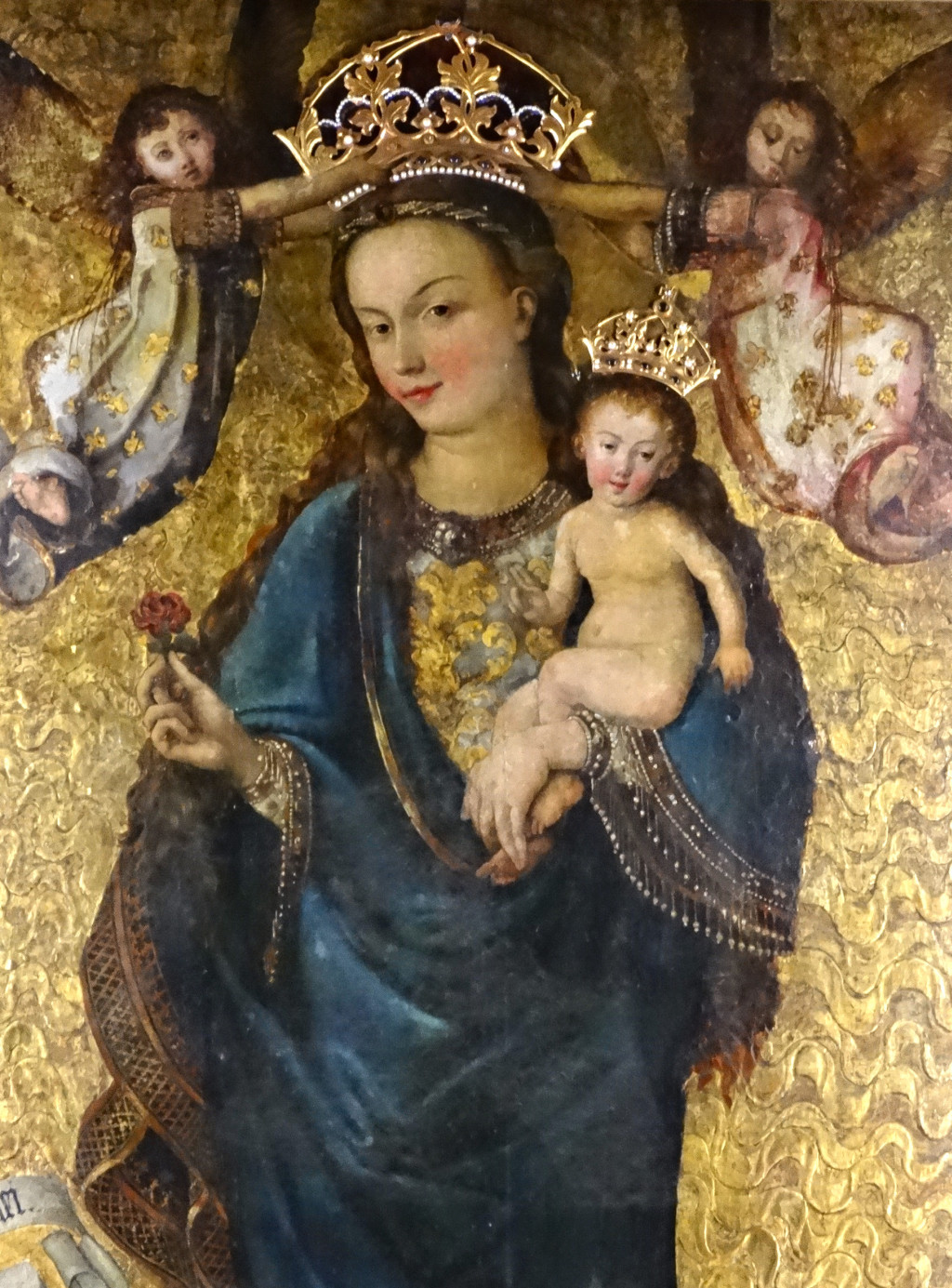
Gotycki obraz Matki Bożej z różą (1467-75) w bydgoskim kościele farnym – wotum za zakończoną wojnę trzynastoletnią

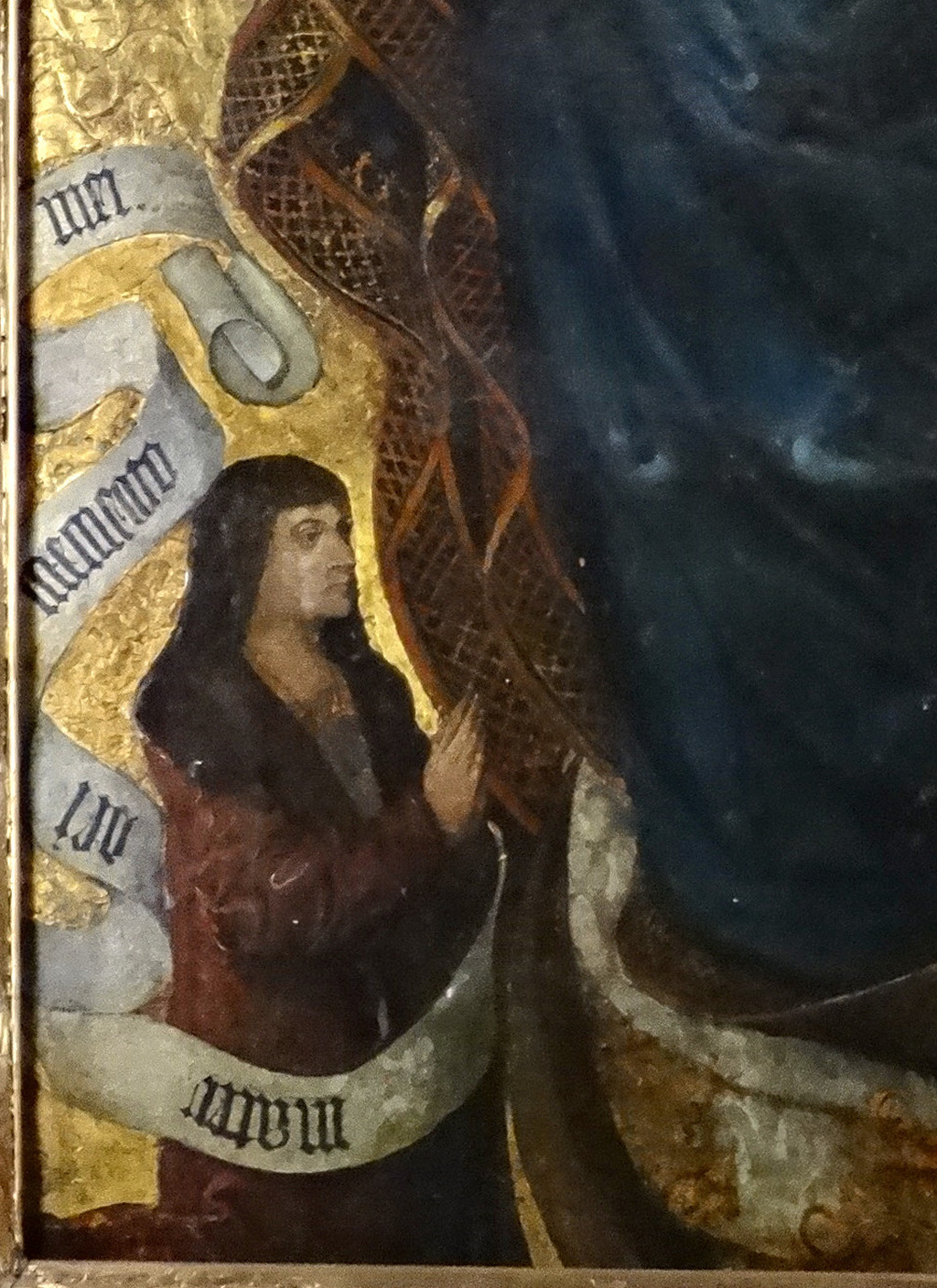
Postać na obrazie utożsamiana z fundatorem, starostą bydgoskim Janem Kościeleckim

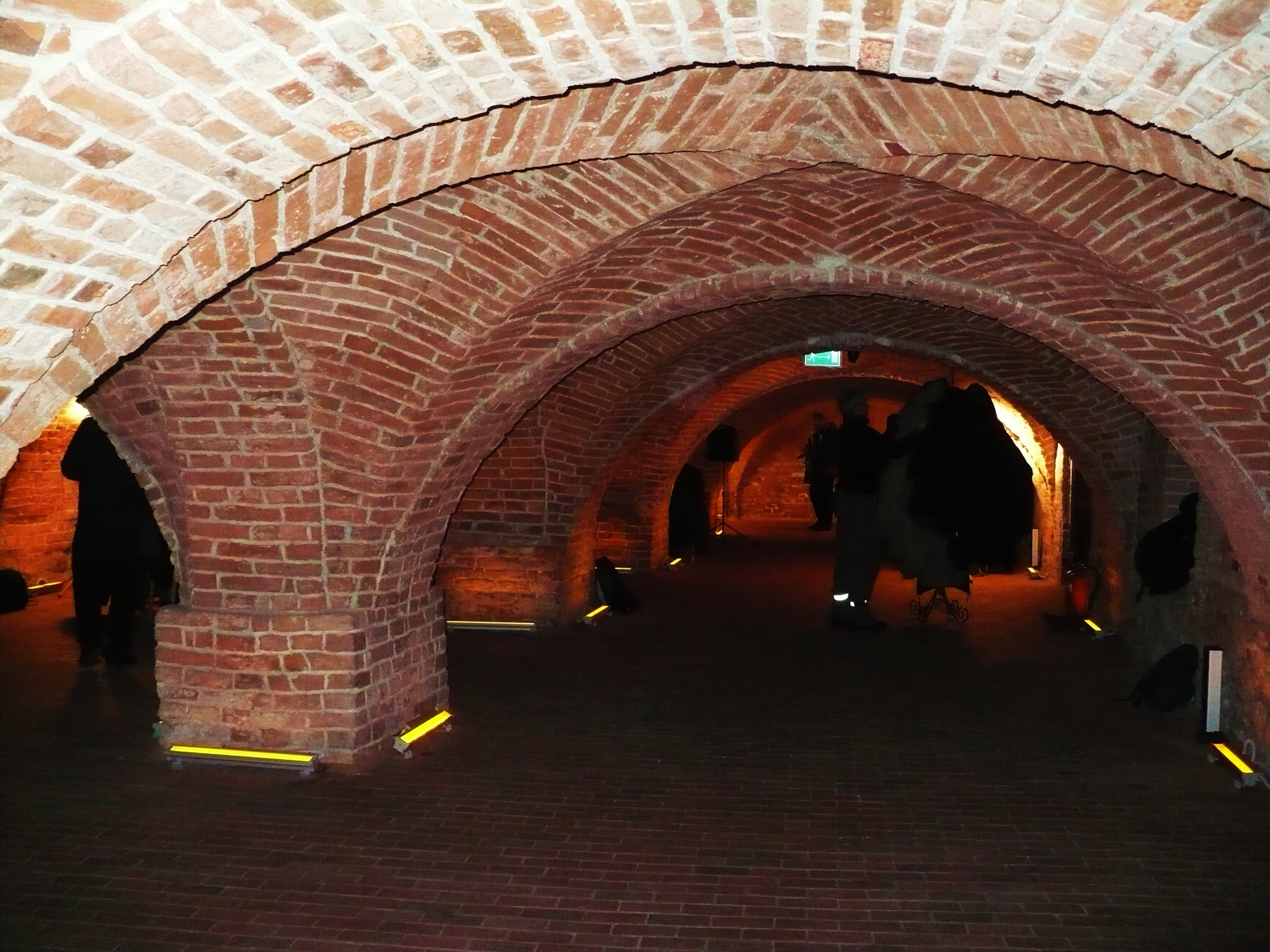
Zachowane XV-wieczne gotyckie piwnice Białego Spichrza w Bydgoszczy

  - 1 maja papież Bonifacy IX zatwierdza fundację karmelitów w Bydgoszczy przed murami miasta, z zachowaniem praw kościoła parafialnego[2]
  - Bydgoszcz rozwija handel zbożowy z Gdańskiem własnymi statkami z pominięciem Torunia, czemu starają się przeciwstawić Krzyżacy[2]
- 1403–1408 – wykup wójtostwa bydgoskiego przez króla Władysława Jagiełłę, który wciela go do uposażenia bydgoskiego starostwa, co przesądza o późniejszym ubóstwie samorządu miejskiego Bydgoszczy w przeciwieństwie do bogatego starostwa, na którym osadzani są wierzyciele i faworyci królewscy[30]
- 1404 – zezwolenie królewskie dotyczące budowy murów miejskich w Bydgoszczy[31]
- 1408 – 17 września starosta generalny bydgoski i wielkopolski Tomasz z Węgleszyna nadaje klasztorowi karmelitów szereg przywilejów, m.in. prawo łowienia ryb, dochody z młyna i cła wodnego oraz zezwala na korzystanie z lasów[2]
- 1409
  - 27 sierpnia załoga zamku bydgoskiego dokonuje wypadu pod Świecie zakończonego pojmaniem tamtejszego komtura Henryka von Plauen; powracające polskie oddziały spotykają jednak na posiłki krzyżackie, które uwalniają Plauena i 29 sierpnia wskutek zdrady burgrabiego bydgoskiego zdobywają zamek i palą miasto; zajęcie Bydgoszczy i ziemi dobrzyńskiej jest pierwszym aktem wielkiej wojny polsko-krzyżackiej[2]
  - 28 września rozpoczęcie oblężenia Bydgoszczy przez armię Władysława Jagiełły w celu odbicia zamku z rąk krzyżackich, 6 października zamek i miasto są zdobyte[23]
  - 8 października rozejm zawarty w Bydgoszczy między Jagiełłą a wielkim mistrzem zakonu krzyżackiego Ulrichem von Jungingen, który obowiązuje do 24 czerwca 1410 r.[23]
- 1410
  - 12 października wojska polskie po zwycięskiej bitwie pod Koronowem przybywają do Bydgoszczy wraz z jeńcami krzyżackimi i łupem[2]
  - 26 października król Władysław Jagiełło przybywa do Bydgoszczy, rozpoczynając starania w celu zawieszenia broni (dalszy ciąg negocjacji odbywa się na leżącej naprzeciw Torunia kępie bazarowej k. Nieszawy, gdzie podpisany jest dokument pokojowy)[23]
- 1411 – po 15 stycznia starosta bydgoski Janusz Brzozogłowy najeżdża podzamcze zamku krzyżackiego w Papowie, skąd uprowadza do Bydgoszczy konie Henryka von Plauen i jego świty[2]
- 1413 – starosta bydgoski Janusz Brzozogłowy nadaje klasztorowi karmelitów młyn we wsi Jachcice[29]
- 1422 – wyprawa armii krzyżackiej podczas wojny golubskiej z zamiarem zdobycia Bydgoszczy, udaremniona przez starostę Janusza Brzozogłowego, który otrzymuje posiłki[32]
- 1424 – 4 lipca Władysław Jagiełło wystawia akt lokacyjny dla miasta Fordonu na prawie magdeburskim; pierwszym wójtem zostaje starosta bydgoski Janusz Brzozogłowy[11]
- 1425
  - wielki pożar miasta, którego sprawcą według kroniki Łochowskiego jest mieszczanin Witakowski; płonie również kościół parafialny[21]
  - pobyt w Bydgoszczy króla Władysława Jagiełły, podczas którego rajcowie bydgoscy składają przysięgę wierności[23]
- 1425–1466 – odbudowa świątyni parafialnej w Bydgoszczy; powstaje budowla trzynawowa w stylu gotyckim, upiększanie jej wnętrza trwa do 1502[21]
- 1431 – 28 sierpnia armia krzyżacka przechodzi brodem przez Brdę w Bartodziejach i podchodzi pod Bydgoszcz, ale wobec dobrze przygotowanej obrony odstępuje od oblężenia (później zdobywa natomiast m.in. Inowrocław, Radziejów i Włocławek); dzieje się to podczas wojny polsko-krzyżackiej w latach 1431–1435[32]
- 1432 – na ostrowie wiślanym pod Fordonem odbywa się spotkanie polsko-krzyżackie celem wyjaśnienia sporów i potwierdzenia rozejmu[32]
- 1433 – dwukrotne przejście przez Bydgoszcz polsko-czeskiej (husyci) wyprawy odwetowej do Prus Zakonnych[32]
- 1434 – 9 maja starosta bydgoski Dobiesław Puchała i rada miasta Bydgoszczy potwierdzają statut cechu rzeźników[2]
- 1435 – wzmianka o pierwszym proboszczu fordońskim przy kościele św. Mikołaja, który zastępuje w spełnianiu funkcji duszpasterskich istniejący nadal (do końca XVIII wieku[33]) kościół św. Marii Magdaleny w Wyszogrodzie[11]
- 1441 – zamek bydgoski wraz z miejscowym starostwem zostaje przekazany Mikołajowi Szarlejskiemu pod zastaw długu jaki zaciąga król Władysław Warneńczyk[34]
- 1444 – Toruń wprowadza zakaz sprzedaży piwa bydgoskiego w obawie przed upadkiem miejscowych browarów[35]
- 1446 – burmistrz i rada miasta Bydgoszczy potwierdzają statut cechu zdunów-garncarzy[2]
- 1448 – 14 września dokument fundacyjny kaplicy Świętego Ducha na Przedmieściu Gdańskim wraz z pierwszym szpitalem (przytułkiem) dla chorych, ubogich i starców; kaplicę uposażają: burmistrz, landwójt, rajcy i mieszczanie[36]
- 1454
  - starosta bydgoski Mikołaj Szarlejski utrzymuje ścisłe związki z Tajną Radą Związku Pruskiego; Szarlejski jest przedstawicielem szlachty kujawskiej i wielkopolskiej odpowiedzialnym za egzekucję postanowień aktu inkorporacji Prus wydanym przez króla Kazimierza Jagiellończyka
  - 21–24 września pobyt w Bydgoszczy króla Kazimierza Jagiellończyka po klęsce pod Chojnicami; król organizuje zaplecze dla dalszej walki w czasie wojny trzynastoletniej[23]
- 1455 – 8–10 września król Kazimierz IV Jagiellończyk spotyka się na zamku bydgoskim z margrabią brandenburskim Fryderykiem II, z którym prowadzi negocjacje na temat zakończenia wojny[23]
- 1457
  - 5–26 kwietnia pobyt w Bydgoszczy króla Kazimierza Jagiellończyka w celu osobistego prowadzenia negocjacji z przedstawicielem zaciężnych krzyżackich Ulrykiem Czerwonką; dostojnicy: Andrzej Tęczyński, Jan Rytwiński, Jan Długosz, arcybiskup gnieźnieński, biskupi kujawski i poznański debatują, skąd wziąć fundusze na wykup twierdz krzyżackich; król w zamian za pożyczki, zastawy i przywileje zbiera ostatecznie sumę, za którą wykupuje na stałe z rąk krzyżackich: Nowe, Starogard i nieco później Malbork wraz z Tczewem i Iławą[23]
  - 28 października-7 listopada przegląd wojska przez króla Kazimierza Jagiellończyka i wyprawienie 3-tysięcznej armii pod Malbork, pod dowództwem starosty wielkopolskiego Ścibora z Ponieca[23]
  - 25 listopada przegląd wojska przez króla Kazimierza Jagiellończyka przed wyprawą do Prus oraz tajne negocjacje z dowódcą zaciężnych krzyżackich Ulrykiem Czerwonką[23]
- 1459, 1463 – w czasie obrad sejmu piotrkowskiego wymienia się Bydgoszcz jako miejsce rokowań polsko-krzyżackich[2]
- 1461
  - 1–10 sierpnia przegląd króla Kazimierza Jagiellończyka pospolitego ruszenia na wyprawę w kierunku Chojnic[23]
  - we wrześniu król Kazimierz Jagiellończyk przyjmuje delegatów toruńskiej rady miejskiej, w tym dziadka Mikołaja Kopernika – Łukasza Watzenrodego; 21 września król w Bydgoszczy odbiera wiadomość o zgonie swej matki Zofii Holszańskiej[23]
- 1466
  - od 23 lipca pobyt króla Kazimierza Jagiellończyka w Bydgoszczy, gdzie spotyka się na zamku z księciem słupskim Erykiem II i dowódcą wojsk zakonnych Bernardem Szumborskim; 17 sierpnia zawiera decydujący o losach wojny trzynastoletniej sojusz z Erykiem II, po czym Krzyżacy proszą o rozmowy pokojowe prowadzone później w Toruniu, zakończone zawarciem pokoju 19 października 1466[23]
  - budowa kaplicy przy kościele farnym pw. Świętej Anny i Najświętszej Marii Panny; 9 grudnia fundacja ołtarza Najświętszej Marii Panny przez wojewodę inowrocławskiego, starostę bydgoskiego Jana Kościeleckiego, za uprzednią zgodą króla Kazimierza Jagiellończyka; główną ozdobą ołtarza jest gotycki obraz Matki Bożej Pięknej Miłości z różą w dłoni (wotum za zakończoną wojnę trzynastoletnią)[21]
- 1468 – 3 sierpnia król Kazimierz IV Jagiellończyk zatrzymuje się w Bydgoszczy w drodze do Gdańska na hołd miast pruskich[23]
- 1477 – utworzenie dekanatu bydgoskiego w ramach diecezji kujawskiej[37]
- 1480 – 5 grudnia erekcja klasztoru bernardynów w Bydgoszczy (trzeci konwent pod względem starszeństwa w Polsce, po Krakowie i Warszawie) przez biskupa kujawskiego Zbigniewa Oleśnickiego, za zgodą króla Kazimierza Jagiellończyka[38]
- 1484
  - przywilej króla Kazimierza Jagiellończyka nadany bydgoskim kupcom prowadzącym handel spławny – prawo swobodnej żeglugi na Brdzie i Wiśle[39]
  - przywilej króla Kazimierza Jagiellończyka, zgodnie z którym w Bydgoszczy mogą odbywać się 3 jarmarki: św. Agnieszki (21 stycznia), św. Idziego (1 września) i św. Marcina (11 listopada)[40]
- 1485 – ukończenie budowy drewnianego kościoła i klasztoru bernardyńskiego[41]
- 1487 – 21 grudnia starosta bydgoski Andrzej Kościelecki (późniejszy żupnik i marszałek nadworny koronny)[a] ustanawia cech szyprów, którego członkowie zajmują się spławem zboża i innych towarów Brdą i Wisłą do Gdańska[42]
- 1488 – początki Biblioteki Bernardynów w Bydgoszczy[43]
- 1493
  - w źródłach pojawia się znany z imienia łaziebnik bydgoski (Michał)[44]
  - 9 grudnia przywilej Jana Olbrachta, na mocy którego pospólstwo bydgoskie uzyskuje prawo do wybierania wraz z elekcją rajców, czterech szafarzy (kamlarzy), uczestniczących w zbieraniu i rozdziale pieniędzy miejskich[2]
- 1495
  - założenie Bydgoskiego Bractwa Kurkowego, opartego na wilkierzu łuczników poznańskich[45]
  - zaraza, która wyludnia miasto do połowy[2]
  - Jan Bogurski z żoną Michną ofiarowuje szpitalowi Świętego Ducha na Przedmieściu Gdańskim ogrody z trzema domami; prepozytem szpitala jest Jan z Dźwierzchna – pomocnik kapelana kaplicy na zamku bydgoskim[36]

## XVI wiek
- 1501

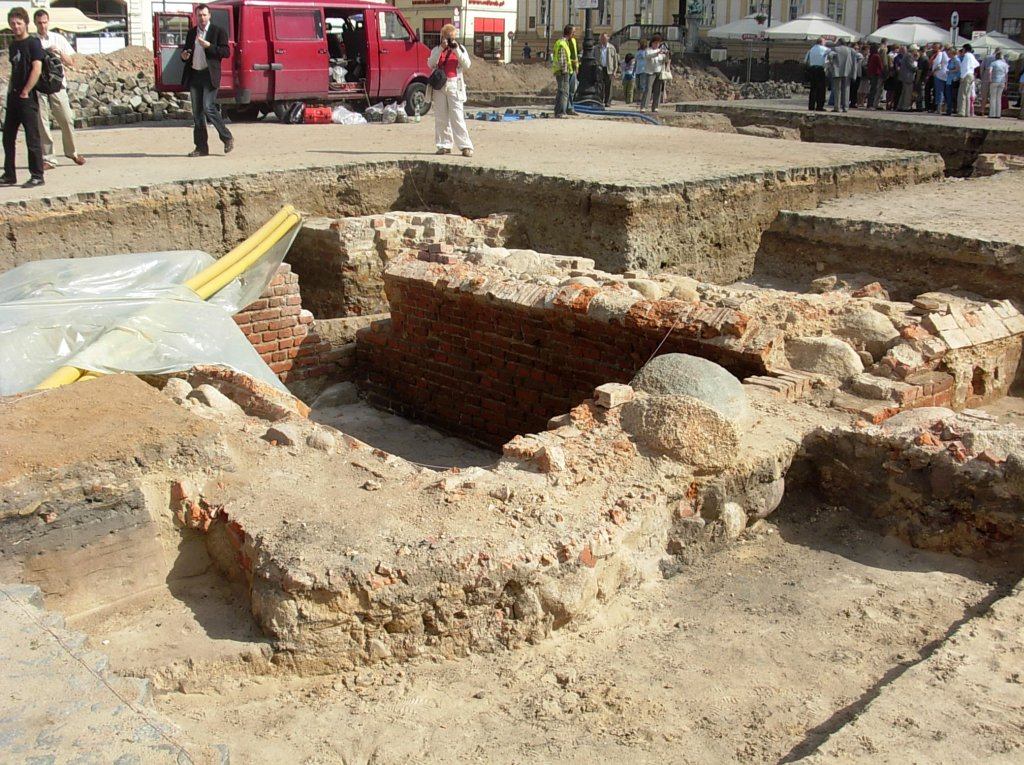
Fundamenty wieży starego ratusza na Starym Rynku w Bydgoszczy podczas wykopalisk w 2010 roku

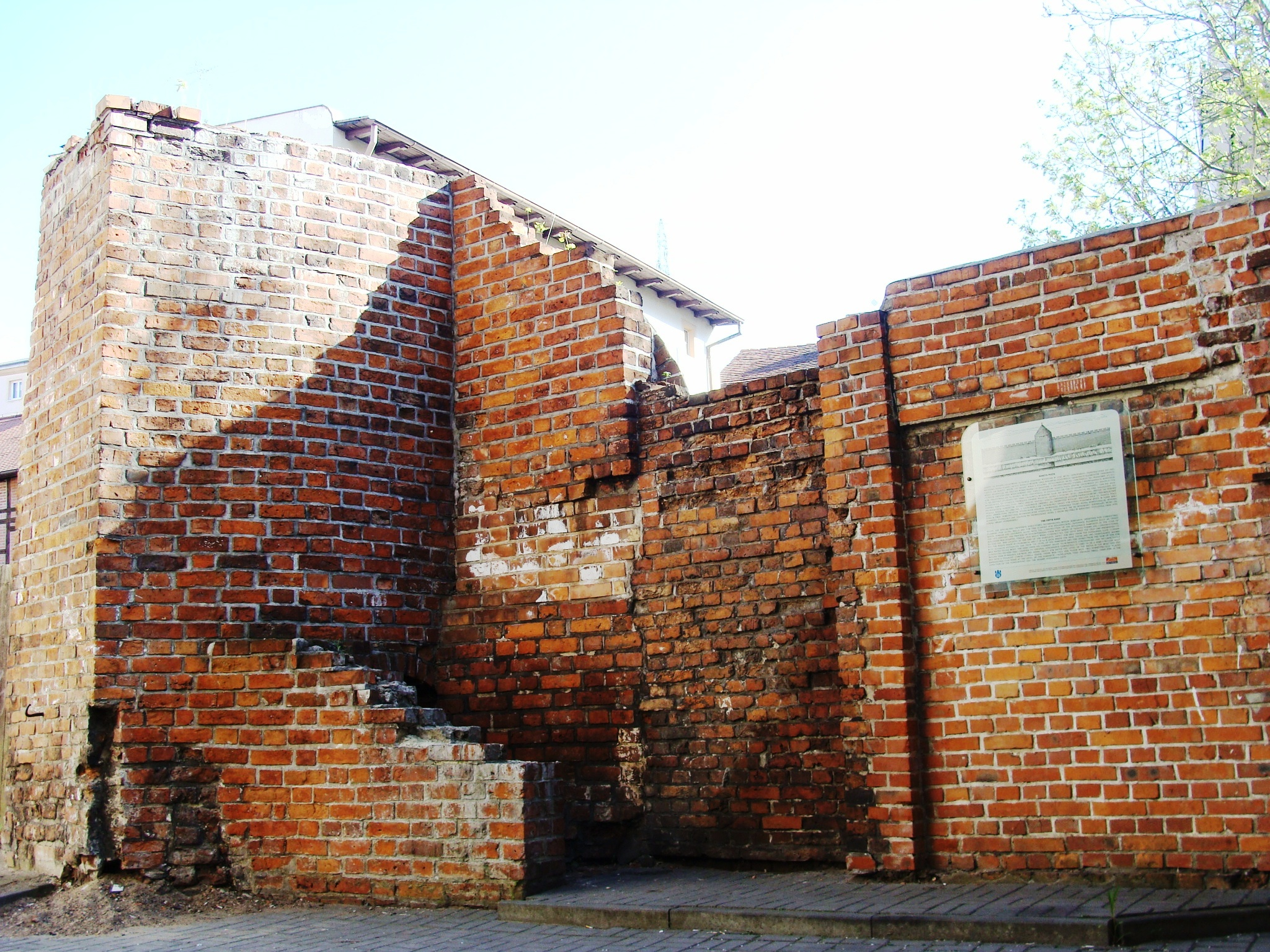
Zachowane fragmenty murów miejskich

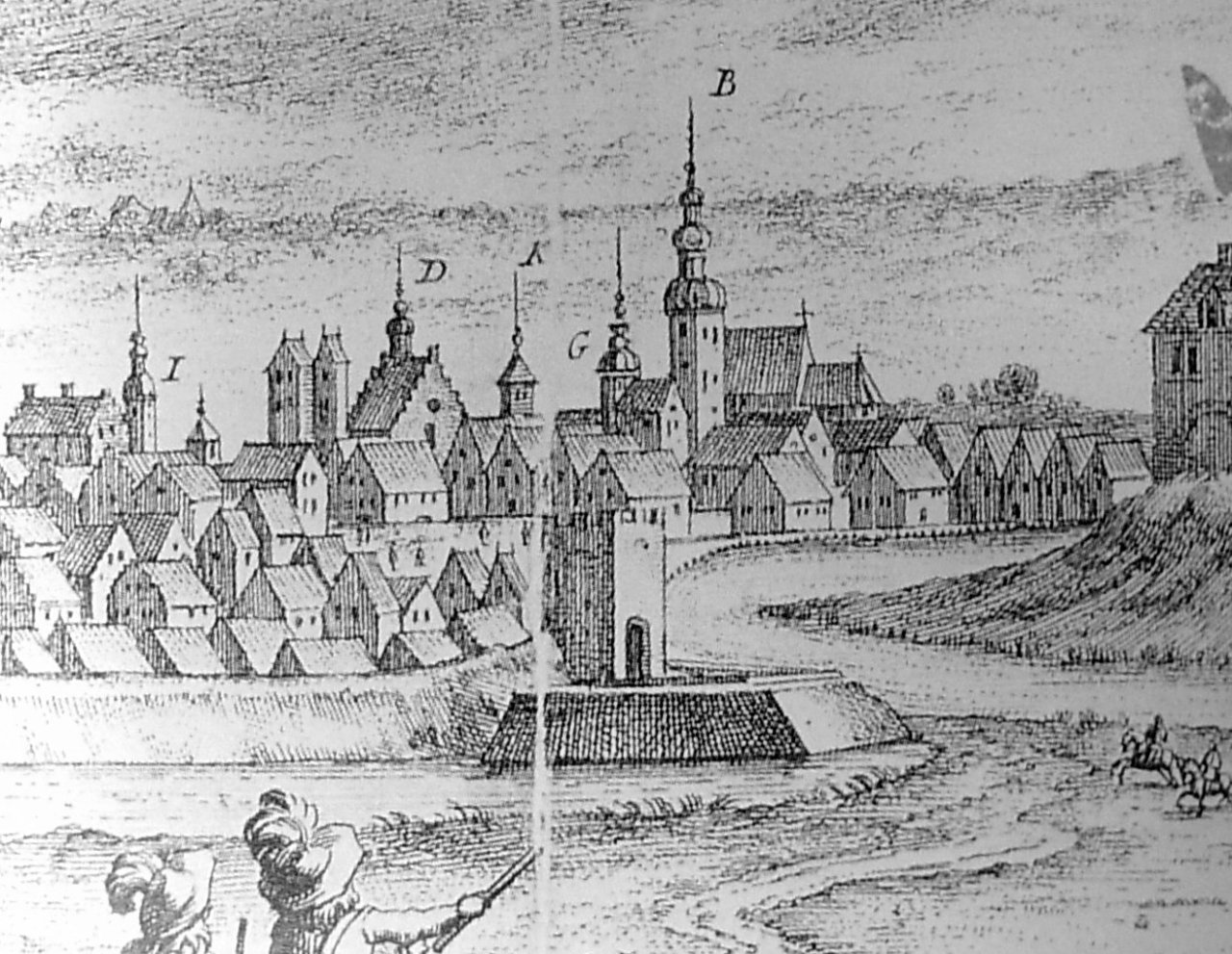
Brama Kujawska (na pierwszym planie) na sztychu Bydgoszczy Erika Dahlberga z 1657 r. W tle widnieją obiekty: I-klasztor karmelitów, D-kościół karmelitów, KG-prawdopodobnie wieże Bramy Gdańskiej, B-kościół klarysek

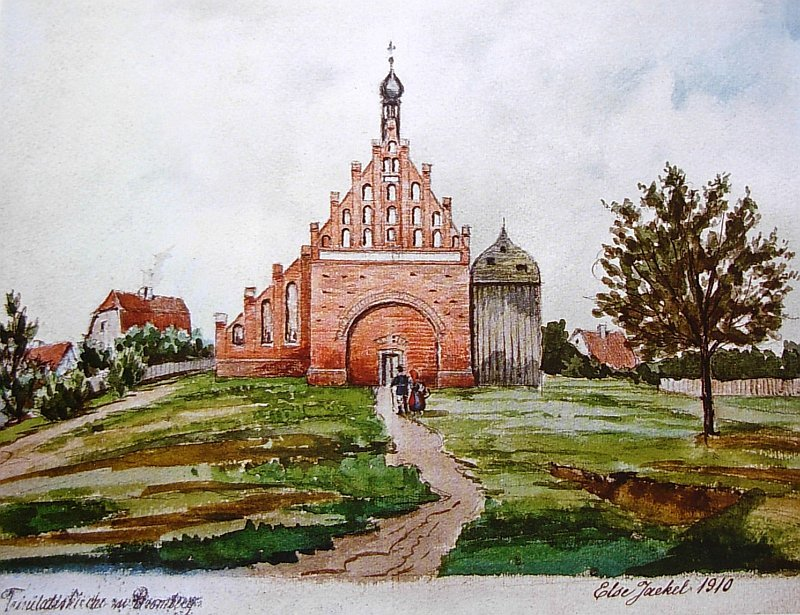
Stary kościół Świętej Trójcy ufundowany w 1549 i wzniesiony w 1556 roku

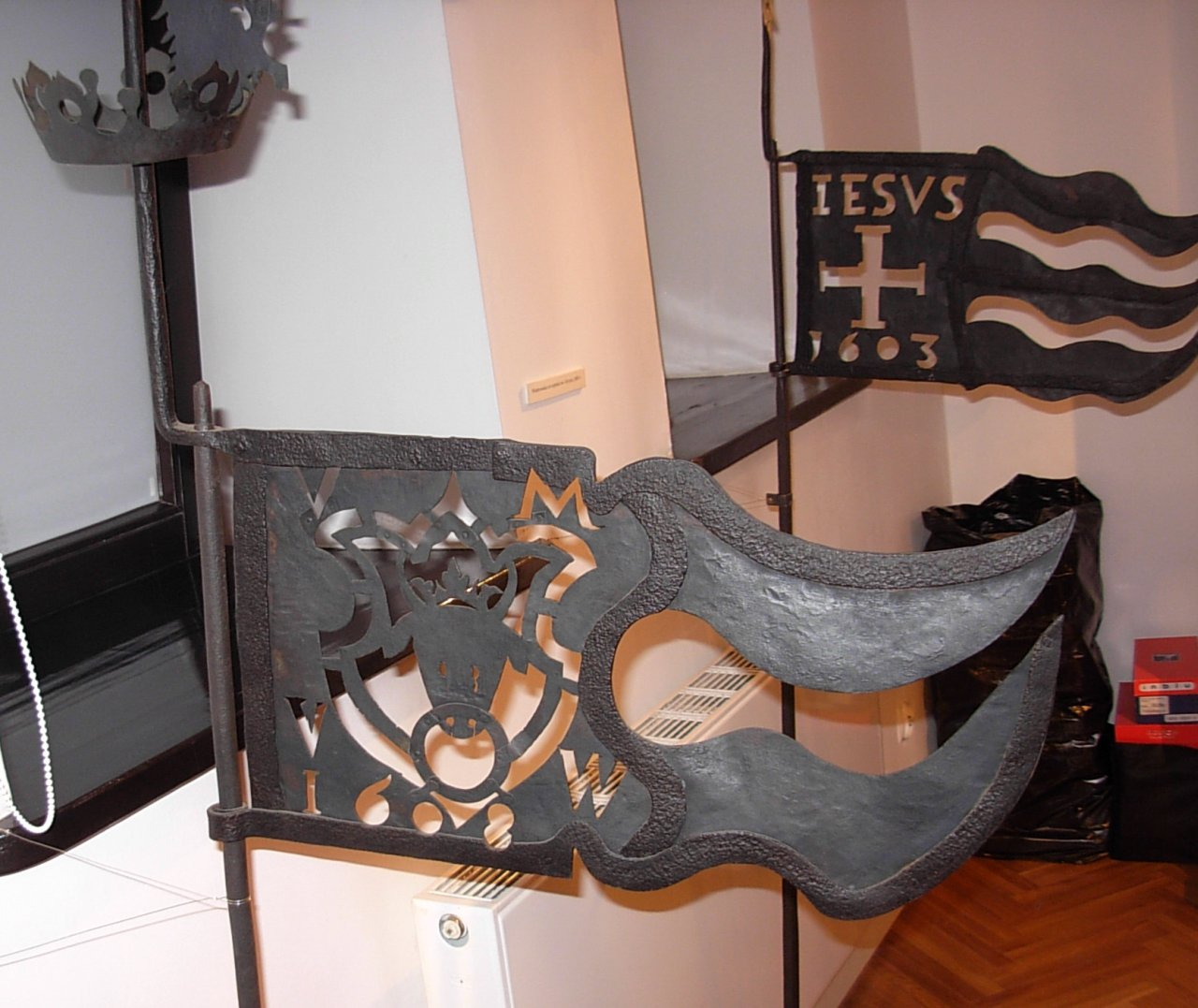
Wiatrowskaz z dzwonnicy klasztoru karmelitów i szpitala św Krzyża na wystawie Muzeum Okręgowego

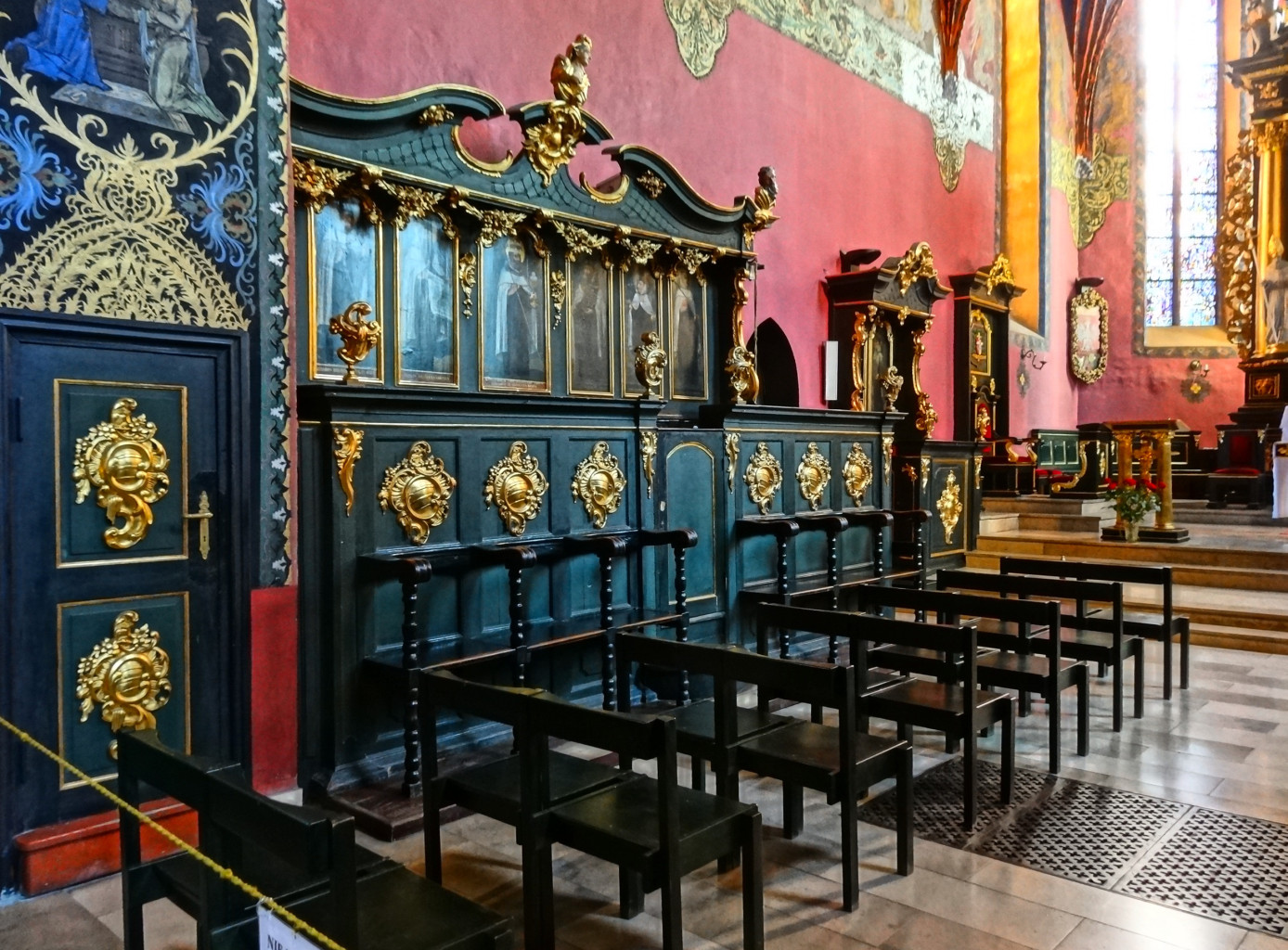
Fragment rokokowych stalli z kościoła karmelitów (przeniesione do fary)

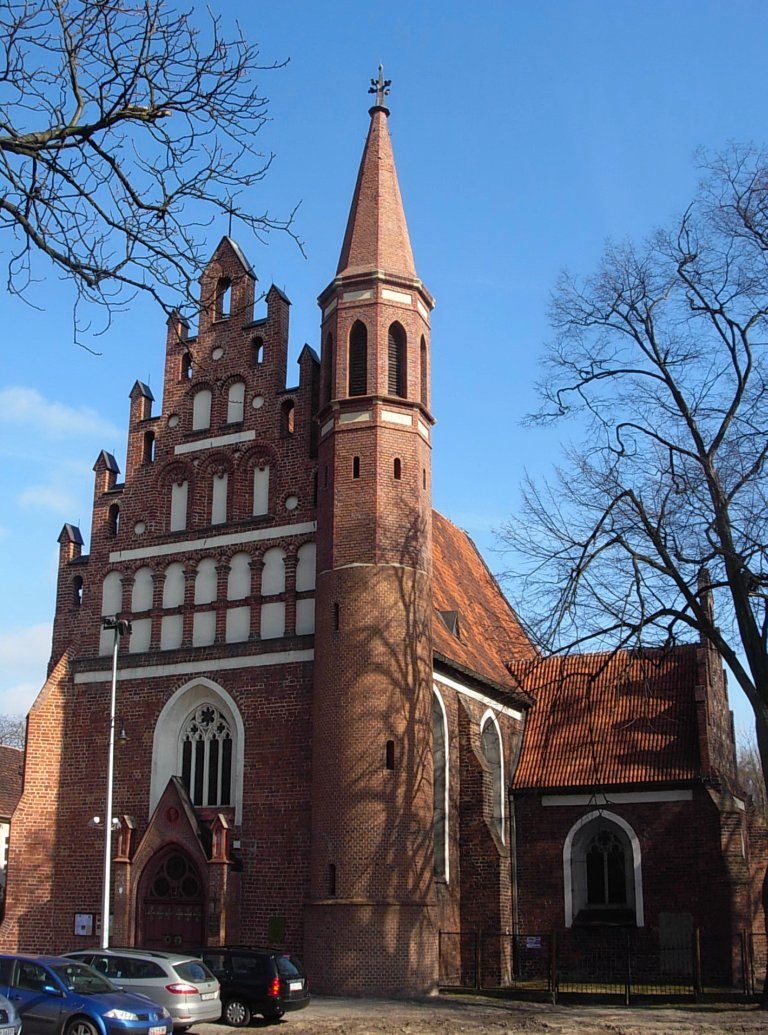
Kościół pobernardyński Najświętszej Maryi Panny Królowej Pokoju w Bydgoszczy wzniesiony w latach 1552–1557, z prawej kaplica św. Anny zbudowana w 1595 roku

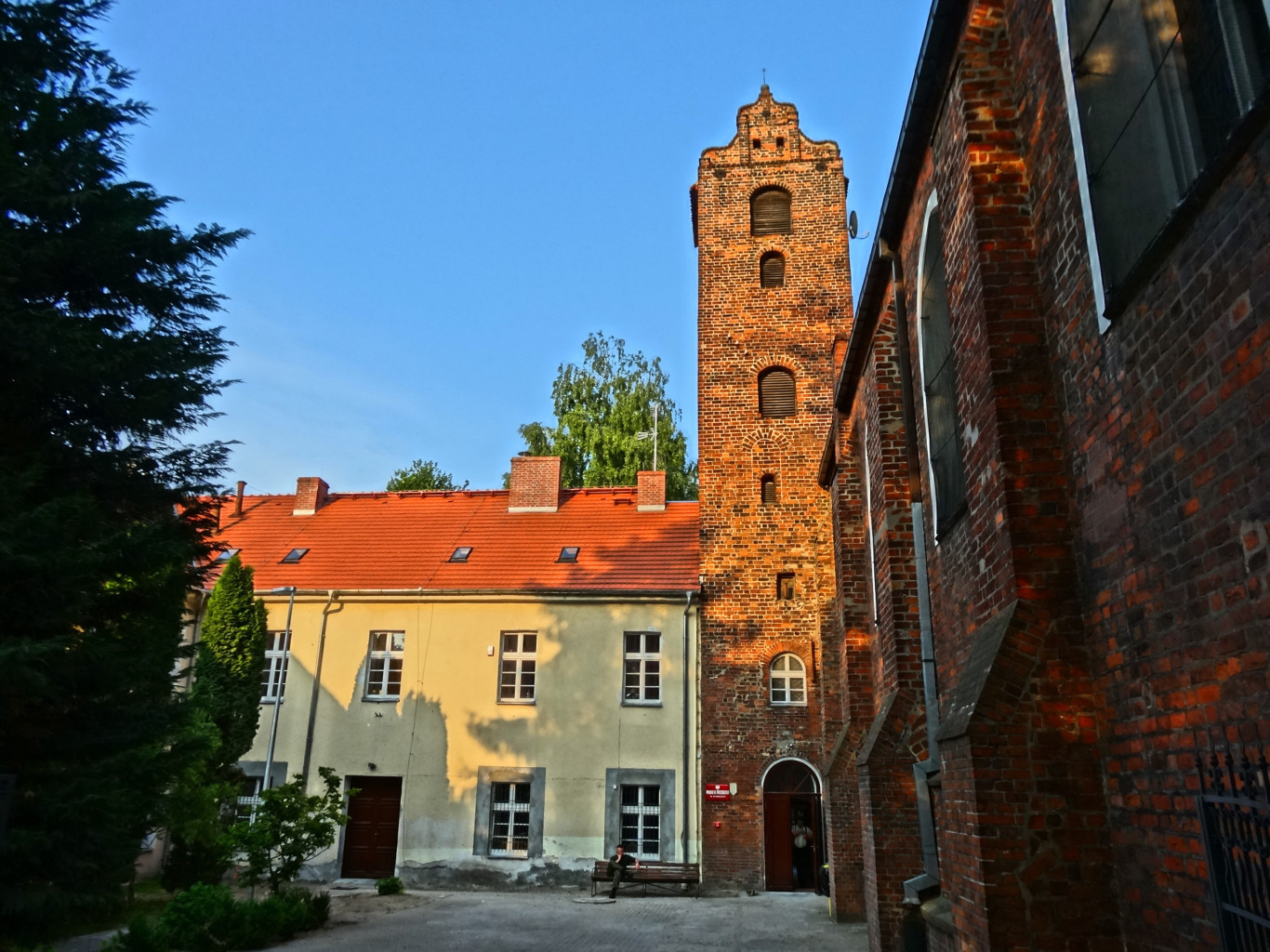
Fragment dawnego klasztoru bernardynów

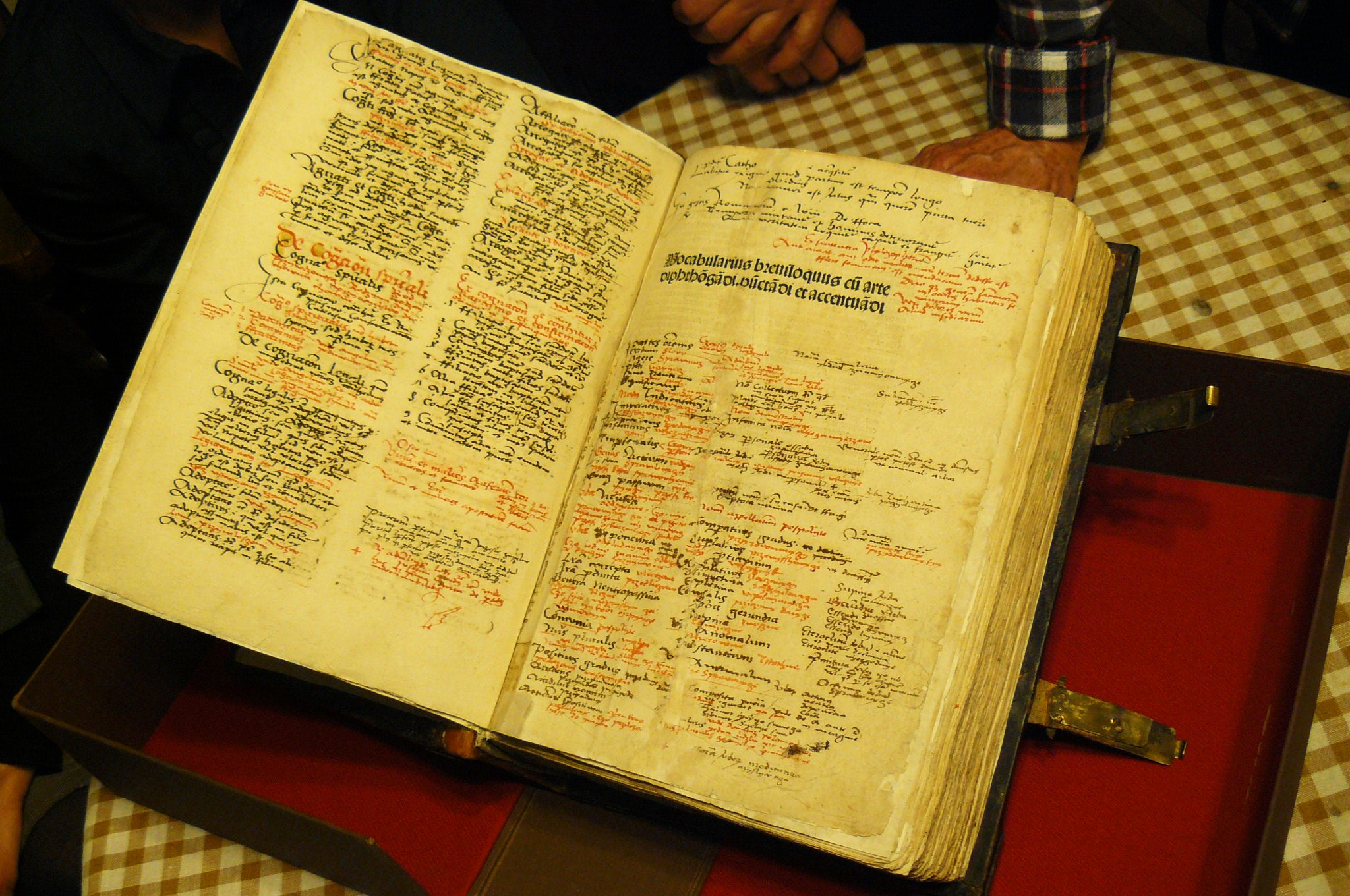
Słownik łacińsko-polski Bartłomieja z Bydgoszczy ze zbiorów Biblioteki UAM

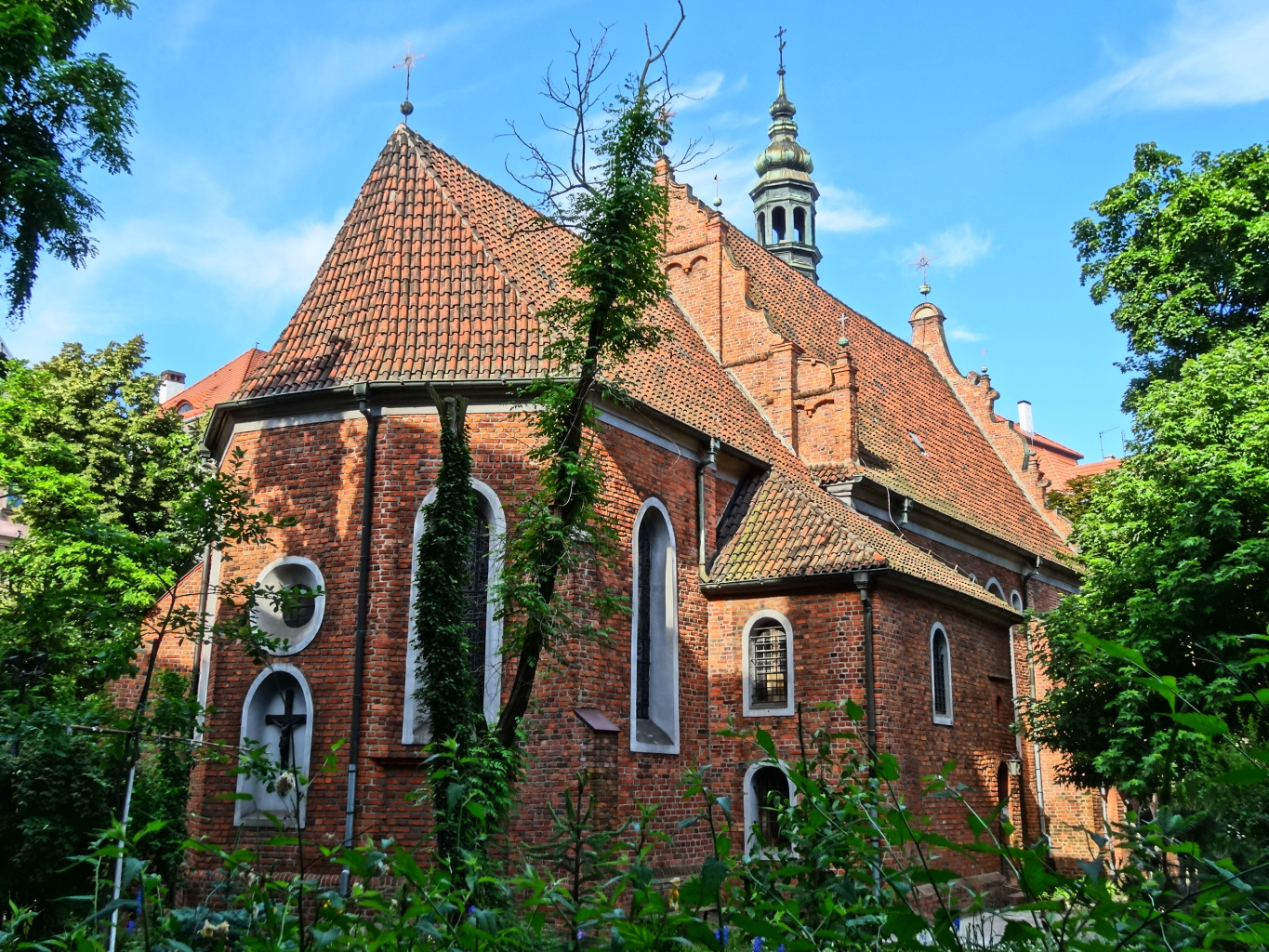
Prezbiterium kościoła klarysek, które jest reliktem dawnej kaplicy Świętego Ducha wzniesionej w latach 1582–1590

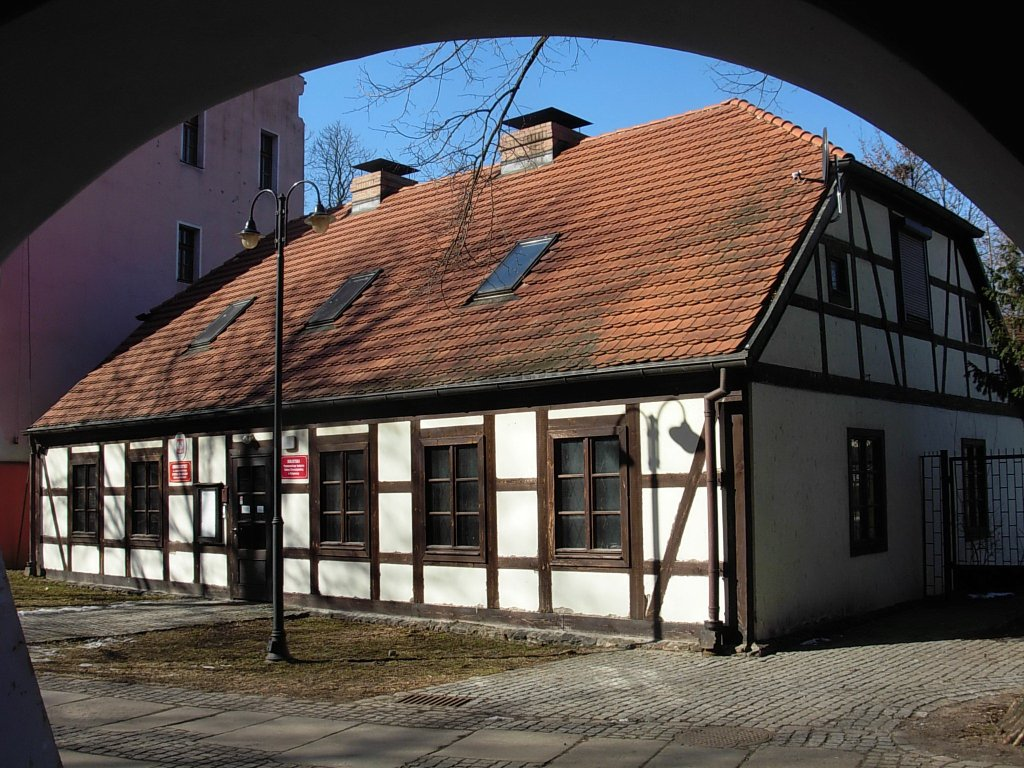
Budynek szkoły parafialnej w Bydgoszczy

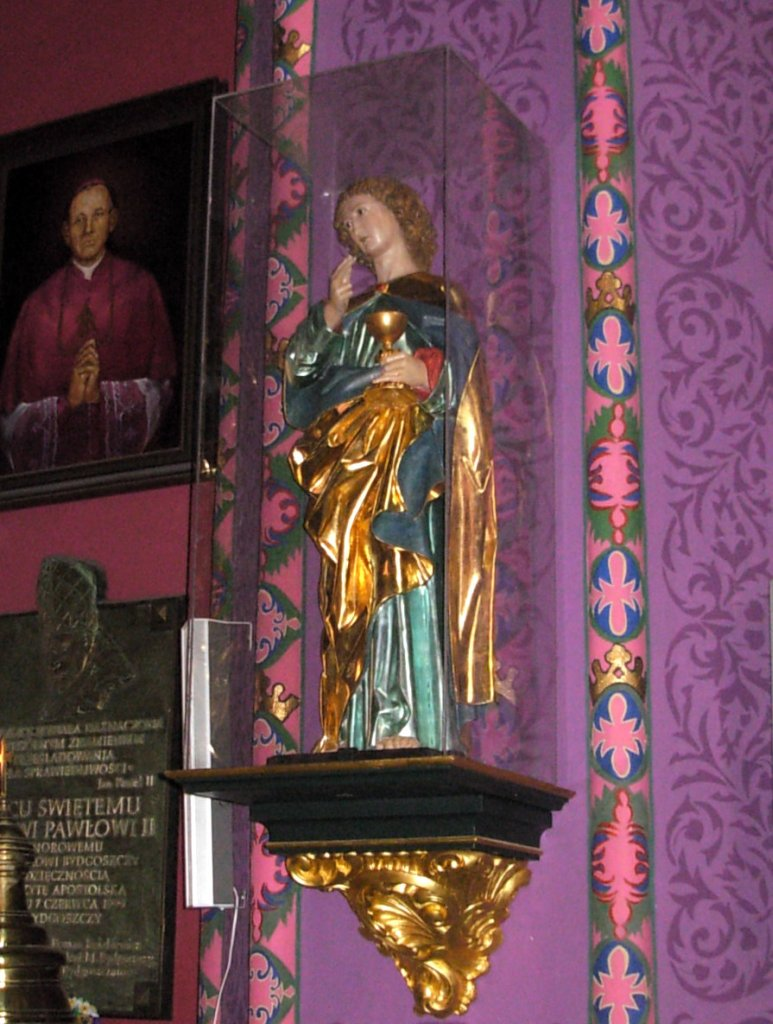
Datowana na pierwszą ćwierć XVI w. figura św. Jana Ewangelisty w bydgoskim kościele farnym

  - 22–26 maja król Jan I Olbracht odwiedza w Bydgoszczy miejscowego starostę i zarazem podskarbiego wielkiego koronnego Andrzeja Kościeleckiego[46]
  - przywilej króla Jana Olbrachta nadany bydgoskim kupcom prowadzącym handel spławny – prawo pobierania cła wodnego od towarów wpływających do portu bydgoskiego[39]
- 1502
  - przywilej króla Aleksandra Jagiellończyka nadany bydgoskim kupcom prowadzącym handel spławny – zwolnienie z ceł w drodze powrotnej z Gdańska[39]
  - burmistrz i rada miasta Bydgoszczy potwierdzają statut cechu krawców i kuśnierzy[47]
  - erygowanie szpitala św. Stanisława na Przedmieściu Kujawskim; mieszczanie fundują budynki dla chorych, starców i ubogich, a starosta bydgoski Andrzej Kościelecki nadaje przywileje[36]
- 1502, 1503, 1515, 1516 – ofiary w postaci nieruchomości, pól i łąk na rzecz szpitala Świętego Ducha przekazywane przez mieszczan bydgoskich[36]
- 1504 – 9 marca decyzja króla Aleksandra Jagiellończyka, polecająca udawanie się mieszczan bydgoskich po orzeczenia prawne w sprawach wątpliwych (zwanych ortylami) do Poznania, zamiast co obowiązywało dotychczas do Inowrocławia[2]
- 1505 – starosta bydgoski Stanisław Kościelecki funduje klejnot Bydgoskiemu Bractwu Kurkowemu, na którym umieszcza herb Kościeleckich – Ogończyk i własne inicjały[45]
- 1510 – udział króla Zygmunta Starego w Sejmie w Bydgoszczy, podczas którego zapadają uchwały dotyczące pracy sejmu, administrowania dobrami koronnymi i obrony kraju[23]
- 1511
  - udział króla Zygmunta Starego w Sejmie w Bydgoszczy, podczas którego złożony jest protest m.in. przeciwko statutowi Jana Albrechta[23]
  - pożar pierwotnego gotyckiego ratusza[48]
- 1511, 1512, 1518, 1526 – z powodu pożarów miasta król Zygmunt I Stary zwalnia mieszczan bydgoskich od płacenia niektórych podatków, czopowego i cła[2]
- 1515 – rozpoczęcie budowy nowego, reprezentacyjnego budynku ratusza na Starym Rynku według projektu mistrza Jana z Gdańska[49]
- 1520
  - wzmianka o prepozyturze św. Stanisława za murami miasta; fundacja ta jest uposażona ogrodami, ziemiami uprawnymi i domami na Babiej Wsi; prawo patronatu należy do burmistrza i rady miejskiej[36]
  - 3 listopada-7 grudnia pobyt w Bydgoszczy króla Zygmunta Starego, który dokonuje przeglądu wojska przed wyprawą do Prus w ramach ostatniej wojny polsko-krzyżackiej 1519–1521; wysłuchuje żądań szlachty i uczestniczy w Sejmie walnym odbytym w kole obozowym; uchwały sejmu są dobrze udokumentowane i doniosłe dla dalszych losów kraju[23]
  - w sejmowej klasyfikacji miast Rzeczypospolitej dokonanej dla celów podatkowych, Bydgoszcz zajmuje pierwsze miejsce na macierzystych Kujawach i piąte w rozległym regionie obejmującym Wielkopolskę, Mazowsze, Ziemie Dobrzyńską, Sieradzką, i Wieluńską[50]
- 1522 – założenie żupy solnej na przedmieściu Babia Wieś, gdzie składowana jest i sprzedawana okolicznej ludności sól małopolska i ruska, a od 1557 r. także zamorska sprowadzana z Gdańska[51]; osobą odpowiedzialną za dostarczanie soli jest żupnik bydgoski; bydgoszczanie aż do końca XVII wieku posiadają monopol na handel solą na terenie całej Wielkopolski[51]
- 1523
  - 27 marca król Zygmunt I Stary zezwala na budowę drewnianych wodociągów miejskich, zasilanych bezpośrednio z Brdy poniżej młynów królewskich na Wyspie Młyńskiej[52]
  - 29 maja burmistrz i rada miejska zwalniają króla kurkowego od wszelkich powinności na rzecz miasta z wyjątkiem czynszu z domu oraz z jatek rzeźniczych i szewskich[2]
  - pierwsza wzmianka pisana o Bramie Kujawskiej, aczkolwiek wzniesiono ją o wiele wcześniej – w formie drewnianej prawdopodobnie w II połowie XIV wieku, a murowanej – wiek później[53]
- 1526 – 21 czerwca przywilej króla Zygmunta Starego, który zezwala rajcom bydgoskim na pobieranie w czasie jarmarków cła w wysokości grosza od wozu[2]
- 1528 – ukończenie pełnego obwodu murów miejskich w Bydgoszczy; ciągną się one łukiem o długości ok. 470 m od Bramy Kujawskiej na wschodzie miasta, do Bramy Poznańskiej na zachodzie; niewielkie odcinki zamykają także wolny obszar pomiędzy bramami a fosą zamkową (12 m) i Brdą Młynówką (15 m)[54]
- 1529 – starosta bydgoski Stanisław Kościelecki poleca od nowa zbudować kościół i szpital pod wezwaniem św. Stanisława biskupa i męczennika[36]
- 1530
  - utworzenie bydgoskiego oficjalatu foralnego (sądu kościelnego), obejmującego 2 dekanaty (bydgoski i świecki)[37]
  - utworzenie Bernardyńskiego Studium Filozoficznego w Bydgoszczy[38]
- 1532 – 6 lutego król Zygmunt Stary zezwala na założenie cechu kramarzy[47]
- 1532, 1544 – dwa pierwsze w Rzeczypospolitej słowniki łacińsko-polskie opracowane przez Bartłomieja z Bydgoszczy[55]
- 1537
  - przebudowa do formy gotyckiej i powtórna konsekracja świątyni św. Idziego i św. Magdaleny, co związane jest z użytkowaniem świątyni od 1502 przez pensjonariuszy szpitala św. Stanisława[36]
  - utrata przez Toruń prawa składu, co przyczynia się do rozwoju handlu spławnego w Bydgoszczy[56]
- 1541 – 13 czerwca kontrakt burmistrza i rady miejskiej z Walentym z Bochni na budowę nowych wodociągów miejskich pobierających wodę z Doliny Pięciu Stawów na Szwederowie i doprowadzających ją do ulicy Długiej i Starego Rynku[52]
- 1543 – król Zygmunt Stary przebywający w Brześciu Litewskim, zezwala staroście bydgoskiemu Janowi Kościeleckiemu na oddanie szpitalowi św. Stanisława karczmy i należnego z niej czynszu; karczma ta, w której zatrzymują się handlarze soli, położona jest za murami miasta, przy drodze wiodącej od Bramy Kujawskiej do szpitala[36]
- 1545 – pożar kościoła i klasztoru bernardynów[38]
- 1546 – w źródłach odnotowani są pierwsi zawodowi lekarze w Bydgoszczy, wykształceni na Uniwersytecie Jagiellońskim w Krakowie (Jan Jaktorowski, Marcin Borucki)[44]
- 1547
  - 21 czerwca król Zygmunt Stary zezwala mieszczanom na wycinanie drzew w lasach królewskich należących do wsi Bartodzieje[2]
  - wielki pożar miasta, w którym zniszczone zostają m.in. bramy miejskie; zachowane rozliczenia finansowe dowodzą, że odbudowa murów i bram zakończyła się pod koniec XVI wieku[53]
  - 25 czerwca z powodu pożaru miasta król Zygmunt Stary zwalnia mieszczan od podatków na rzecz państwa na okres 18 lat, od czopowego na okres roku i od podwód na okres 4 lat[2]; król poleca wystawianie w mieście budynków murowanych[25]
- 1548 – 21 czerwca starostowie bydgoscy Janusz i Andrzej Kościeleccy oraz burmistrz i rada miejska zawierają kontrakt z łaziebnikiem Tomaszem na zbudowanie łaźni publicznej[2]
- 1549 – mieszczanin bydgoski Jan Regulski funduje na przedmieściu Poznańskim kaplicę św. Trójcy[36]
- 1550
  - ukończenie przebudowy kościoła i klasztoru karmelitów do formy gotyckiej, murowanej[29]
  - mieszkańcy przedmieścia Poznańskiego, szlachta i mieszczanie wystawiają drewnianą kaplicę z przytułkiem dla chorych i ubogich pw. Świętego Krzyża i św. Walentego; prawo patronatu przysługuje radzie miejskiej Bydgoszczy[36]
  - bracia czescy przybywają do Bydgoszczy i uzyskują zezwolenie na budowę kościoła w Miedzyniu Wielkim[57]
- 1552–1557 – odbudowa w formie gotyckiej kościoła i klasztoru bernardynów w Bydgoszczy, dzięki zezwoleniu króla Zygmunta Augusta i pomocy finansowej rodziny Kościeleckich[38]
- 1555
  - 10 czerwca król Zygmunt August wydaje nakaz opuszczenia oraz zakaz osiedlania się w Bydgoszczy Żydom, którzy odtąd osiedlają się w Fordonie stanowiąc tam w XVIII w. 60% społeczności miasta[11]
  - 10 czerwca przywilej króla Zygmunta Augusta, zgodnie z którym w Bydgoszczy oprócz 3 dotychczasowych jarmarków może odbywać się kolejny po oktawie Bożego Ciała; król zezwala mieszczanom na sprzedaż soli sprowadzonej z żup ruskich[40]
  - 15 czerwca król Zygmunt August zwalnia mieszczan bydgoskich od podatków na okres roku[2]
- 1557 – 3 marca przywilej króla Zygmunta Augusta nadany bydgoskim kupcom prowadzącym handel spławny – prawo sprowadzania z Gdańska soli importowanej[39]
- 1559 – król Zygmunt August zezwala spółce Loitzów ze Szczecina na założenie warzelni soli w Bydgoszczy[2]
- 1564 – piwo bydgoskie obok czterech innych jest zatwierdzone przez Sejm jako piwo eksportowe Rzeczypospolitej[35]
- 1564–1588 – w tych latach kupcy z Bydgoszczy spławiają Wisłą do Gdańska przeciętnie rocznie 2030 łasztów zboża i mąki, co w przeliczeniu na dzisiejsze miary wag wynosi 4450 ton[58]
- 1568 – 17 września król Zygmunt August zezwala na założenie cechu kramarzy i nadaje mu szereg uprawnień[2]
- 1569 – 3 października burmistrz Andrzej Kramarz i rada miejska ustanawiają cech piekarzy i potwierdzają jego statut[2]
- 1570 – 7 czerwca król Zygmunt August określa sposób wyboru burmistrza, rady miejskiej i ławników w Bydgoszczy[2]
- 1573 – 19 października starosta bydgoski Jan Kościelecki zezwala miastu na remont zdewastowanej łaźni miejskiej przy ul. Grodzkiej[2]
- 1574 – starosta Jan Kościelecki przeznacza całoroczne dochody z tartaku na potrzeby biblioteki bernardynów bydgoskich[2]
- 1577
  - 2 stycznia-20 marca długi pobyt króla Stefana Batorego na zamku bydgoskim podczas wojny Rzeczypospolitej z Gdańskiem; król prowadzi pertraktacje oraz przygotowuje wyprawę wojenną[23]
  - przywilej króla Stefana Batorego nadany Bydgoszczy – prawo pobierania części drewna spławianego Brdą z przeznaczeniem na naprawę mostów[39]
  - wizytacja bydgoskiej szkoły parafialnej, w której stwierdza się ok. 150 uczniów[2]
- 1579
  - 20 maja biskup włocławski Stanisław Karnkowski konsekruje kościół św. Trójcy na przedmieściu Poznańskim[36]
  - z Bydgoszczy spławia się 3095 łasztów zboża i mąki, co przewyża masy tego towaru transportowanego z sąsiedniego Torunia (2600 łasztów), czy Nieszawy (949 łasztów)[58]; Bydgoszcz należy do największych ośrodków handlu spławnego w Rzeczypospolitej; dowóz towarów do Gdańska z Bydgoszczy stanowi 71% całości dostaw mieszczańskich z ziem Korony nie licząc Prus Królewskich[59]
  - w rejestrze komory wiślanej w Białej Górze odnotowanych jest 225 statków z Bydgoszczy, na ogólną liczbę statków 1391, z czego wynika, że w tym roku co szósty statek zdążający do Gdańska ma swój port macierzysty w Bydgoszczy[58]; co dziesiąty mieszkaniec miasta jest gospodarczo związany ze spławem wiślanym[60]
  - w Bydgoszczy wyprodukowanych jest ok. 2,5 tys. beczek piwa, z czego 14 łasztów spławia się do Gdańska[51]
  - na przedmieściu Babia Wieś rozpoczyna działalność warzelnia soli wielickiej i bocheńskiej, gdzie z rumu solnego transportowanego Wisłą wytwarzana jest sól spożywcza[51]
- 1580 – burgrabia zamku bydgoskiego Walenty Kołudzki funduje murowane budynki kaplicy i szpitala św. Krzyża na Przedmieściu Poznańskim[36]
- 1581 – odebranie przez biskupa włocławskiego budynku zboru kalwińskiego w Bydgoszczy[57]
- 1582
  - rozpoczęcie budowy kaplicy murowanej szpitala Świętego Ducha na Przedmieściu Gdańskim; budowa świątyni trwa do ok. 1590, a wnętrza wyposażane do 1602; pensjonariusze szpitala przeniesieni są do szpitala św. Stanisława na Przedmieściu Kujawskim, a wszystkie dobra (domy, place, ogrody) należące do szpitala zajmują mieszczanie, płacąc z nich czynsz szpitalowi św. Stanisława[61]
  - konsekracja kaplicy i szpitala św. Krzyża na Przedmieściu Poznańskim przez biskupa kujawskiego Hieronima Rozdrażewskiego[36]
- 1583
  - konsekracja wzniesionego wcześniej (1553) kościoła szpitalnego św. Stanisława na Przedmieściu Kujawskim; jest on murowany, jednonawowy, bezwieżowy, z wydłużonym prezbiterium; przy kościele istnieje dom prepozyta oraz cmentarz[36]
  - w Bydgoszczy pracuje kilkuset rzemieślników uprawiających kilkadziesiąt zawodów; w przekroju całego XVI wieku, w mieście i na przedmieściach uprawianych jest ponad 80 zawodów[40]
- 1584 – pierwsza wzmianka pisana o Bramie Gdańskiej, aczkolwiek wzniesiono ją o wiele wcześniej – w formie drewnianej prawdopodobnie w II połowie XIV wieku, a murowanej – wiek później[53]
- 1588 – w rejestrze komory wiślanej w Białej Górze zarejestrowanych jest 187 statków z Bydgoszczy na ogólną liczbę statków na Wiśle 2204 (co 12 statek na Wiśle pochodzi z Bydgoszczy)[56]
- 1589 – 23 marca zakaz osiedlania się ewangelików w Bydgoszczy wprowadzony przez Zygmunta III Wazę[57]
- 1590 – na Przedmieściu Kujawskim rezydują bernardynki bydgoskie, związane z klasztorem bernardynów; siostry mieszkają w pobliżu kościoła bernardynów, a niektóre z nich są pochowane w kryptach tego kościoła[38]
- 1591 – burmistrz i rada miasta Bydgoszczy potwierdzają statut cechu sterników[42]
- 1594
  - przeniesienie przez Zygmunta III Wazę królewskiej komory celnej z Białej Góry nad Nogatem do Fordonu[11]
  - król Zygmunt III Waza obdarza przywilejem założenia mennicy w Bydgoszczy swego faworyta Stanisława Cikowskiego, posła, senatora, podkomorzego krakowskiego i generalnego administratora ceł koronnych[62]
- 1595
  - przywilej króla Zygmunta III Wazy nadany Bydgoszczy – zakaz budowy spichrzów poza granicami miasta na gruntach królewskich[39], co ma przeciwdziałać samowolnemu wysyłaniu zboża do Gdańska przez szlachtę wielkopolską z pominięciem kupców bydgoskich
  - budowa kaplicy św. Anny przy kościele bernardynów (istniejąca do dzisiaj)[38]
- 1596
  - w obrębie murów miejskich znajduje się ok. 300 domów, co pozwala szacować ludność miasta na około 3000 osób[2]
  - na Przedmieściu Gdańskim naprzeciw wsi Osielsko istnieje szpital protestancki[2]
  - rozpoczęcie kolonizacji olęderskiej w okolicy Bydgoszczy; starosta Jan Kościelecki nadaje kontrakt osadnikom w Łęgnowie, a w 1604 roku także w Otorowie, Makowiskach, Fletnowie i na przedmieściu Solca (Soleckie Olędry)[63]
- 1597
  - budowa kaplicy przy kościele farnym pw. św. Szczepana z fundacji szlachcica, rajcy, burmistrza i landwójta bydgoskiego, Szczepana Bogurskiego[21]
  - kierownikiem mennicy bydgoskiej z nadania Cikowskiego zostaje Niemiec Hermann Rüdiger, który ściąga do niej wybitnych fachowców i znacznie rozwija zakład; w tym okresie wybija drobne monety: szelągi, grosze, trojaki i szóstaki[64]
- 1599 – umiera Tomasz z Krobii, bakałarz sztuk wyzwolonych, nauczyciel szkoły bydgoskiej, właściciel znacznego księgozbioru; w mieście istnieje warsztat naprawy skrzypiec[2]

## XVII wiek
- 1600

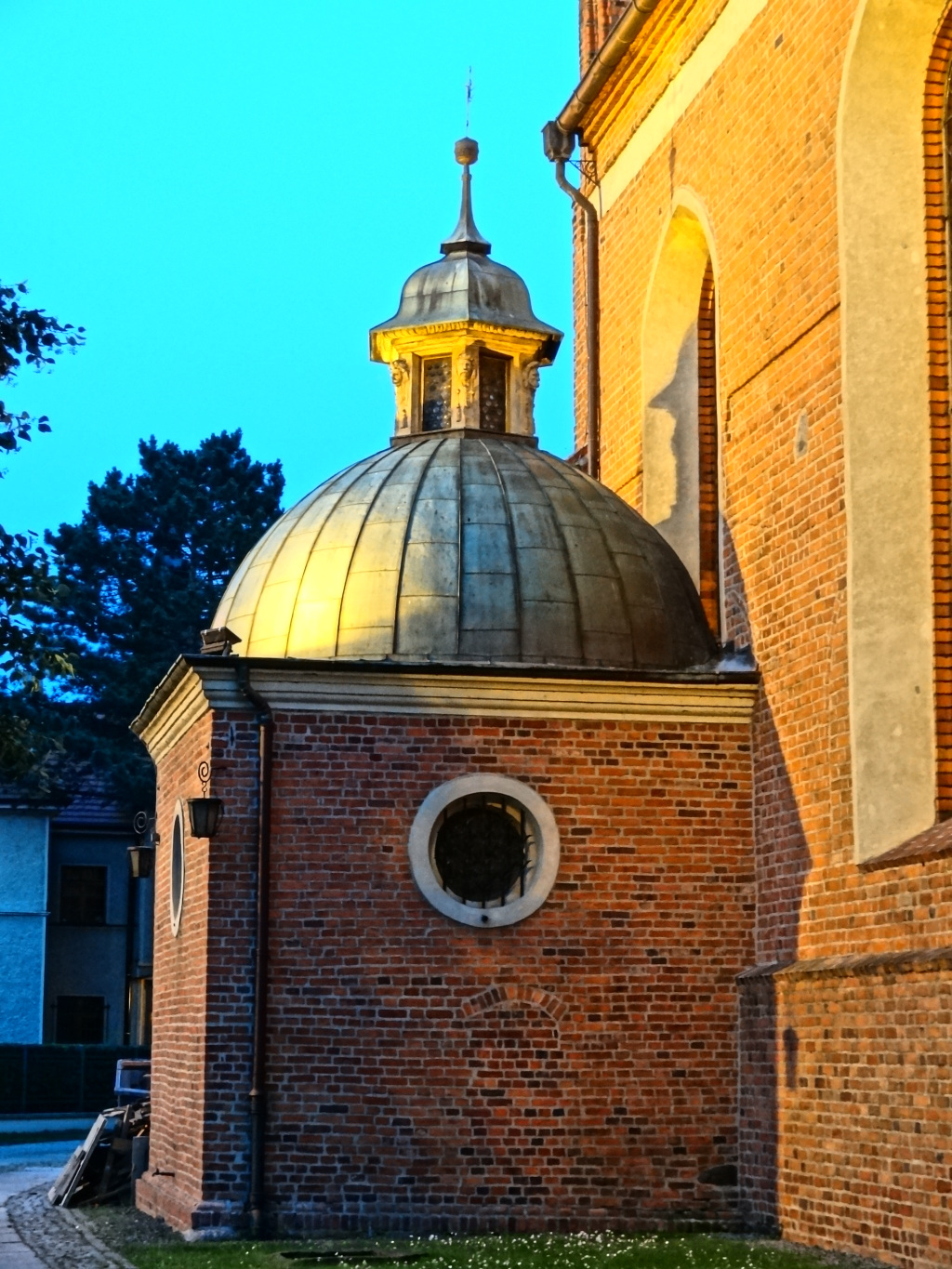
Zbudowana w 1617 roku kaplica pw. św. Fabiana i św. Sebastiana (obecnie Świętego Krzyża) przy kościele farnym

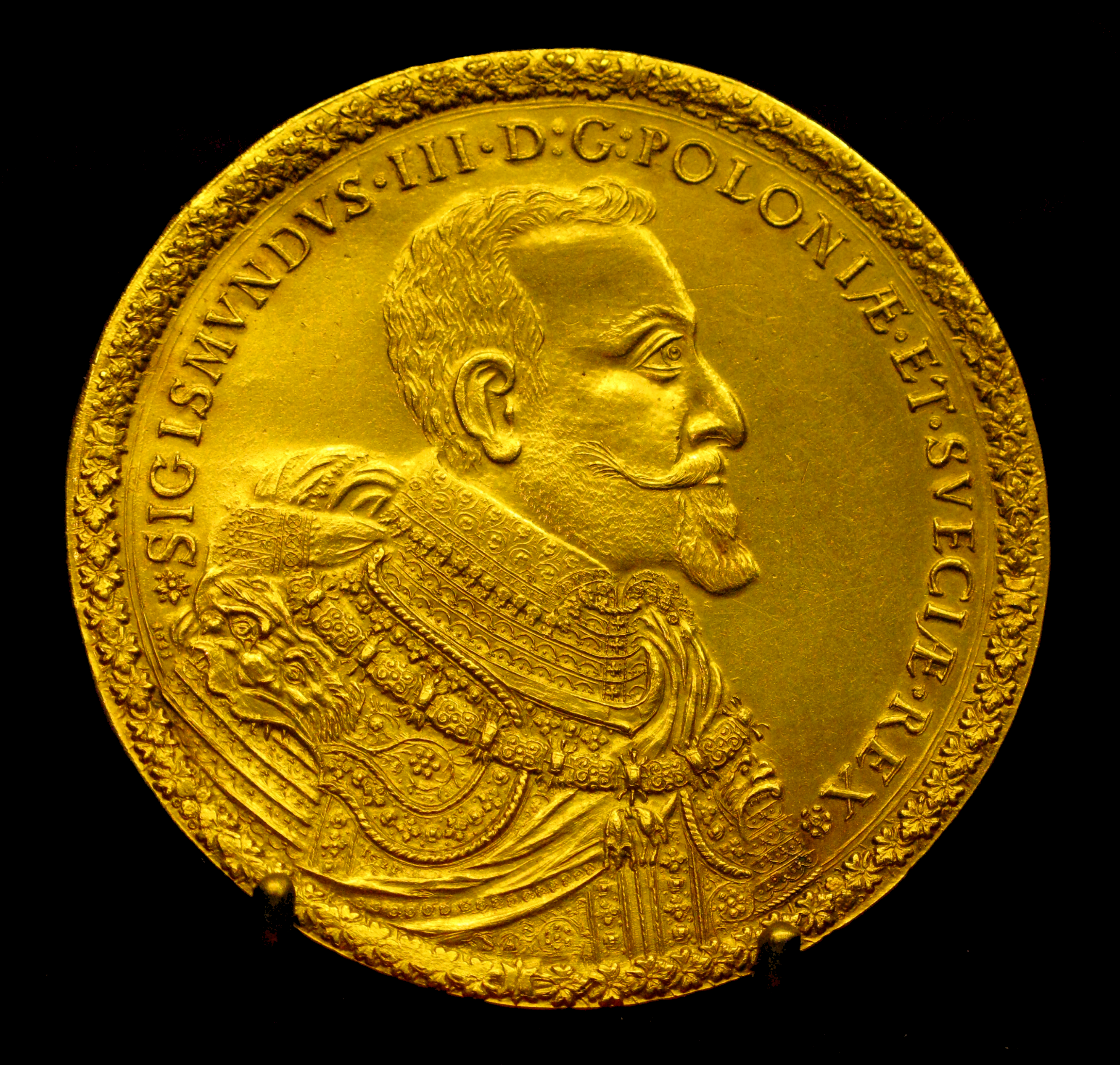
Złoty dukat Zygmunta III Wazy z 1621 r., wybijany w mennicy bydgoskiej

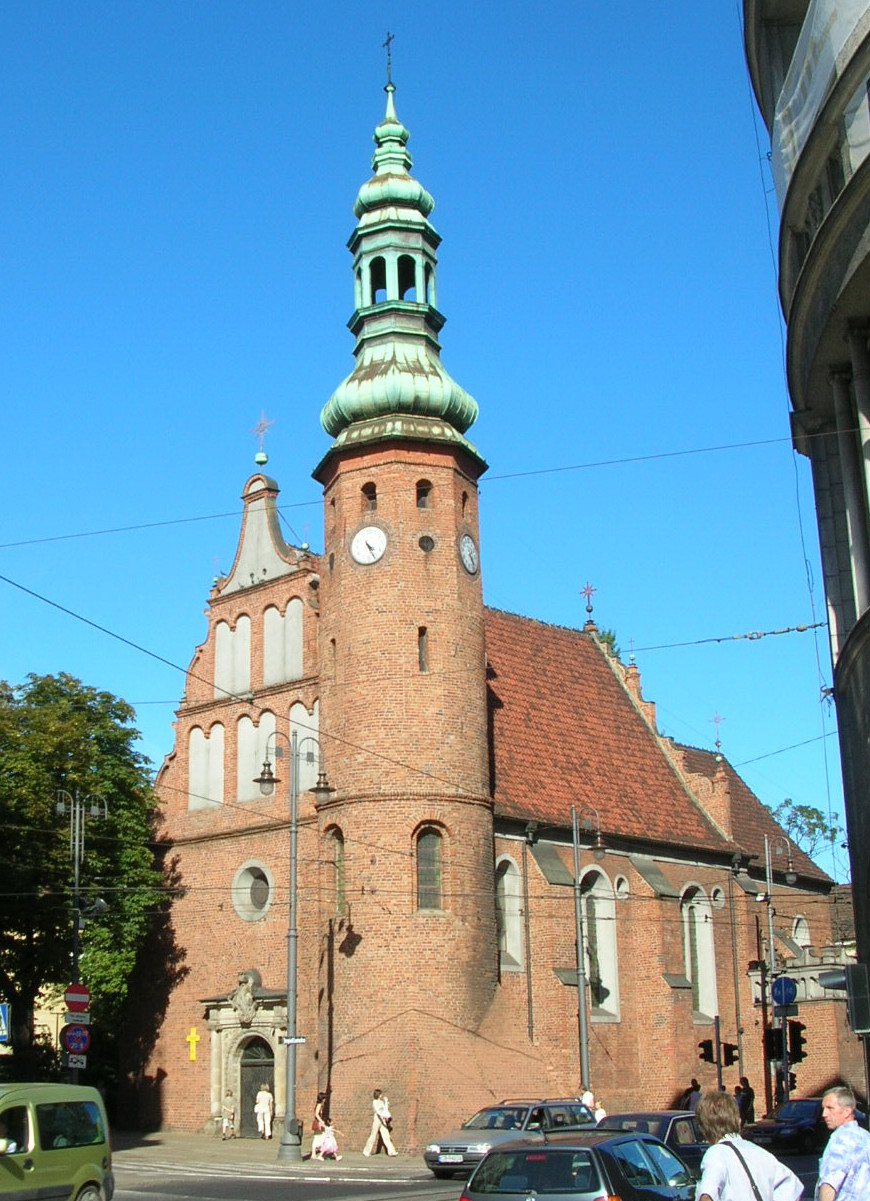
Gotycko-renesansowy kościół Klarysek zbudowany w latach 1618–1645

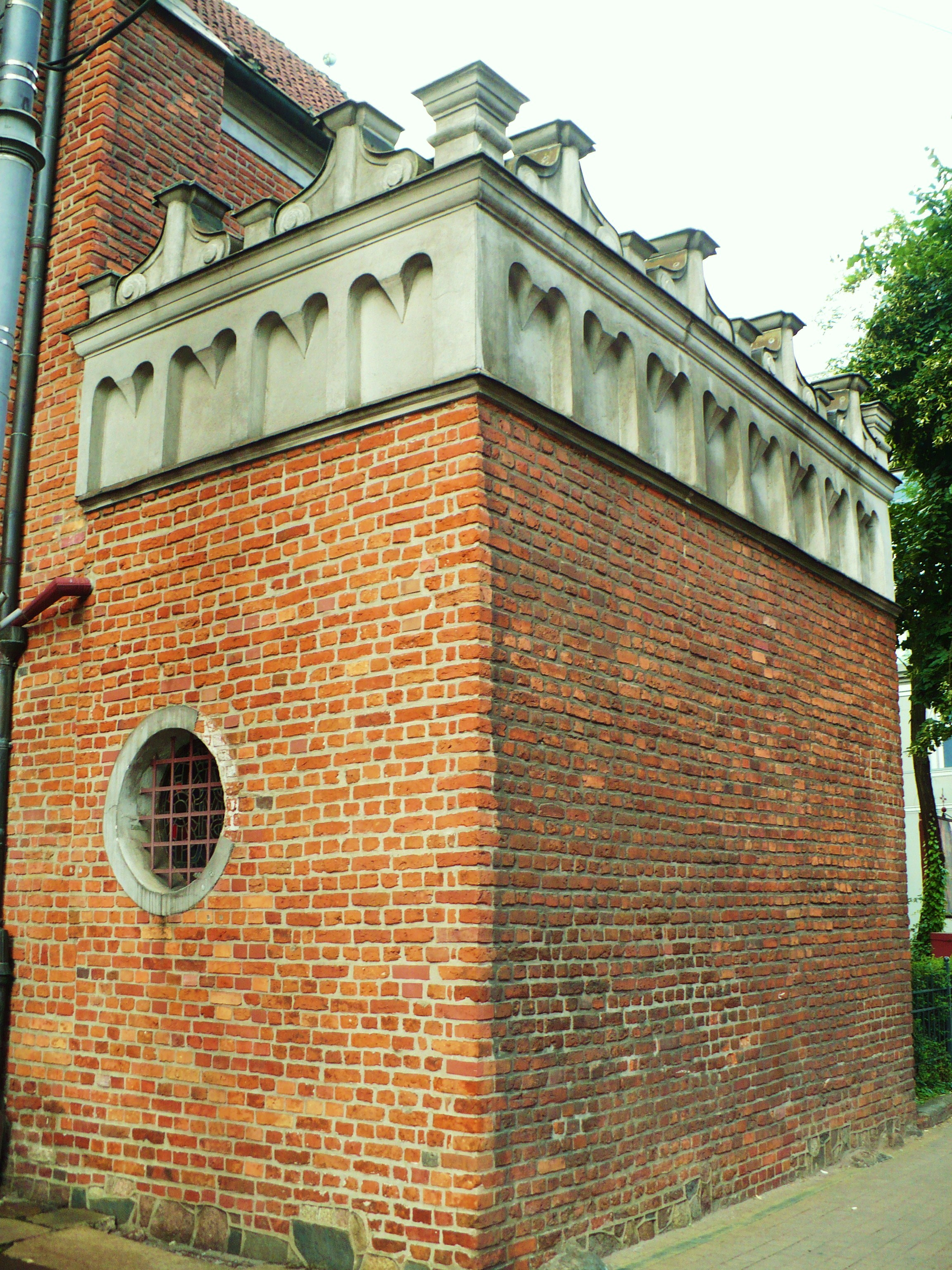
Kaplica kapłańska kościoła Klarysek ufundowana w 1646 roku przez burmistrza Bydgoszczy, Wojciecha Łochowskiego

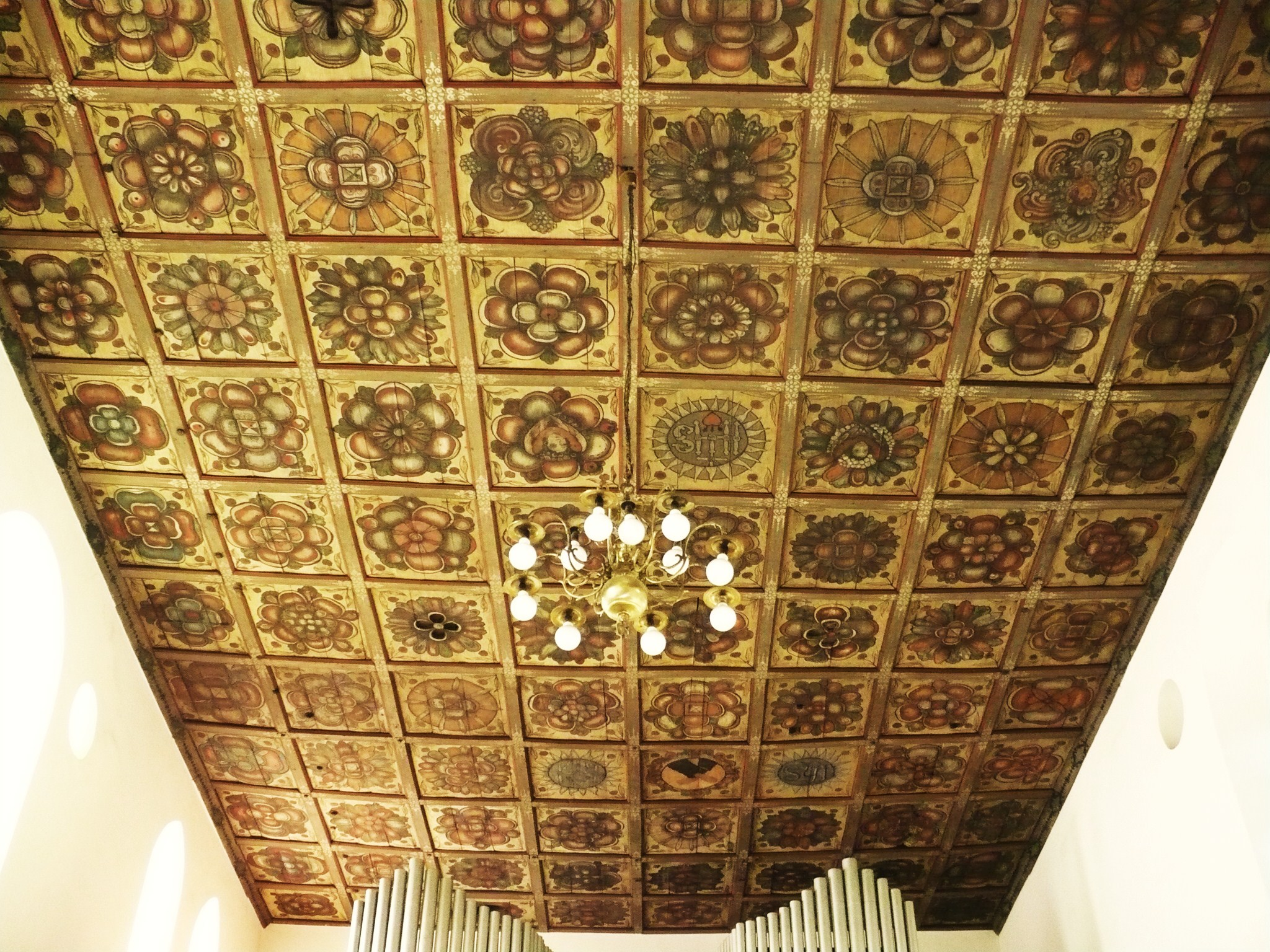
Polichromowany strop nawy kościoła Klarysek z XVII wieku

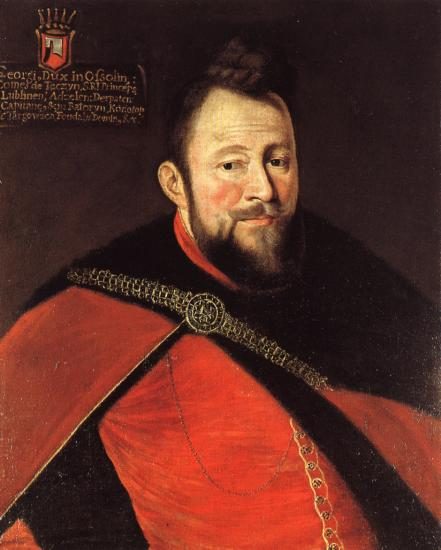
Wielki kanclerz koronny Jerzy Ossoliński, starosta bydgoski, fundator kolegium jezuickiego, współfundator kościoła jezuickiego św. Krzyża

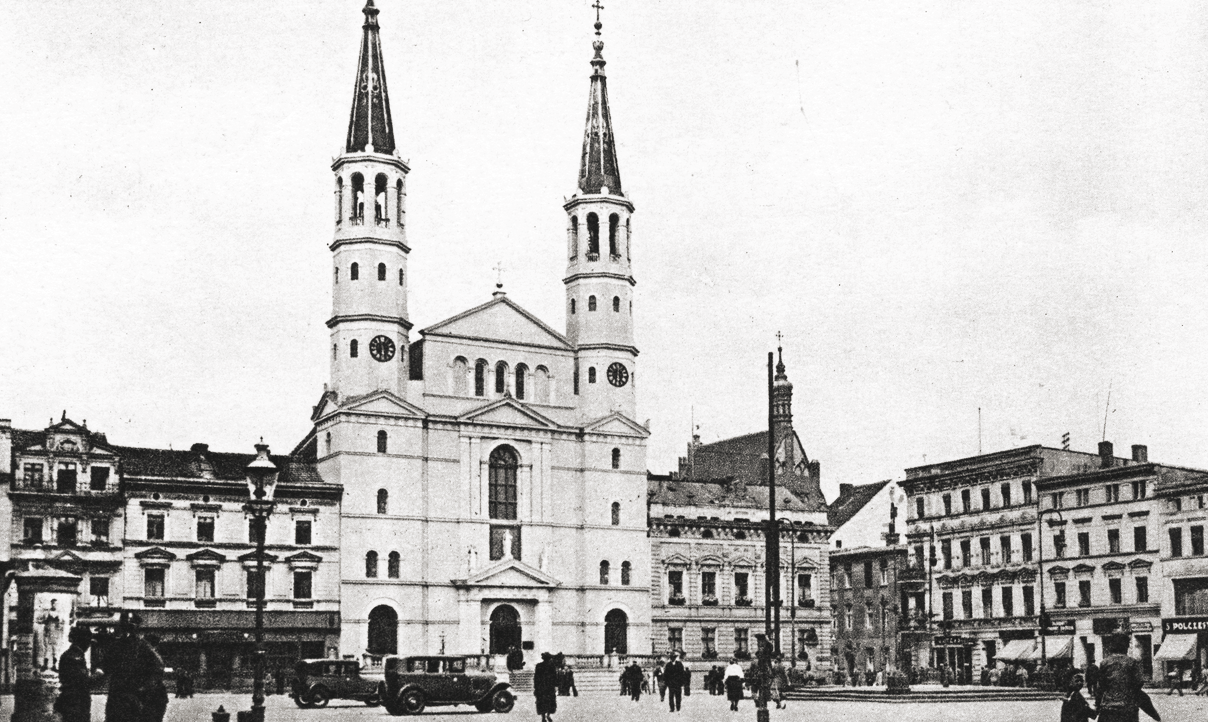
Kościół jezuicki Świętego Krzyża na Starym Rynku w Bydgoszczy zbudowany w latach 1637–1649 (stan z lat 20. XX w.)

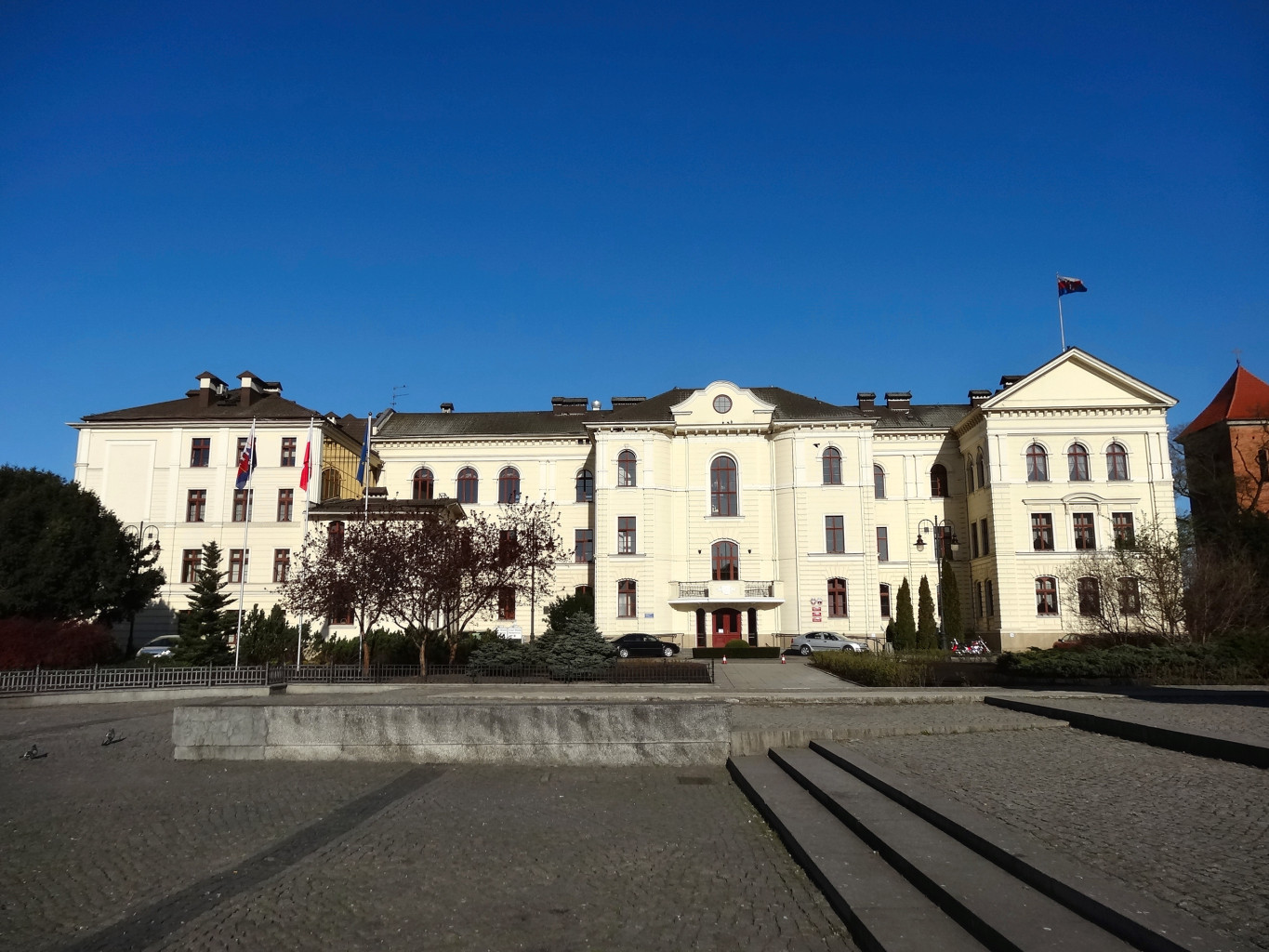
Kolegium jezuitów w Bydgoszczy, wzniesione w latach 1644–1653, rozbudowane w XVIII wieku, od 1875 r. ratusz bydgoski

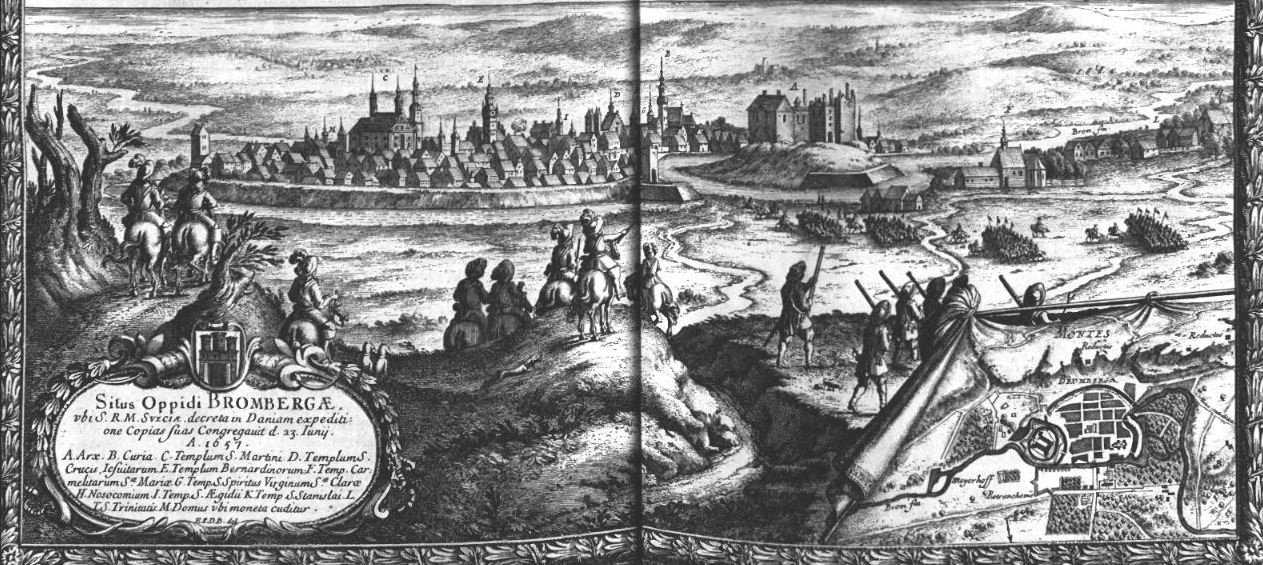
Panorama Bydgoszczy z 1657 na sztychu Erika Dahlberga

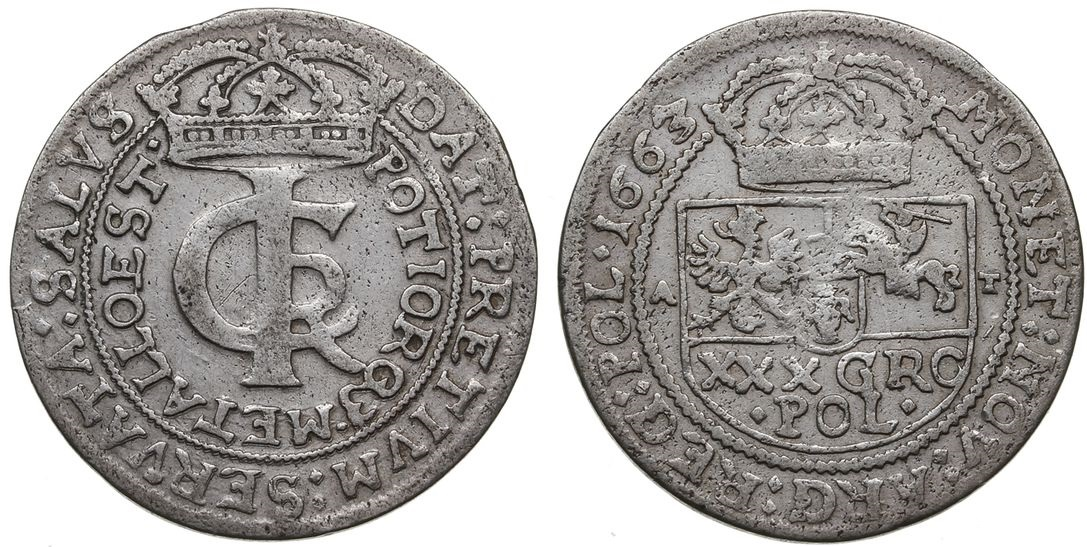
Tymfy Jana Kazimierza Wazy (1663) wybijane w mennicy bydgoskiej

  - wzmianka o istnieniu wieży ratuszowej z zegarem i dzwonem alarmowym oraz wybrukowaniu Starego Rynku[65]
  - w Fordonie przebudowa kościoła parafialnego do formy murowanej[11]
  - roczne dochody wójtostwa bydgoskiego (związanego z urzędem starościńskim) szacowane są na ponad 6 tys. złotych[30]; w uposażeniu starostwa bydgoskiego jest 14 osad wiejskich m.in. Łęgnowo, Otorowo, Bartodzieje, Bielice, Chrośna, Czyżkówko, Łochowo, Brzoza, Glinki, Miedzyń, Nowa Wieś, Przyłęki, Siernieczek[66]; starostom przysługują także dochody z miast: Solca (w XV i XVI w.), Fordonu, z czterech młynów i tartaku w Bydgoszczy, trzech młynów poza miastem, sumy uzyskiwane ze sprzedaży łowionych przy jazach młyńskich łososi oraz czynsze z placów i jatek[30]
- 1601 – przerwanie pracy mennicy bydgoskiej w wyniku egzekucji postanowień Sejmu[64]
- 1601–1604 – spór między bernardynami a żupnikiem bydgoskim Maciejem Węgierskim, który rozstrzyga komisja powołana przez króla Zygmunta III Wazę, przyznając rację bernardynom[38]
- 1607 – starosta bydgoski Maciej Smogulecki bierze udział w rokoszu Mikołaja Zebrzydowskiego, który jest jego krewnym[25]
- 1612 – budowa kaplicy przy kościele farnym pw. Świętego Jana Apostoła i Ewangelisty z fundacji mieszczan bydgoskich pochodzenia szlacheckiego: Adama Rychłowskiego i jego żony Jadwigi z Regulskich[21]
- 1612–1617 – tylko połowa zarejestrowanego zboża w porcie bydgoskim znajduje się na mieszczańskich statkach kupieckich, reszta należy do szlachty i duchownych, którzy transportują ją z miasta na własnych jednostkach[58]
- 1613
  - otwarcie mennicy bydgoskiej jako mennicy królewskiej Zygmunta III Wazy, jednej z czterech obok mennic w Olkuszu, Gdańsku i Warszawie; administratorem zostaje Konrad Bremmer, a później Holender Jakub Jacobson[64]
  - Bydgoszcz wybrana siedzibą konfederacji smoleńskiej, konfederaci, którzy wracają z wojny interwencyjnej z Rosji zagarniają dochody starostwa oraz cła w Fordonie[2]
- 1614 – Zofia z Potulic Czarnkowska (wojewodzina kaliska), Andrzej Rozdrażewski (właściciel wsi Smarzykowo i Królikowo) i Kasper Zebrzydowski z Więcborka (kasztelan kaliski) zwracają się do biskupa włocławskiego Wawrzyńca Gembickiego i króla Zygmunta III Wazy z prośbą o zezwolenie na założenie klasztoru klarysek w Bydgoszczy[61]
- 1615 – 15 maja papież Paweł V potwierdza fundację klasztoru klarysek bydgoskich i mianuje pierwszą ich przełożoną Annę z Rozdrażewa Smoszewską[61]
- 1616 – siostry klaryski zamieszkują przy kaplicy Świętego Ducha na Przedmieściu Gdańskim; na miejscu istniejących zabudowań w latach 1616–1618 trwa budowa klasztoru (część południowa), połączonego z kościołem krużgankiem[61]
- 1617
  - budowa kaplicy przy kościele farnym pw. św. Fabiana i św. Sebastiana (obecnie Świętego Krzyża) z fundacji mieszczan bydgoskich: Sebastiana Ossowskiego i jego żony Reginy z Pawłowskich[21]
  - wydzielenie ze starostwa bydgoskiego niegrodowego starostwa w Solcu (Kujawskim), które jednak w zakresie spraw policyjnych oraz jurysdykcji nadal podlega bydgoskiemu[63]
  - sprowadzenie jezuitów do Bydgoszczy dzięki poparciu ks. kanonika Jana Kuczborskiego, biskupa chełmińskiego oraz donacjom bydgoskich mieszczan: Jana Łochowskiego oraz Adama i Jadwigi Rychłowskich[67]
- 1619
  - początki szkoły jezuickiej w Bydgoszczy w kamienicy przy rynku[67]; superior Bartłomiej z Obornik otwiera niższe klasy kolegium obejmujące gramatykę i studium przedmiotów humanistycznych[68]
  - w obecności biskupa kujawskiego Pawła Wołuckiego, rada miejska zrzeka się prawa patronatu do kaplicy Świętego Ducha; tym czasie do kaplicy Świętego Ducha zaczyna się dobudowa nawy i w ten sposób dawny kościół szpitalny staje się prezbiterium kościoła konwentualnego klarysek[36]
- 1620 – pierwsza wzmianka pisana o Bramie Poznańskiej, aczkolwiek wzniesiono ją o wiele wcześniej, gdyż np. kronika bernardynów z 1604 wymienia trzy istniejące w Bydgoszczy bramy miejskie[53]
- 1621
  - w mennicy bydgoskiej wybita jedna z najokazalszych monet w historii numizmatyki[69] – 100-dukatówka Zygmunta III Wazy z okazji zwycięstwa nad Turkami pod Chocimiem; średnica monety wynosi 69,2 mm, masa 348,2 g złota[64]
  - 11 października burmistrz i rada miejska określają porządek w mieście, tzn. ograniczają sprzedaż piwa i gorzałki oraz wydalają nierządnice z miasta[2]
- 1622 – w Bartodziejach i Czersku założony jest cech garncarzy, którzy swoje produkty spławiają Wisłą do Gdańska[40]
- 1623
  - pobyt w Bydgoszczy króla Zygmunta III Wazy wraz z 28-letnim synem Władysławem w trakcie podróży do Gdańska; król zwiedza mennicę, a jego pobyt uświetniony jest widowiskiem publicznym w szkole jezuickiej i kościele farnym[23]
  - początki teatru w Bydgoszczy, zapoczątkowanego przez jezuitów; od 1653 przeznaczona dla niego jest specjalna sala, która może mieścić ok. 300 osób i służy do 1824, kiedy powstaje oddzielny budynek Teatru Miejskiego[67]
- 1624 – zaraza, początkowo w Fordonie, a potem zawleczona do Bydgoszczy, gdzie ginie ok. 2 tys. ludzi[2]
- 1625 – zamknięcie kościoła braci czeskich w Miedzyniu Wielkim wobec wprowadzenia zakazu sprawowania kultu ewangelickiego w Bydgoszczy[57]
- 1627 – 19 listopada zakaz osiedlania się innowierców w Bydgoszczy wprowadzony przez Zygmunta III Wazę; w mieście mogą jednak przebywać rzemieślnicy wyznania protestanckiego[57]
- 1627–1642 – mennica w Bydgoszczy jest jedynym czynnym tego typu zakładem na terenie Korony Polskiej[64]
- 1629 – przez kilka tygodni na zamku i w mieście przebywa wojsko nadesłane przez cesarza Ferdynanda II Habsburga na pomoc Polsce przeciwko Szwedom; dochodzi do ekscesów, gwałtów i grabieży[25]
- 1630 – przed sądem wójtowsko-ławniczym toczy się pierwszy w dziejach miasta proces o czary[2]
- 1631 – ułożenie drewnianych rur wodociągowych, którymi dostarczana jest woda do łaźni klasztornej bernardynów[38]
- 1632 – po śmierci króla Zygmunta III Wazy mennica w Bydgoszczy przekształcona jest w mennicę koronną (państwową), zarządzaną przez podskarbiego koronnego[64]
- 1633 – miasto Bydgoszcz przekazuje jezuitom miejski folwark Prądy[67]
- 1633–1650 – starostą bydgoskim jest kanclerz wielki koronny Jerzy Ossoliński i jego syn Franciszek Ossoliński (1645–1648)
- 1634 – 4 sierpnia król Władysław IV Waza wydaje przywilej, na mocy którego dochody uzyskiwane ze sprzedaży wina i innych trunków mają być przeznaczone na odbudowę ratusza i bram miejskich[2]
- 1635 – pobyt w Bydgoszczy króla Władysława IV Wazy, który m.in. uczestniczy w uczcie weselnej zamożnego mieszczanina bydgoskiego Marcina Orłowity[23]
- 1636 – Anna Modlibogowa z Kruszyna funduje wielki ołtarz kościoła klarysek[61]
- 1637
  - 27 stycznia burmistrz i rada miejska potwierdzają statut cechu stolarzy, tokarzy i szklarzy[2]
  - 5 marca przywilej króla Władysława IV Wazy nadany bydgoskim kupcom prowadzącym handel spławny – wprowadzenie opłat dla szyprów spoza Bydgoszczy, korzystających z portu bydgoskiego; ograniczenie to nie dotyczy jednak szlachty, która spławia zboże na własnych statkach[39]
  - rozpoczęcie budowy kościoła jezuickiego na Starym Rynku dzięki fundacji Kaspra Działyńskiego, biskupa chełmińskiego, a od 1643 także starosty bydgoskiego Jerzego Ossolińskiego[67]
- 1638 – od kwietnia do sierpnia toczy się proces o czary bogatej mieszczki, Katarzyny Paprockiej, która poddana jest torturom[70]
- 1639 – ks. Sebastian Grotowski, archidiakon i oficjał generalny włocławski ustanawia ks. Jana Laubigera kapelanem kościoła Świętej Trójcy; wyposaża on świątynię w niezbędne paramenty oraz ustanawia fundusz na utrzymanie swoich następców[36]
- 1640 – 13 maja król Władysław IV Waza potwierdza statut cechu murarzy[2]
- 1640–1645 – dobudowa w południowo-zachodnim narożu kościoła klarysek kilkukondygnacyjnej wieży, zwieńczonej barokowym hełmem[61]
- 1644
  - zamknięcie mennicy bydgoskiej, przewiezienie części wyposażenia do Krakowa[64]
  - jezuita Jan Mikołaj Smogulecki, syn starosty bydgoskiego dociera jako misjonarz do Chin[67]
- 1644–1653 – budowa gmachu kolegium jezuickiego przy Starym Rynku pod kierunkiem Wojciecha Przybyłkiewicza; znajdują się w nim mieszkania dla 8-17 jezuitów, szkoła z pięcioma klasami, aula przystosowana do spektakli teatru szkolnego oraz bursa muzyczna[67]
- 1645 – 21 września oficjalna konsekracja rozbudowanego kościoła klarysek pw. Świętego Ducha, św. Wojciecha, św. Klary i św. Barbary[61]
- 1646
  - przy kościele klarysek powstaje kaplica kapłańska z renesansową attyką (istniejąca do dzisiaj) ufundowana przez burmistrza Bydgoszczy – Wojciecha Łochowskiego[61]
  - 17 marca kontrakt nadany przez starostę Franciszka Ossolińskiego dla Andrzeja Paulusika na założenie papierni na Czyżkówku, potwierdzony przez króla Władysława IV Wazę[40]
- 1647 – bydgoska placówka jezuitów uzyskuje status kolegium; uczy się w niej ok. 200 uczniów, czynny jest teatr szkolny, bursa muzyczna, kongregacja mariańska[67]
- 1648 – naprzeciw Bramy Kujawskiej budowany jest bastion ziemny, sprzęgnięty w jeden system obronny z podobnymi fortyfikacjami zamku, natomiast mury obronne obsypane są od zewnątrz wałem ziemnym, co zwiększa ich odporność na ostrzał artyleryjski[53]
- 1649 – 27 maja poświęcenie kościoła jezuickiego św. Krzyża przez archidiakona warszawskiego[67]
- 1650
  - ukończenie budowy wieży dzwonnicy przy kościele farnym oraz manierystycznej kruchty z otwartym przedsionkiem w przyziemiu[21]
  - wznowienie pracy mennicy bydgoskiej, wiążące się ze wstąpieniem na tron Jana Kazimierza; odpowiedzialność za bicie monety złożona jest na ręce podskarbiego koronnego Bogusława Leszczyńskiego, dziadka późniejszego króla Stanisława Leszczyńskiego[64]
- 1650–1653 – wzniesienie wieży północnej kościoła jezuickiego św. Krzyża o wysokości 48 m[67]
- 1651
  - 6 kwietnia Jan Kazimierz Waza zwalnia mieszczan bydgoskich od płacenia podatku kwaterunkowego[71]
  - umiera Wojciech Łochowski, długoletni burmistrz, autor pierwszej Kroniki Bydgoszczy, obejmującej dzieje miasta do 1637 roku[2]
- 1652 – 15 lipca starosta bydgoski Zygmunt Denhoff zezwala na reaktywację podupadłego bractwa strzeleckiego[2]
- 1653 – uroczysta konsekracja kościoła jezuickiego św. Krzyża oraz kolegium jezuickiego[67]
- 1654 – burmistrzem miasta zostaje szkot Joachim Meller[65]
- 1655
  - w sierpniu armia szwedzka pod dowództwem Andrzeja Plattinga wkracza do miasta; rozpoczyna się pierwszy okres okupacji szwedzkiej[65]
  - 20 września dociera do Bydgoszczy gen. Henryk Horn, który pod miastem zakłada szwedzki obóz wojskowy; od miejsca obozowania napastników istnieje do dziś nazwa dzielnicy Szwederowo; Szwedzi rabują i wywożą księgozbiory (m.in. jezuitów)[2]
- 1656
  - 22 kwietnia Stefan Czarniecki odbija Bydgoszcz z rąk Szwedów; członkowie bractwa strzeleckiego pomagają żołnierzom polskim wedrzeć się do miasta przez Bramę Kujawską[45]
  - 25 maja wojska Stefana Czarnieckiego udanie szturmuje wyspę w Brdyujściu, gdzie umacnia się 200 Szwedów w celu kontroli żeglugi na Wiśle[65]
  - 26 maja do miasta ponownie wkraczają wojska szwedzkie; do października trwa drugi okres okupacji szwedzkiej[65]
  - 31 maja pobyt w Bydgoszczy króla Szwecji Karola X Gustawa, który odbywa naradę wojenną, po czym atakuje wojska Stefana Czarnieckiego i zwycięża pod Kcynią[23]
  - w październiku podczas kolejnej próby odbicia miasta przez wojska polskie, zamek bydgoski zostaje zniszczony przez wybuchy min, mennica jest zniszczona; grasuje zaraza, której ofiarami stają się m.in. bernardyni[65]
- 1657
  - 23 czerwca pobyt w Bydgoszczy króla Szwecji Karola X Gustawa wraz z 8-tysięczną armią szwedzką w drodze na wyprawę do Danii[23], z tego okresu pochodzi widok Bydgoszczy opracowany przez Erika Dahlberga[72]
  - 26 października – 6 listopada pobyt w Bydgoszczy króla Jana Kazimierza z małżonką Ludwiką Marią Gonzaga, podczas którego w obecności dyplomatów Francji i Austrii prowadzone są negocjacje z elektorem Prus Książęcych Fryderykiem Wilhelmem Hohenzollernem w celu zawarcia sojuszu antyszwedzkiego; 6 listopada na Starym Rynku zaprzysiężone są traktaty welawsko-bydgoskie, na mocy których Prusy Książęce uzyskują suwerenność[23]
- 1658 – 16/17 maja miasto rabują doszczętnie wojska szwedzkie, które przybywają niespodziewanym wypadem z Torunia[2]
- 1660 – wznowienie pracy mennicy bydgoskiej; dzierżawcami zostają Tomasz i Andrzej Tymfowie; mennica wybija drobną monetę, od 1663 złotówki Jana Kazimierza zwane tymfami (jedna z pierwszych monet polskich nazywanych złotówkami)[64]
- 1661 – lustracja starostwa bydgoskiego, z którego wynika że w obrębie murów miejskich znajdują się 94 domy osiadłe, 103 puste oraz 35 placów; ludność miasta można szacować na 900 mieszkańców (z przedmieściami 2 tys.)[73]; wsie otaczające Bydgoszcz są zniszczone w 90%[66]
- 1665
  - na statkach mieszczan bydgoskich spławionych jest do Gdańska ponad 2000 łasztów zboża[58]
  - 22 października burmistrz i rada miejska potwierdzają statut cechu sukienników[2]
- 1666 – krótki pobyt w Bydgoszczy króla Jana Kazimierza podczas wojny domowej, związanej z rokoszem Lubomirskiego[23]
- 1669
  - przywilej króla Michała Korybuta Wiśniowieckiego, zgodnie z którym w Bydgoszczy oprócz 4 dotychczasowych jarmarków mogą odbywać się kolejne dwa: św. Antoniego (13 czerwca) i św. Franciszka (4 października)[40]
  - 22 października przywilej pobierania przez mieszczan bydgoskich po groszu od każdego załadowanego wozu z przeznaczeniem na remont dróg oraz mostów na Brdzie[65]
  - 3 grudnia potwierdzenie przywileju dotyczącego sprzedaży soli w Bydgoszczy, co ma być wyłącznym prawem mieszczan[65]
- 1669–1673 – w mennicy bydgoskiej wybijane są monety okazowe oraz drobne monety złote – jedyne monety wybite w Polsce za panowania Michała Korybuta Wiśniowieckiego[64]
- 1670 – rada miejska nie dopuszcza do założenia przez wojewodę kaliskiego Janusza Grudzińskiego konkurencyjnego miasta Grudzieńca na terenie wsi Siersko; miasto ma służyć szlachcie wielkopolskiej do handlowania zbożem[74]
- 1671 – stan wieży ratuszowej na Starym Rynku jest zły, grozi upadkiem[49]
- 1673 – 12 kwietnia przywilej króla Michała Korybuta Wiśniowieckiego nadany bydgoskim kupcom prowadzącym handel spławny – zwolnienie z ceł od piwa i wyrobów garncarskich[39]
- 1677
  - pobyt w mieście króla Jana III Sobieskiego w towarzystwie żony Marysieńki, księcia Jakuba, księżniczki Teresy Kunegundy oraz świty; monarcha sprawia sobie postój podczas podróży Wisłą do Gdańska (nocleg przy ul. Długiej 22)[23]
  - budowa wieży (zachowanej do dzisiaj) przy kościele bernardynów[38]
- 1677–1679 – mennica bydgoska jest jedyną działającą oficyną państwową w kraju; zakład dzierżawi Tytus Liwiusz Burattini, a następnie Włoch Bartłomiej Sardi[64]
- 1679 – biskup Stanisław Sarnowski przekazuje opuszczoną świątynię św. Idziego mieszczanom bydgoskim pochodzenia niemieckiego, aby mogli tutaj słuchać kazań w swoim języku[36]
- 1680 – 26 października król Jan III Sobieski na prośbę magistratu wydaje dokument wznawiający działalność bractwa kurkowego, polecając wzorować wilkierz na statucie chełmińskim[45]
- 1682
  - powstaje klejnot Bydgoskiego Bractwa Kurkowego, będący dziełem bydgoskiej sztuki jubilerskiej – srebrny orzeł w pozłacanej koronie, trzymający złoconą tarczę z herbem miasta Bydgoszczy; na jego piersi ozdobny herb Grzymała na złoconej blasze[45]
  - rozbiórka królewskiej żupy solnej; pozyskany materiał wykorzystuje się do budowy cegielni przy szpitalu św. Stanisława[75]
  - uposażeniem starostwa bydgoskiego jest ok. 22 osad i w tym 5-6 folwarków, które posiadają około 90 włók ziemi uprawnej[66]
- 1682–1685 – budowa domu loretańskiego na dziedzińcu przed frontem kościoła bernardynów ufundowanego przez Jana Pinińskiego jako wotum zwycięstwa pod Wiedniem[38]
- 1682–1774 – bydgoska Księga Królów Kurkowych jest jedną z nielicznych, jakie zachowują się w Polsce[45]
- 1688 – zaprzestanie pracy mennicy bydgoskiej[64]
- 1689 – 18 kwietnia burmistrz i rada miejska potwierdzają statut cechu mielcarzy[2]
- 1690
  - wójtostwo bydgoskie nabywa na własność starosta bydgoski Franciszek Zygmunt Gałecki, odtąd zostaje ono odłączone od starostwa[76]
  - 24 sierpnia Siersko (osada przy ujściu Brdy do Wisły) otrzymuje prawa miejskie z ręki Macieja Działyńskiego, jednak w 1772 nie odnotowano już Sierska jako miasta[74]
- 1691 – 11 lipca burmistrz i rada miejska zatwierdzają statut bractwa kurkowego[2]
- 1691–1693 – wzniesienie wieży południowej kościoła jezuickiego św. Krzyża o wysokości 48 m, z fundacji chorążego malborskiego Jana Komorowskiego[67]
- 1694 – 11 stycznia burmistrz i rada miejska potwierdzają statut cechu szewców[2]
- 1696 – rozbudowa gmachu kolegium jezuickiego[67]

## XVIII wiek
- 1702

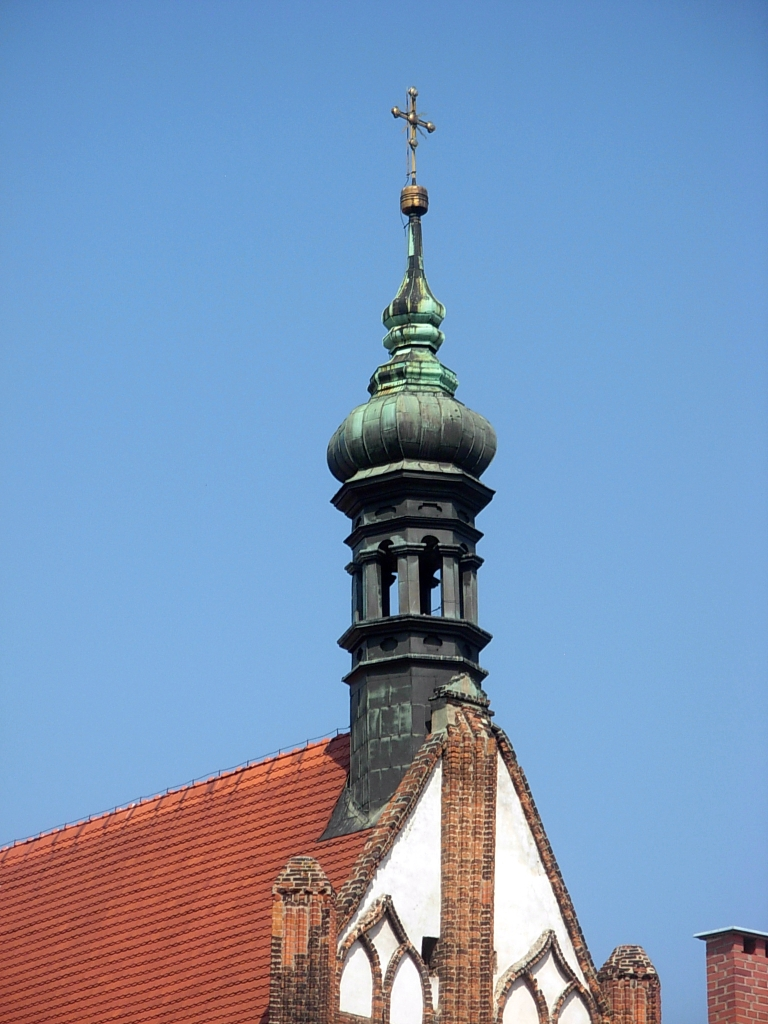
Wieża z sygnaturką na dachu kościoła farnego osadzona w 1702 r.

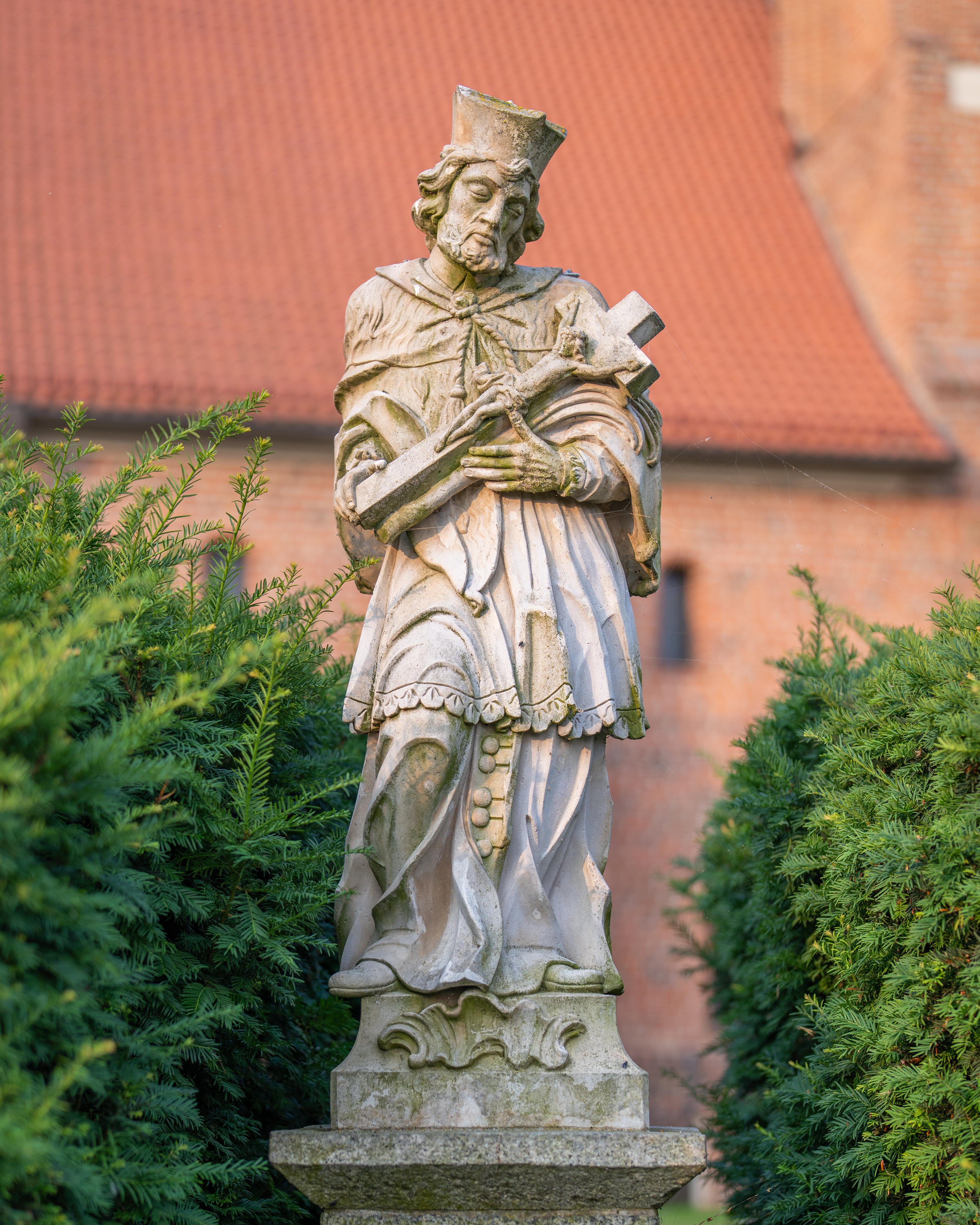
Rzeźba św. Jana Nepomucena przed katedrą z I połowy XVIII wieku – jedna z najstarszych w Polsce północnej

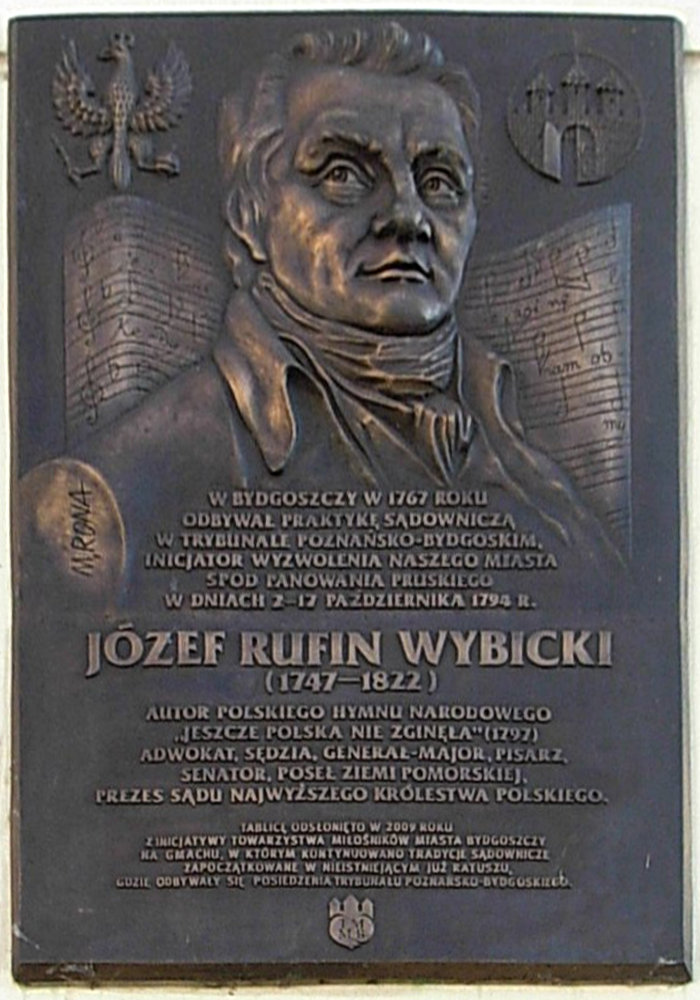
Tablica pamiątkowa Józefa Wybickiego na ścianie budynku Biblioteki Miejskiej w Bydgoszczy, gdzie pracował m.in. w Trybunale Koronnym

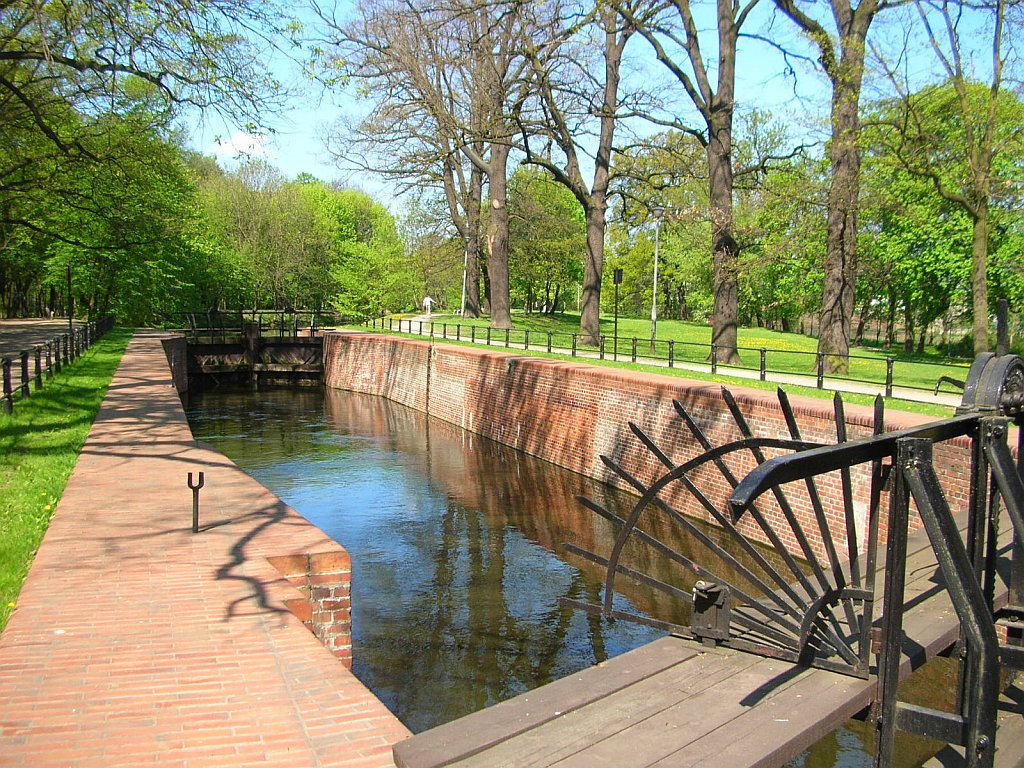
Kanał Bydgoski zbudowany w latach 1773–1774

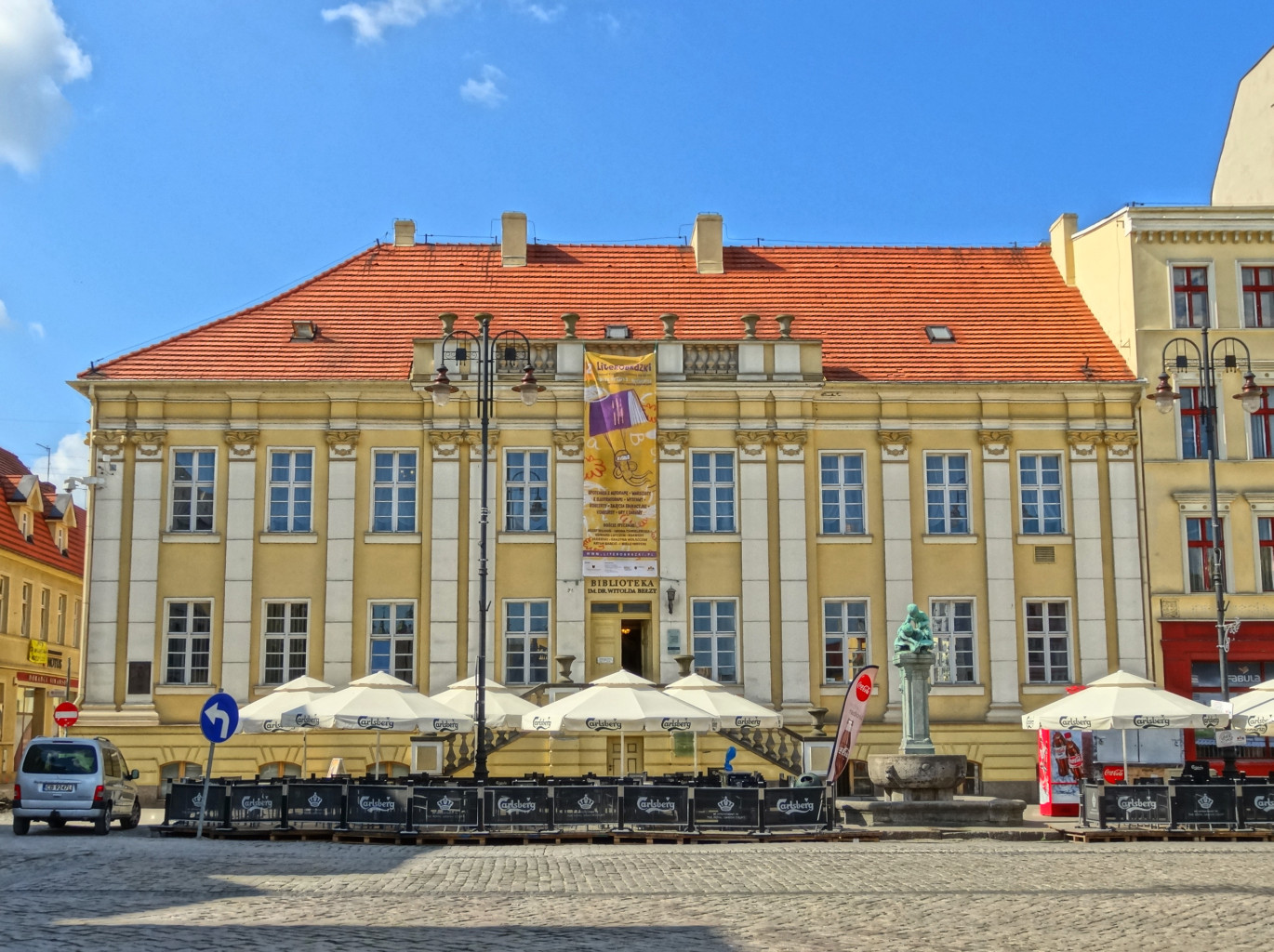
Siedziba władz Obwodu Nadnoteckiego przy Starym Rynku w Bydgoszczy (1778), obecnie mieści Wojewódzką i Miejską Bibliotekę Publiczną

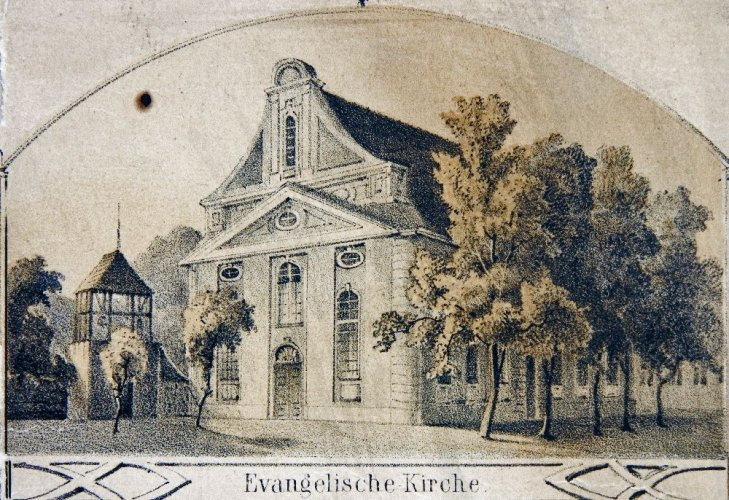
Staromiejski ewangelicki kościół farny w Bydgoszczy (1787); później na jej miejscu została wybudowana hala targowa

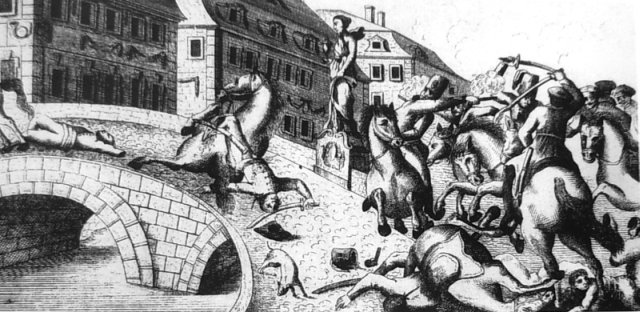
Miedzioryt nieznanego autora przedstawiający bitwę o Most Gdański w Bydgoszczy w 1794 r. pomiędzy wojskiem gen. Henryka Dąbrowskiego i pruskimi huzarami płk Szekelego

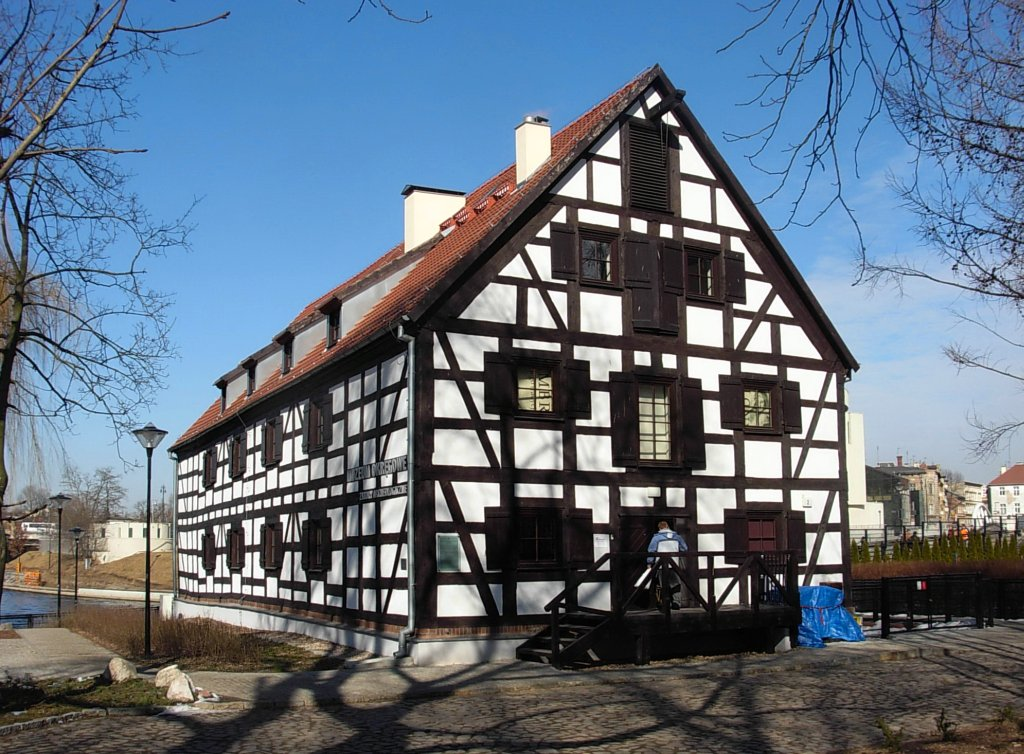
Biały Spichlerz wzniesiony przed 1793 r. na XVI-wiecznych fundamentach

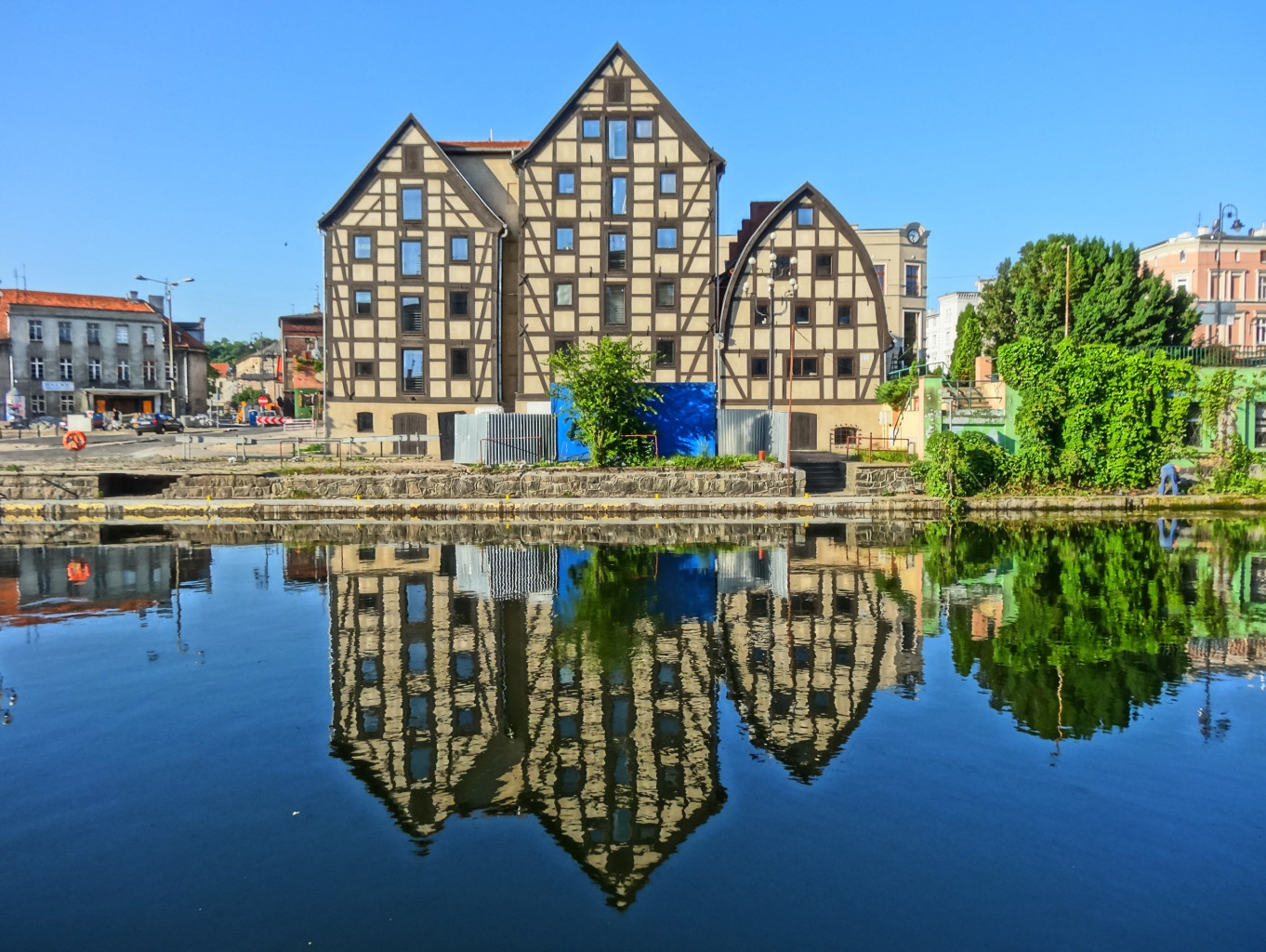
Spichrze w Bydgoszczy przy ul. Grodzkiej wzniesione pod koniec XVIII w.

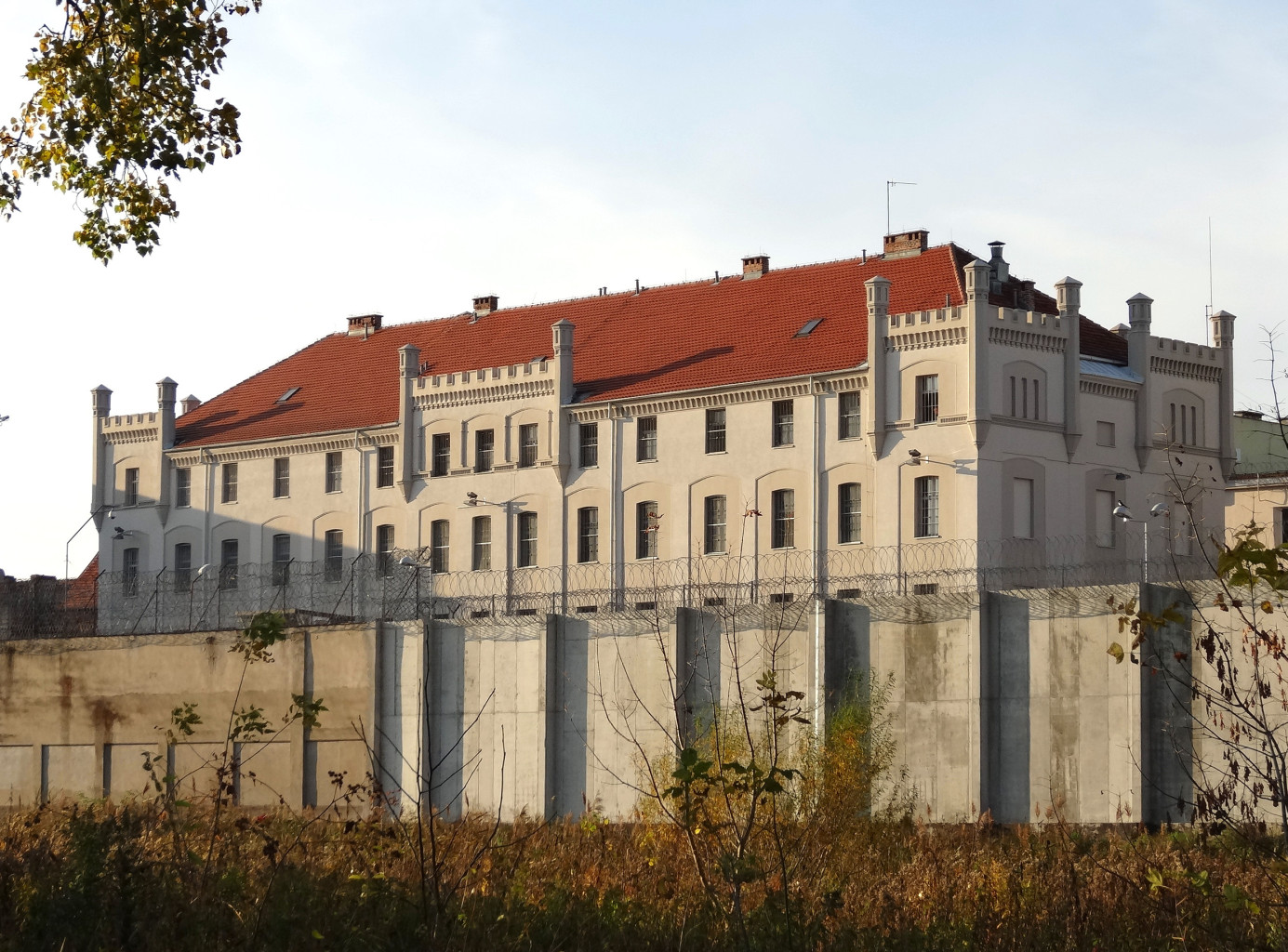
Budynek Dyrekcji Ceł i Akcyzy w Fordonie (zał. 1772), od 1853 r. Zakład Karny Bydgoszcz-Fordon

  - osadzenie na dachu kościoła farnego barokowej wieży z sygnaturką (istnieje do dzisiaj)[21]
  - do Bydgoszczy wkraczają wojska saskie, które nakładają na miasto kontrybucję, potem zaś zamiast bronić miasta, uciekają przed Szwedami[65]
- 1703 – 14 czerwca wkracza do miasta oddział 600 żołnierzy szwedzkich, który przez okres trzech tygodni przebywa w klasztorze Bernardynów[2]
- 1704 – w mieście przebywają wojska hetmana wielkiego litewskiego Kazimierza Jana Sapiehy, które dopuszczają się grabieży[65]
- 1706 – w odwecie za morderstwo 2 szwedzkich żołnierzy do miasta wkracza 2-tys. oddział Szwedów, który nakłada kontrybucję, okrada bibliotekę i więzi burmistrza[65]
- 1707 – w lutym do Bydgoszczy wkraczają wojska rosyjskie (Kozacy i Kałmucy), a w końcu roku wojska szwedzkie[2]
- 1708
  - początki wielkiej zarazy, zawleczonej z Małopolski[65]
  - 26 września pożar ratusza[49]
- 1709
  - największe nasilenie gwałtów i grabieży w mieście, w którym stacjonują wojska szwedzkie, saskie, rosyjskie i austriackie
  - zarazę w Bydgoszczy przeżywa jedynie 40[2]-100 osób z 25 rodzin[77]
  - klasztory w mieście są okresowo zamknięte, bernardyni przenoszą się nad jezioro Pełczyn, a klaryski do Mochla[38]
- 1711 – po śmierci starosty bydgoskiego Franciszka Gałeckiego, wójtostwo bydgoskie król August Mocny wydzierżawia generałowi Henrykowi Baudissinowi; odtąd przeważnie starostwo i wójtostwo są dzierżawione oddzielnie[76]
- 1713
  - niemal wszystkie wsie starostwa bydgoskiego są spalone i opuszczone; jedynie w największych i najlepiej uposażonych z nich: Łęgnowie, Otorowie, Makowiskach utrzymuje się po kilka rodzin, lecz nie obsiewają one pól[66]
  - Fordon zalany przez powódź na Wiśle[11]
- 1716 – odbudowa żupy solnej na gruntach wójtowskich we wsi Bartodzieje[40]
- 1717
  - poważnie zrujnowane są fragmenty murów miejskich[53]
  - w Bydgoszczy znajduje się jedynie 15 rodzin mieszczańskich i 10 komorniczych[2]
  - w Fordonie mieszka tylko 11 rodzin[11]
  - ubytek ludności w starostwie bydgoskim względem stanu sprzed wojny północnej wynosi ok. 80%, a straty gospodarcze 95%[66]
- 1719 – obce wojska opuszczają Bydgoszcz, panuje głód[65]
- 1723–1772 – rozwój sieci folwarków miejskich, zakładanych przez samorząd Bydgoszczy na podstawie kontraktów olęderskich, co przynosi wzrost dochodów miasta (Ciele 1723, Białe Błota 1730, Wilczak 1732, Górzyskowo 1733, Biedaszkowo 1733, Rupienica 1742, Szwederowo 1743, Okole 1745, Trzciniec 1764, Czajka 1772, Miedzyń, Bocianowo i inne)[78]
- 1725 – przeniesienie Bernardyńskiego Studium Filozoficznego z Bydgoszczy do Torunia[38]
- 1728 – utworzenie studium retoryki przy Klasztorze Bernardynów w Bydgoszczy[38]
- 1730
  - Helena Zkoraczewska Złotnicka finansuje restaurację kościoła klarysek[79]
  - w grudniu dochodzi do ostrego sporu między bernardynami a duchowieństwem fary o prawo zorganizowania uroczystego pogrzebu burmistrza Adama Froszka[79]
- 1733
  - 31 sierpnia wkraczają czterotysięczne wojska rosyjskie w pogoni za królem elektem Stanisławem Leszczyńskim[65]
  - istnieje placówka poczty królewskiej w Bydgoszczy[80]
- 1734 – 29 września postój w Bydgoszczy króla Stanisława Leszczyńskiego podczas podróży do Gdańska; który uświetniony jest przedstawieniem i koncertem uczniów kolegium jezuitów[23]
- 1735–1736 – w mieście przebywają wojska rosyjskie, a następnie saskie[2]
- 1736 – w wyniku pożaru ulega częściowemu zniszczeniu Brama Kujawska[2]
- 1737
  - powrót Bernardyńskiego Studium Filozoficznego z Torunia do Bydgoszczy[38]
  - ostatnia zaraza w Bydgoszczy[65]
- 1739–1740 – bardzo ostra zima; Brda zamarznięta jest do Zielonych Świątek; nagminne są przypadki odmrożeń u ludzi i zwierząt[68]
- 1740 – w mieście kwateruje przez długi czas regiment dragonów saskich[65]
- 1743 – król August III Sas udziela radzie miejskiej prawa sprzedaży wina pod warunkiem opodatkowania go na rzecz odbudowy ratusza[25]
- 1745 – kościół szpitalny św. Krzyża jest zrujnowany[36]
- 1746 – budowa kruchty w kościele Klarysek[61]
- 1748 – rozbudowa młyna wodnego na Czyżkówku, gdzie funkcjonuje papiernia[65]
- 1750 – Bydgoszcz nadal wyróżnia się pod względem skali spławu wśród miast Kujaw i Ziemi Dobrzyńskiej; przedmiotami handlu spławnego są towary leśne: drewno, popiół, potaż i smoła drzewna[81]; zrujnowane są spichrze, gdyż zamarł handel zbożem
- 1751 – przebudowa Bramy Kujawskiej; nadbudowa jednej kondygnacji i przykrycie dachem na podobieństwo Bramy Poznańskiej[53]
- 1753 – ratusz na Starym Rynku jest tak zdewastowany, że władze miejskie przenoszą siedzibę do budynku narożnego przy ul. Farnej obok kościoła jezuitów[49]
- 1753–1759 – wizytacje biskupów kujawskich w klasztorze klarysek stwierdzają obniżenie dyscypliny i wzajemne oskarżenia sióstr[61]
- 1758
  - spalona wieża ratusza zostaje obniżona i nakryta ołowianym daszkiem[49]
  - założenie apteki jezuickiej, której następcą od 1795 jest apteka „Pod Złotym Orłem” na Starym Rynku (w latach 1808–1921 w gestii rodziny Kupffenderów)[44]
- 1759–1762 – wojna siedmioletnia, podczas której Bydgoszcz jest zmuszona dostarczać żywności i środków transportu dla wojsk rosyjskich; w odwecie Prusacy w 1759 palą magazyny w Bydgoszczy[65]
- 1764
  - przeniesienie przez papieża Klemensa XIII parafii bydgoskiej z diecezji włocławskiej do gnieźnieńskiej, utworzenie dekanatu fordońskiego w ramach diecezji włocławskiej[37]
  - na Sejmie konwokacyjnym z inicjatywy kanclerza wielkiego litewskiego Miachała Czartoryskiego następuje podział Trybunału Koronnego na Małopolski i Wielkopolski, który ma odbywać obrady na przemian w Poznaniu i Bydgoszczy[82]
- 1765
  - w obrębie murów miejskich znajduje się 95 kamienic, szacowana liczba mieszkańców wynosi 900, w tym tylko 2 rodziny niemieckie[2]
  - Sejmowa Komisja Skarbu nakazuje przewieźć do Warszawy pozostałości po mennicy bydgoskiej[65]
  - Fordon liczy ok. 700 mieszkańców, w tym 400 Żydów; najokazalszym budynkiem w mieście jest synagoga[11]
- 1766 – 9 lipca na posiedzeniu Komisji Skarbu Koronnego w Warszawie rozważany jest projekt budowy Kanału Bydgoskiego łączącego Brdę z Notecią, opracowany przez Franciszka Czakiego[2]
- 1768 – 14 września Bydgoszcz zajmują oddziały konfederacji barskiej, które przerywają pracę Wielkopolskiego Trybunału Koronnego[65]
- 1769 – 4 stycznia zwycięska potyczka pod Bydgoszczą wojsk konfederackich; w mieście mają miejsce przemarsze i koncentracja wojsk konfederackich[65]
- 1770
  - 4 maja członkowie cechu piwowarów uchwalają statut swego bractwa[2]
  - aplikaturę sądowniczą w Wielkopolskim Trybunale Koronnym w Bydgoszczy odbywa Józef Wybicki, późniejszy autor hymnu narodowego[65]
  - do Kujaw i Wielkopolski, w tym również do Bydgoszczy wkraczają wojska pruskie dokonując rabunków i grabieży
- 1771 – starostwo bydgoskie dysponuje ok. 40 wsiami[b], w tym 11 folwarkami[66]; łączny areał uprawny starostwa wynosi ok. 230 włók, z tego 65 włók przypada na folwarki[66]

### I okreszaboru pruskiego
- 1772
  - 6 lutego Franz von Brenkenhoff otrzymuje od króla Prus Fryderyka II polecenie dyskretnego zbadania ziem nadnoteckich przed planowanym ich wcieleniem do Prus; 27 marca przedstawia projekt budowy Kanału Bydgoskiego[2]
  - w czerwcu pobyt w Bydgoszczy króla Prus Fryderyka Wielkiego, który jest okazją do „wizji lokalnej” przed zamierzoną aneksją miasta do Królestwa Prus, umieszczenia w nim władz administracyjnych i budową Kanału Bydgoskiego; król ogląda miasto i nakazuje rekwirować spławiane na Brdzie drewno[23]
  - 5 sierpnia Bydgoszcz włączona do Królestwa Prus na mocy traktatu rozbiorowego[2]
  - 5 października nakaz gabinetowy Fryderyka II powołujący gminę ewangelicką w Bydgoszczy[2]
  - ostatni starosta bydgoski Ignacy Gałecki odmawia ogłoszenia patentu notyfikacyjnego króla pruskiego o wcieleniu ziem polskich do Prus[65]
- 1773
  - 5 kwietnia na pierwszą ewangelicką mszę do magazynu soli przybywa 600 Niemców – prawie tylu, ilu mieszka w Bydgoszczy Polaków[65]
  - 21 sierpnia kolegium jezuickie w Bydgoszczy zostaje w wyniku kasaty zakonu przekształcone w gimnazjum[83]
  - w październiku rozpoczyna się częściowa rozbiórka zamku bydgoskiego, a uzyskany materiał budowlany przeznaczony jest m.in. na budowę koszar huzarskich[2]
- 1773–1774 – budowa Kanału Bydgoskiego łączącego Odrę z Wisłą z pomocą 8 tysięcy robotników sprowadzonych z Czech i Saksonii[84]
- 1774
  - rozpoczyna działalność rafineria cukru trzcinowego braci Schickler przeniesiona do Bydgoszczy z Berlina[2]
  - zamknięcie Bernardyńskiego Studium Filozoficznego w Bydgoszczy[38]
  - we wrześniu otwarcie ruchu na Kanale Bydgoskim[83]
  - w miejsce warku mennicy przy połączeniu kanału Międzywodzie z Młynówką, powstaje młyn wodny tzw. Herkules (od 1828 r. zwany Henryk)[85]
  - pierwszy plan Bydgoszczy sporządzony przez geometrę pruskiego Gretha dla potrzeb ówczesnego magistratu[86]
- 1775
  - 29 czerwca podejmuje działalność Deputacja Kamery Wojenno-Domenalnej w Bydgoszczy na Obwód Nadnotecki, która skupia obszary odłączone od Rzeczypospolitej, nie wchodzące wcześniej w skład Prus Królewskich (obwód obejmuje 4 landratury: bydgoską, inowrocławską, kamieńską i wałecką)[87]
  - na Kanale Bydgoskim rejsy odbywa 222 statków oraz 1151 tratew[25]
- 1776
  - na poddaszu ratusza odbywają się nabożeństwa gminy ewangelickiej (do czasu, aż w 1787 ukończona jest budowa pierwszego kościoła ewangelickiego w Bydgoszczy przy ul. Podwale)[49]
  - powstaje apteka „Pod Czarnym Orłem” przy ul. Niedźwiedziej (od 1906 apteka polska Władysława Kużaja)[44]
- 1778 – ukończenie budowy gmachu Deputacji Kameralnej przy Starym Rynku[2]
- 1780 – kasata kolegium jezuickiego w Bydgoszczy przez władze pruskie; kolegium przekształcone jest w gimnazjum, a kościół przechodzi pod kuratelę parafii farnej[67]
- 1781 – rozpoczyna działalność Sąd Nadworny mający charakter sądu apelacyjnego dla Obwodu Nadnoteckiego, z filiami w Pile i Chojnicach[88]
- 1783 – ukończenie budowy siedziby Dyrekcji Ceł i Akcyzy w Fordonie (od 1853 więzienie dla kobiet)[11]
- 1784 – otwiera posiedzenia loża wolnomularska „Janus na Wschodzie”[2]
- 1786
  - przebudowa mostu Gdańskiego; powstaje nowy bulwar nad Brdą z cegieł pochodzących z rozbieranego zamku bydgoskiego[89]
  - władze pruskie usuwają sprzęty kościelne z kościoła Świętej Trójcy na przedmieściu Poznańskim; zniszczone są ławki i ołtarze, a ogrodzenie kościoła i cmentarza spalone; w świątyni powstaje magazyn zbożowy[36]
- 1787 – 11 stycznia poświęcenie nowej fary ewangelickiej według projektu Paula Johanna Gretha[2]
- 1789
  - Bydgoskie Bractwo Kurkowe wydzierżawia ogród na Przedmieściu Toruńskim, w którym trwa budowa nowej Strzelnicy[45]
  - kończy się budowa wielkiego zespołu ryglowych spichlerzy na lewym brzegu Brdy (w miejscu Opery Nova)[2], dla scalenia ich z miejscami przerobu i magazynowania zbóż na Wyspie Młyńskiej powstaje most Magazynowy (ob. następcą jest most Kiepury)[85]
- 1790 – przebudowa śluzy Miejskiej z użyciem materiału trwałego[83]
- 1790–1800 – budowa szeregu ryglowych spichlerzy, m.in. Białego Spichrza, spichrza holenderskiego oraz zespołu spichrzy przy ul. Grodzkiej[2]
- 1792 – przybywa do Bydgoszczy z Prus Wschodnich Ernst Conrad Peterson, który jako inspektor Kanału Bydgoskiego przystępuje do jego gruntownej, długoletniej przebudowy[83]
- 1794
  - 2 października w wyniku bitwy pod Bydgoszczą podczas insurekcji kościuszkowskiej, wojska polskie gen. Henryka Dąbrowskiego zdobywają miasto; od miejsca szturmu istnieje do dziś nazwa Wzgórze Dąbrowskiego[65]
  - 15 października wojska Dąbrowskiego na wieść o klęsce pod Maciejowicami opuszczają Bydgoszcz prowadząc ze sobą 500 jeńców i 400 wozów zdobyczy[2]
  - 20 października oddziały pruskie powracają, do miasta[2]
- 1795 – 9 sierpnia po raz pierwszy w dziejach Bydgoszczy wznosi się w górę balon, który przywozi z Grudziądza służący tam w wojsku Jan Germeyer z Düsseldorfu[2]
- 1797 – organizuje się szpital garnizonowy przy ul. Grodzkiej/Malczewskiego – pierwsza we współczesnym znaczeniu placówka służby zdrowia w Bydgoszczy[2]

## XIX wiek

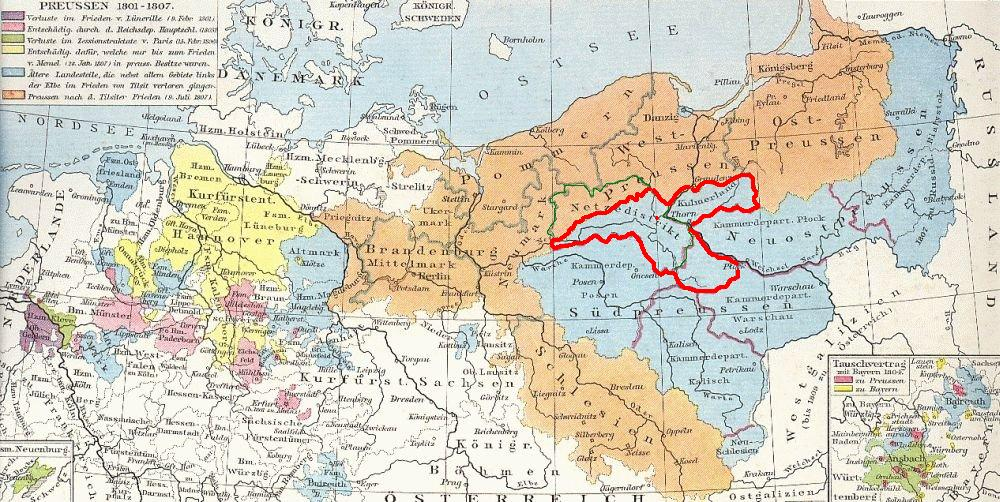
Departament bydgoski w Księstwie Warszawskim na mapie (1806–1810 r.) z atlasu Williama R. Shepharda (zaznaczono zarys dawnego Obwodu Nadnoteckiego)

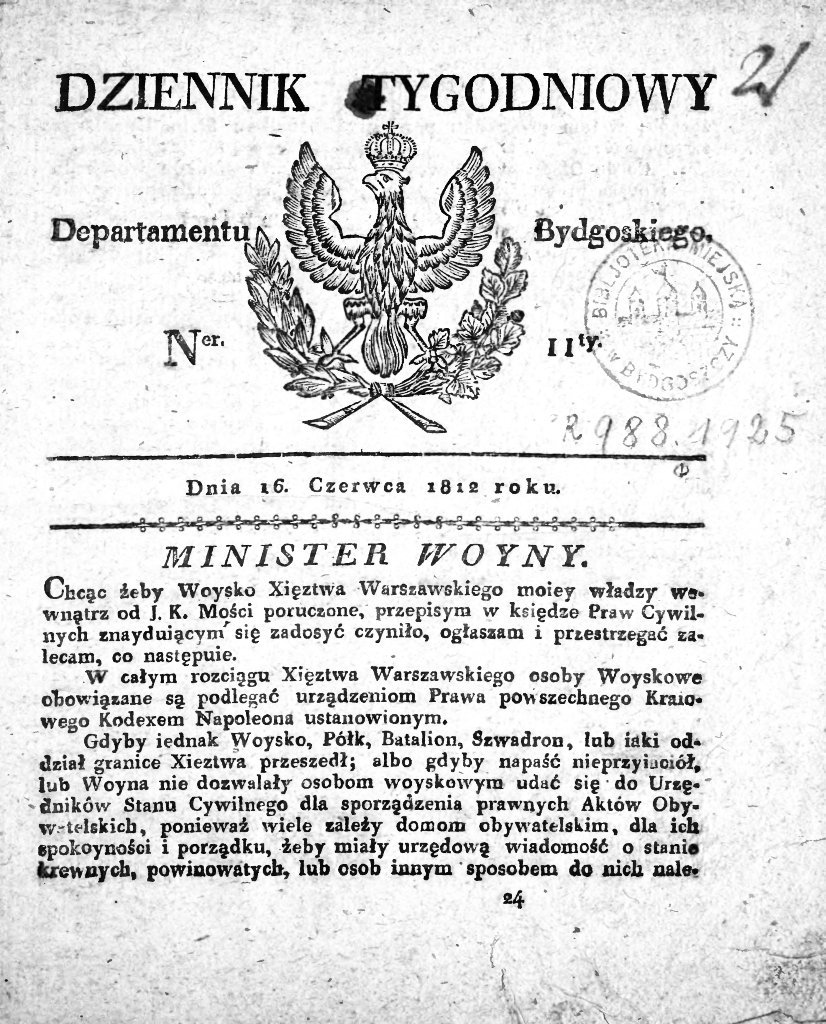
Dziennik Doniesień Rządowych i Prywatnych Departamentu Bydgoskiego, pierwsza gazeta wydawana w Bydgoszczy

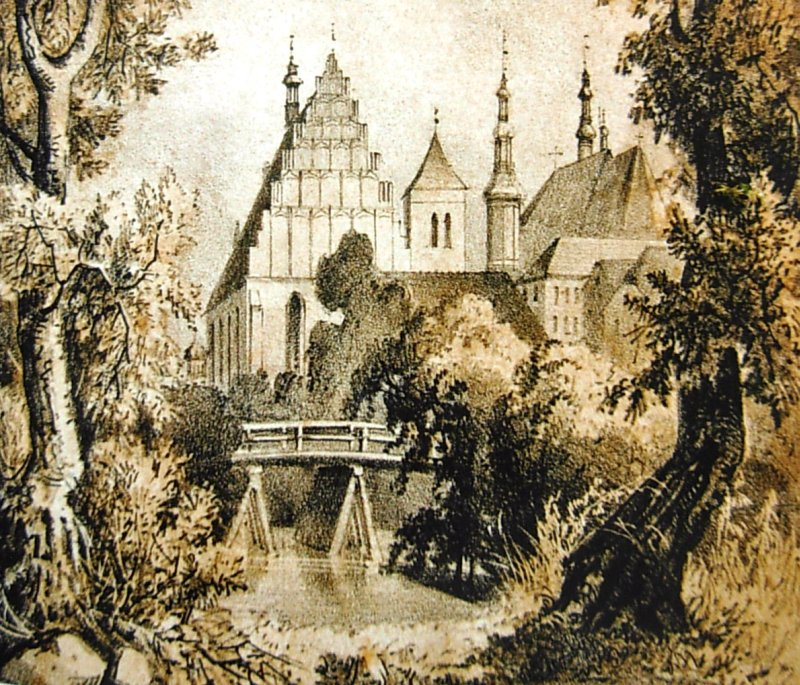
Most magazynowy wzniesiony w 1789 (ob. most Kiepury) – rycina Juliusa Gretha z 1853

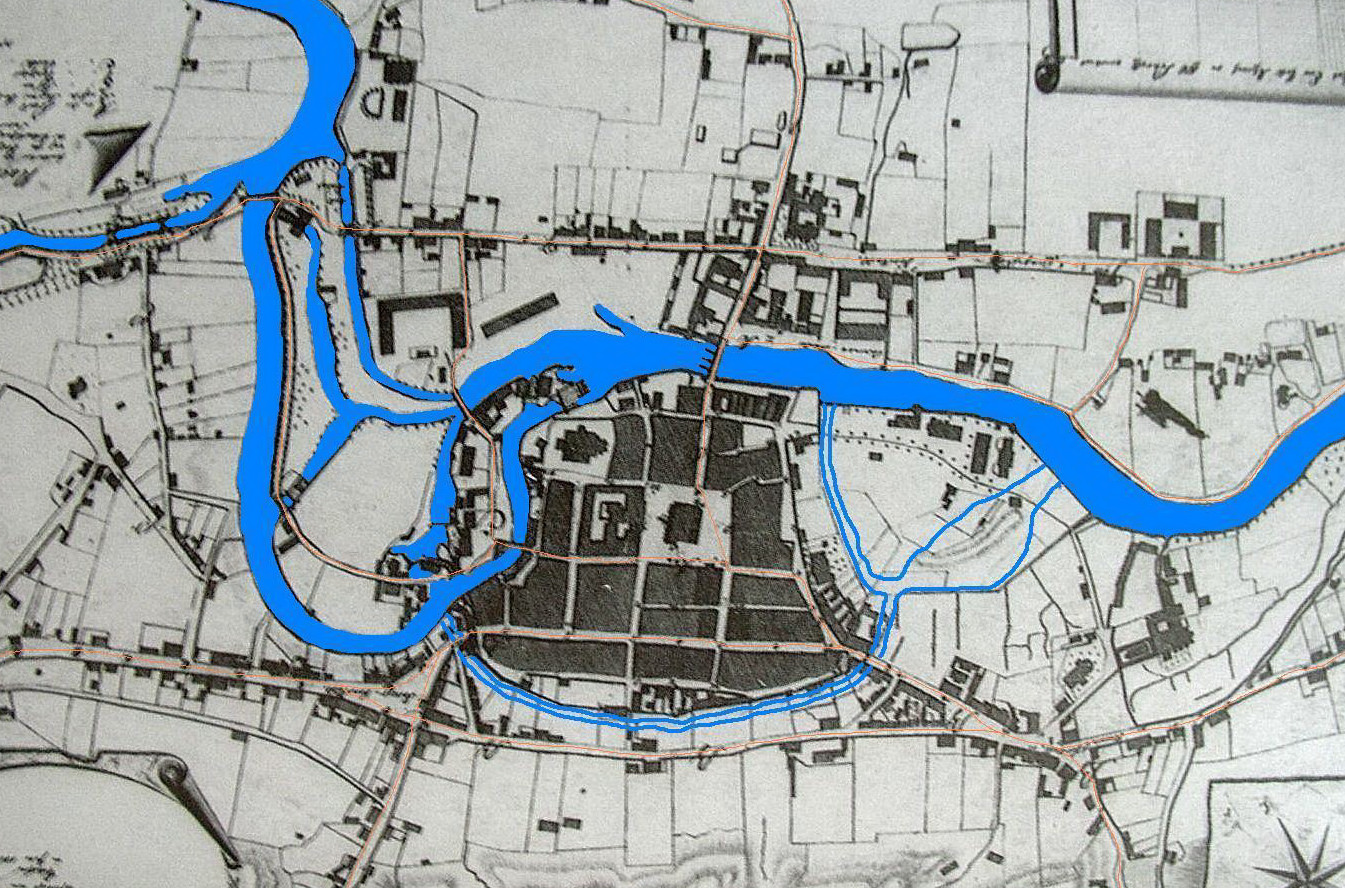
Bydgoszcz w 1800 r. opasana ciekami wodnymi na podstawie planu por. Lindnera

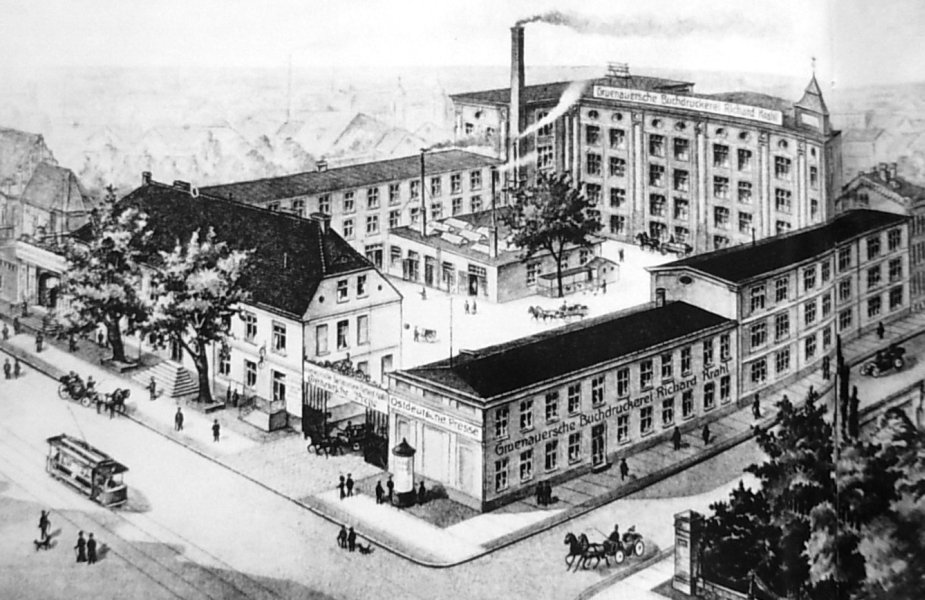
Drukarnia Gruenauera zał. w 1806 r., późniejsze Zakłady Graficzne im. Komisji Edukacji Narodowej

- 1800 – zasypanie fosy miejskiej i założenie w niej ogrodów, później w miejsce wyburzanych wschodnich i środkowych partii murów obronnych budowane są domy mieszkalne[53]
- 1801–1805 – Ernst Conrad Peterson, inspektor Kanału Bydgoskiego prowadzi prace nad umocnieniem kanału, przebudowuje większość śluz z drewnianych na ceglano-kamienne, zakłada planty nad Kanałem Bydgoskim; sprowadza około 40 rodzin z Niemiec i buduje mieszkania dla nadzorców śluz[2]
- 1802 – odnowienie kościoła szpitalnego św. Stanisława na Przedmieściu Kujawskim przez proboszcza bydgoskiego ks. Jana Dutkowskiego[36]
- 1805
  - 20 stycznia władze miejskie decydują, że egzekucje skazańców wykonywane w pobliżu Placu Poznańskiego, nie będą się odtąd odbywały publicznie[2]
  - przebudowa śluzy miejskiej[2]

### OkresKsięstwa Warszawskiego
- 1806
  - uruchomienie na ulicach 97 latarni olejnych (oświetlenie olejne trwa do 1860)[2]
  - powstaje drukamia Gruenauera, najstarsza i największa do końca XX wieku w Bydgoszczy[2]
  - 14 października przybywa do Bydgoszczy marszałek Lannes ze sztabem; zatrzymuje się w domu pruskiego generała Mannsteina[c], w którym na początku października przebywa uciekająca do Królewca para królewska: Fryderyk Wilhelm III Pruski i Luiza Pruska[2]
  - do miasta wkracza 15 tys. francuskich żołnierzy pod dowództwem marszałka ks. Pierre Augereau[2]; Francuzi urządzają sztab w kościele jezuickim; patronem świątyni zostaje św. Ignacy Loyola[67]
  - 17 listopada rozpoczyna działalność zorganizowana przez hr. Fryderyka Skórzewskiego tymczasowa władza departamentalna, nazwana początkowo Komisją, a następnie Izbą Administracyjną[2]
  - w listopadzie i grudniu do miasta przybywają polscy wojskowi: gen. Amilkar Kosiński, naczelny organizator wojsk w departamentach bydgoskim i kwidzyńskim, rotmistrz Modliński, gen. Jakub Komierowski, których oddziały oczyszczają departament bydgoski z licznie pojawiających się od strony Gdańska patroli pruskich[2]
  - 6 grudnia zebrani w kościele pojezuickim szlachta, duchowieństwo i przedstawiciele miast, pod przewodnictwem biskupa chełmińskiego Rydzyńskiego ogłaszają akt powstania i postanawiają formować pospolite ruszenie[2]
- 1807
  - od 20 stycznia przebywa w Bydgoszczy generał Henryk Dąbrowski, który mieszka w domu przy ul. Długiej, tym samym w którym mieszkał w 1794 roku[23]; następnie rusza na północ dla wyzwolenia Pomorza[2]
  - w styczniu ks. Jan Ignacy Bocheński organizuje władze departamentu bydgoskiego podporządkowane warszawskiej Komisji Rządzącej[2]
  - 19 lutego na Starym Rynku i w kościele pojezuickim odbywa się oficjalna uroczystość przejęcia Bydgoszczy pod polskie rządy organizującego się Księstwa Warszawskiego[2]
  - 23 lutego przybywa do Bydgoszczy marszałek napoleoński, późniejszy książę Gdańska, François Joseph Lefebvre[2]
  - w lutym rozpoczyna się ofensywa francusko-polska po obu brzegach Wisły w kierunku na Tczew, której bazę operacyjną stanowi Bydgoszcz[90]
  - 30 maja Komisja Rządząca prosi Napoleona o przyłączenie Torunia do departamentu bydgoskiego[90]
  - 10 sierpnia Stanisław Bukowski zostaje burmistrzem Bydgoszczy[2]
  - 19 listopada uroczyste powołanie departamentu bydgoskiego Księstwa Warszawskiego[91]; 26 grudnia prefektem departamentu zostaje Antoni Gliszczyński[2]
  - powstaje najstarszy zespół gastronomiczno-rozrywkowy typu Établissement przy ul. Czartoryskiego, położony nad Młynówką[92]
- 1807–1815 – istnieje departament bydgoski, jeden z 6 okręgów administracyjnych Księstwa Warszawskiego; w jego skład wchodzi większość dawnego Obwodu Nadnoteckiego (powiaty: bydgoski, inowrocławski, kamieński z siedzibą w Wyrzysku, wałecki z siedzibą w Pile) oraz powiaty: toruński, chełmiński (bez Grudziądza), michałowski (Brodnica), a od 1 kwietnia 1808 odłączone od departamentu poznańskiego powiaty kujawskie: brzeski (siedziba we Włocławku), kowalski i radziejowski; departament bydgoski liczy 10 powiatów, 65 miast i 527 gmin wiejskich[2]
- 1808
  - w lipcu ukazuje się Dziennik Doniesień Rządowych i Prywatnych Departamentu Bydgoskiego – pierwsze polskie pismo wydawane w Bydgoszczy, a zarazem pierwsze z pism departamentalnych (wychodzi z przerwami do 1815)[2]
  - 1 września w odremontowanej części dawnego kolegium jezuickiego odbywa się uroczyste otwarcie Szkoły Głównej Departamentowej[2]
  - w grudniu założenie cmentarza Starofarnego na zakupionych przez magistrat gruntach przy drodze do Czyżkówka (ul. Grunwaldzka); ziemia oddana jest na własność parafii farnej[93]
- 1809
  - w marcu powstaje Rada Handlowa, rodzaj instytucji doradczej reprezentującej interesy tworzącej się burżuazji[2]
  - 19 maja w czasie wojny polsko-austriackiej do miasta wkracza jazda austriacka, która pobiera okup oraz zabiera zakładników: podprefekta Jakuba Winnickiego, radcę Sokołowskiego i ks. Bocheńskiego, denuncjowanych przez miejscowych Niemców[2]
  - 21 września powstaje Wydział Lekarski departamentu bydgoskiego, sprawujący nadzór nad służbą zdrowia okręgu (po 1815 przekształca się w rejencyjną Komisję Sanitarną podległą Kolegium Medycznemu w Poznaniu)[2]
  - 10 października Rada Stanu Księstwa Warszawskiego udziela pochwały obywatelom departamentu bydgoskiego za patriotyzm i gorliwość obywatelską okazaną w czasie najazdu austriackiego[2]
- 1810 – Bydgoszcz liczy 4,14 tys. mieszkańców[94]
- 1811
  - generał Henryk Dąbrowski urządza kwaterę w Bydgoszczy[23]
  - wchodzi w życie zakaz grzebania zmarłych katolików wokół kościołów; odbywają się pierwsze pochówki na cmentarzu Starofarnym, istnieje już cmentarz ewangelicki przy ul. Jagiellońskiej[2]
- 1812
  - 6 czerwca część pułków III korpusu Wielkiej Armii, którym dowodzi marszałek Michel Ney rozpoczyna przeprawę przez Wisłę pod Fordonem[2]
  - 7 czerwca przez Bydgoszcz przejeżdża cesarz francuski Napoleon Bonaparte, zatrzymuje się w zajeździe nad Kanałem Bydgoskim[23]
  - we wrześniu przyjeżdża do Bydgoszczy na wizytację miejscowych szkół pisarz i polityk ks. Julian Ursyn Niemcewicz; zwiedza miasto i zapoznaje się m.in. z kroniką bernardynów bydgoskich[2]
  - w Bydgoszczy funkcjonuje 12 gorzelni i 8 browarów, odbywają się cztery jarmarki rocznie i dwa targi tygodniowo[2]
- 1813
  - w styczniu wycofuje się przez Bydgoszcz resztka Wielkiej Armii Napoleona, a następnie miasto zajmują wojska rosyjskie; zatrzymują się osobistości: hr. Woroncew, admirał Czyczykow, gen. Michaił Barclay de Tolly, gen. Sabaniew; na wydawane przez nich festyny i bale zapraszani są mieszkańcy Bydgoszczy[2]
  - 8 czerwca rodzi się w Bydgoszczy w domu przy ulicy Długiej 22 przyszły malarz i profesor Akademii Sztuk Pięknych w Królewcu – Maksymilian Piotrowski[2]
- 1814
  - 5 stycznia odbywa się uroczystość żałobna ku pamięci poległego w bitwie pod Lipskiem księcia Józefa Poniatowskiego, popularnego ze swych wizyt w Bydgoszczy; obecny jest jeden z rannych adiutantów ks. Józefa[2]
  - 9 stycznia niemiecki wędrowny zespół teatralny Wilhelma Vogla wystawia po raz pierwszy w Bydgoszczy „Zbójców” Friedricha Schillera[2]
- 1815 – 9 marca, jeszcze w trakcie obrad kongresu wiedeńskiego, okupacyjna załoga rosyjska opuszcza miasto[2]

### II okreszaboru pruskiego

Prowincja Poznańska (w latach 1815–1848 Wielkie Księstwo Poznańskie) podzielona na dwa obwody: rejencję poznańską (kolor czerwony) i rejencję bydgoską (kolor zielony)

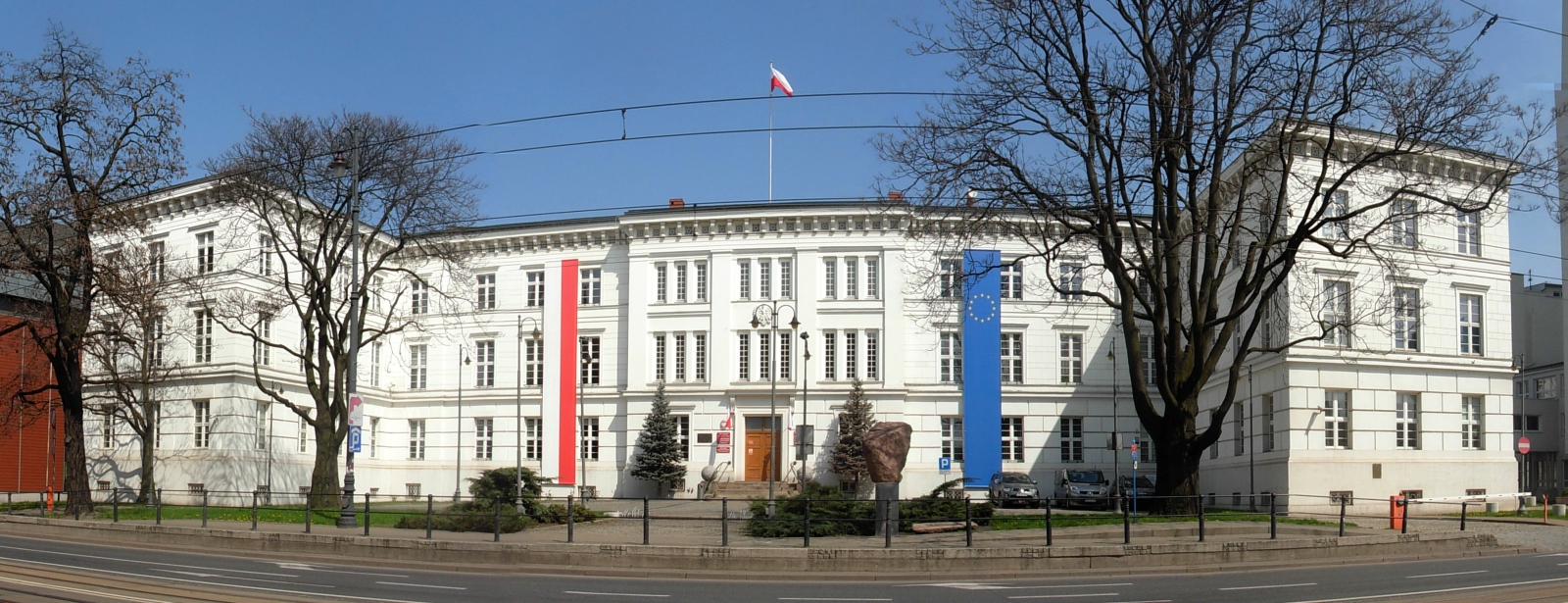
Siedziba władz rejencji bydgoskiej wzniesiona w 1836 r. według projektu Karla Friedricha Schinkla przy ul. Jagiellońskiej, co zapoczątkowało rozbudowę tej części miasta na centrum administracyjno-oświatowe (od 1945 Urząd Wojewódzki)

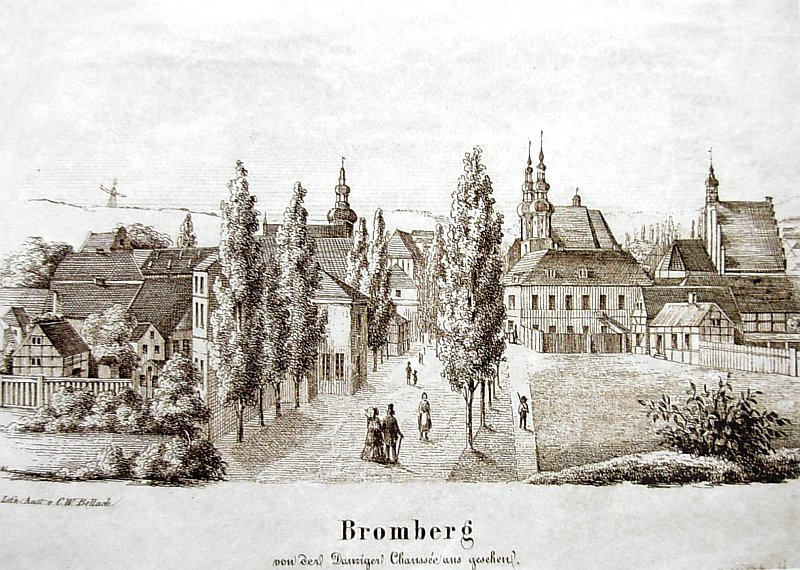
Ulica Gdańska w Bydgoszczy w latach 30. XIX w. – litografia Carla Wilhelma Bellacha

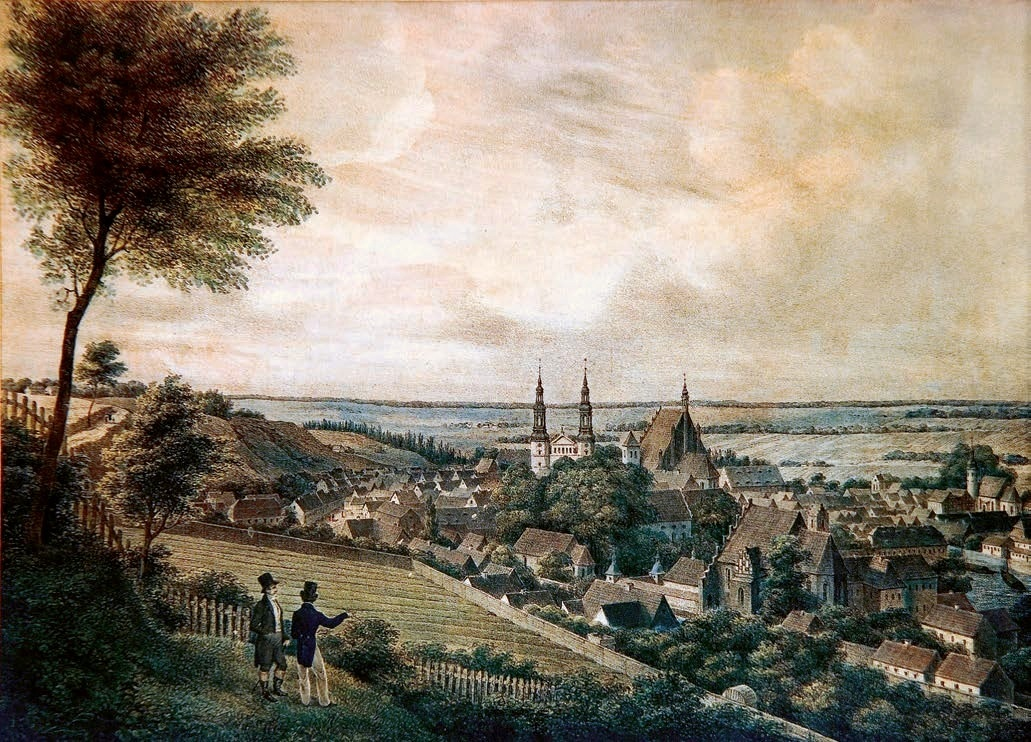
Panorama Bydgoszczy z 1838 roku, obraz J.C. Cederholma

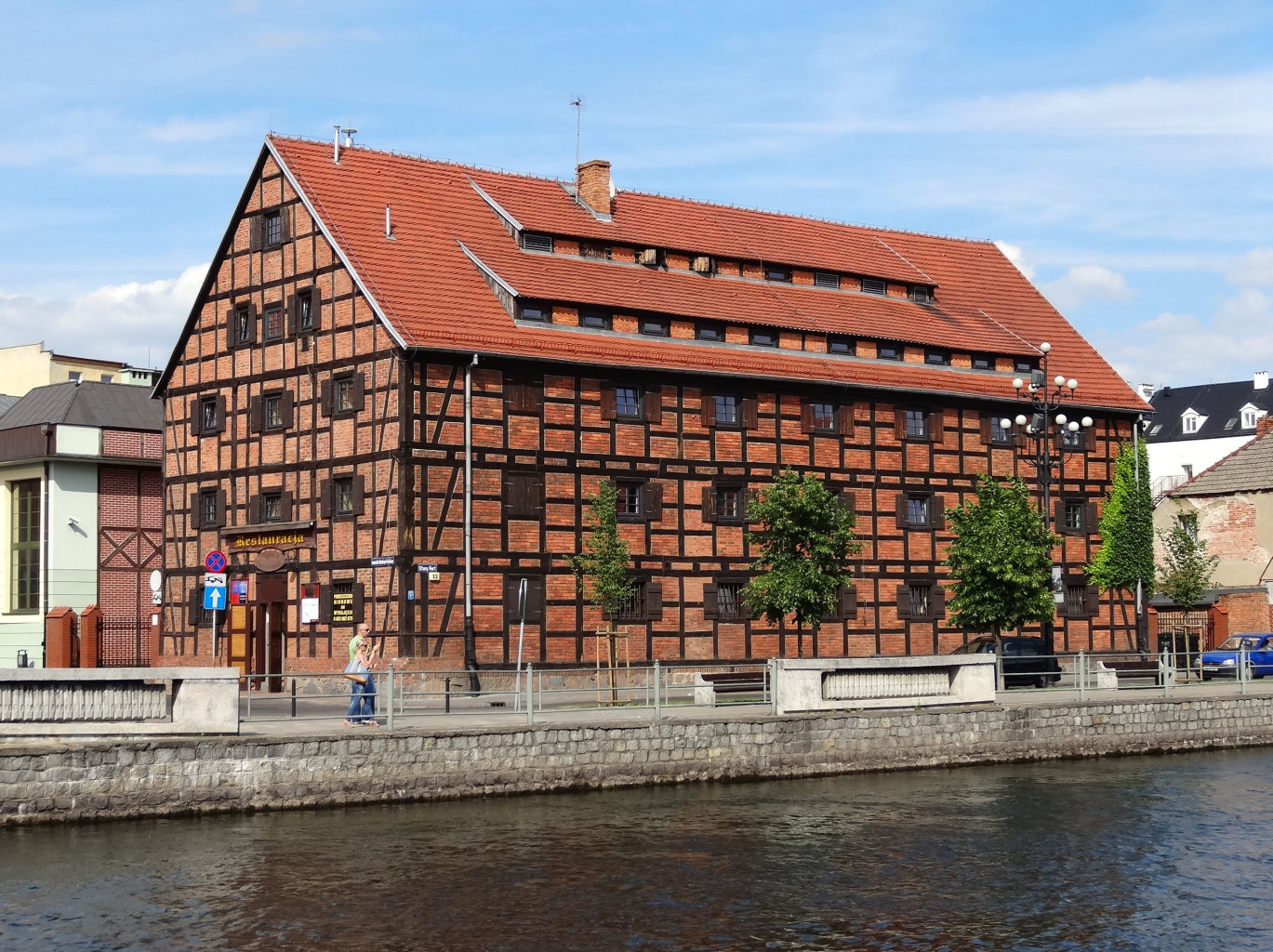
Spichlerz przy ul. Stary Port wzniesiony ok. 1835 roku

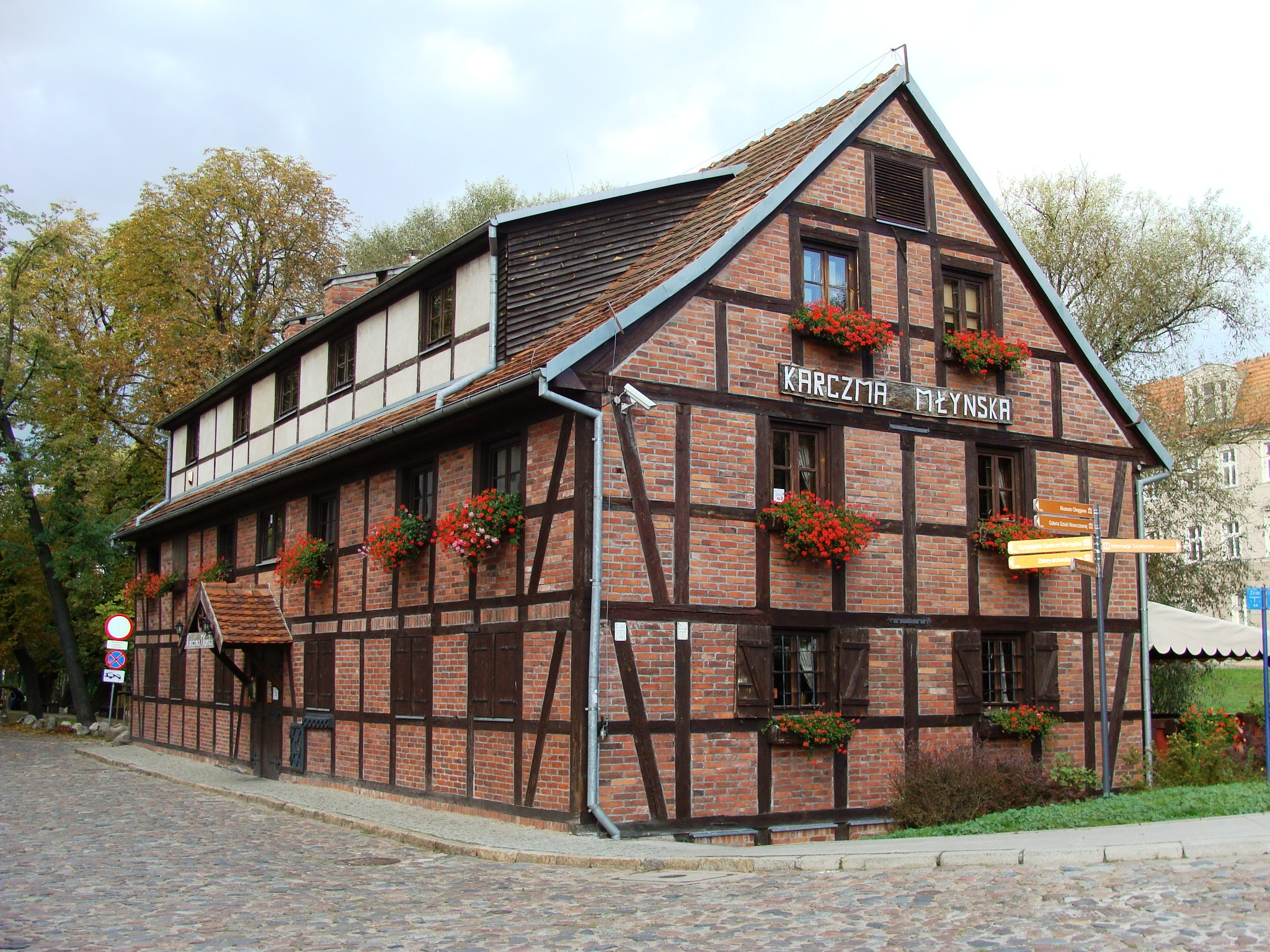
Karczma Młyńska na Wyspie Młyńskiej zbud. ok. 1835 roku

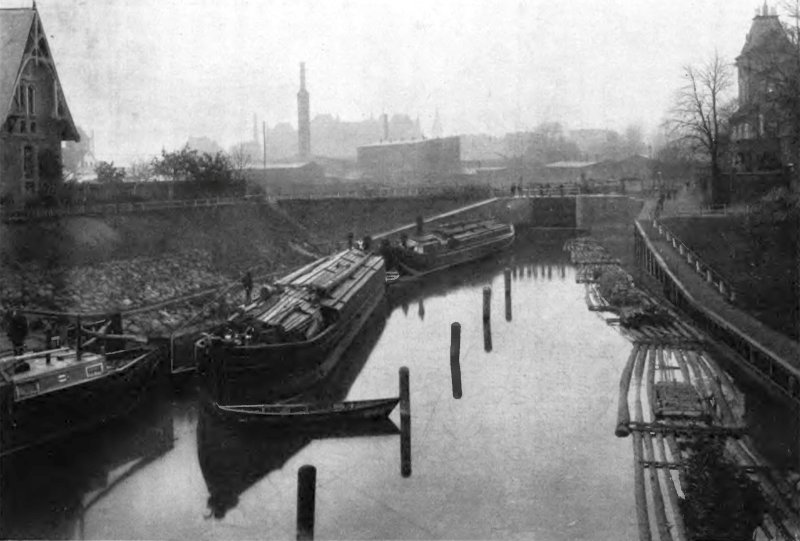
Barki przy śluzie Miejskiej

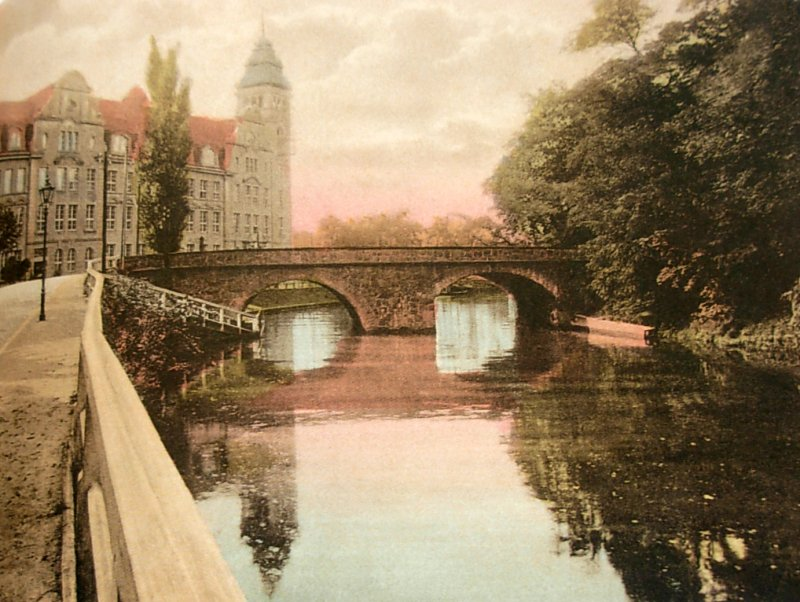
most Władysława IV (1841) na Kanale Bydgoskim (rozebrany w 1972)

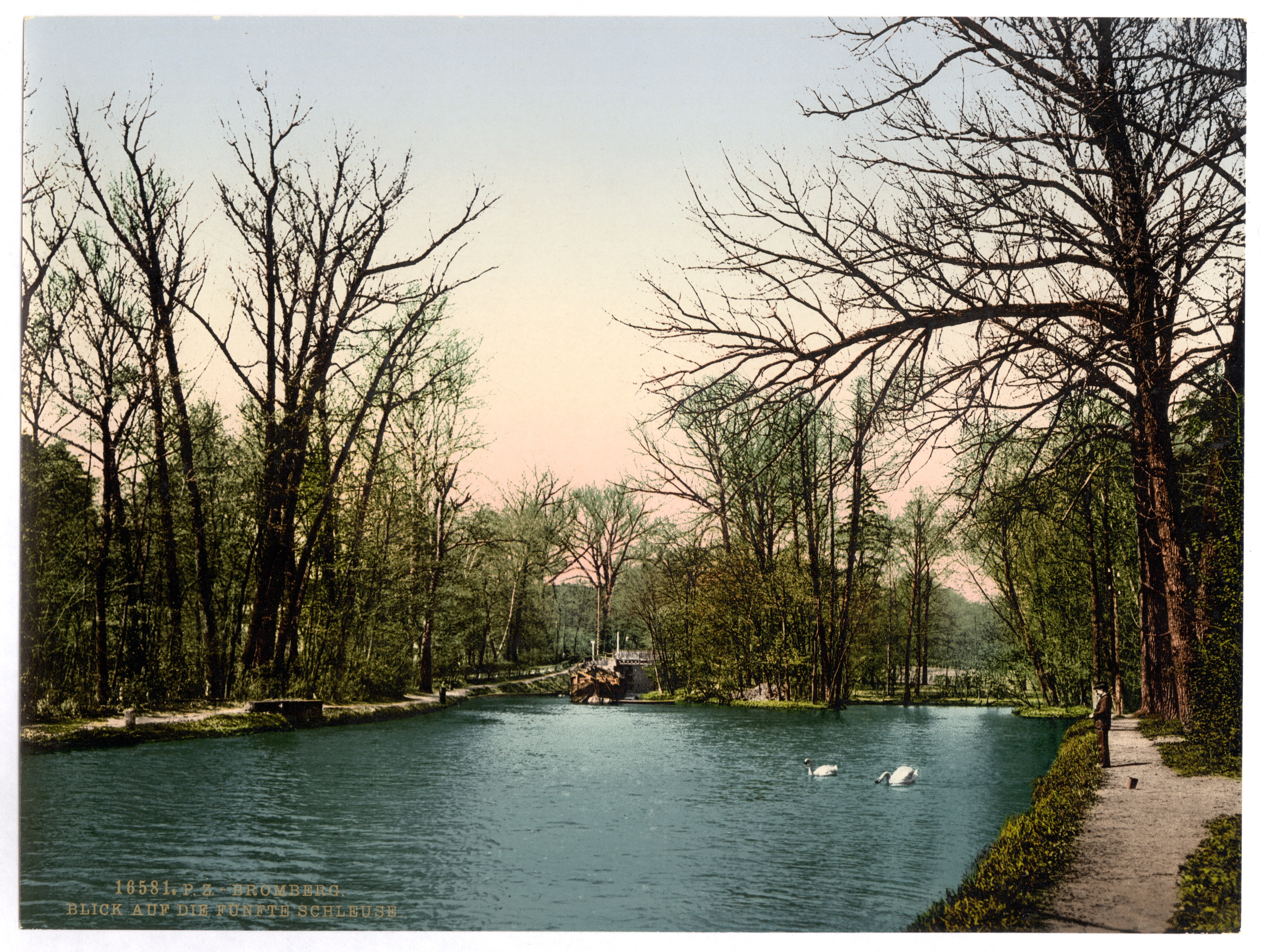
Kanał Bydgoski przy V śluzie tzw. Kwiatowej

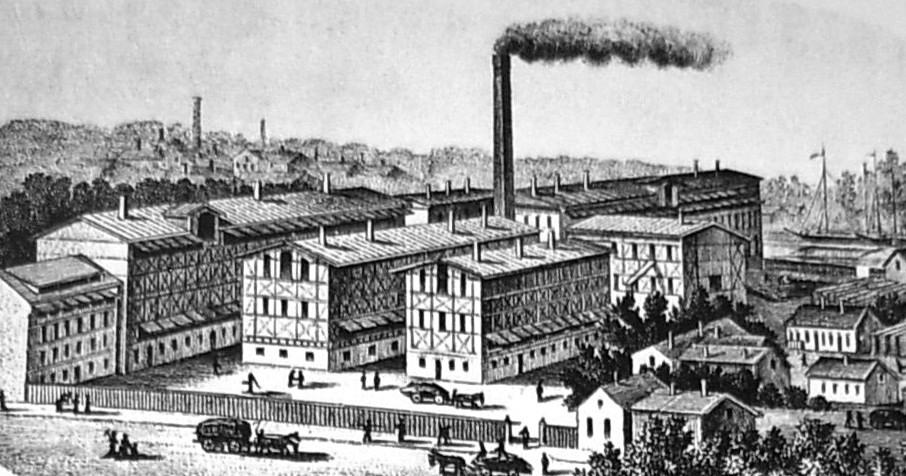
Garbarnia Buchholza przy ul. Garbary (zał. 1845) – obraz Bertholda Jaeckela

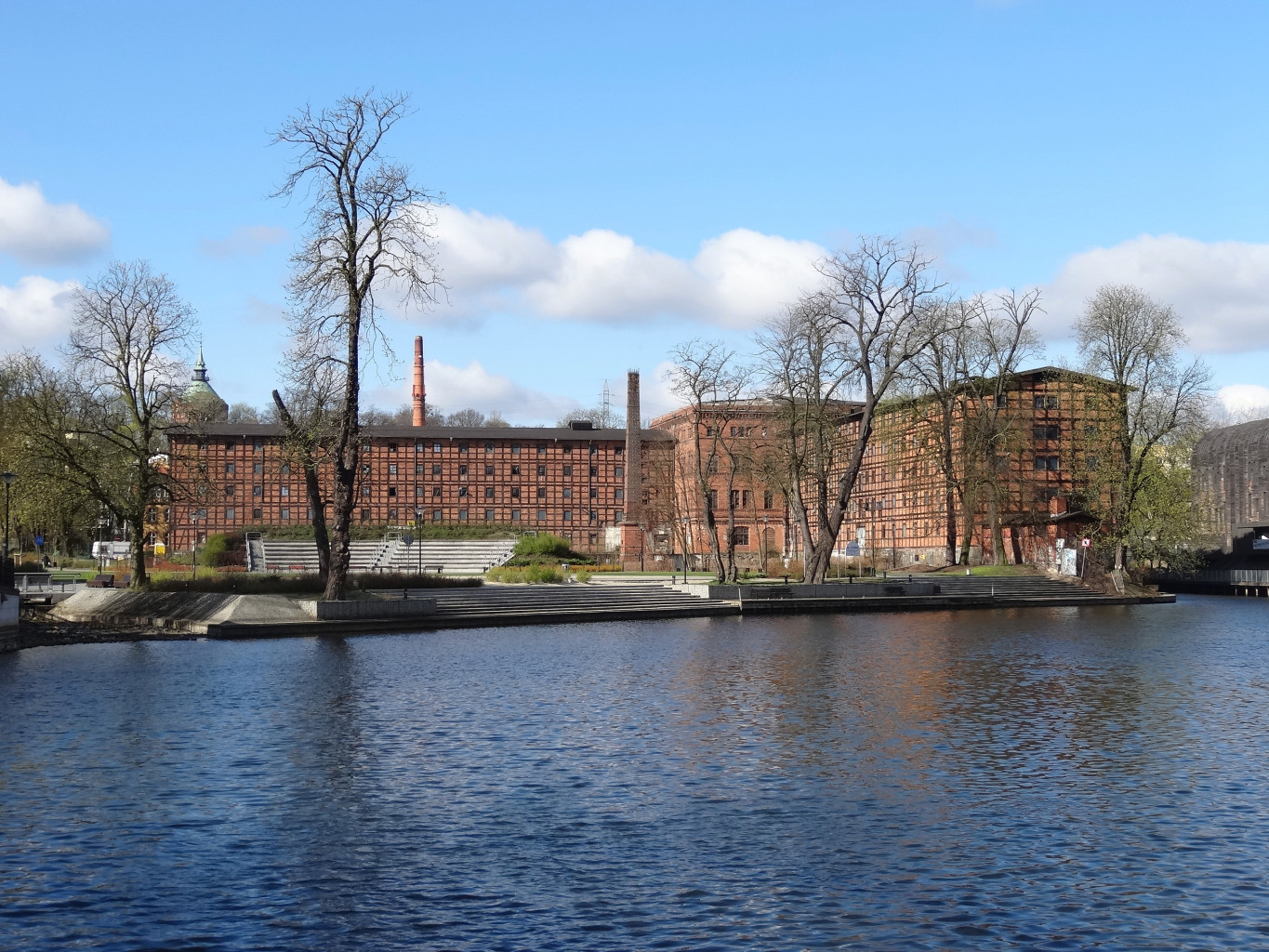
Młyny Rothera na Wyspie Młyńskiej wzniesione w 1849 r.

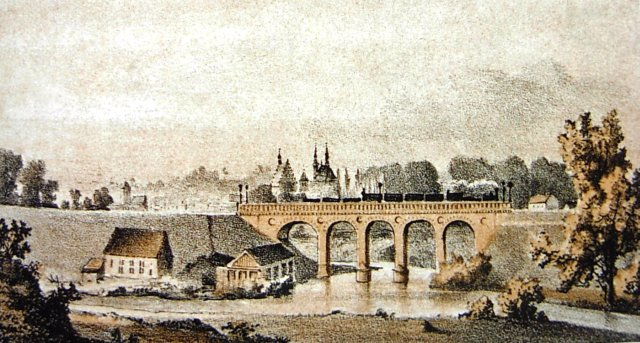
Most Kolei Wschodniej nad Brdą zbudowany w 1851 r. – reprodukcja litografii z 1853 r.

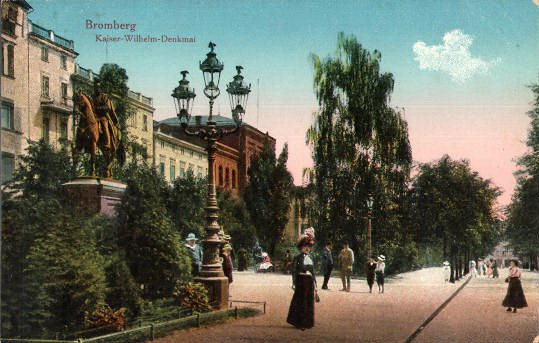
Plac Wolności w Bydgoszczy z pomnikiem Wilhelma II

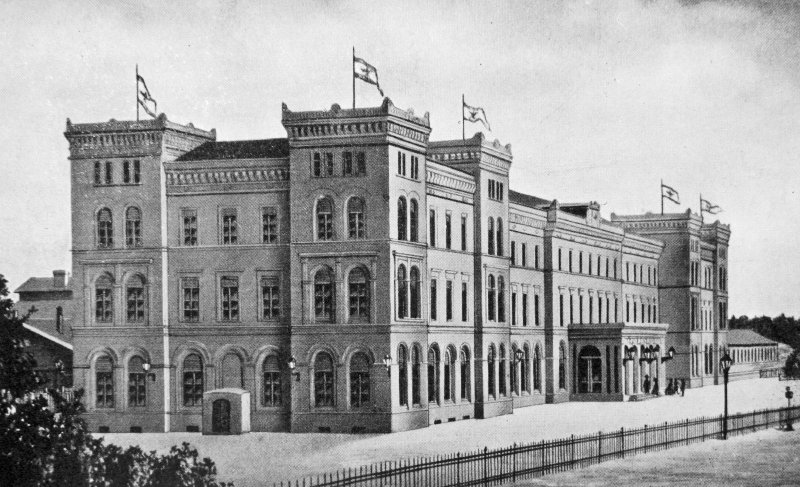
Dworzec kolejowy Bydgoszcz Główna w 1861 po oddaniu do użytku Kolei Warszawsko-Bydgoskiej

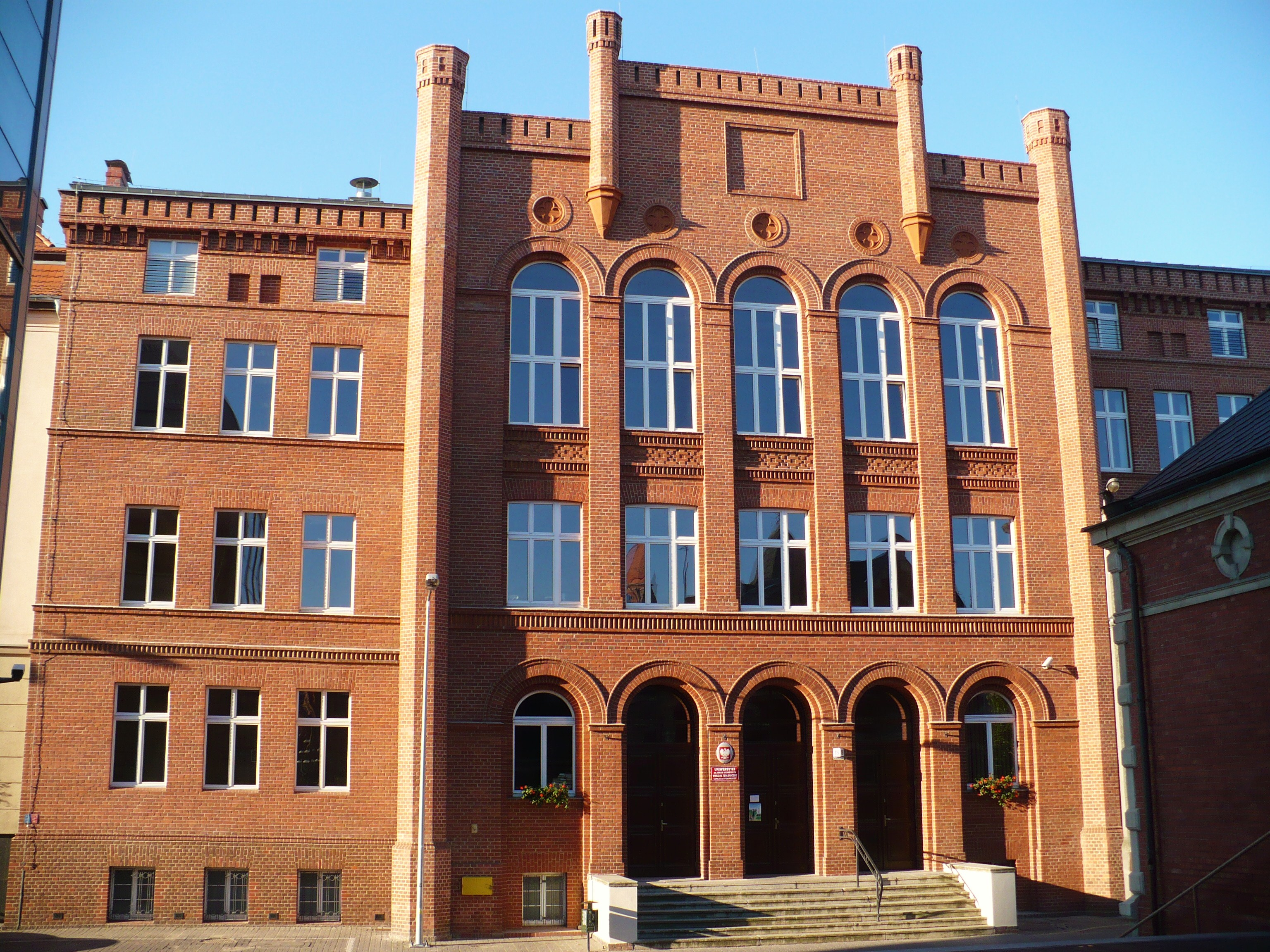
Wzniesiony w 1858 r. nowy budynek miejskiej szkoły realnej przy ul. Grodzkiej

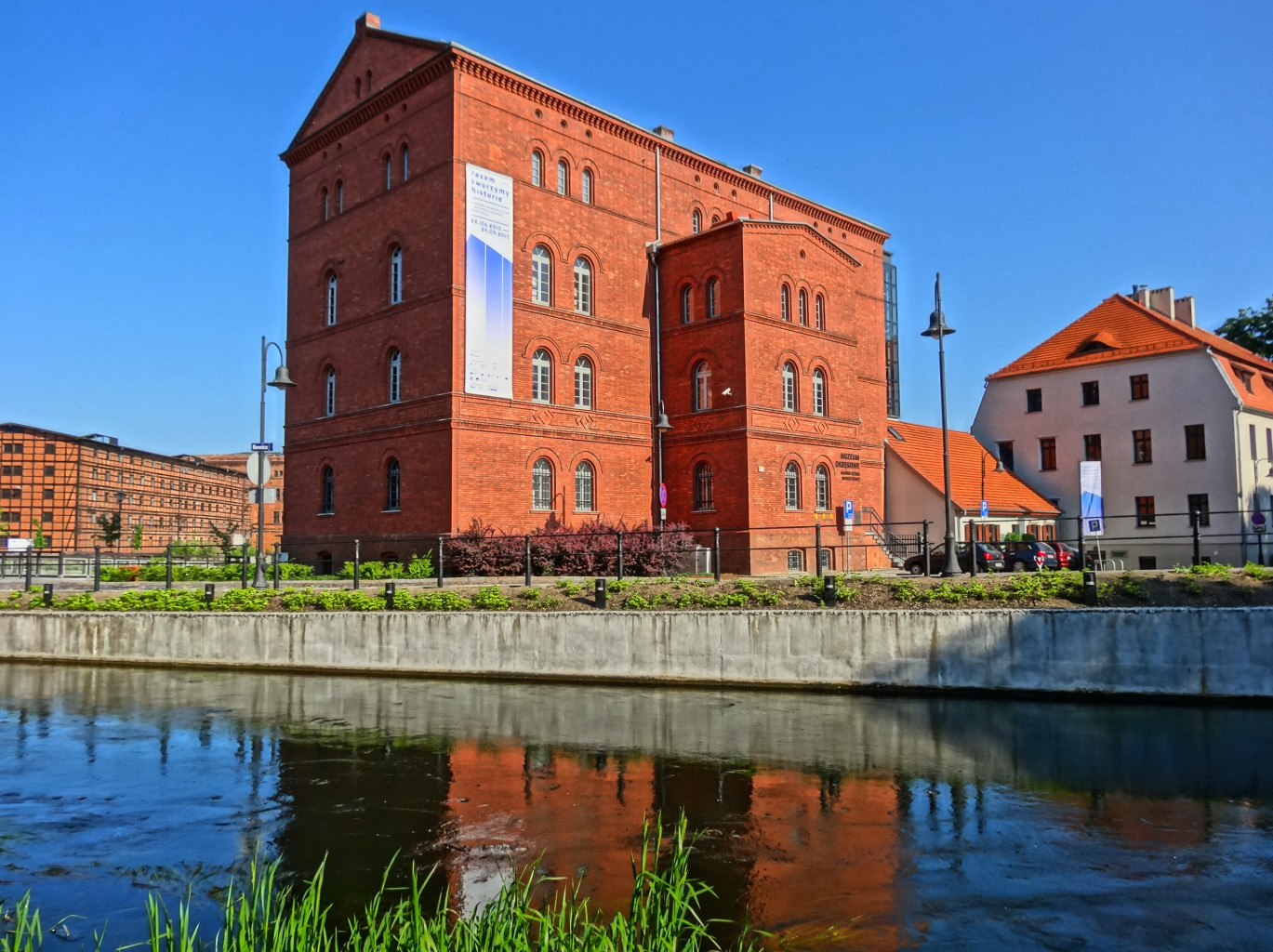
Czerwony Spichlerz na Wyspie Młyńskiej zbud. w 1859 roku

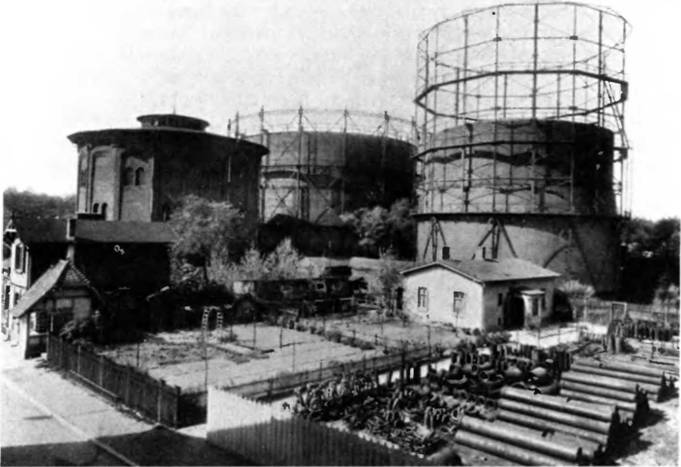
Gazownia w Bydgoszczy zał. w 1860

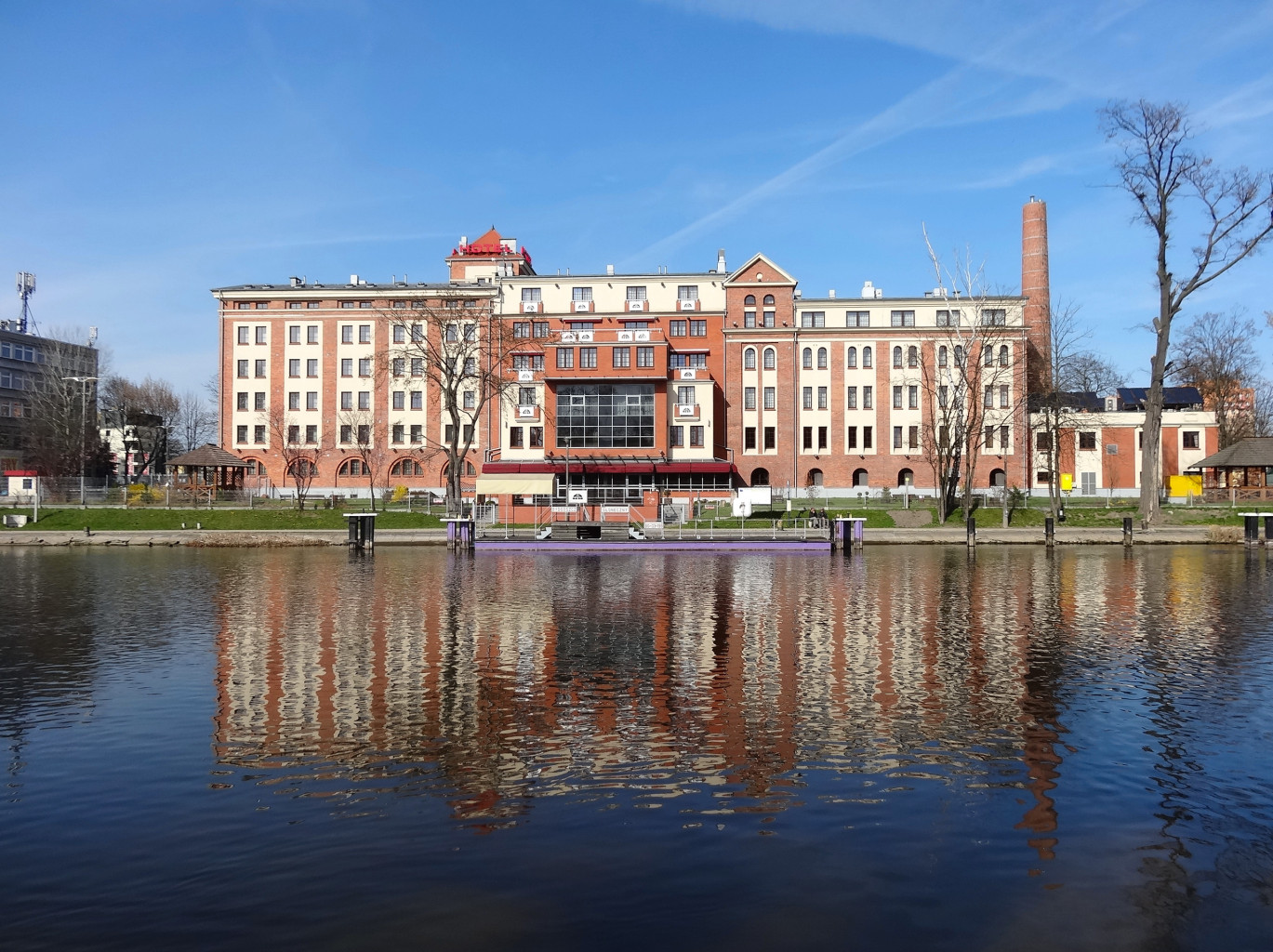
Młyny Kentzera zbud. w 1862 roku (ob. hotel Słoneczny Młyn)

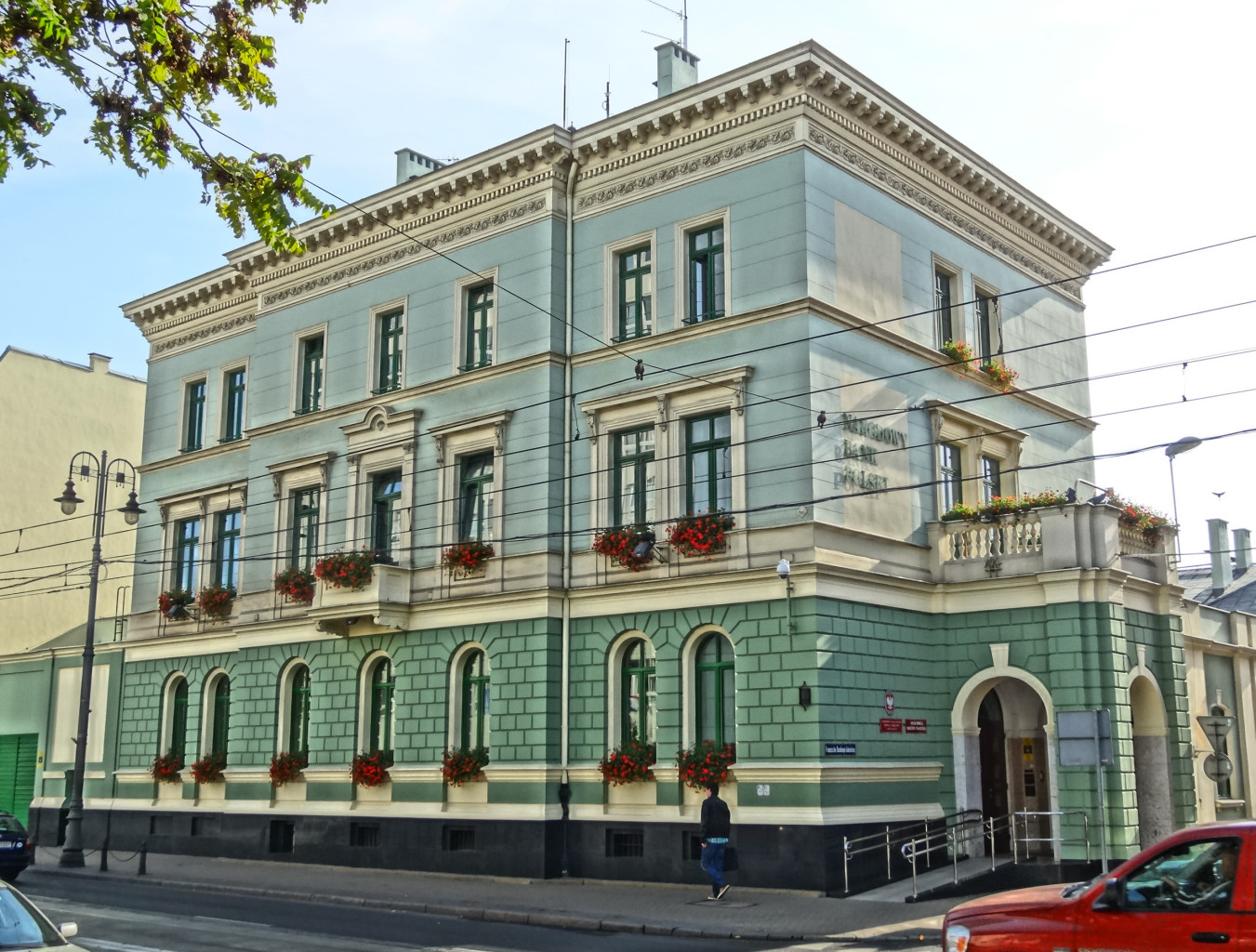
Budynek Banku Królewskiego w Berlinie zbud. w 1864 przy ul. Jagiellońskiej (od 1945 NBP)

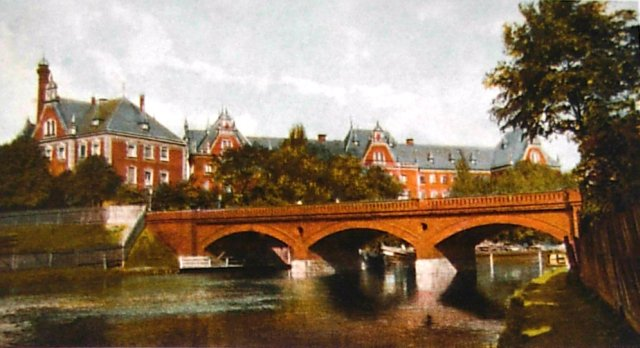
Most Zwycięstwa (Królowej Jadwigi) nad Brdą w formie ceglanej, łukowej (1865–1912)

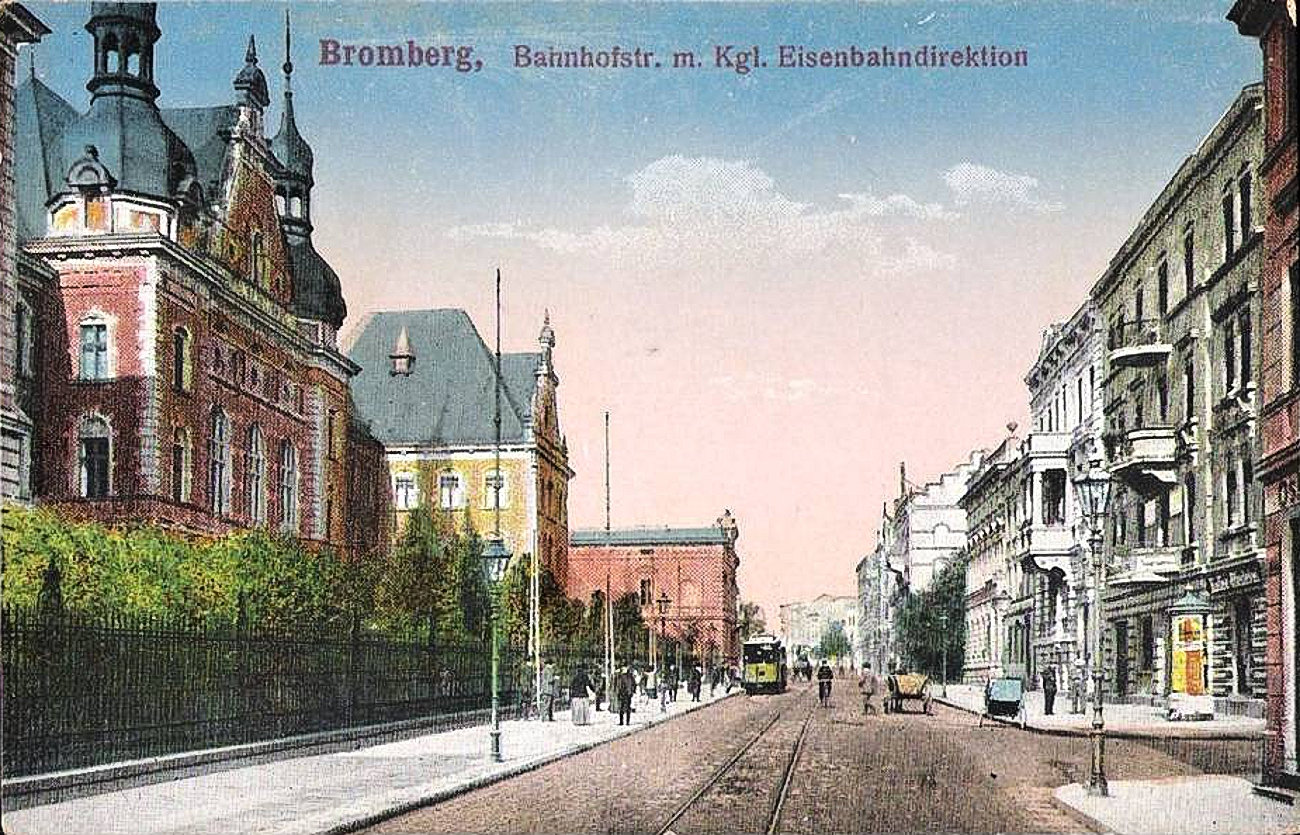
Ulica Dworcowa w Bydgoszczy

- 1815

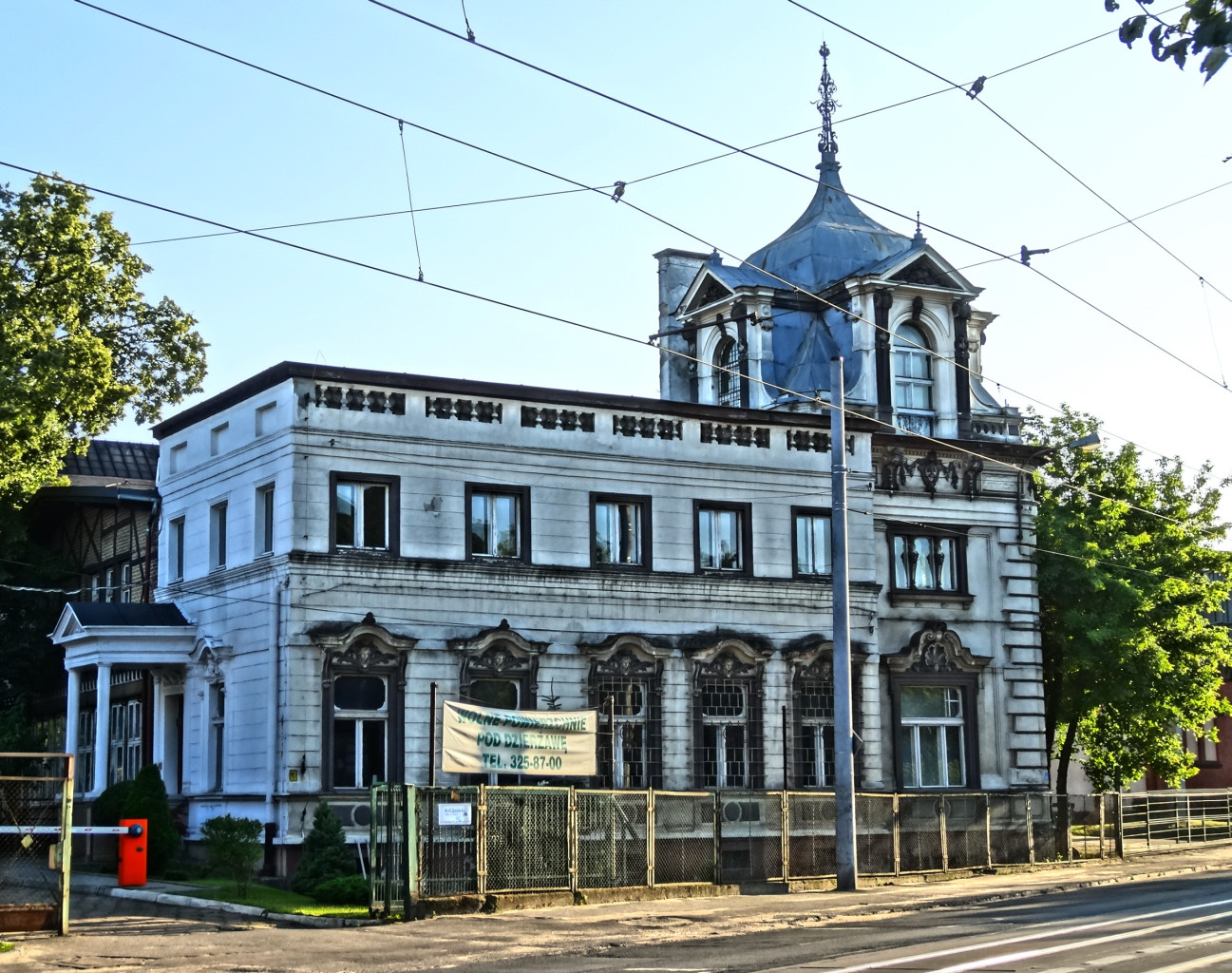
Willa fabrykanta Carla Blumwe – Fabryka Obrabiarek do Drewna (1865)

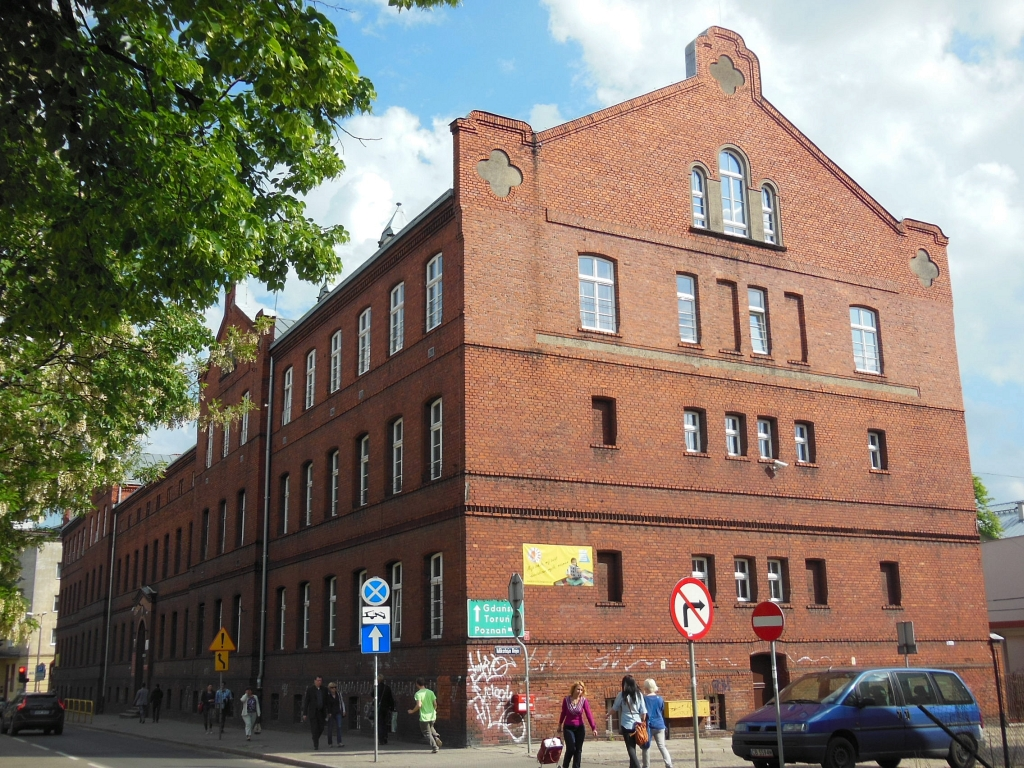
Prowincjalny Zakład dla Dzieci Niewidomych przy ul. Krasińskiego – najstarsza tego typu placówka na ziemiach polskich

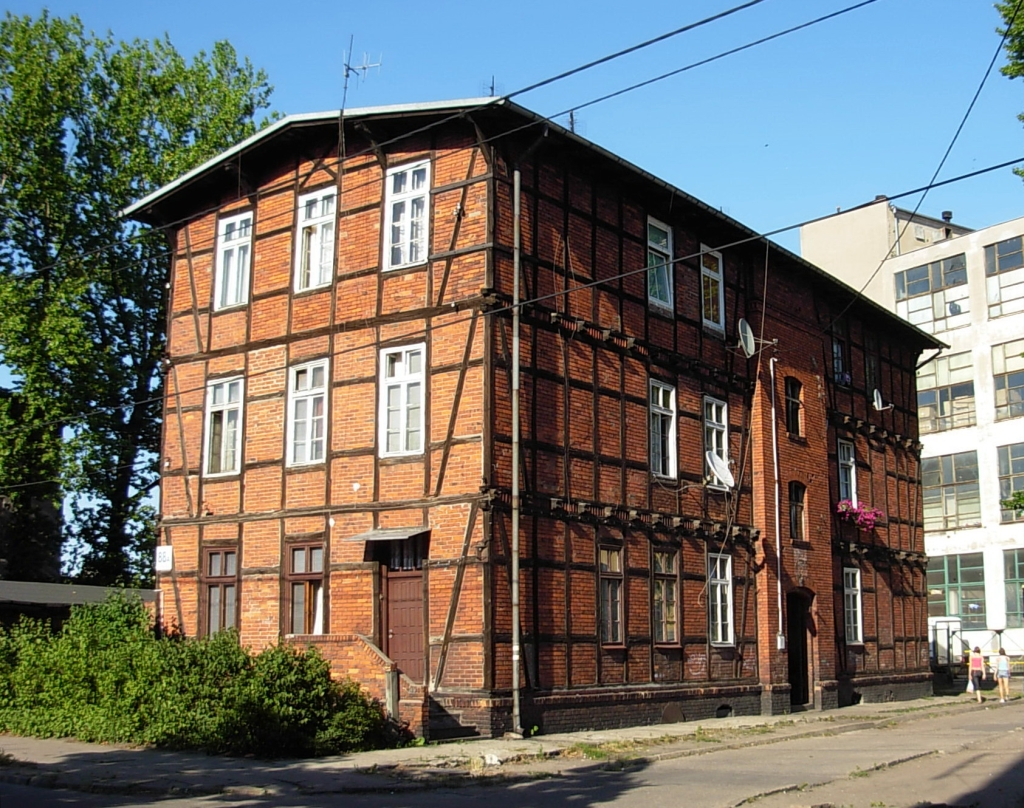
Koszary tzw. Londynek wybudowane w latach 70. XIX w. przy ul. Pomorskiej

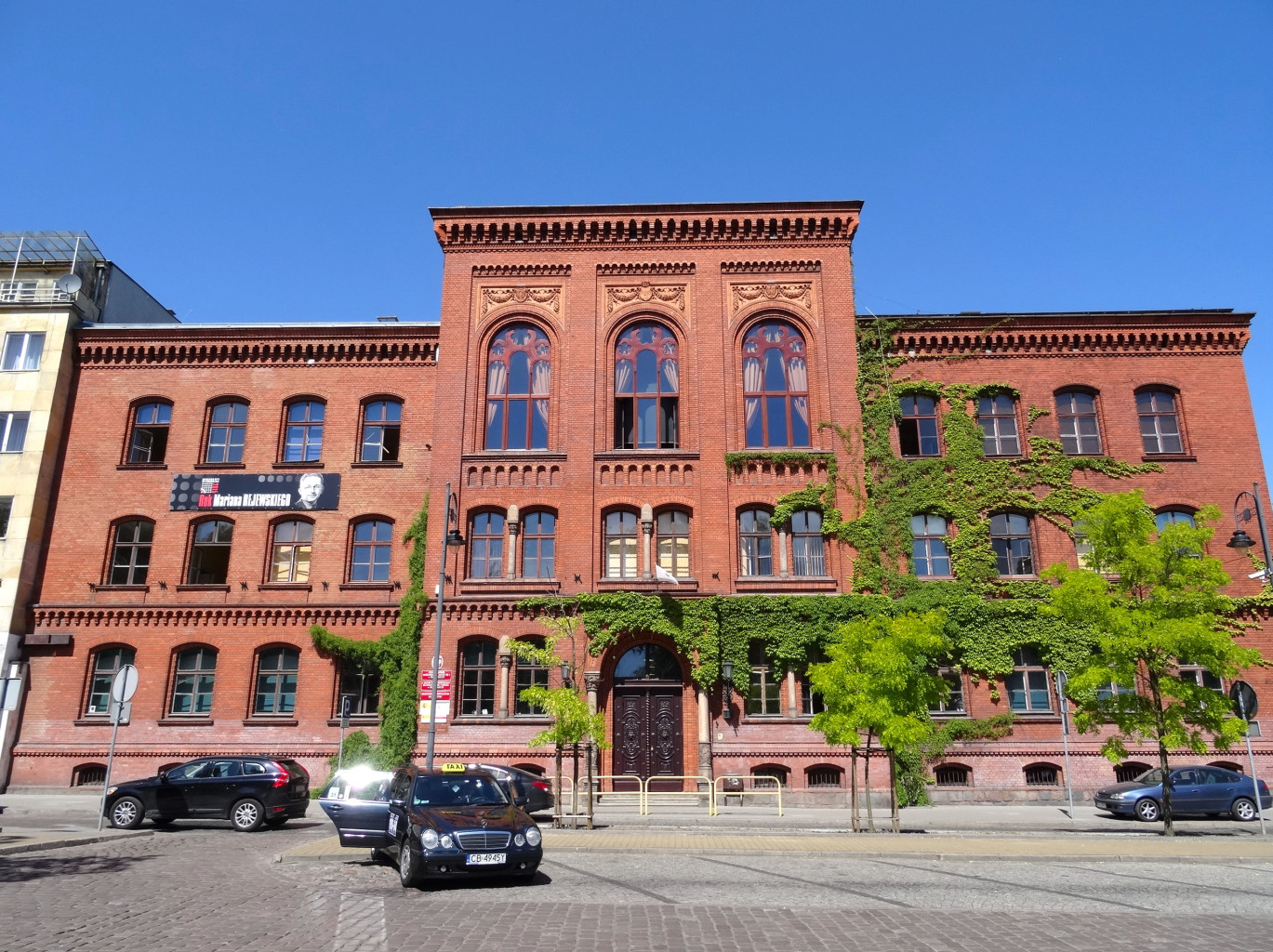
Budynek Gimnazjum Królewskiego przy placu Wolności według projektu Heinricha Kocha

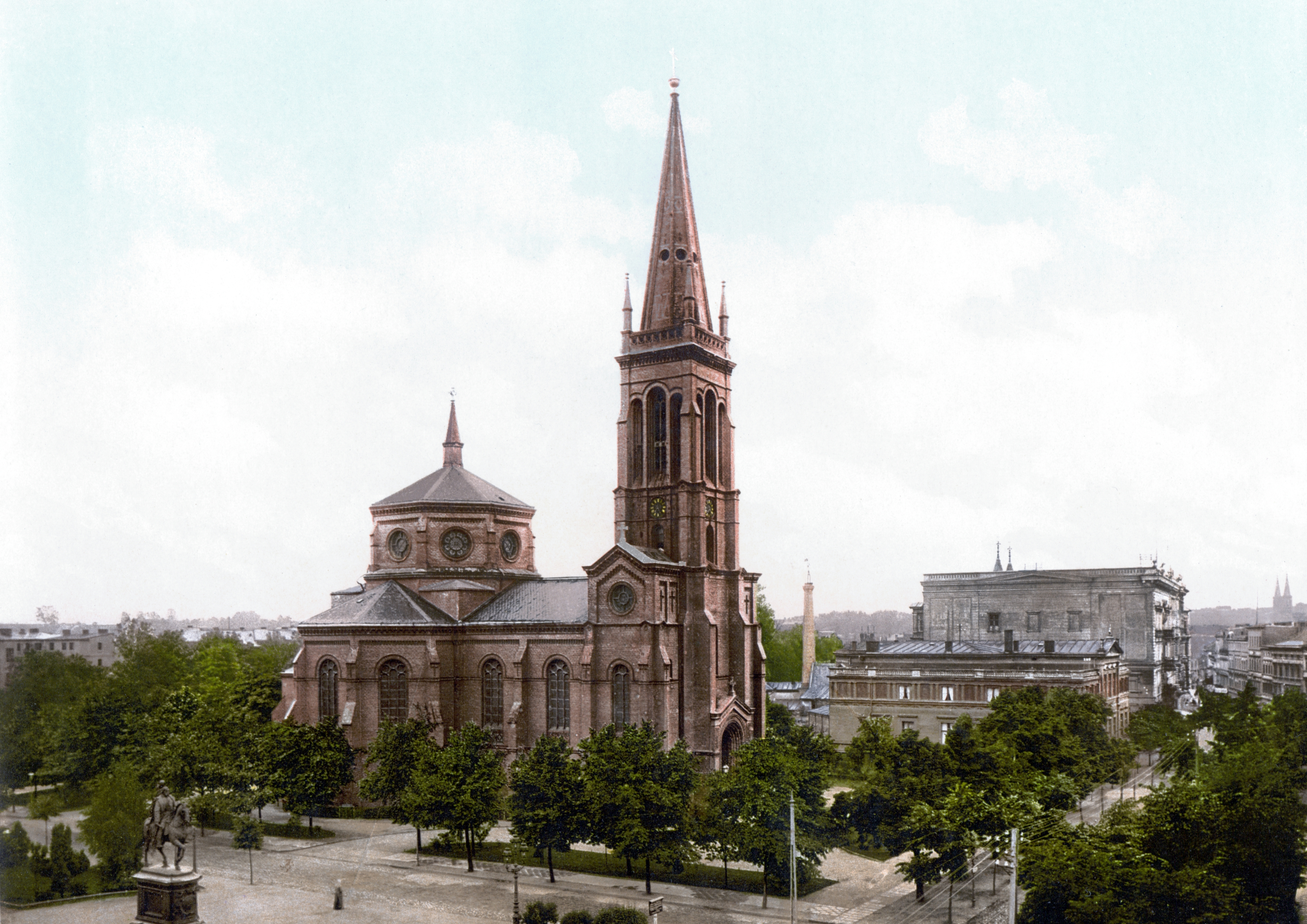
Kościół Świętych Apostołów Piotra i Pawła w Bydgoszczy (1878) na placu Wolności według projektu Friedricha Adlera

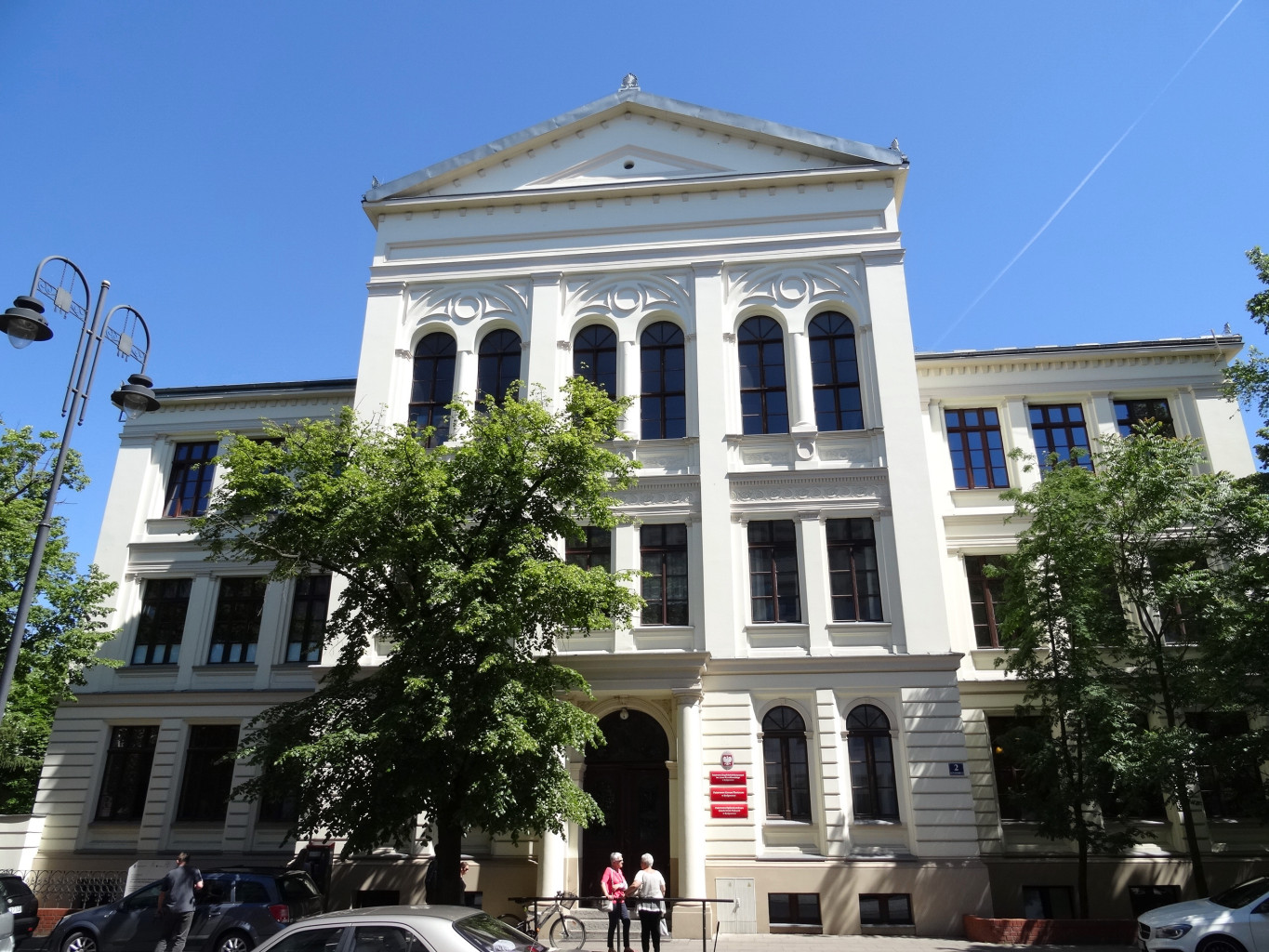
Budynek miejskiej szkoły żeńskiej (1878) przy ul. Konarskiego według projektu Heinricha Grüdera

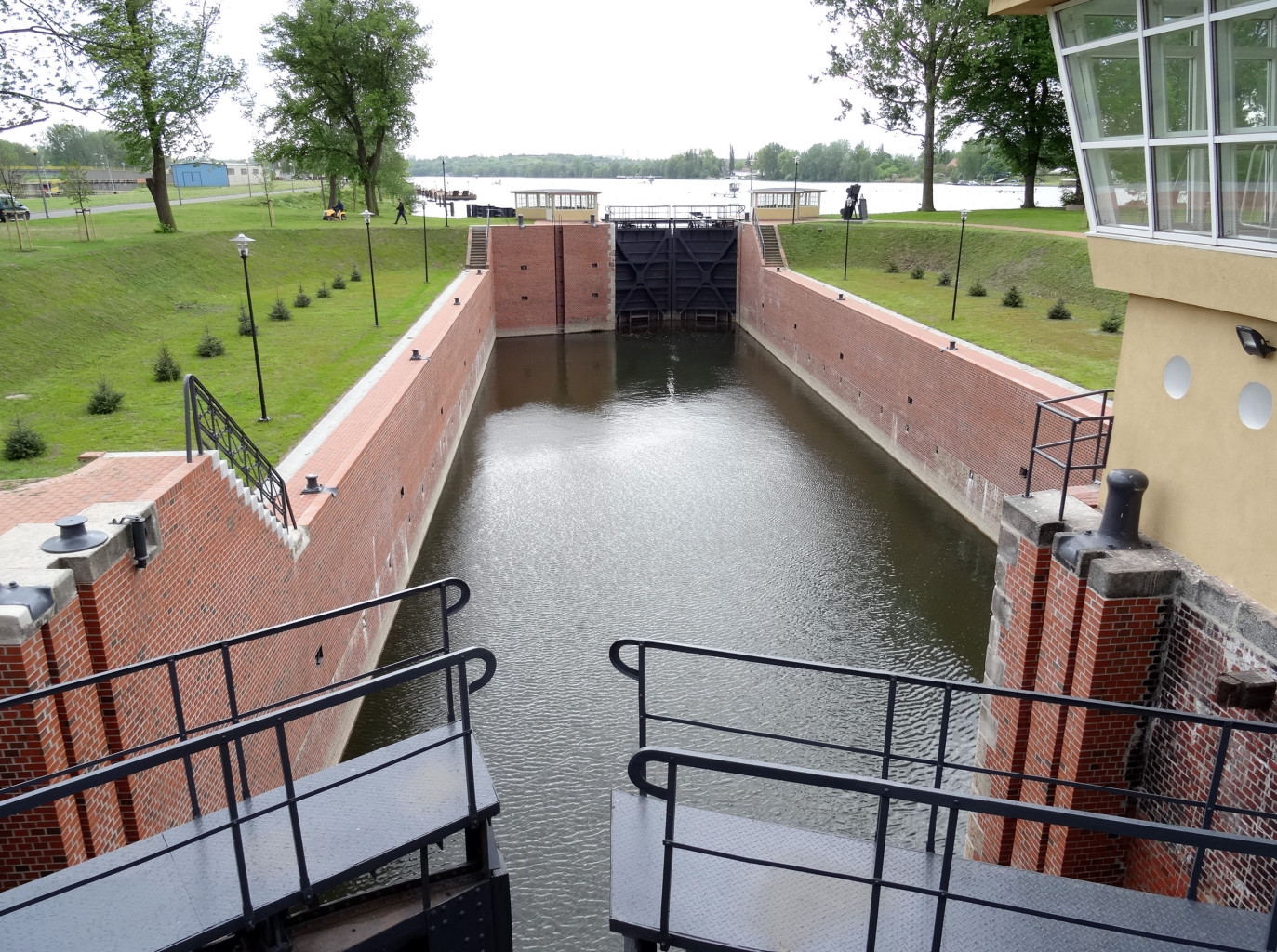
Śluza Brdyujście (1879) wzniesiona podczas budowy portu drzewnego

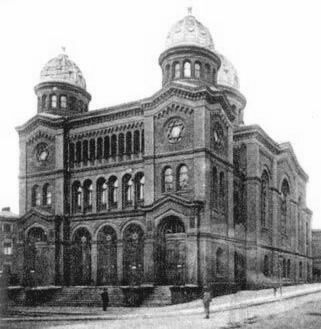
Synagoga w Bydgoszczy (1883), zniszczona w 1940

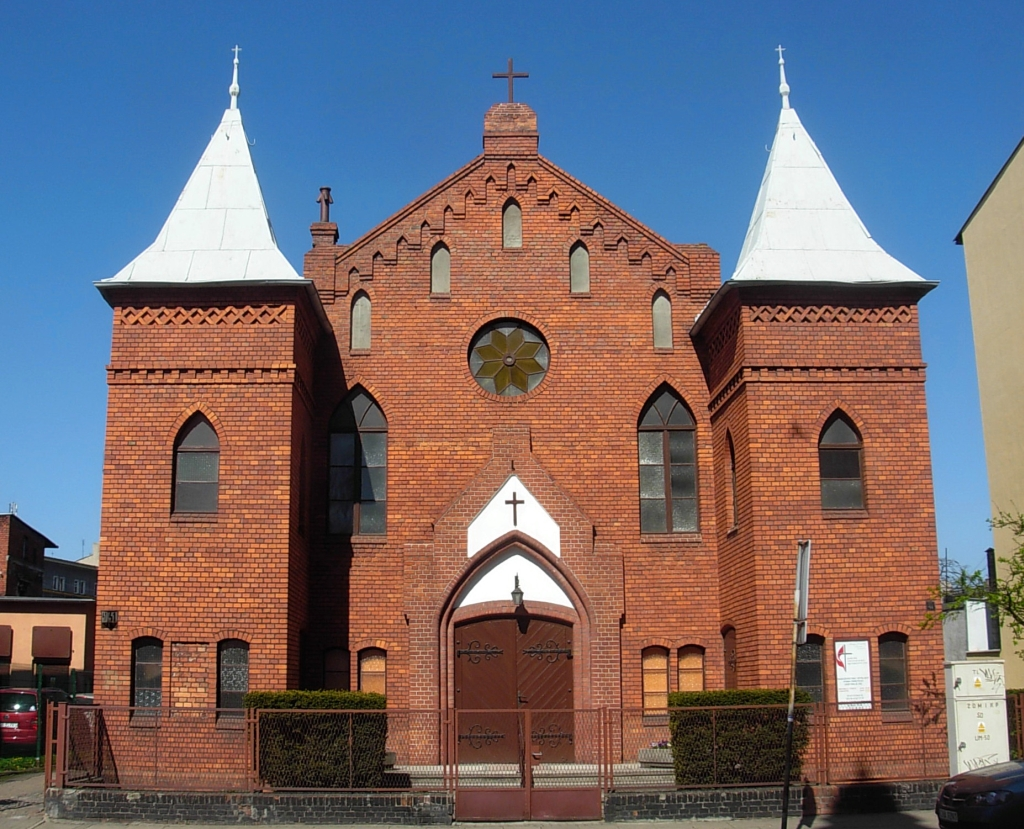
Kościół Ewangelicko-Metodystyczny w Bydgoszczy (1883) przy ul. Pomorskiej

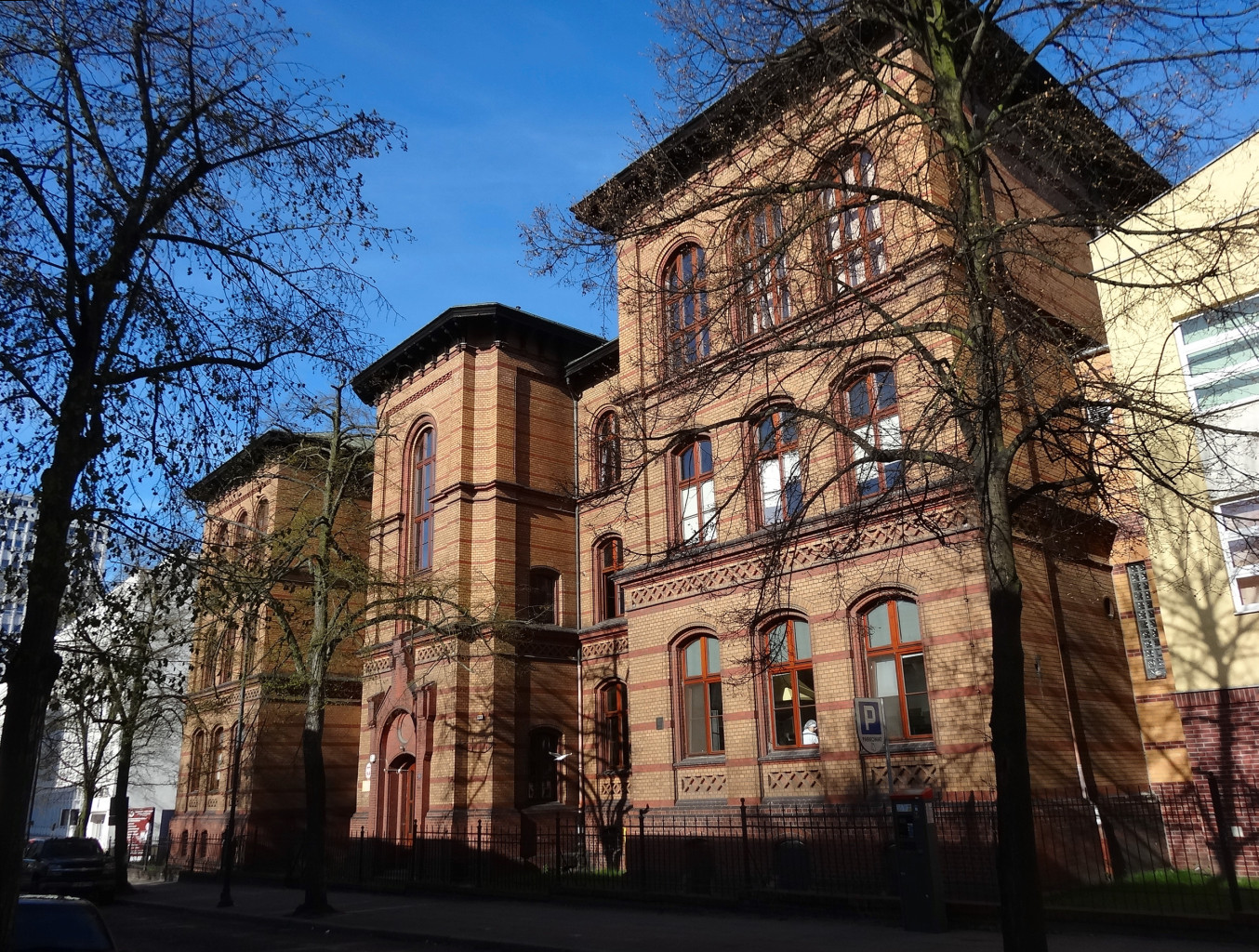
Budynek miejskiej wyższej szkoły żeńskiej (1884) przy ul. Konarskiego według projektu Wilhelma Lincke

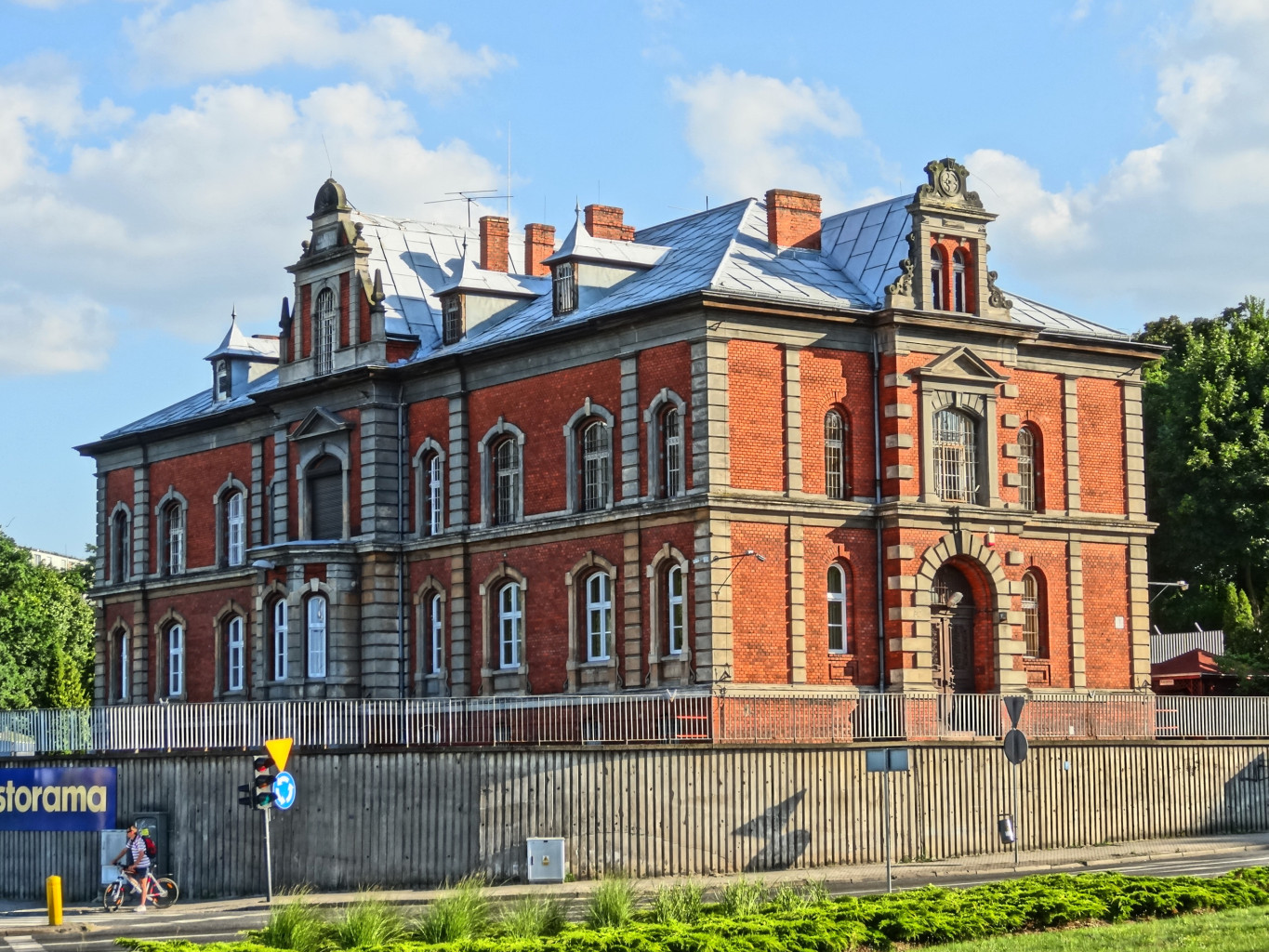
Dom dla samotnych kobiet (1884) przy ul. Szubińskiej (ob. Wojskowa Komenda Uzupełnień)

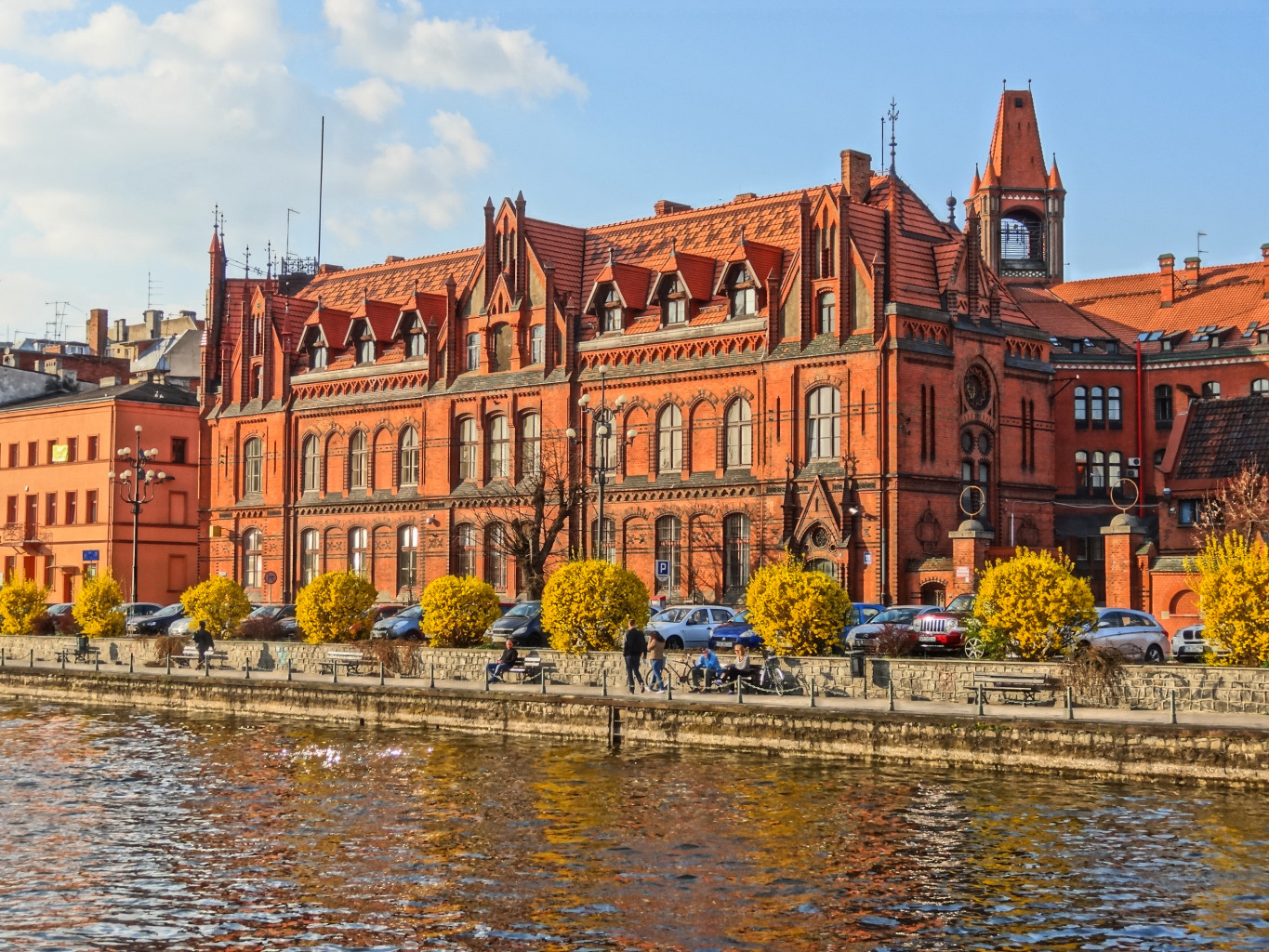
Poczta Główna w Bydgoszczy zbud. w 1885 r., rozbudowana w 1899 roku

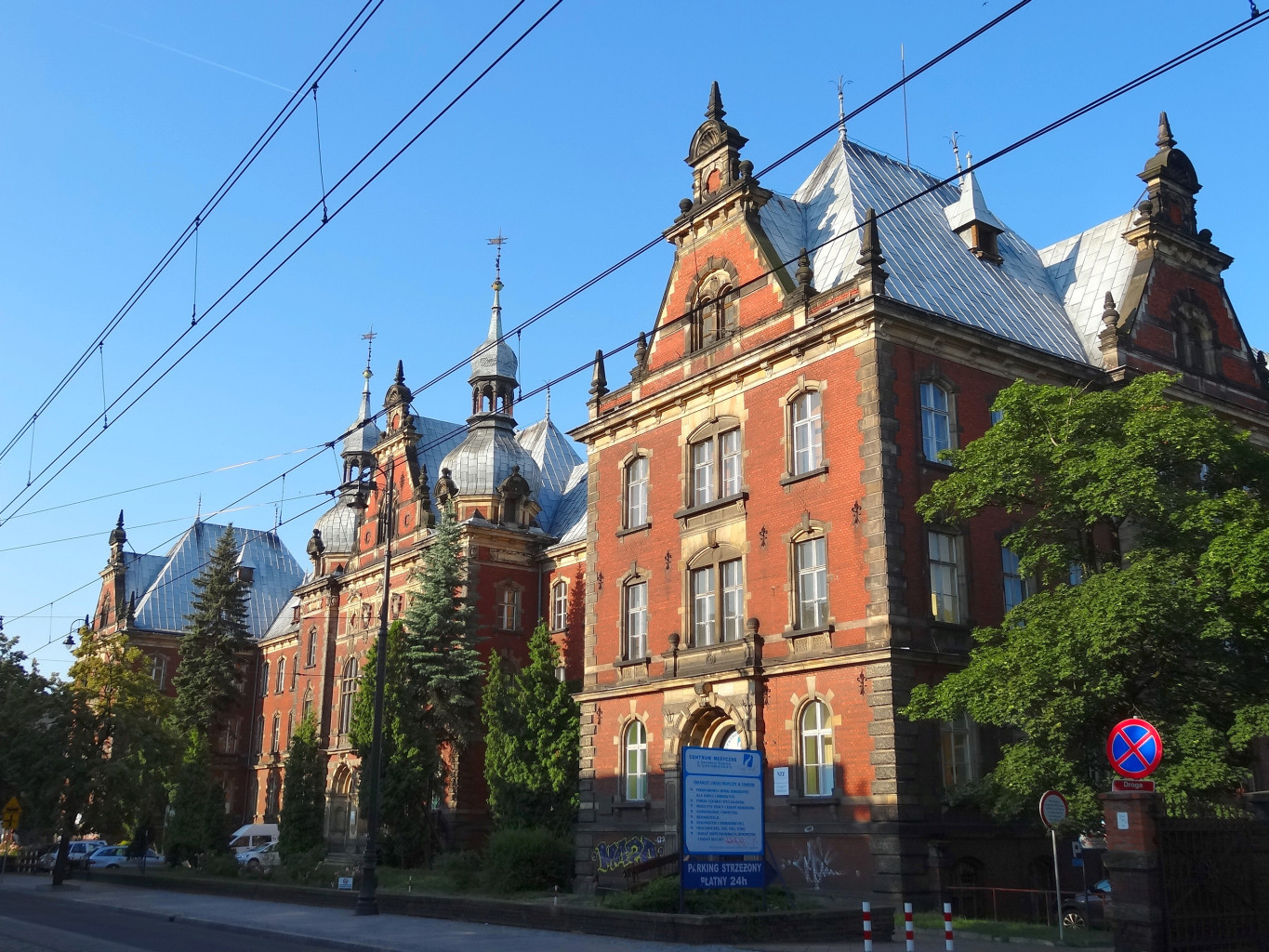
Budynek Dyrekcji Kolei w Bydgoszczy (1888), zarządzającej i budującej sieć kolejową od Berlina po Kłajpedę (1851–1895)

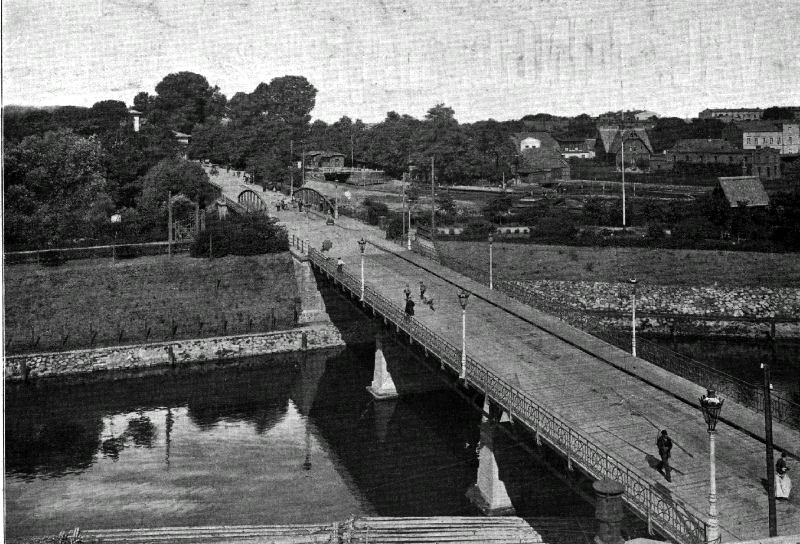
Mosty Wilhelma i Portowy (1890)

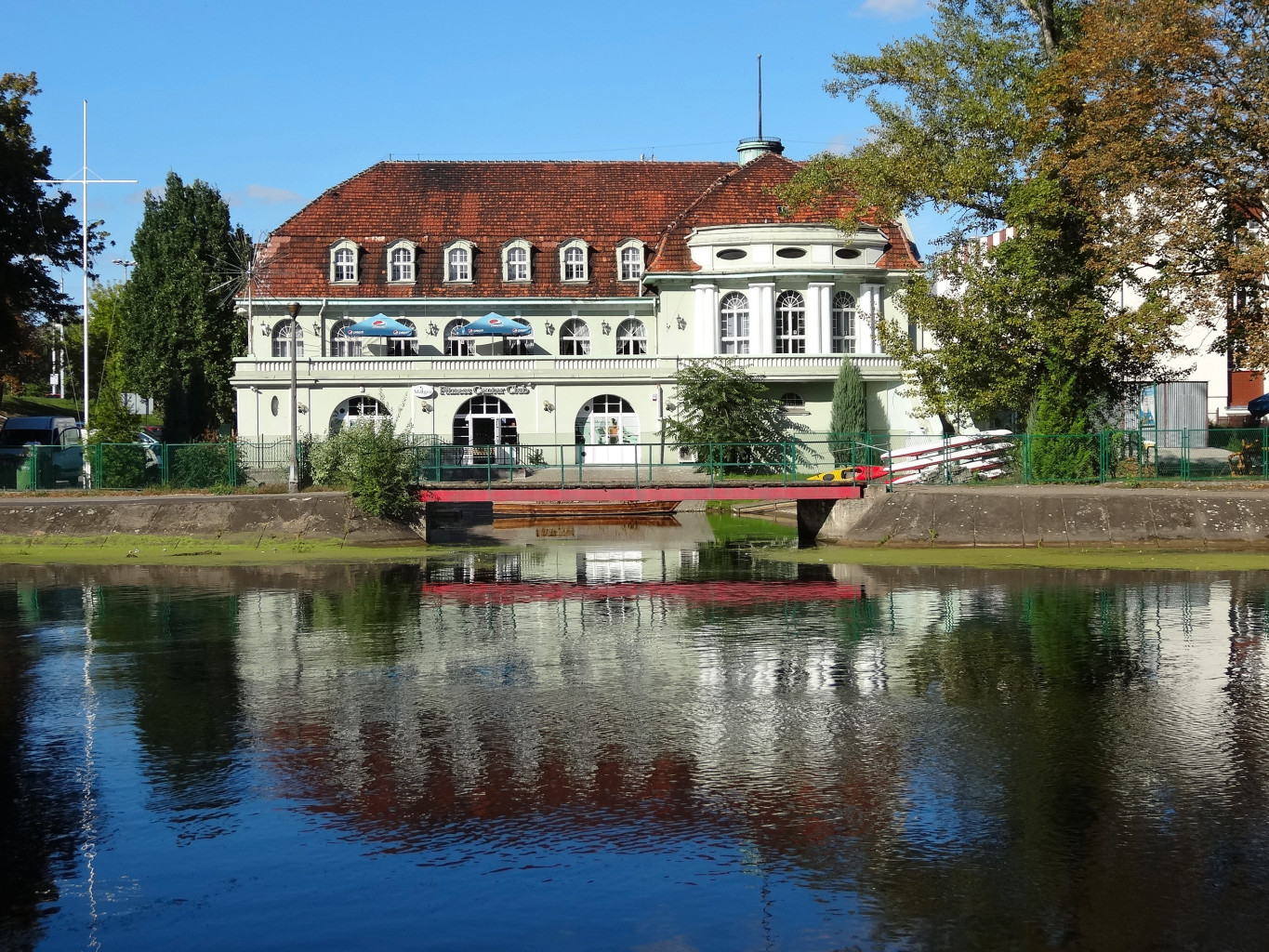
Siedziba Klubu Wioślarskiego „Frithjof” (1894)

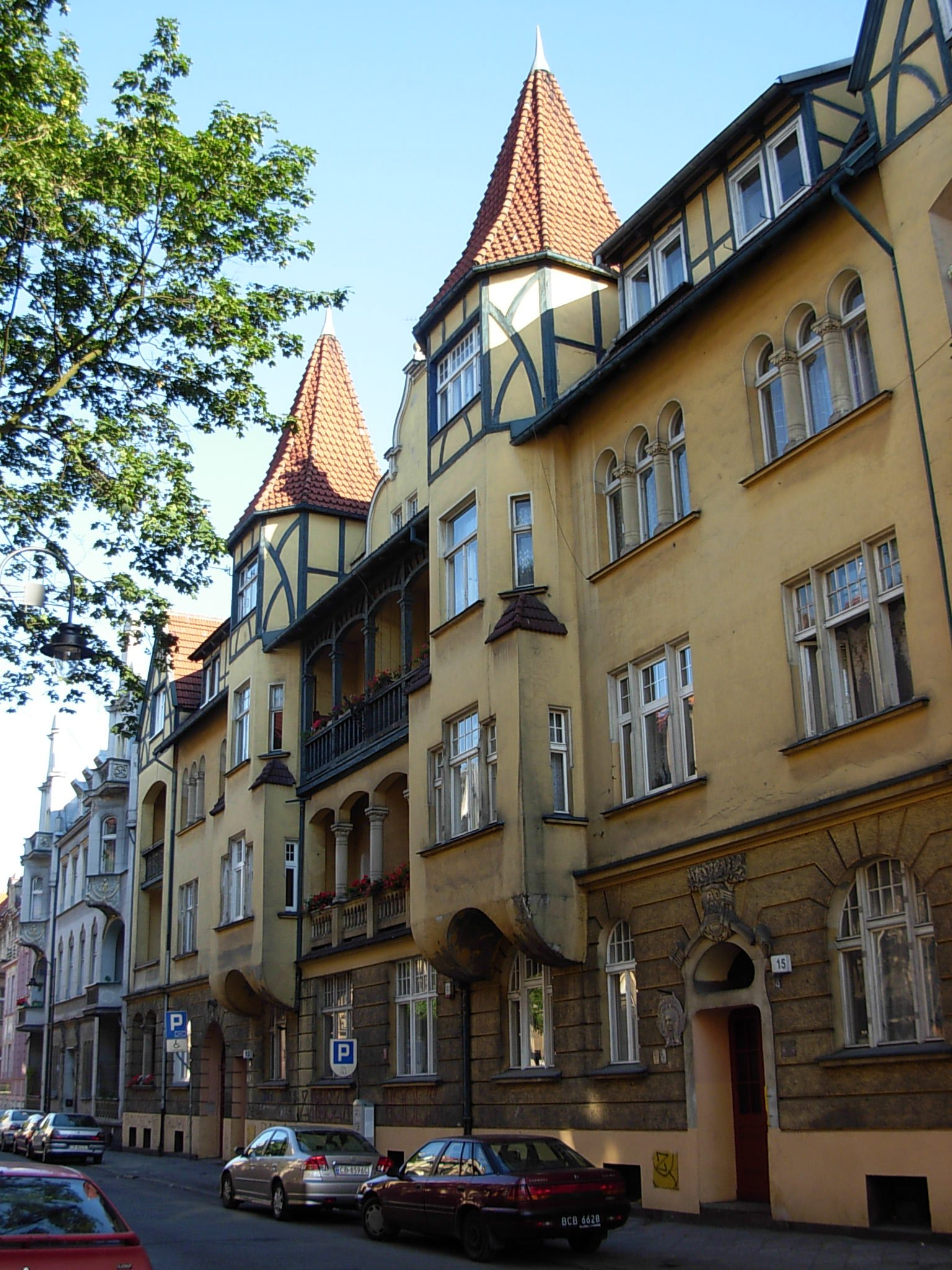
Ulica Augusta Cieszkowskiego w Bydgoszczy zabudowana kamienicami w latach 1894–1904

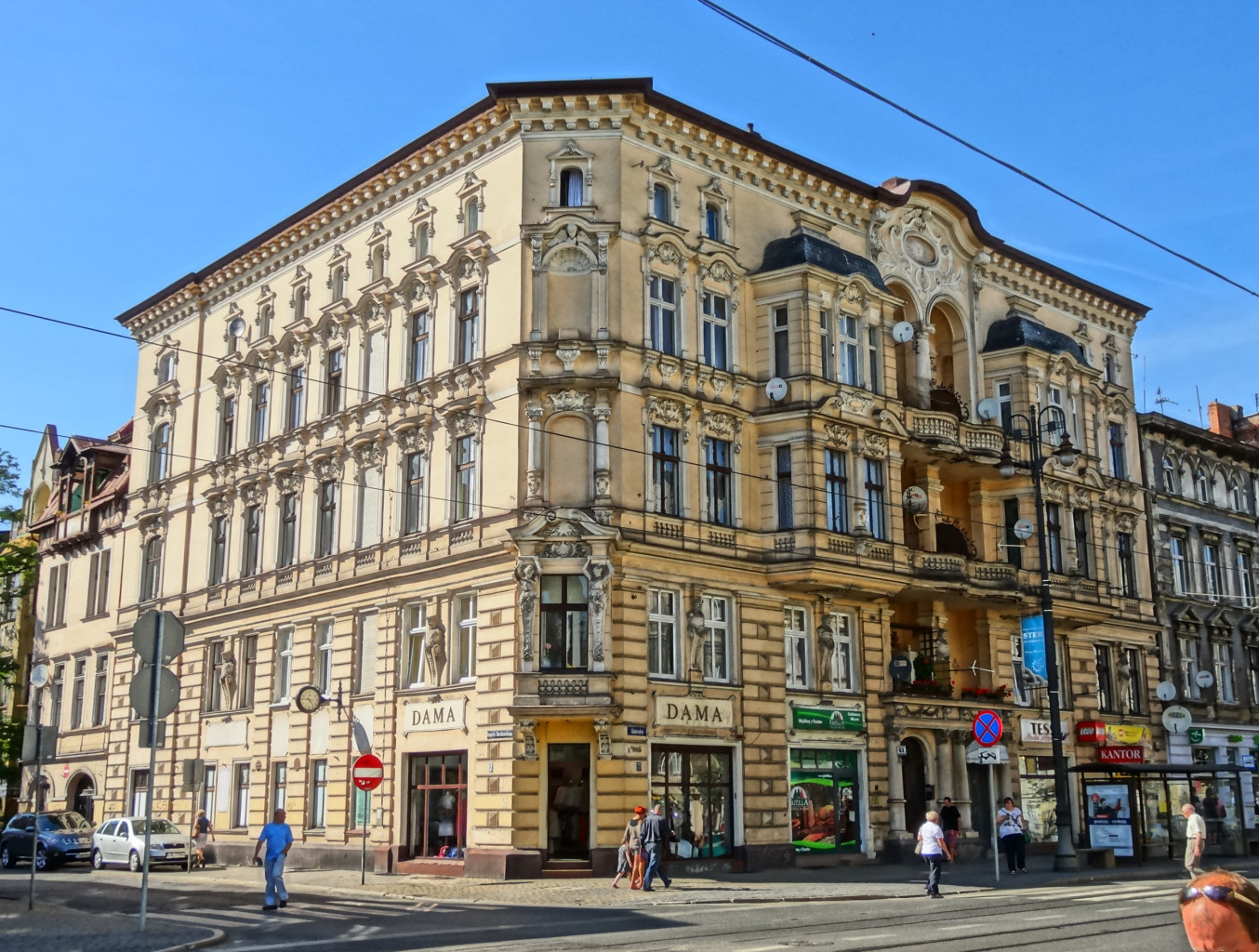
Kamienica Józefa Święcickiego w Bydgoszczy przy ul. Gdańskiej 63 zbud. w 1896

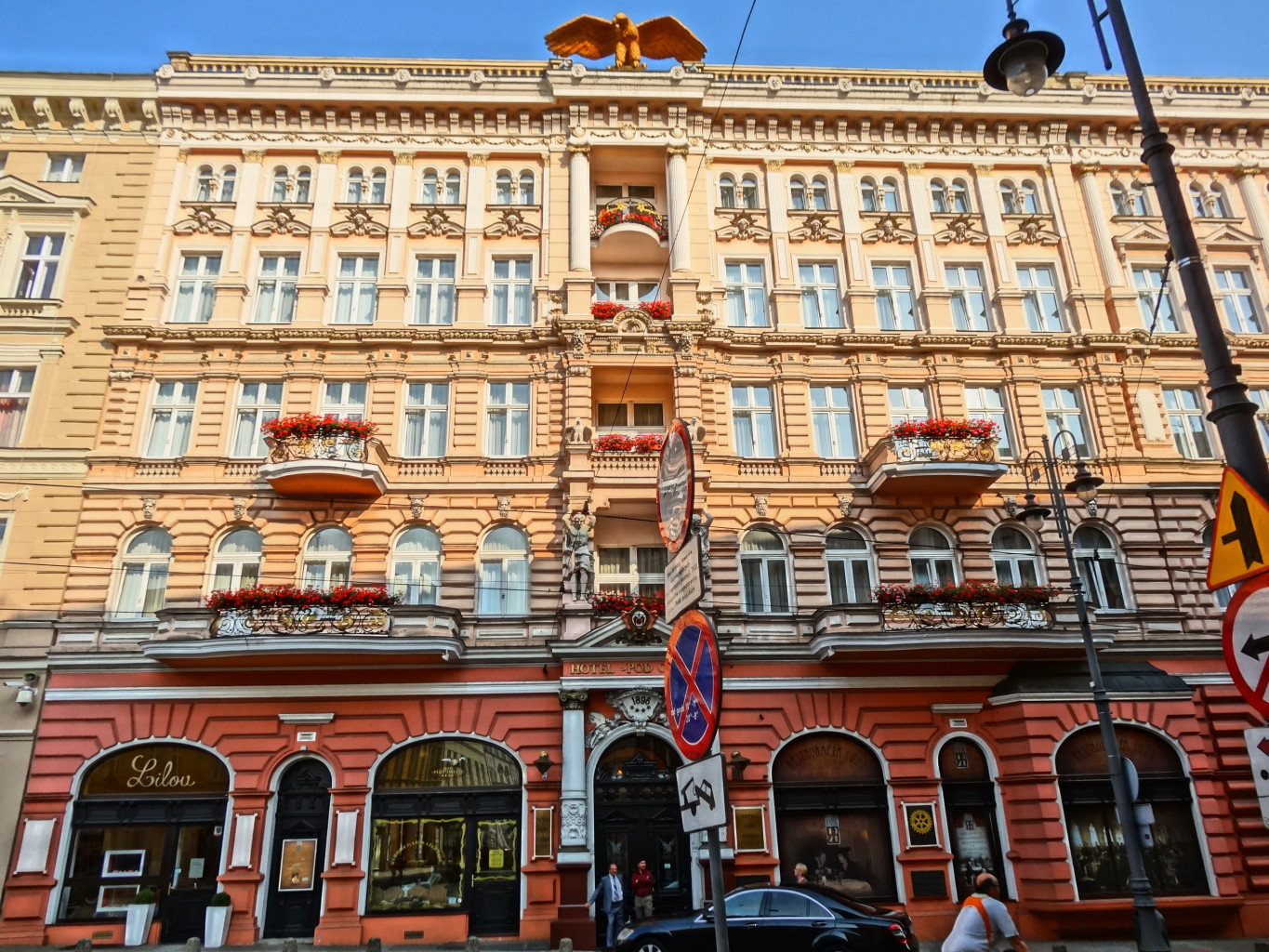
Hotel Pod Orłem w Bydgoszczy funkcjonujący jako zajazd od początku XIX wieku, budynek z 1896 roku

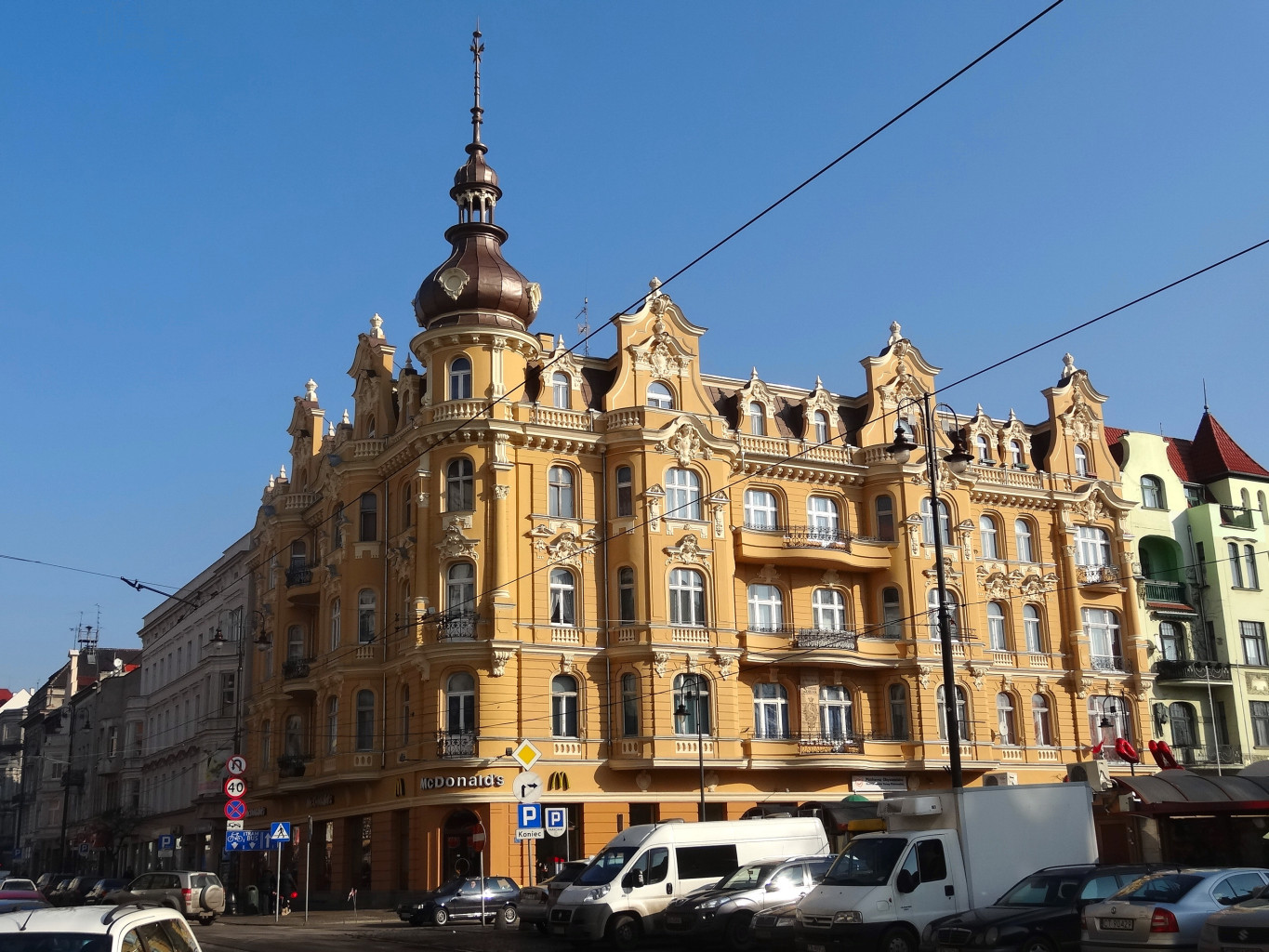
Neobarokowa Kamienica przy placu Wolności 1 w Bydgoszczy według projektu Józefa Święcickiego

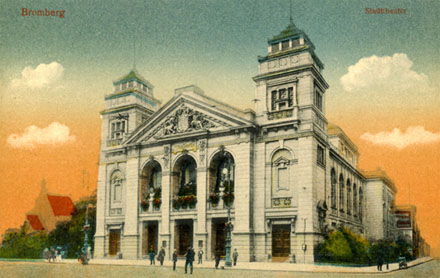
Budynek Teatru Miejskiego (1896) autorstwa arch. Heinricha Seelinga, zburzony w 1945

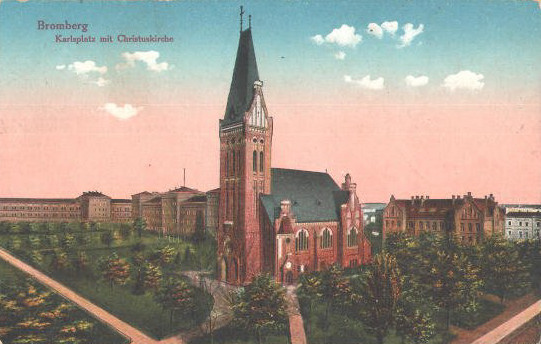
Kościół Zbawiciela w Bydgoszczy (1897) według projektu Heinricha Seelinga

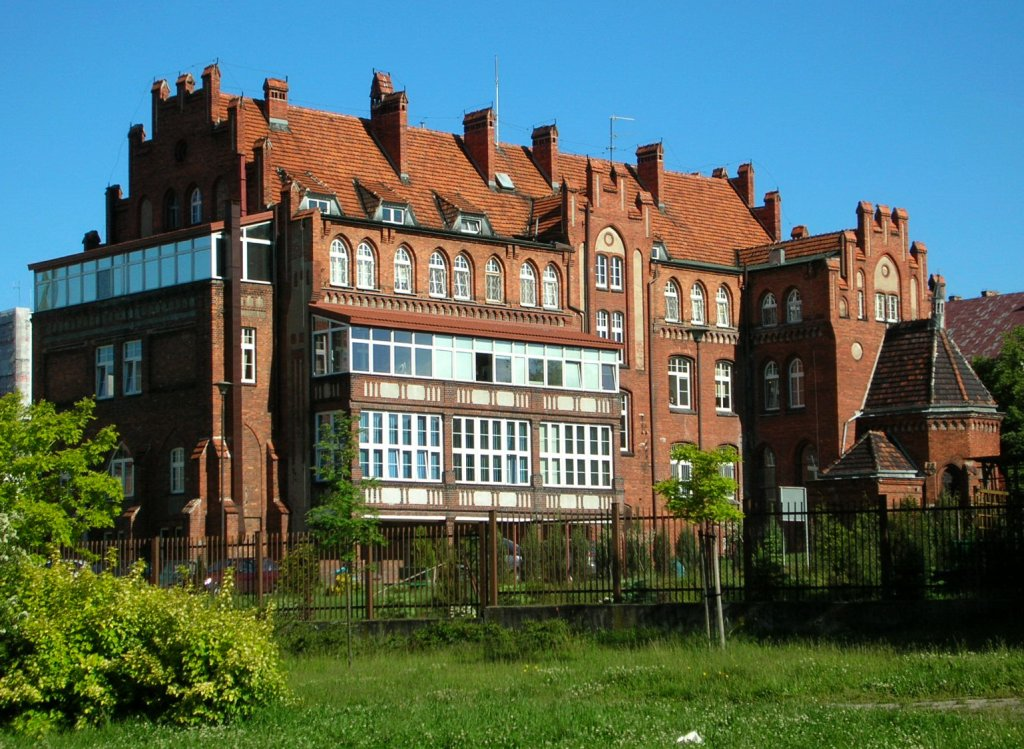
Szpital Dziecięcy (1898) przy ul. św. Floriana

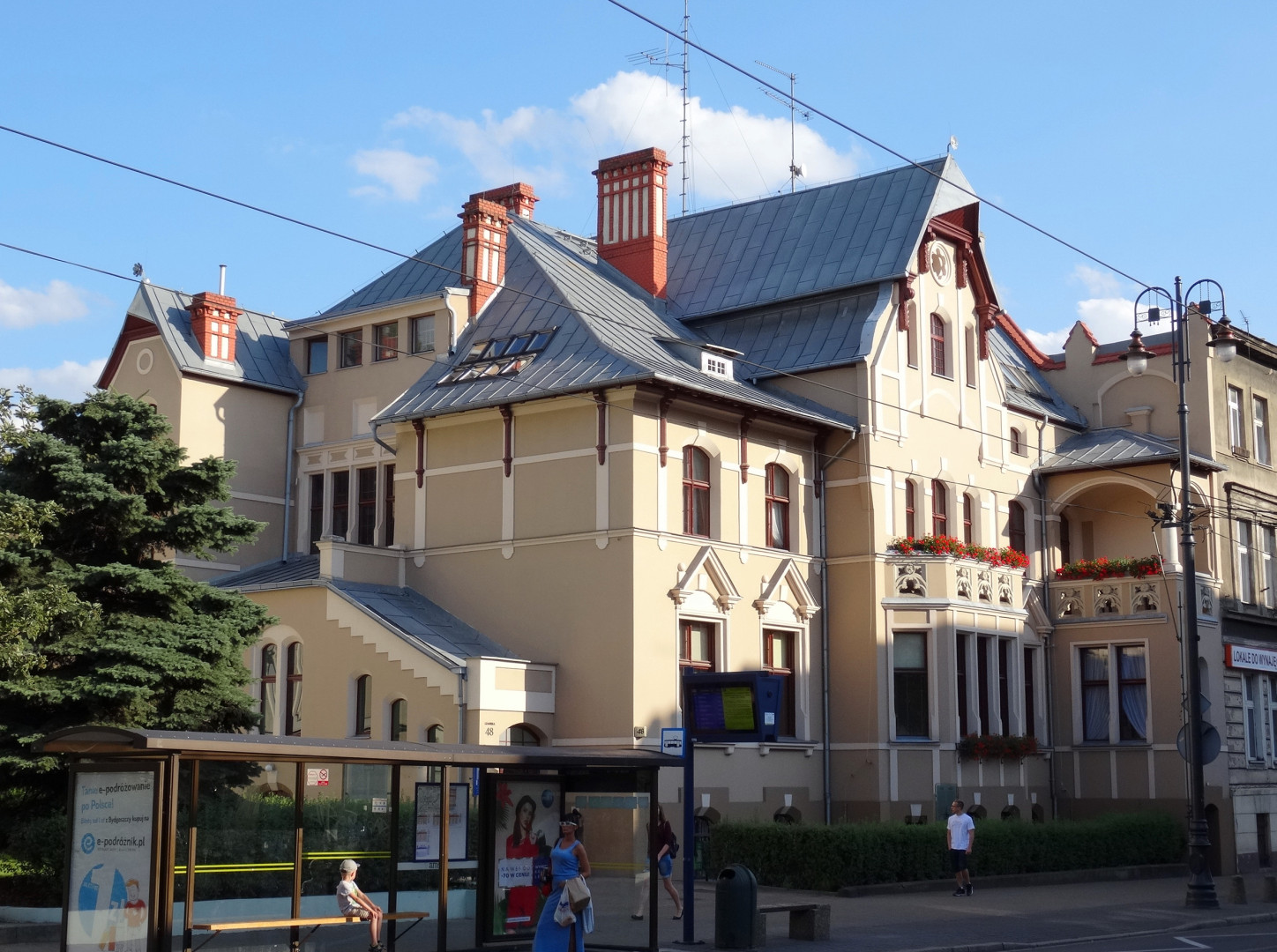
Willa Heinricha Dietza w Bydgoszczy (1897) przy ul. Gdańskiej 48

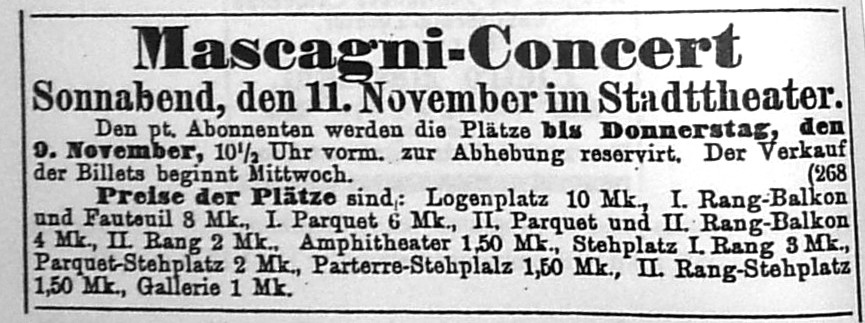
Anons koncertu orkiestry „La Scali” pod dyrekcją Pietro Mascagniego w Teatrze Miejskim – 5 listopada 1899 „Bromberger Zeitung”

  - 11 lutego zgodnie z ustaleniami kongresu wiedeńskiego Bydgoszcz wchodzi w skład Wielkiego Księstwa Poznańskiego przyznanego Prusom[2]; Bydgoszcz staje się stolicą jednego z dwóch obwodów rejencyjnych nowej prowincji pruskiej[2]
  - Garnizon Bydgoszcz podlega dowództwu V Korpusu Armijnego w Poznaniu[95]
- 1815–1825 – przebudowa Wyspy Młyńskiej; powstaje grobla łącząca wyspę z ul. Focha, kompleks młynów i spichrzów (m.in. poprzednik Czerwonego Spichrza), budynki mieszkalne m.in. na fundamentach dawnej mennicy; na północnych krańcach wyspy m.in. młyny Rudolf i Wilhelm (późniejsza kaszarnia, obecnie zespół elektrowni wodnej); w 1816 r. powstaje Most Młyński[85]
- 1816
  - zamknięcie klasztoru karmelitów przez władze pruskie[29]; w gmachu klasztornym mieści się miejska szkoła podstawowa[2]
  - 1 lipca utworzenie powiatu Bromberg i 5 innych powiatów w ramach rejencji bydgoskiej[96]
- 1817
  - przy ul. Podgórnej powstaje stolarnia Hegego, która stopniowo rozrasta się w dużą fabrykę mebli, zatrudniającą na początku XX wieku około 200 robotników[2]
  - rozbiórka Bramy Kujawskiej i Bramy Gdańskiej, podobnie jak wielu innych fragmentów murów miejskich w Bydgoszczy[53]
  - sprzedaż kościoła szpitalnego św. Stanisława na Przedmieściu Kujawskim przez władze pruskie; nabywca – Kulbrunn w 1818 r. stawia w ich miejsce kamienice spoczywające na starych fundamentach[36]
  - 30 lipca bydgoska szkoła wydziałowa zostaje podniesiona do rangi Królewskiego Gimnazjum Klasycznego[97]
  - powstają szkoły elementarne dla chłopców (ul. Podwale) i dziewcząt (były klasztor Karmelitów)[25]
- 1818
  - 1 stycznia nowy podział rejencji bydgoskiej na powiaty: zamiast 6 jest 9 powiatów ziemskich (Powiat Bromberg (Bydgoszcz), Powiat Chodziesen (Chodzież), Powiat Czarnikau (Czarnków), Powiat Gnesen (Gniezno), Powiat Inowrazlaw (Inowrocław), Powiat Mogilno (Mogilno), Powiat Schubin (Szubin), Powiat Wirsitz (Wyrzysk), Powiat Wongrowitz (Wągrowiec))[96]
  - pierwsze informacje źródłowe o uprawianiu sportu w Bydgoszczy – we wsi Bocianowo (dzisiejsze Śródmieście) działa boisko turnerskie[98]
- 1819
  - częściowa parcelacja dóbr klasztoru klarysek; tereny i zabudowania w okolicy dzisiejszej ul. Jagiellońskiej i Parkowej dzierżawi burmistrz Bydgoszczy Andreas Friedrich Gruenauer, który buduje dom przy ul. Jagiellońskiej i oficynę wzdłuż ul. Parkowej; od 1820 na terenie tej nieruchomości czynna jest drukarnia (od 2007 Galeria Drukarnia)[61]
  - wprowadzenie w życie ordynacji miejskiej, zgodnie z którą samorząd tworzą: rada miejska i magistrat, zatwierdzane przez królewski urząd regencyjny[99]
- 1819–1829 – remont kościoła farnego na koszt Królestwa Prus; jego funkcję spełnia w tym czasie kościół pojezuicki[67]
- 1820
  - 1 maja założenie Ewangelickiego Seminarium Nauczycielskiego (jedna z 3 placówek w Wielkim Księstwie Poznańskim)[100]
  - wytyczenie na nowo ulicy Gdańskiej od skrzyżowania z ul. Pomorską w kierunku północnym[89]
  - założenie niemieckiego Towarzystwa Śpiewaczego (niem. Gesangverein) i Towarzystwa Operowego (niem. Opernverein)[101]
- 1821 – pierwszy tytuł Honorowego Obywatela Bydgoszczy przyznany Josephowi von Stein-Kamieńskiemu prezydentowi rejencji bydgoskiej w latach 1815–1821[102]
- 1822
  - rozbiórka kościoła mariackiego karmelitów; część wyposażenia sakralnego m.in. stalle, ambona, obraz Matki Bożej Szkaplerznej i św. Józefa trafia do kościoła farnego[29]
  - założenie cmentarza ewangelicko-unijnego w Małych Bartodziejach, zaadaptowanego po 1945 dla porzeb parafii św. Józefa[103]
  - parafia fordońska przeniesiona z diecezji włocławskiej do diecezji chełmińskiej z siedzibą w Pelplinie; w Fordonie ustanowiony jest dekanat obejmujący 9 parafii (Fordon, Koronowo, Byszewo, Dobrcz, Osielsko, Włóki, Wtelno, Wudzyn, Żołędowo)[11]
- 1824
  - 10 kwietnia założenie średniej szkoły dla dziewcząt rekrutujących się z wyższych warstw mieszczańskich[100]
  - 3 września otwarcie Teatru Miejskiego zbudowanego na fundamentach rozebranego kościoła karmelitów[2]
- 1826
  - uruchomienie poczty pośpiesznej między Bydgoszczą a Berlinem (40 godzin)[104]
  - bracia Schickler z Berlina powołują spółkę Bydgoskie Młyny „Herkules” na Wyspie Młyńskiej; przerabiane jest zboże miejscowe i sprowadzane drogą wodną z Królestwa Polskiego[85]
- 1828
  - ukończenie budowy szosy bitej do Berlina przez Nakło nad Notecią, Wyrzysk, Piłę[2]
  - rozbiórka Bramy Poznańskiej, podobnie jak wielu innych fragmentów murów miejskich w Bydgoszczy[53]
  - rozbiórka pozostałości kościoła św. Trójcy na przedmieściu Poznańskim; plac przeznaczony jest do składowania drewna[36]
- 1829 – kasata Klasztoru Bernardynów w Bydgoszczy przez władze pruskie po śmierci ostatniego zakonnika ojca Nagabczyńskego[38]
- 1830
  - w październiku policja pruska wykrywa sprzysiężenie patriotyczne wśród urzędników narodowości polskiej zatrudnionych w urzędzie rejencyjnym i sądzie ziemskim; na jego czele stoi Józef Napoleon Hutten-Czapski, a jednym z członków jest proboszcz bydgoski Stanisław Sanftleben; obaj uchodzą do Królestwa Polskiego biorąc udział w powstaniu listopadowym[105]
  - po wybuchu powstania listopadowego, kilkuset ochotników z rejencji bydgoskiej przedostaje się do armii polskiej w Królestwie Kongresowym[2]
- 1830–1840 – urządzenie parków na Zboczu Bydgoskim (wzgórze Dąbrowskiego, Książęce i Naumanna na Wilczaku)[89]
- 1831
  - w październiku przeciągają przez miasto jadący na zachód i do Galicji cywilni uczestnicy powstania listopadowego; zatrzymują się w Bydgoszczy m.in.: poeta romantyczny Seweryn Goszczyński, posłowie, członkowie rządu, przywódcy powstańczego Towarzystwa Patriotycznego, a wśród nich Joachim Lelewel[2]
  - represje pruskie wobec bydgoszczan, uczestników powstania listopadowego, 97 osób ściganych listami gończymi jest skazanych w procesach karnych[105]
- 1832
  - powstaje Towarzystwo Upiększania Miasta, będące wzorcem dla podobnych organizacji w innych miastach zaboru pruskiego (Poznań, Gniezno, Inowrocław)[106]
  - założenie parku Henryka Dąbrowskiego z inicjatywy prezydenta rejencji bydgoskiej, Honorowego Obywatela Bydgoszczy – Carla von Wissmanna; od jego imienia zbocze nazwano Wzgórzem Wissmanna (niem. Wissmannshöhe)[107]
- 1833
  - w styczniu w gimnazjum klasycznym założony zostaje tajny polski związek uczniowski, który niszczą władze pruskie[2]
  - 13 czerwca umiera Mikołaj Hutten-Czapski, generał wojsk polskich, oficer z czasów Stanisława Augusta Poniatowskiego; pogrzeb odbywa się w kościele farnym, gdzie po dziś dzień istnieje epitafium[2]
- 1834
  - 8 czerwca uroczystość położenia kamienia węgielnego pod nowy gmach rejencji; uczestniczą w niej: pruski następca tronu, Fryderyk Wilhelm IV Pruski i nadprezydent Wielkiego Księstwa Poznańskiego Eduard Heinrich Flottwell; budowa kończy się w 1836 (rozbudowa w latach 1862 i 1901)[108]
  - 18 sierpnia przekazanie kościoła pojezuickiego niemieckiej wspólnocie katolickiej, ulega zmianie fasada kościoła[67]
  - powstaje Stara Synagoga w Bydgoszczy przy ul. Jana Kazimierza[2]
  - rozbiórka zdewastowanego ratusza na Starym Rynku[49]
  - nowy statut miejski, zgodnie z którym wybór burmistrza Bydgoszczy zatwierdzany jest przez króla[99]
- 1835
  - 6 stycznia hrabia Franciszek Czapski na Bukowcu ofiarowuje miastu 600 talarów oraz swój własny dom z przeznaczeniem na dom sierot (narożnik ul. Mostowej i Starego Rynku)[109]
  - 30 sierpnia pożar Teatru Miejskiego, który odbudowany jest w 1840 (320 miejsc na widowni)[110]; stały zespół aktorski organizuje się przy nim w połowie XIX wieku[2]
  - sekularyzacja klasztoru klarysek, 4 siostry przesiedlone są do Gniezna; kościół Klarysek jest w gestii nadprezydenta Wielkiego Księstwa Poznańskiego Eduarda Flottwella[61]
  - budowa szachulcowego spichlerza przy ul. Stary Port oraz Karczmy Młyńskiej[111]
  - założenie Nowego Rynku, przy którym usytuowane jest więzienie[89]
  - na długości 3,5 km od śluzy II do śluzy VI posadzonych zostaje kilkaset drzew, z których większość przetrwała do czasów dzisiejszych[107]
  - przekształcenie dawnego ogrodu klarysek na park (3 ha) w gestii urzędu rejencji bydgoskiej i zamknięty dla mieszkańców miasta[107]
- 1836 – w dawnym klasztorze klarysek powstaje nowy szpital miejski, który w 1878 rozbudowany jest do 70 łóżek[112]
- 1837 – powstaje pierwsza uźródłowiona monografia historyczna Bydgoszczy wydana przez dr Ludwika Kühnasta pt „Historische Nachrichten über die Stadt Bromberg”[113]
- 1838
  - rozbiórka domu loretańskiego przy kościele bernardynów, któremu nadano miano kościoła garnizonowego; część wyposażenia sakralnego z kościoła m.in. ołtarze św. Rocha, św. Antoniego przeniesione do kościoła farnego[38]
  - przekazanie byłego klasztoru Bernardynów dla potrzeb Ewangelickiego Seminarium Nauczycielskiego[100]
  - powstaje pierwszy kompleks rozrywkowy nad Kanałem Bydgoskim: sala restauracyjna przy V śluzie, później powstają podobne kompleksy przy śluzach: IV, V, VI, a planty nad Kanałem Bydgoskim stają się ogólnomiejskim terenem wypoczynku i rozrywki[92]
  - powstaje kompleks rozrywkowy Concordia przy ul. Jagiellońskiej 13 (1 ha); w okresie międzywojennym mieściła się tu tzw. Resursa Kupiecka[92]
  - pierwszy występ cyrku w Bydgoszczy („Circus Olympique” z Berlina)[86]
- 1839
  - do zespołu szkół miejskich należą: 4-klasowa szkoła dla chłopców, 4-klasowa dla dziewcząt, 2-klasowa szkoła dla ubogich, sierociniec, poza tym 6 szkół prywatnych oraz szkoły średnie: gimnazjum królewskie, ewangelickie seminarium nauczycielskie, wyższa szkoła dla dziewcząt[100]
  - pierwsze duże przedsiębiorstwo przemysłu maszynowego – fabryka maszyn Plagemanna[100]
- 1840–1852 – przebudowa śluz Kanału Bydgoskiego: Prądy i Osowa Góra na masywne, granitowo-ceglane[114]
- 1840
  - powstaje most przez Brdę (ob. mosty Solidarności w Bydgoszczy) przy śluzie miejskiej[115]
  - powstaje Établissement Patzera przy ul. Świętej Trójcy 31-33, jeden z większych i popularniejszych bydgoskich kompleksów rozrywkowych w XIX w.[92]
  - rozbiórka kościoła szpitalnego św. Krzyża na przedmieściu Poznańskim przez władze pruskie[36]
- 1841
  - rozpoczyna działalność łaźnia publiczna (od 1826 istnieją prywatne łazienki lecznicze)[2]
  - powstaje kamienny, łukowy Most Władysława IV w Bydgoszczy nad Kanałem Bydgoskim, przez który prowadzi ciąg komunikacyjny w kierunku Koronowa[115]
- 1842 – z wyższych klas miejskiej szkoły dla chłopców utworzona jest szkoła obywatelska (niem Bürgerschule)[100]
- 1843
  - 19 lipca w hotelu „Moritz” przy ul. Podgórnej 1 umiera książę pruski, generał August Hohenzollern, który prowadzi inspekcję wojska w Bydgoszczy; w 1877 w ścianie hotelu wmurowano tablicę pamiątkową[116], którą usunięto dopiero po 1931[117] ** ukończenie budowy szosy bitej do Inowrocławia, dzięki czemu rusza handel zbożem z zachodnich Kujaw do Bydgoszczy[2]
  - Bydgoszcz liczy 9,55 tys. mieszkańców[94]
- 1844
  - powstaje Kasyno Polskie wspierane finansowo przez okoliczne ziemiaństwo[25]
  - w punkcie widokowym w parku Henryka Dąbrowskiego ustawiony jest pomnik Carla von Wissmanna (zniszczony w 1928 roku)[107]
  - założenie parku miejskiego (0,7 ha) między Brdą a ul. Jagiellońską[107] (po 1920 ogrody Jagiełły)
- 1845
  - ukazuje się pierwszy numer stałej gazety bydgoskiej „Bromberger Wochenblatt”, przekształconej w 1862 w „Bromberger Zeitung” (Gazeta Bydgoska), pismo jest organem liberalnego stronnictwa w Bydgoszczy, unikającego zadrażnień narodowościowych; do 1920 jedna z najpopularniejszych gazet w Prowincji Poznańskiej i części Prus Zachodnich[118]
  - w grudniu aresztowania członków polskiego radykalnego Związku Plebejuszy w Bydgoszczy[2]
  - powstaje Garbarnia Buchholza, która z czasem przekształca się w jedno z największych tego typu przedsiębiorstw w ówczesnych Prusach[2]; pozostały po niej zabytkowy budynek administracyjny jest siedzibą Wyższej Szkoły Gospodarki w Bydgoszczy[119]
  - powstaje drukarnia Fishera, w której w 1877 pracuje 130 osób[120]
- 1846
  - 8 lutego w czasie narady w Srebrnej Górze spiskowcy rozważają plan powstania polskiego w Bydgoszczy[2]; wiadomości te przedostają się do władz pruskich[105]
  - 20 lutego wojsko pruskie staje u rogatek miasta i na rynku w przeddzień planowanego powstania polskiego; zorganizowana zostaje niemiecka gwardia miejska[2]; w marcu aresztowanie większości spiskowców polskich, którzy sądzeni są w 1847[105]
  - rozpoczyna produkcję Bydgoska Fabryka Maszyn i Kotłów Parowych Friedricha Eberharda przy ul. Świętej Trójcy (po 1945 Fabryka Urządzeń Przemysłu Spożywczego Spomasz), która w 1857 r. buduje po raz pierwszy w historii przemysłu bydgoskiego maszynę parową o mocy 3 KM[2]
  - rusza pierwsza w mieście maszyna parowa, sprowadzona z Berlina dla młynów „Herkules” na Wyspie Młyńskiej[86]
  - jedna z odlewni bydgoskich wprowadza do użycia jako paliwo węgiel kamienny, importowany z Anglii[2]
  - Garnizon Bydgoszcz podlega pod II Korpus Armijny w Szczecinie[95]
- 1847 – usytuowanie w Bydgoszczy sztabu 4. Dywizji Piechoty (niem. Königlich Preußische 4. Infanterie-Division), dla którego przeznaczona jest willa przy ul. Czartoryskiego[95]
- 1848
  - 1 stycznia rozpoczyna działalność Bydgoska Stacja Meteorologiczna, jedna z pierwszych placówek tego typu na ziemiach polskich[2]
  - 26 marca Wiosna Ludów w Bydgoszczy; Komitet Polski z Józefem Czapskim na czele zwołuje na Nowym Rynku wiec stłumiony przez Niemców, którzy wysyłają petycję do Berlina, w której domagają się wyłączenia Bydgoszczy z zapowiadanej autonomicznej dzielnicy polskiej w Poznańskiem[2]
  - zaostrzenie kursu nacjonalistycznego wobec Polaków w Bydgoszczy jako konsekwencja powstania wielkopolskiego 1848; rozwiązanie organizacji polskich, inwigilacja przez policję, wycofanie języka polskiego z dzienników urzędowych, wycofanie się samorządu Bydgoszczy z utworzenia gimnazjum katolickiego, szerzenie kultu jedności niemieckiej[105]
  - 16 czerwca wichura podczas gwałtownej burzy z gradobiciem strąca barokowe hełmy z wież kościoła pojezuickiego[67] oraz uszkadza wieżę kościoła klarysek; w rok później pokryta jest stożkowym daszkiem[61]
  - rozpoczyna działalność pierwsza zawodowa szkoła rzemieślnicza w Bydgoszczy; w 1858 r. uczy się w niej 377 młodych rzemieślników, reprezentujących 38 zawodów[2]
  - przywrócenie dekanatu bydgoskiego, obejmującego m.in. Bydgoszcz, Wyrzysk i Złotów[36]
  - powołanie Stowarzyszenia Rzemieślników, jednego z najstarszych na ziemiach zaboru pruskiego[121]
  - Bydgoszcz ma więcej mieszkańców, niż Toruń[100]
- 1849
  - 15 października rozpoczyna pracę pierwsza linia telegraficzna pomiędzy Krzyżem i Bydgoszczą[68]
  - 5 listopada umiejscowienie w Bydgoszczy Dyrekcji Kolei Wschodniej[25]; instytucja od 1852 przejmuje nadzór nad rozbudową i eksploatacją sieci kolejowej od Berlina po Kłajpedę[122]; dyrekcja mieści się początkowo przy Nowym Rynku, od 1853 w budynku dworca Bydgoszcz Główna, a od 1888 w osobnym budynku Dyrekcji Kolei przy ul. Dworcowej
  - powstaje kompleks młynów Rothera na Wyspie Młyńskiej[85]
- 1850
  - 1 stycznia utworzenie dyrekcji poczty w Bydgoszczy[25]
  - pierwsze składki do cechowej kasy pożyczkowej, pierwszej tego rodzaju instytucji w Prowincji Poznańskiej[2]
  - przez Bydgoski Węzeł Wodny przeprawianych jest ok. 3 tys. łodzi i 6 tys. tratw rocznie[123]
  - działalność gospodarczą prowadzi 648 samodzielnych rzemieślników, 878 pracowników najemnych oraz 246 czeladników; łącznie rzemiosłem zajmuje się 37% czynnych zawodowo mieszkańców, a handlem – około 10%[124]
- 1851
  - 23 maja utworzenie 6-letniej średniej miejskiej szkoły realnej dla chłopców[120]
  - oddanie do użytku masywnego, ceglanego, łukowego mostu kolejowego nad Brdą, który zachował się do czasów obecnych i jest jednym z najstarszych zachowanych mostów kolejowych w Polsce[115]
  - 25 lipca uroczyste otwarcie odcinka Kolei Wschodniej Bydgoszcz-Krzyż Wielkopolski, zapewniającego połączenie z Berlinem przez Szczecin z udziałem króla Prus Fryderyka Wilhelma IV[125]
  - 27 lipca o godz. 2.30 w nocy odjeżdża z dworca bydgoskiego pierwszy pociąg pasażerski; odcinek Bydgoszcz-Nakło nad Notecią przejeżdża w 50 minut[2]
  - 1 listopada pierwsze włączenie nowych terenów do obszaru miejskiego co związane jest m.in. z lokalizacją dworca kolejowego: Bocianowa (60 ha) i Żup (20 ha)[126]
  - rozpoczynają działalność Warsztaty Kolejowe (jedno z największych przedsiębiorstw w mieście i prowincji), uruchomione w związku z budową Kolei Wschodniej[2]
  - ukończenie budowy szosy bitej wiodącej do Torunia[2]
- 1852
  - 6 sierpnia oddanie do użytku linii kolejowej Bydgoszcz-Tczew-Gdańsk; w 1857 po budowie mostu na Wiśle otwarcie ruchu do Elbląga i Królewca[2]
  - oddanie do użytku nowego szpitala garnizonowego (ob. siedziba administracji Collegium Medicum Uniwersytetu Mikołaja Kopernika)[127]
  - powstaje Bydgoska Fabryka Narzędzi „Befana” (czynna do dzisiaj)[128]
- 1853
  - wytyczenie nowych dzielnic mieszkaniowych w sąsiedztwie dworca kolejowego (Friedrich Wilhelm Stadt i Elizabeth Stadt), będących zalążkiem Śródmieścia Bydgoszczy; dzielnice te mają wspólny plac targowy (plac Piastowski) oraz cmentarz (plac Zbawiciela), w 1861 przeznaczony pod zabudowę sakralną; dzielnice zabudowywane są kamienicami w latach 1870–1900[89]
  - 12 maja założenie 10-letniej szkoły średniej dla dziewcząt[120]
  - zaadaptowanie budynku po Dyrekcji Ceł i Akcyzy w Fordonie na więzenie dla kobiet[129]
  - nowa ordynacja miejska, zgodnie z którą magistrat tworzą: nadburmistrz (12-letnia kadencja), burmistrz, 4 płatnych i od 9 do 13 honorowych radców miejskich; nadburmistrz i burmistrz (wybierany od 1866) są szefami administracji miejskiej oraz przedstawicielami władzy państwowej (króla, rejencji)[99]
- 1854
  - wytyczenie placu Wolności (początkowo plac Armatni, od 1860 plac Weltziena)[89]
  - budowa siedziby szkoły parafialnej przy ul. Farnej (ob. Prymasowski Instytut Kultury Chrześcijańskiej)[111]
- 1855
  - 16 maja pierwsza w historii miasta wystawa przemysłowa na Okolu (kolejne wystawy odbywają się w latach 1868, 1880 i 1902)[2]
  - powstaje Établissement Jakuba Wicherta przy ul. Grodzkiej (późniejszy Teatr Kameralny w Bydgoszczy); od 1897 posiada salę bankietowo-teatralną na 600 osób według projektu Karla Bergnera[92]
  - w Bydgoszczy zamieszkuje Walenty Stefański założyciel Związku Plebejuszy, członek Komitetu Narodowego Polskiego w Poznaniu w 1848 roku[120]
  - wyjeżdża z Bydgoszczy pociągami 94 tys. osób i przewiezionych jest 41 tys. ton towarów[2]
- 1856
  - 8 maja pierwszy statek parowy, kursujący regularnie po Brdzie i Wiśle[114]
  - 6 czerwca na bydgoskim dworcu w salonówce specjalnego pociągu car Imperium Rosyjskiego Aleksander II Romanow przyjmuje prezydenta rejencji bydgoskiej Juliusa von Schleinitza; rozmowa dotyczy amnestii dla Polaków, uczestników powstania listopadowego; car zgadza się na ich powrót, ale odmawia zwrotu majątków[23]
- 1857 – założenie Towarzystwa Technicznego (niem. Technischer Verein), skupiającego bydgoskich inżynierów, urzędników, przemysłowców i rzemieślników[120]
- 1858 – oddanie do użytku gmachu szkoły realnej na ul. Grodzkiej (>rozbudowa w 1908, od 2004 siedziba Seminarium Duchownego Diecezji Bydgoskiej)[130]
- 1859
  - 8 sierpnia założenie męskiego Towarzystwa Gimnastycznego[120]
  - w miejscu rozebranego młyna wodnego przy połączeniu kanału Międzywodzie z Młynówką powstaje młyn parowy (Czerwony Spichlerz)[85]
  - włączenie do Bydgoszczy przedmieść: Grodztwa (205 ha) i Nowego Dworu (15 ha)[126]
  - uruchomienie browaru „Giese & Becher” przy ul. Ustronie (późniejsze Browary Bydgoskie Kujawiak)[120]
  - utwardzenie drogi z Bydgoszczy do Fordonu[11]
- 1860
  - rozpoczyna pracę Gazownia w Bydgoszczy; na ulicach lampy olejne zastępowane są latarniami gazowymi[2]
  - budowa szachulcowego spichlerza przy ul. Trybunalskiej, w którym od 1981 mieści się cerkiew św. Mikołaja w Bydgoszczy
  - powstaje kompleks rozrywkowy Dolina Szwajcarska przy ul. Stromej w Dolinie Pięciu Stawów u podnóża parku im. gen. Henryka Dąbrowskiego[92]
  - powierzchnia miasta wynosi 1257 ha, z czego 494 ha przypada na Bydgoskie Łąki Nadnoteckie, położone w rejonie Kruszyna, Ciela i Prądek[120]
- 1861
  - 24 października oddanie do użytku pruskiej części Kolei Warszawsko-Bydgoskiej (Bydgoszcz-Toruń-Otłoczyn); rozbudowa dworca bydgoskiego; w 1863 powstaje hala peronowa oraz oświetlenie gazowe[2]; później powstają również stacje Bydgoszcz Wschód, Bydgoszcz Łęgnowo, a na ujściowym odcinku Brdy – most portowy[115]
  - budowa browaru w Myślęcinku[120]
  - nieudany zamach na króla pruskiego Wilhelma I w Bydgoszczy wykonany przez umysłowo chorego sierżanta Gustawa Rothhardta, inwalidy z 1848[120]
- 1862
  - 31 maja odsłonięcie pomnika Fryderyka II na Starym Rynku; w uroczystości uczestniczy para królewska z rodziną powracająca z Królewca, gdzie dokonuje się koronacja króla pruskiego (król Wilhelm I Hohenzollern z żoną Augustą, książę Fryderyk Wilhelm z małżonką Wiktorią)[131]
  - 4 grudnia rusza regularna komunikacja kolejowa na Kolei Warszawsko-Bydgoskiej (Bydgoszcz-Toruń-Włocławek-Kutno-Łowicz-Warszawa)[2]
  - budowa Młynów Kentzera przy ul. Jagiellońskiej (ob. hotel Słoneczny Młyn)[111]
  - konspiracyjna narada działaczy patriotycznych z zaboru pruskiego z przedstawicielami Stronnictwa Czerwonych (zwolenników powstania) z Królestwa Kongresowego (Julian Łukaszewski, Józef Demontowicz)[120]
- 1863
  - z Bydgoszczy szmuglowana jest broń i udają się ochotnicy do Królestwa Kongresowego, gdzie wybucha powstanie styczniowe[2]
  - dyktator i naczelny wódz powstania styczniowego Ludwik Mierosławski przybywa do Bydgoszczy i następnie przedostaje się na Kujawy[2]
  - 10 lipca przejeżdża przez Bydgoszcz margrabia Aleksander Wielopolski udający się na emigrację do Drezna[2]
  - przekazanie kościoła pobernardyńskiego wojsku pruskiemu; odtąd pełni rolę świątyni garnizonowej ewangelickiej i katolickiej (niem. Simultankirche)[132]
- 1864
  - 2 czerwca odbywa się zebranie organizacyjne Ochotniczej Straży Pożarnej, powstałej z inicjatywy kupca Karola Wenzla (działa do 1901)[2]
  - powstaje kościół przy ul. Śniadeckich jako dom modlitwy dla Zjednoczenia Apostolskiego (irwingianów) (od 1946 przekazany parafii polskokatolickiej Zmartwychwstania Pańskiego)[133]
  - oddanie do użytku przy ul. Jagiellońskiej budynku Banku Królewskiego w Berlinie (od 1924 Bank Polski, od 1945 NBP)[134]
- 1865
  - 16 października rodzi się w domu przy ul. Gdańskiej 41 niemiecki malarz-pejzażysta Walter Leistikow, założyciel Berlińskiej Secesji[2]
  - w Bydgoszczy osiada Julian Prejs, zasłużony wydawca i redaktor pomorskich pism ludowych[2] oraz Teofil Magdziński działacz narodowy, emisariusz Towarzystwa Demokratycznego Polskiego (w 1873 zostaje posłem do sejmu pruskiego, a w 1876 także do Reichstagu, sprawując funkcję przewodniczącego polskich frakcji poselskich)[120]
  - rusza produkcja maszyn rolniczych w nowej fabryce Blumwe i Syn – późniejszej Fabryce Obrabiarek do Drewna[2]
  - powstaje nad Brdą ceglany, łukowy Most Zwycięstwa (Królowej Jadwigi)[115]
  - założenie Towarzystwa Przyrodniczego (niem. Naturwissenschaftlicher Verein), którego zbiory stają się podstawą bydgoskiego Muzeum Etnograficzne-Przyrodniczego[120]
  - bracia Teodor i Adolf Wulff u zbiegu ul. Dworcowej i Królowej Jadwigi uruchamiają stocznię i fabrykę konstrukcji stalowych[120]
- 1866
  - decyzja sejmu pruskiego o włączeniu Wielkopolski i Pomorza, a z nimi i Bydgoszczy do Związku Północnoniemieckiego[2]
  - odrestaurowanie kościoła pobernardyńskiego według projektu Ferdinanda von Quasta; przebudowa zachodniego szczytu kościoła w stylizacji neogotyckiej, budowa okrągłej wieży, kruchty oraz neogotyckiego szczytu zachodniego[135]
- 1867
  - 6 lipca ukończenie budowy domu towarzyskiego Bydgoskiego Bractwa Kurkowego przy ul. Toruńskiej, jednego z najokazalszych założeń rozrywkowych typu Établissement w Bydgoszczy; dysponującego m.in. salą królewską, ogrodem tarasowym i strzelnicą[136]
  - 3 grudnia włączenie do Bydgoszczy Bocianowa Małego (45 ha, teren na północ od ul. Hetmańskiej)[126]
- 1868
  - 1 czerwca założenie Miejskiego Zakładu Oczyszczania Ulic i Latryn, któremu przyznany jest kościół klarysek pełniący rolę magazynu[132]
  - rusza fabryka Carla Fiebrandta, późniejszy Zakład Sygnałow Kolejowych, ob. BZE Belma; w 1906 r. pracuje w niej 120 robotników[2]
  - powstaje fabryka maszyn Hermana Lohnerta, późniejsze Makrum; w 1907 zatrudnia 150 robotników[137]
  - założenie w Bydgoszczy przez Tomasza Śniegockiego pierwszej polskiej księgarni i czytelni[138]
  - Bydgoszcz liczy 27,7 tys. mieszkańców, niemal dwukrotnie więcej niż Toruń (16,6 tys.)[94]
- 1869
  - 15 czerwca organizuje się przy kościele farnym Czytelnia Polska, nawiązująca do tradycji dawnego Kasyna Polskiego[139]
  - polscy kupcy i rzemieślnicy zakładają Spółkę Zarobkową, czyli Bank Ludowy, instytucję ułatwiającą obronę ekonomiczną przed konkurencją niemiecką[2]
  - wybór po raz pierwszy od 1848 Polaków do rady miejskiej: Teofila Magdzińskiego i kupca Nowackiego[68]
  - uruchomienie drukarni Augusta Dittmanna przy ul. Dworcowej, późniejszych Prasowych Zakładów Graficznych (Ortis)[68]
- 1870
  - 20 maja inauguracja letniego teatru Patzera na prawym brzegu Brdy; występują w nim polskie zespoły objazdowe i amatorskie[2]
  - rozpoczyna działalność Dyrekcja Opieki nad Ubogimi, która prowadzi kuchnie dla ubogich[2]
  - budowa zewnętrznego terminala dworca kolejowego u wylotu ul. Dworcowej, z kasami biletowymi, odprawą bagażu oraz wejściami do podziemnych przejść na perony[125]
- 1870–1914 – budowa kamienic na brzegu Młynówki tzw. Wenecji Bydgoskiej; malownicza zabudowa oblewana przez wody rzeki staje się później atrakcją turystyczną i inspiracją dla dzieł artystów[140]
- 1871
  - król pruski Wilhelm I Hohenzollern ogłasza się w Wersalu cesarzem; Bydgoszcz wraz z resztą ziem zaboru pruskiego wchodzi w skład Cesarstwa Niemieckiego[2]
  - powstaje zawodowa Straż Pożarna, która magazyn sprzętu lokuje w kościele Klarysek, gdzie mieści się również magazyn Miejskiego Zakładu Oczyszczania Ulic i Latryn[2]; pociąga to za sobą dewastację budowli; w ścianie południowej wybite są trzy bramy, a jedna w ścianie zachodniej; prezbiterium przebudowane na mieszkanie dla komendanta[61]
  - w maju i wrześniu występuje zespół teatralny z Poznania, który wystawia Mazepę Juliusza Słowackiego na dwa lata przed premierą warszawską[2]
  - pierwsza w języku polskim publikacja o Bydgoszczy księdza Ignacego Polkowskiego Bydgoszcz. Kilka historycznych wspomnień o zamku i mieście[86]
  - wzniesienie budynku Sądu Rejonowego przy ul. Wały Jagiellońskie 4[111]
  - wzniesienie budynku administracyjnego fabryki Theodora i Adolfa Wolffów przy ul. Dworcowej 65 (ob. Archiwum Państwowe w Bydgoszczy)[111]
  - w Bydgoszczy mieszka 2 tys. Żydów, co stanowi 8% ogółu mieszkańców; jest największy odsetek w historii, później względna liczba Żydów zmniejsza się[120]
- 1872
  - 26 maja oddanie do użytku Kolei Poznańsko-Bydgoskiej (Bydgoszcz-Inowrocław-Poznań), dla której powstaje ceglany, łukowy most dworcowy oraz mosty nad Kanałem Bydgoskim i wiadukt nad ul. Nakielską[125]
  - 27 października Teofil Magdziński zakłada w Bydgoszczy Towarzystwo Przemysłowe, skupiające polskich rzemieślników i kupców; przy którym działa amatorski zespół teatralny i śpiewaczy[2]
  - oddanie do użytku budowanej od 1867 ul. Bernardyńskiej wraz z mostem Cesarskim nad Brdą[141]
  - wzniesienie przy ul. Jagiellońskiej gmachu szkoły obywatelskiej dla chłopców według projektu radcy Müllera (ob. Centrum Edukacji Nauczycieli i przedstawicielstwo Urzędu Marszałkowskiego)[89]
  - oddanie do użytku Ewangelickiego Seminarium Nauczycielskiego przy ul. Bernardyńskiej według projektu Müllera (od 1968 Wydział Rolniczy Uniwersytetu Technologiczno-Przyrodniczego)[111]
  - powstaje siedziba Prowincjalnego Zakładu dla Dzieci Niewidomych w budynku przy ul. Krasińskiego według projektu Fritza Müllera; jest to najstarsza tego typu placówka na ziemiach polskich[142]
- 1873
  - 27 października nadprezydent Prowincji Poznańskiej von Günther wydaje rozporządzenie wprowadzające język niemiecki jako jedyny język wykładowy w szkołach poza nauką religii; od 1871 zabronione jest używanie języka polskiego w administracji[2]
  - rozbudowa kompleksu koszarowego przy ul. Pomorskiej (Infanterie Kaserne III), tzw. Londynek (do 1878)[143]
  - pierwsze konkretne działania władz miasta o ulokowanie w mieście uczelni typu uniwersyteckiego – magistrat z nadburmistrzem Reinholdem Boie na czele, wysyła w tej sprawie petycję do rządu w Berlinie[144].
  - powstaje polskie Towarzystwo Oświaty Ludowej[120]
- 1873–1892 – regulacja Wisły w okolicy Bydgoszczy i Fordonu, wyprostowanie koryta rzecznego, budowa wałów przeciwpowodziowych w Łęgnowie, zlądowienie obszaru Powiśla poniżej Fordonu[114]
- 1873–1907 – spław drewna Kanałem Bydgoskim do Berlina, Szczecina i Hamburga sięga średnio rocznie 40 tys. tratw, które pochodzą z Królestwa Kongresowego, Galicji, Rosji, Prus Wschodnich i Borów Tucholskich[123]
- 1875
  - 13 maja Towarzystwo Kupców zawiązuje w mieście Izbę Handlowo Przemysłową (ob. Izba Przemysłowo-Handlowa Województwa Kujawsko-Pomorskiego) obejmującej swoją działalnością całą rejencję bydgoską[145]
  - 19 maja Bydgoszcz w związku z przekroczeniem 25 tys. mieszkańców staje się wydzielonym powiatem grodzkim (niem. Stadtkreis)[96]
  - Dyrekcja Kolei w Bydgoszczy jako pierwsza na ziemiach polskich zajmuje się rozliczaniem przewozów międzynarodowych[125]
- 1876
  - 1 października ukazuje się pierwszy numer stałej gazety „Bromberger Tageblatt” (Dziennik Bydgoski), reprezentującej środowiska konserwatywne i monarchistyczne, niechętne Polakom; następcą gazety po 1920 jest Deutsche Rundschau in Polen[118]
  - rozpoczyna działalność fabryka obuwia Weynerowskiego, późniejsza fabryka „Leo”[2]
  - początek regulacji Brdy w Bydgoszczy w celu stworzenia wygodnego szlaku żeglugowego[114]
  - włączenie do miasta Ludwikowa, koszar północnych, części Okola (Bielany), koszar ułańskich (Błonia), części Szwederowa, probostwa (okolice strzelnicy przy ul. Toruńskiej), łącznie 283 ha[126]
  - rozbudowa kompleksu koszarowego w czworoboku ulic: Zygmunta Augusta, Sowińskiego, Sobieskiego i Warszawskiej (Schwerin-Kaserne, I – przy ul. Warszawskiej, II – przy ul. Zygmunta Augusta)[95]
  - powstaje Prowincjalny Zakład dla Głuchoniemych w budynku przy ul. Reja[146]
  - przy kościele parafialnym powstaje Towarzystwo Śpiewu „Święty Wojciech” w Bydgoszczy, najstarszy polski chór kościelny w Bydgoszczy, istniejący do 1976[120]
  - w Bydgoszczy funkcjonuje 9 cegielni, które produkują 11 mln szt. cegieł rocznie[120]
- 1877
  - 15 września ukazuje się pierwszy numer stałej gazety o zabarwieniu liberalno-narodowym „Ostdeutsche Presse”, wydawanej jako gazeta poranna i popołudniówka; należy do 3 najpopularniejszych dzienników bydgoskich obok liberalnej „Bromberger Zeitung” i konserwatywnego „Bromberger Tageblatt”; w 1883 przejmuje jako mutację „Bromberger Zeitung”, określana jest jako jedna z największych gazet na niemieckim wschodzie[118]
  - pożar byłego klasztoru bernardynów[2]
  - oddanie do użytku nowego neogotyckiego budynku Gimnazjum Królewskiego przy placu Wolności według projektu radcy budowlanego Heinricha Kocha i inspektora Juliusa Wichenbacha[89]
  - wydalenie z Bydgoszczy Sióstr Miłosierdzia św. Wincentego à Paulo na mocy ustawy Kulturkampfu (powracają do miasta w 1892); usunięcie języka polskiego z lekcji religii[132]
- 1878
  - 2 lutego założenie Towarzystwa Sztuki (niem. Kunst-Verein)[70]
  - 1 sierpnia po przeniesieniu klasycznego Gimnazjum Królewskiego do nowego gmachu na placu Wolności; budynek dawnego kolegium jezuickiego przeznacza się na siedzibę magistratu, mieszczącego się dotąd w hotelu Lengninga przy ul. Długiej[70]
  - przebudowa dawnego klasztoru klarysek (szpitala miejskiego) według projektu radcy budowlanego Wilhelma Lincke; budynek otrzymuje neorenesansową i neomanierystyczną fasadę od ulicy Gdańskiej[147]
  - oddanie do użytku hotelu „Moritz” przy ul. Podgórnej[70]
  - w miejscu wojskowego placu ćwiczeń przy ul. Gdańskiej powstają koszary dla jednostek artyleryjskich (Artiillerie Kaserne); po rozbudowie w latach 1883–1885 zajmują one obszar między ul. Gdańską a ul. Artyleryjską[95]
  - ukończenie budowy kościoła Świętych Apostołów Piotra i Pawła na placu Wolności według projektu architekta Fryderyka W. Adlera z przeznaczeniem na zbór ewangelicki (po 1945 przekazany katolikom)[148]
  - oddanie do użytku budynku miejskiej szkoły żeńskiej przy ul. Konarskiego według projektu Heinricha Grüdera (ob. Państwowy Zespół Szkół Plastycznych im. Leona Wyczółkowskiego w Bydgoszczy i Ogólnokształcąca szkoła sztuk pięknych)[147]
- 1878–1882 – regulacja Noteci w okolicach Bydgoszczy oraz budowa Kanału Górnonoteckiego z 8 śluzami; Kanał staje się kolejnym elementem Bydgoskiego Węzła Wodnego, który umożliwia żeglugę na jezioro Gopło, do Kujaw i Wielkopolski[114]
- 1879
  - 30 kwietnia rusza żegluga na skanalizowanym odcinku Brdy od wylotu Kanału Bydgoskiego do Wisły[114]
  - 27 września otwarcie portu drzewnego w Brdyujściu z 2 jazami i 2 śluzami (śluza Brdyujście i śluza Kapuściska)[2], powstają wyspy w Brdyujściu
  - 2 lipca rozbiórka najstarszego z kościołów bydgoskich pw. św. Idziego, z powodu kolizji z ul. Bernardyńską[36]
  - ukończenie budowy neogotyckiego kościoła św. Jana Apostoła i Ewangelisty dla zboru ewangelicko-unijnego w Fordonie (w 1983 r. przekazany katolikom)[149]
  - rozbudowa do obecnej formy budynku III LO na Okolu (od 1920 szkoła podstawowa)[150]
  - początki fabryki Leopolda Zobla, od 1885 stoczni rzecznej przy ul. Marcinkowskiego i Obrońców Bydgoszczy (później teren Befany); do 1910 powstaje w niej 12 parowców rzecznych o różnych napędach, pływających po Odrze, Łabie i Sprewie, a także Morzu Bałtyckim[151]
- 1880
  - powstaje Towarzystwo Historyczne Obwodu Nadnoteckiego, które przygotowuje zalążki muzeum bydgoskiego[152]; wykorzystuje chór kościoła klarysek jako magazyn zbiorów archeologicznych i historycznych[61]
  - 2 września w 10. rocznicę bitwy pod Sedanem odsłonięcie Pruskiego Pomnika Poległych na skwerze przed Ewangelickim Męskim Seminarium Nauczycielskim (w 1922 zastępuje go Pomnik Nieznanego Powstańca Wielkopolskiego w Bydgoszczy)[153].
  - Królewskiej Dyrekcji Kolei Wschodniej w Bydgoszczy podlegają oddziały ruchu w Berlinie, Pile, Bydgoszczy, Gdańsku, Toruniu, Królewcu, Słupsku i Poznaniu[122]
  - w Bydgoszczy mieszka i pracuje jeden z najwybitniejszych muzykologów niemieckich – Hugo Riemann[154]
  - do Bydgosczy z recitalem fortepianowym przybywa kompozytor Hans von Bülow[155].
  - na Bielawach (nie włączonych jeszcze w obręb administracyjny miasta) powstaje Szpital Powiatowy i Przytułek dla Nieuleczalnie Chorych (ob. Wojewódzki Szpital Dziecięcy)[112]
  - budowa miejskiej hali gimnastycznej[120]
  - Bydgoszcz liczy 34,0 tys. mieszkańców[94]
- 1881
  - wychodzi drukiem w Przemyślu książka zatytułowana: Zamek bydgoski. Powieść poetyczna przez. Stanisława Woyneko-Tomkiewicza; autor jest galicyjskim pisarzem i historykiem literatury[2]
  - powstaje polskie Towarzystwo Czytelni Ludowych[120]
  - wyjeżdża z Bydgoszczy koleją 244 tys. pasażerów i przewiezionych jest 147 tys. ton towarów[2]
- 1882
  - 16 lipca powstaje kompleks rozrywkowy Elysium przy ul. Gdańskiej 68 – scena muzyczno-teatralna istniejąca do 1945; w dwudziestoleciu międzywojennym siedziba Deutsche Bühne, a w 1949 powstaje w tym miejscu Teatr Polski[92]
  - odbudowa w formie neogotyckiej wież kościoła pojezuickiego; zmiana wyglądu fasady kościoła w stylu neoklasycystycznym oraz budowa tarasu ze schodami przed wejściem[67]
  - rozpoczęcie budowy nowej kamienno-ceglanej śluzy Miejskiej z niespotykaną komorą trapezową[75]
  - rozpoczęcie działalności przez hotel Ratuszowy w Bydgoszczy przy ul. Długiej (czynny do dziś)
  - przy szkole średniej dla dziewcząt powstaje żeńskie seminarium nauczycielskie[120]
  - liczba pracowników najemnych w Bydgoszczy wynosi 5,7 tys. osób[120]; ponad 15% czynnych zawodowo mieszkańców trudni się handlem, transportem i gastronomią[156]
- 1883
  - 31 marca grupa działaczy polskich zakłada Towarzystwo Śpiewu „Halka” w Bydgoszczy – pierwszy bydgoski chór męski o narodowym charakterze, najstarszy istniejący do czasów obecnych[157]
  - powstaje Ochotnicza Kolumna Sanitarna, zalążek późniejszego pogotowia ratunkowego[2]
  - powstaje kościół przy ul. Pomorskiej przeznaczony dla zboru baptystycznego (w 1946 przekazany parafii ewangelicko-metodystycznej)[158]
  - przekształcenie miejskiej szkoły realnej w gimnazjum o profilu matematyczno-przyrodniczym (od 1890 Królewskie Gimnazjum Realne)[120]
- 1884
  - 1 stycznia pierwsze targi tygodniowe odbywane na placu Piastowskim[159]
  - 2 kwietnia ukazuje się pierwszy numer wydawanego przez magistrat pisma „Bydgoski Kurier Miejski” (niem. Bromberger Stadt-Anzeiger)[159]
  - 9 września oddanie do użytku nowej okazałej synagogi według projektu Alfreda Muttraya w miejscu starszej z 1834 roku[89]
  - 15 i 17 września przez Bydgoszcz przejeżdża w drodze do Skierniewic cesarz Wilhelm I Hohenzollern wraz ze świtą; na dworcu pozdrawia go nadburmistrz Julius Bachmann[159]
  - rozbiórka budynków byłego klasztoru karmelitów[29]
  - budowa koszar dla oddziałów kawalerii na istniejącym przy ul. Szubińskiej od lat 30. placu ćwiczeń[95]
  - powstają Bydgoskie Fabryki Mebli[160]
  - oddanie do użytku budynku miejskiej wyższej szkoły żeńskiej (ob. Zespół Szkół Gastronomicznych) przy ul. Konarskiego według projektu Wilhelma Lincke[147]
  - wzniesienie domu dla samotnych kobiet przy ul. Szubińskiej (ob. Wojskowa Komenda Uzupełnień) z fundacji Louisy Giese-Rafalskiej[111]
  - powstaje Biblioteka Ludowa założona przez nadburmistrza Hugo Braesicke[161]
  - początek działalności polskich drukarń na terenie Bydgoszczy[120]
  - w czerwcu rozpoczęcie budowy sieci telefonicznej w Bydgoszczy[162]
  - 17 listopada uchwalenie budowy nowej drogi i mostów przy śluzie miejskiej, dziś odcinek ul. Focha[27]
  - 8 grudnia powstaje polskie Towarzystwo Handlowe[120]
- 1885
  - 9 marca pod przewodnictwem burmistrza Juliusa Petersona powstaje Bydgoskie Towarzystwo Dobroczynności[159]
  - 26 lipca pierwszy zjazd chórów polskich z Pomorza i rejencji bydgoskiej, na którym pada myśl utworzenia Związku Kół Śpiewaczych, zrealizowana w 1892[2]
  - 1 września oddanie do użytku i rozbudowa gmachu Poczty Głównej wraz z miejską centralą telefoniczną przy ul. Jagiellońskiej (w 1899 skrzydło od ul. Stary Port)[80]; w budynku mieści się naddyrekcja poczty, której jurysdykcja obejmuje część Prowincji Poznańskiej i Prus Zachodnich – obszar rozleglejszy niż rejencja bydgoska[104]
  - 1 listopada oddanie do użytku linii kolejowej Bydgoszcz-Fordon[125]; powstaje przy niej stacja Bydgoszcz Brdyujście
  - 9 grudnia oddanie do użytku drugiego szpitala miejskiego – tzw. Szpitala Diakonisek przy ul. Seminaryjnej według projektu Wilhelma Lincke, wybudowanego z fundacji Louisy Giese-Rafalskiej[147]
  - pierwsze parowce towarowe na Kanale Bydgoskim, które kursują między Warszawą, Toruniem, Bydgoszczą, Gdańskiem i Elblągiem[123]
  - powstaje polskie Towarzystwo Restauratorów[120]
- 1886
  - 10 października założenie Polskiego Towarzystwa Gimnastycznego „Sokół” w Bydgoszczy[2] (drugie stowarzyszenie tego typu w zaborze pruskim po Inowrocławiu)[120]
  - budowa pałacyku Lloyda przy ul. Grodzkiej według projektu Waldemara Jenischa (od 1908 siedziba Żeglugi Bydgoskiej, od 1996 BRE banku)[163]
- 1887
  - 24 kwietnia w sali hotelu „Royal” występują Gabriela Zapolska i Stanisław Trapszo[2]
  - budowa Kasyna Cywilnego przy ul. Gdańskiej 20 według projektu Gustawa Reicherta (od 1945 Pomorski Dom Sztuki, od 2006 w gestii Akademii Muzycznej); mieści salę bankietowo-koncertową, kręgielnię i ogród[164]
  - 2 listopada przekształcenie szkoły rzemieślniczej w państwową Przemysłową Szkołę Dokształcającą[120]
  - nowy podział rejencji bydgoskiej na powiaty: zamiast 9 jest 13 powiatów ziemskich: Powiat Bromberg (Bydgoszcz), Powiat Czarnikau (Czarnków), Powiat Filehne (Wieleń), Powiat Gnesen (Gniezno), Powiat Hohensalza (Inowrocław), Powiat Kolmar i. Posen (Chodzież), Powiat Mogilno (Mogilno), Powiat Schubin (Szubin), Powiat Strelno (Strzelno), Powiat Wirsitz (Wyrzysk), Powiat Witkowo (Witkowo), Powiat Wongrowitz (Wągrowiec), Powiat Znin (Żnin)[96]
- 1888
  - 17 marca-10 kwietnia wielka powódź nawiedza Bydgoszcz; ulice nad Brdą są zalane, woda wdziera się do budynku Dyrekcji Poczty, Miejskiego Gimnazjum Realnego przy ul. Grodzkiej; w obronie śluzy Miejskiej i grobli na Wyspie Młyńskiej pracują żołnierze[159]
  - 18 maja uruchomienie tramwaju konnego na trasie od dworca kolejowego do Wełnianego Rynku (2,3 km)[165]
  - oddanie do użytku budowanego od 1886 gmachu Dyrekcji Kolei Wschodniej w stylu manieryzmu niderlandzkiego, najokazalszego budynku administracyjnego w Bydgoszczy przy ul. Dworcowej 63, ok. 300 m od dworca kolejowego Bydgoszcz Główna; jego koszt wynosi 1,45 mln marek[166]
  - oddanie do użytku szkoły ludowej dla chłopców i dziewcząt przy ul. Świętojańskiej według projektu Carla Meyera (ob. w gestii Collegium Medicum Uniwersytetu Mikołaja Kopernika)[147]
- 1889
  - uruchomienie wodociągu miejskiego[68]
  - budowa drugiego toru na linii kolejowej Piła-Bydgoszcz Główna-Laskowice Pomorskie[125]
  - ukazuje się pierwszy numer apolitycznej gazety regionalnej „Ostdeutscher Lokal-Anzeiger” (od 1890 „Unparteiische Zeitung”), wydawanej w Bydgoszczy, docierającej do Wielkopolski, Pomorza i na Śląsk; od 1901 jest mutacją „Ostdeutsche Presse”[118]
- 1890
  - 24 marca pożar Teatru Miejskiego[2]
  - 13 czerwca grupa urzędników kolejowych zakłada pierwszą spółdzielnię mieszkaniową w Bydgoszczy, w latach 1919–1921 Towarzystwo Mieszkaniowe, od 1949 Bydgoska Spółdzielnia Mieszkaniowa[2]
  - 3 lipca uruchomienie Rzeźni Miejskiej, późniejszych Bydgoskich Zakładów Mięsnych[167]; 2 lata później powstają Budynki Rzeźni Miejskiej w Bydgoszczy przy ul. Jagiellońskiej według projektu Carla Meyera[147]
  - budowa jazu Ulgowego (w formie współczesnej od 1920)[114]
  - budowa mostów Wilhelma i Portowego nad Brdą i Młynówką (ob. mosty Solidarności)[115]
  - rozpoczęcie budowy plant nad Brdą oraz plant Okrężnych na krawędzi Zbocza Bydgoskiego – drogi spacerowo-widokowej ze Wzgórza Dąbrowskiego na Wzgórze Wolności[107]
  - zatrudnienie w Warsztatach Kolei Wschodniej sięga 1000 pracowników[120]; jest to największe przedsiębiorstwo w rejencji bydgoskiej, większe od podobnych zakładów m.in. w Berlinie i Królewcu[168]
  - Bydgoszcz liczy 41,4 tys. mieszkańców[94]
- 1891
  - 29 sierpnia ekspansja Bydgoskiego Towarzystwa Holowniczego (zał. w 1869), które w myśl umowy zawartej między miastem Bydgoszcz a Skarbem Państwa pruskiego nabywa parcele w podbydgoskich gminach: Zimne Wody, Kapuściska, Siernieczek oraz Czersku Polskim; buduje stocznię rzeczną i fabryką maszyn oraz zapoczątkowuje zabudowę wschodniej dzielnicy przemysłowej[169]
  - ukazują się mimo szykan pruskich pierwsze polskie gazety, kolejno: Straż Polska, Pochodnia, Gazeta Narodowa, Orędownik, a od 1898 codzienna Gazeta Bydgoska wydawana przez Stanisława Tomaszewskiego razem z Julianem Prejsem[138]
  - otwarcie teatru „Concordia”; w 1919 gra tu stały bydgoski zespół teatralny Ludwika Dybizbańskiego, a w okresie międzywojennym mieści się Resursa Kupiecka[2]
- 1892
  - oddanie do użytku szkoły ludowej dla chłopców i dziewcząt przy pl. Kościeleckich według projektu Carla Meyera (ob. w gestii UKW)[147]
  - 20 marca reaktywacja Towarzystwa Robotników Polsko-Katolickich, najliczebniejszej organizacji polskiej w Bydgoszczy (1200 członków w 1912)[120]
  - 1 maja uruchomienie drugiej linii tramwaju konnego o długości 2,8 km na trasie koszary artyleryjskie-Zbożowy Rynek[165]
  - założenie cmentarza przy ul. Kcyńskiej przeznaczonego dla pochówku biedoty, po 1945 przekształconego w cmentarz komunalny[103]
- 1893
  - 17 września odsłonięcie pomnika cesarza Wilhelma I na placu Wolności[170]
  - otwarcie najdłuższego w Cesarstwie Niemieckim mostu drogowo-kolejowego przez Wisłę w Fordonie (1328 m); kontynuacja linii kolejowej do Unisławia, Chełmży, Kowalewa i Brodnicy (1900)[125]
  - powstaje w Bydgoszczy tajna Liga Narodowa, jedna z pierwszych polskich organizacji politycznych[171]
  - budowa rafinerii spirytusu rodziny Franke (zał. 1827) na nabrzeżu Młynówki, będącej elementem Wenecji Bydgoskiej; Hermann Franke w 1900 zostaje Honorowym Obywatelem Bydgoszczy[172]
  - odrzucenie przez magistrat Bydgoszczy propozycji władz państwowych, aby włączyć do miasta 10 podmiejskich gmin[120]
- 1894
  - 15 kwietnia zespół amatorski wystawia Krakowiaków i Górali Wojciecha Bogusławskiego[2]
  - 1 lipca ukazuje się pierwszy numer stałej gazety „Ostdeutsche Rundschau” (Przegląd Wschodnioniemiecki), reprezentującej niemieckie środowiska narodowo-konserwatywne; następcą gazety po 1920 (po połączeniu z „Bromberger Tageblatt”) jest Deutsche Rundschau in Polen[118]
  - 27 października ustawienie w parku nad Kanałem Bydgoskim popiersia Franza von Brenckenhoffa – budowniczego Kanału Bydgoskiego (zdemontowane w 1919)[173]
  - w listopadzie założenie filii Hakaty w Bydgoszczy, do której należą miejscowi urzędnicy i nauczyciele niemieccy, inicjatorki przedsięwzięć o charakterze nacjonalistycznym[120]
  - powstają pierwsze kluby wioślarskie: „Brda” i Klub Wioślarski Frithjof[174]
  - uruchomiają produkcję Wody Mineralne Ostromecko[175]
  - wytyczenie ulicy Cieszkowskiego, która w ciągu 10 lat jest zabudowana wielkomiejskimi kamienicami w stylach: eklektycznym, neobarokowym, secesyjnym według projektów najwybitniejszych architektów bydgoskich[89]
  - Dyrekcji Kolei Wschodniej w Bydgoszczy podlega 4833 km linii kolejowych w Prusach Wschodnich, Prusach Zachodnich, Prowincji Poznańskiej, Pomorzu i Brandenburgii[122]
- 1894, 1904 – traktaty handlowe rosyjsko-niemieckie, które otwierają przed przemysłem bydgoskim rezerwy surowcowe Rosji (głównie drewno) oraz przyciągają kapitał z centralnych Niemiec[2]
- 1895
  - 18 maja otwarcie linii wąskotorowej (o prześwicie 600 mm) łączącej Bydgoszcz z Koronowem[125]
  - 29 czerwca rozbiórka gotyckiej wieży – ostatniego reliktu klasztoru karmelitów[29]
  - 3 sierpnia zlot delegatów Towarzystwa Gimnastycznego „Sokół” z całego zaboru pruskiego[2]
  - 1 października otwarcie linii kolejowej Bydgoszcz – Szubin-Żnin, przedłużenie linii przez Wągrowiec i Janowiec Wielkopolski tworzy drugą linię z Bydgoszczy do Poznania (1908)[125]; dla tej linii powstaje trzeci most dworcowy nad Brdą łukowy o konstrukcji żelbetowej[115]
  - rozbiórka ruin zamku bydgoskiego[2]
  - otwarcie pierwszego polskiego banku mającego charakter spółki kredytowej; później Banku Przemysłowego[86]
  - reorganizacja pruskiej administracji kolejowej; w miejsce Królewskiej Dyrekcji Kolei Wschodniej powstają Dyrekcje Kolei z siedzibami w: Bydgoszczy, Poznaniu, Gdańsku i Królewcu[122]
  - budowa koszar przy ul. Mazowieckiej 28 i Hetmańskiej 33 (Infanterie Kaseme IV)[95]
- 1895–1905 – liczba fabryk i dużych zakładów rzemieślniczych w Bydgoszczy wzrasta ze 147 do 548, a liczba zatrudnionych z 5 do 10 tys.[2]
- 1896
  - 10 marca rozpoczęcie budowy browaru przy Zbożowym Rynku 6[27]
  - 3 lipca uruchomienie tramwajów elektrycznych w Bydgoszczy, które kursują na 3 trasach; Bydgoszcz ma tramwaje elektryczne przed Poznaniem, Katowicami, Łodzią, Krakowem i Warszawą[165]
  - 3 października oddanie do użytku nowego gmachu Teatru Miejskiego na placu Teatralnym według projektu królewskiego radcy budowlanego Heinricha Christiana Seelinga z Berlina[2]; budynek mieści widownię na 800 miejsc wraz z lożami i balkonami; pierwsze przedstawienie ogląda osobiście cesarz Niemiec Wilhelm II Hohenzollern[176]; ukazuje się pierwszy numer stałej gazety „Bromberger Theater-Zeitung” (Bydgoska Gazeta Teatralna), wydawanej codziennie do 1920[118]
  - wzniesienie neobarokowej kamienicy przy pl. Wolności 1 według projektu Józefa Święcickiego[177]
  - budowa neobarokowego gmachu hotelu Pod Orłem przy ul. Gdańskiej według projektu Jóżefa Święcickiego[178]
  - budowa eklektycznej kamienicy Józefa Święcickiego przy ul. Gdańskiej[179]
  - rusza pierwsza elektrownia bydgoska[2]
- 1897
  - 8 kwietnia zatwierdzenie projektu budowy stacji wodociągów Las Gdański[180]
  - 20 września otwarcie linii wąskotorowej Maksymilianowo-Włóki[125]
  - Bydgoskie Towarzystwo Holownicze dokonuje 800-metrowego przekopu Brdy na Siernieczku, dzięki czemu powstaje Wyspa na Zimnych Wodach oraz dwa mosty w ulicy Spornej; jednocześnie buduje port rzeczny na północnym nabrzeżu zakola Brdy[169]
  - oddanie do użytku ewangelickiego, neogotyckiego kościoła Chrystusa Zbawiciela w Śródmieściu Bydgoszczy według projektu architekta Heinricha Seelinga z Berlina (w 1945 r. przekazany parafii ewangelicko-augsburskiej)[181]
  - wzniesienie willi Heinricha Dietza przy ul. Gdańskiej 48 według projektu Heinricha Seelinga z Berlina (od 1945 siedziba Rozgłośni Pomorskiej Polskiego Radia)[111]
  - włączenie do Bydgoszczy części Bielaw pod północne boisko sportowe (7 ha)[126]; władze miejskie podejmują także próby objęcia inkorporacji kilkunastu osiedli, które faktycznie już wówczas są związane z miastem[2]
  - do bydgoskiej sieci gazowej przyłączone są: Skrzetusko, Okole, Wilczak i Szwederowo[120]
  - w Bydgoszczy działa 111 przedsiębiorstw związanych z transportem wodnym, z liczbą zatrudnionych 3030 osób, wobec 1159 w Gdańsku i 475 w Poznaniu[123]
  - Bydgoszcz liczy 52,2 tys. mieszkańców[94]
- 1898
  - powstaje Zieleń Miejska (Deputacja Ogrodów Miejskich)[182]
  - powstaje 36-łóżkowy Szpital Dziecięcy przy ul. św. Floriana (ob. Wojewódzki Szpital Obserwacyjno-Zakaźny) z inicjatywy społeczności polskiej, w którym opiekę sprawują siostry szarytki; powiększony w 1901 dzięki pomocy hrabiny Potulickiej[183]
  - powstaje pierwsza elektrownia wodna na Wyspie Młyńskiej obok Młynów Rothera, przy jednym z przepustów między Młynówką a Brdą[2]
  - oddanie do użytku szkoły ludowej dla chłopców i dziewcząt przy ul. Sowińskiego według projektu Carla Meyera (ob. szkolne schronisko młodzieżowe)[147]
  - niemiecka Biblioteka Ludowa przechodzi z rąk prywatnych pod zarząd miasta[120]
  - przedłużenie linii tramwajowej ze Zbożowego Rynku do Strzelnicy oraz z ul. Poznańskiej przez most Władysława IV do dworca Bydgoszcz Wąskotorowa[165]
  - w Bydgoszczy funkcjonuje 9 szkół ludowych z 4 tys. dzieci[120]
- 1899
  - przebudowa jazu Farnego do formy współczesnej[114]
  - powstaje willowy budynek mieszkalny na Wyspie Młyńskiej dla członków zarządu młynów (ob. muzeum Dom Leona Wyczółkowskiego)[85]
  - wytyczenie ulic na wschodnim obrzeżu Starego Miasta po niwelacji wyspy zamkowej: Grodzkiej (część wschodnia), Magdzińskiego (część wschodnia), Przy Zamczysku oraz placu Kościeleckich[89]
  - 11 listopada występuje w Bydgoszczy 80-osobowa orkiestra z mediolańskiej „La Scali” pod dyrekcją Pietro Mascagniego[155]
  - w Bydgoszczy istnieje około 20 kompleksów rozrywkowych typu Établissement; największym z nich jest Strzelnica przy ul. Toruńskiej (2,5 ha)[92]

## XX wiek
- 1900

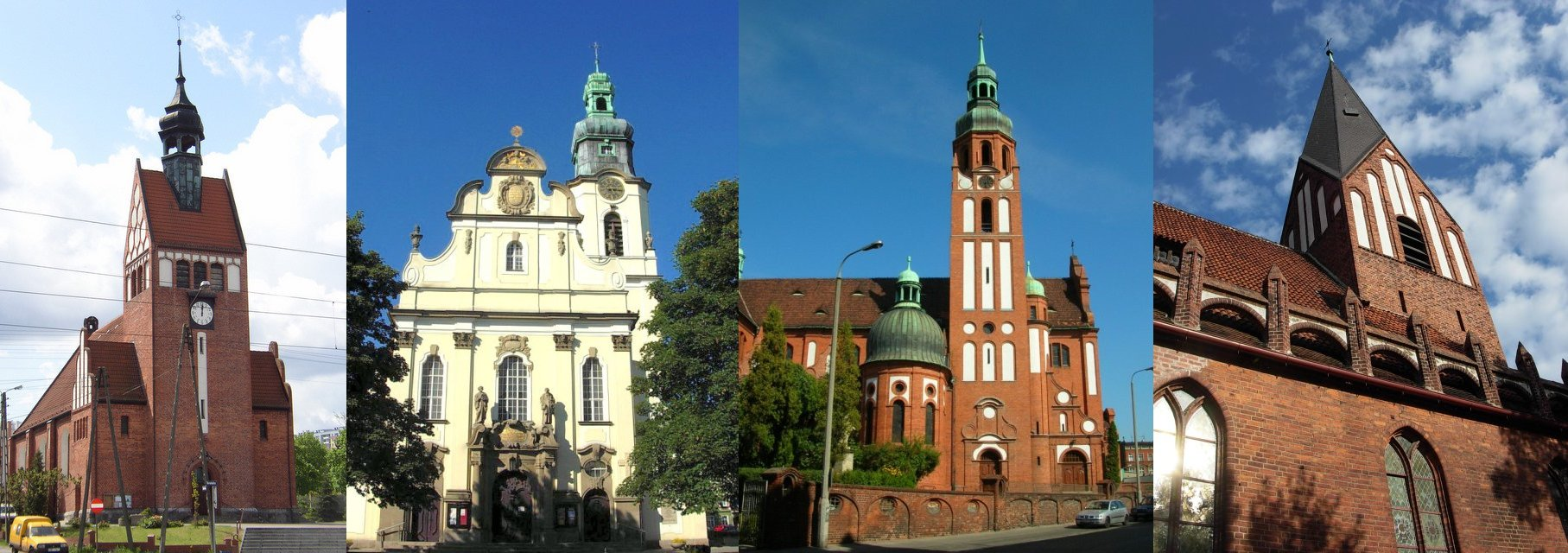
Nowe kościoły z pocz. XX w.: św. Józefa (1906), Najświętszego Serca Jezusa (1913), Trójcy Świętej (1913), Miłosierdzia Bożego (1905)

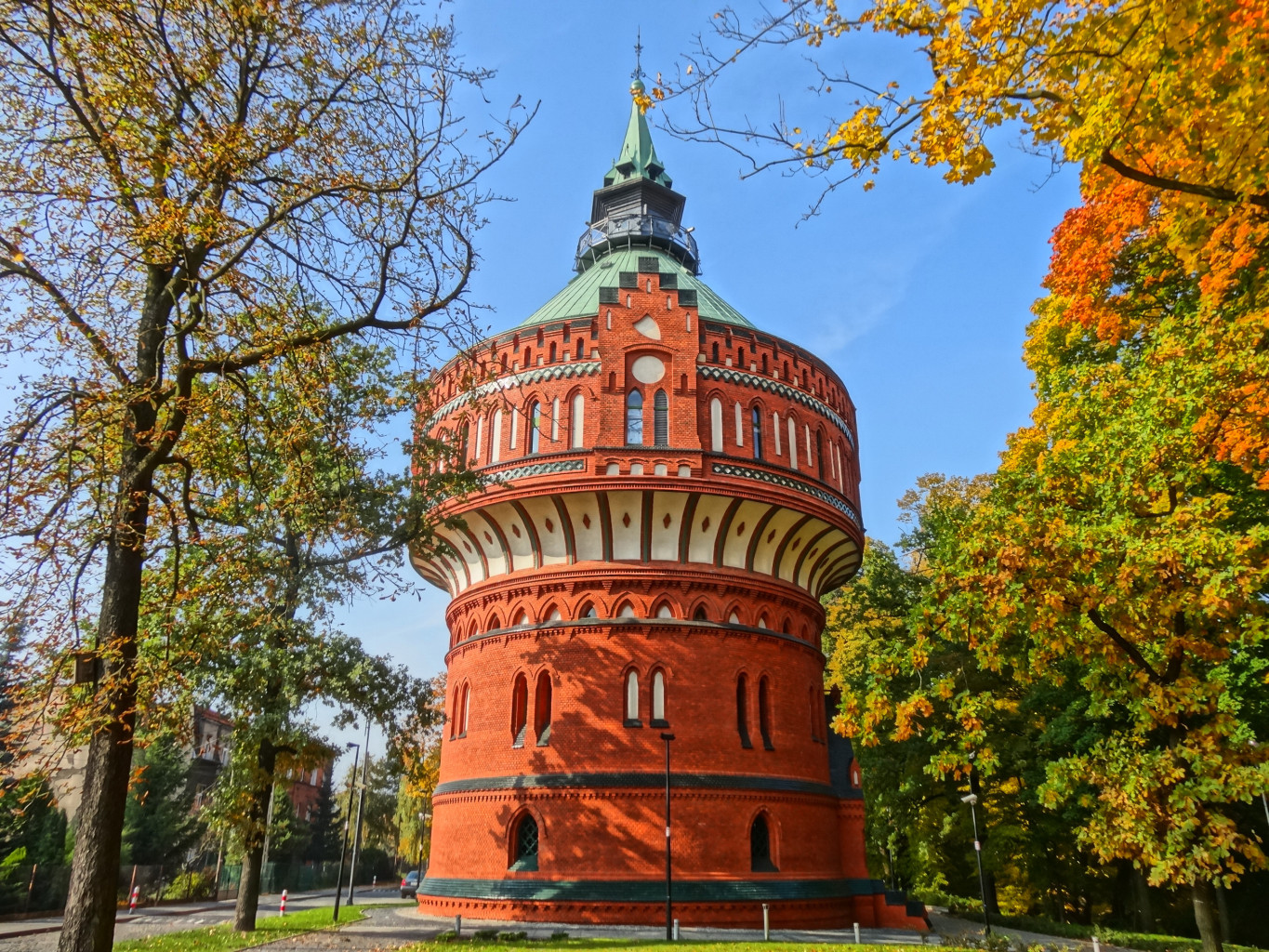
Wieża ciśnień w Bydgoszczy (1900)

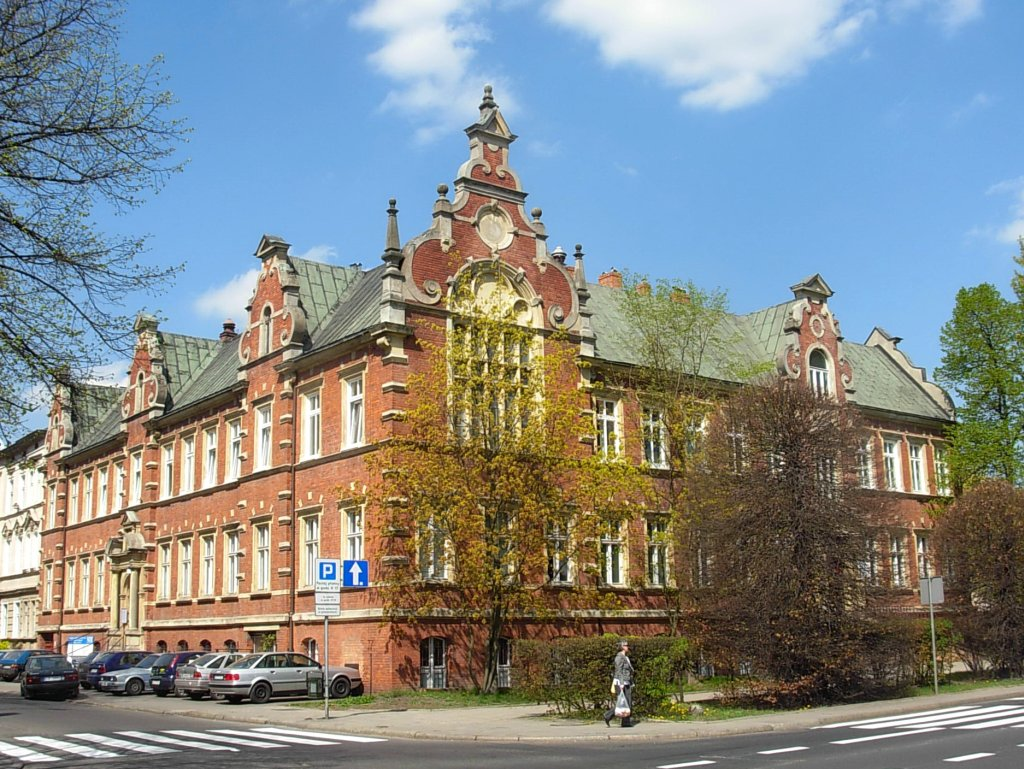
Zakład dla ociemniałych (1901)

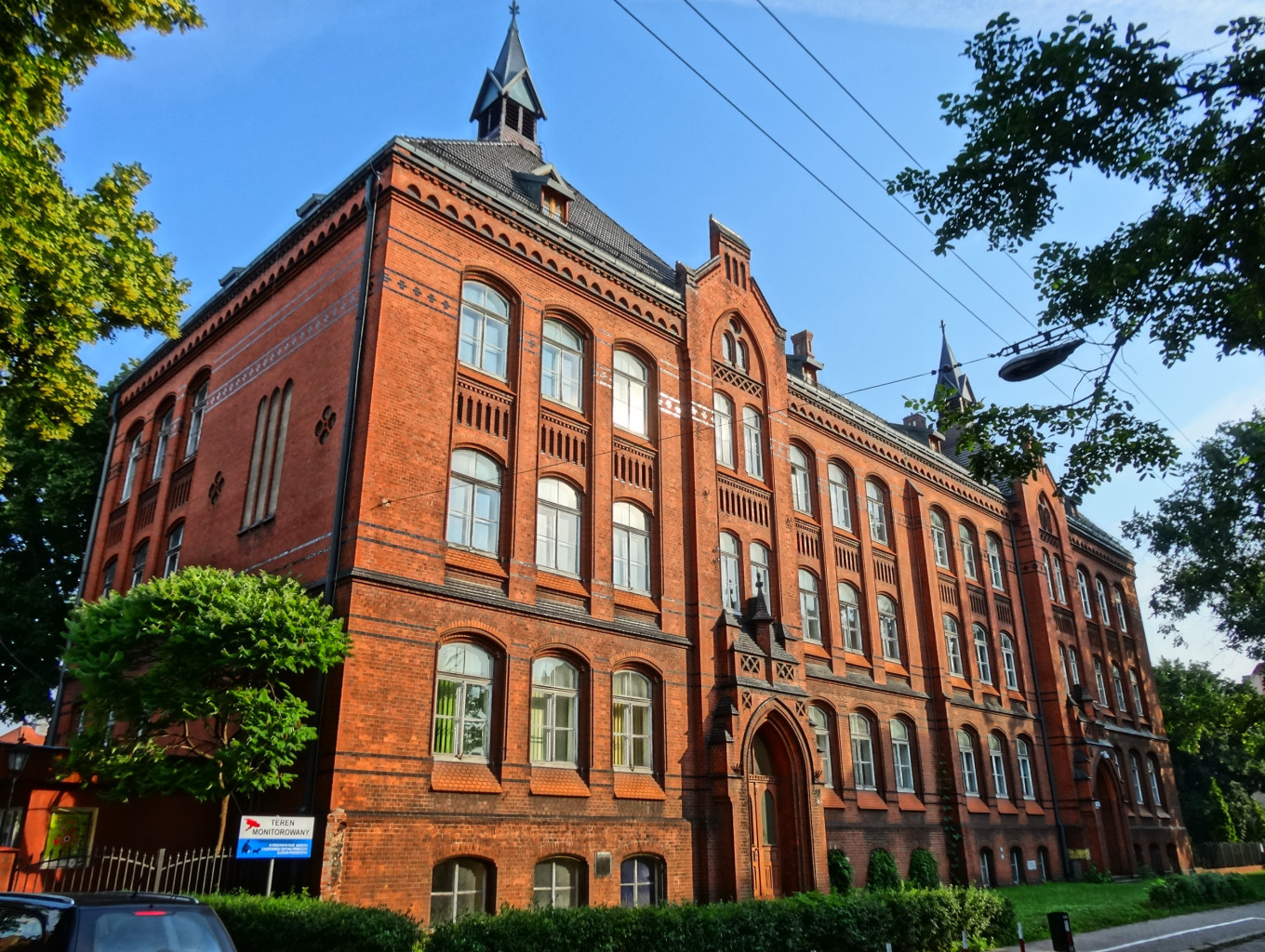
Szkoła ludowa przy ul. Kordeckiego (1902)

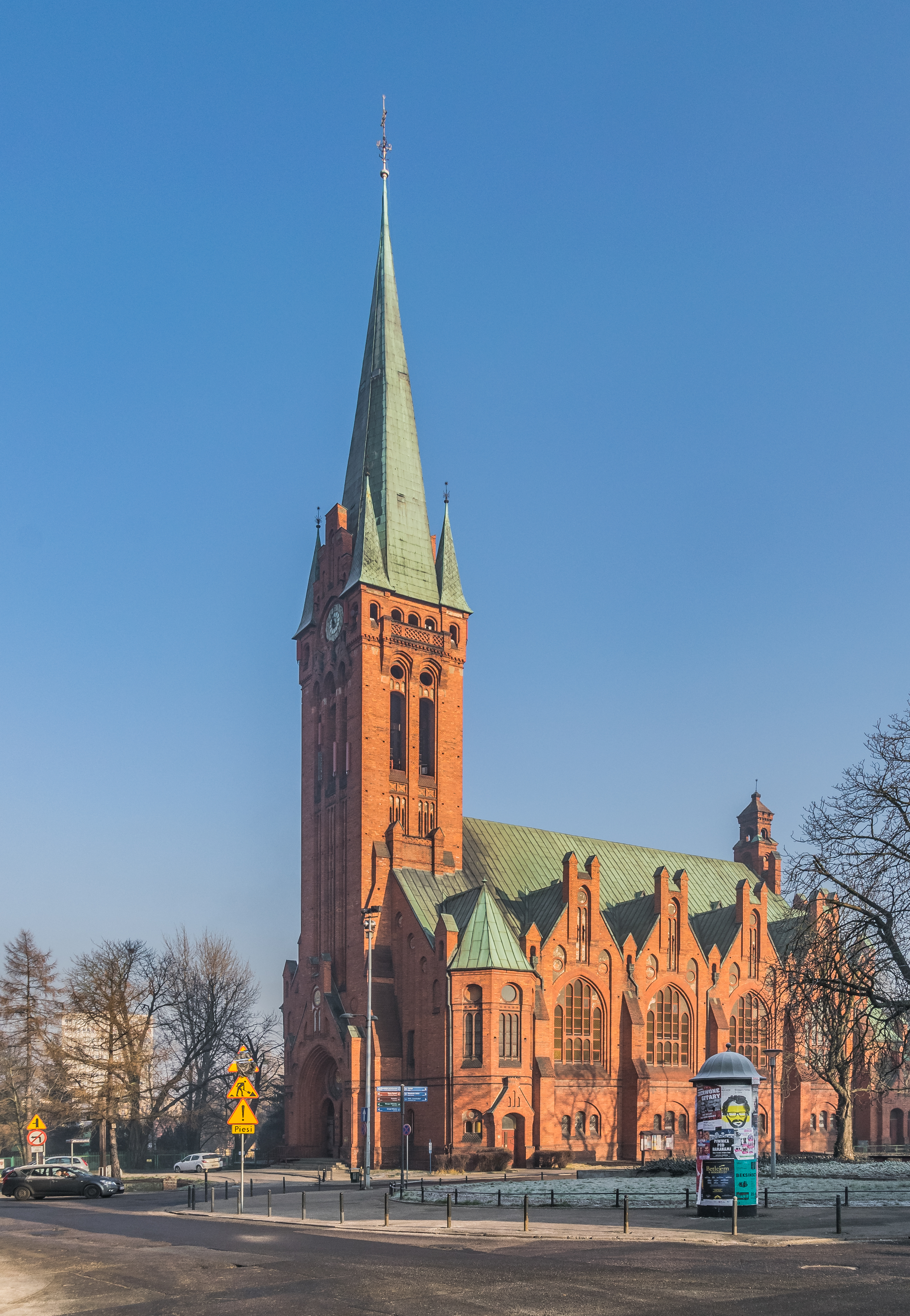
Fara ewangelicka św. Krzyża (1903)

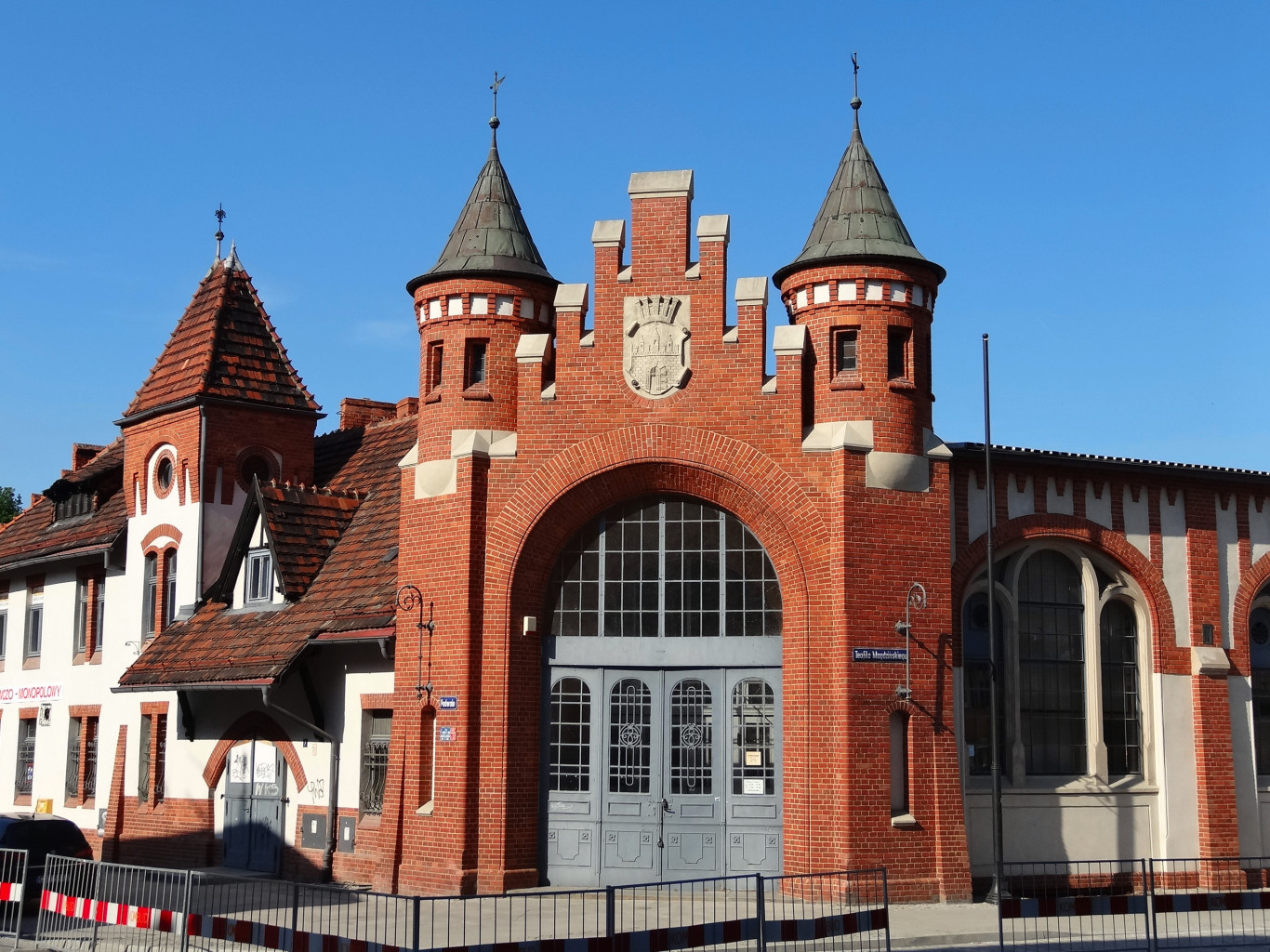
Miejska hala targowa w Bydgoszczy (1903)

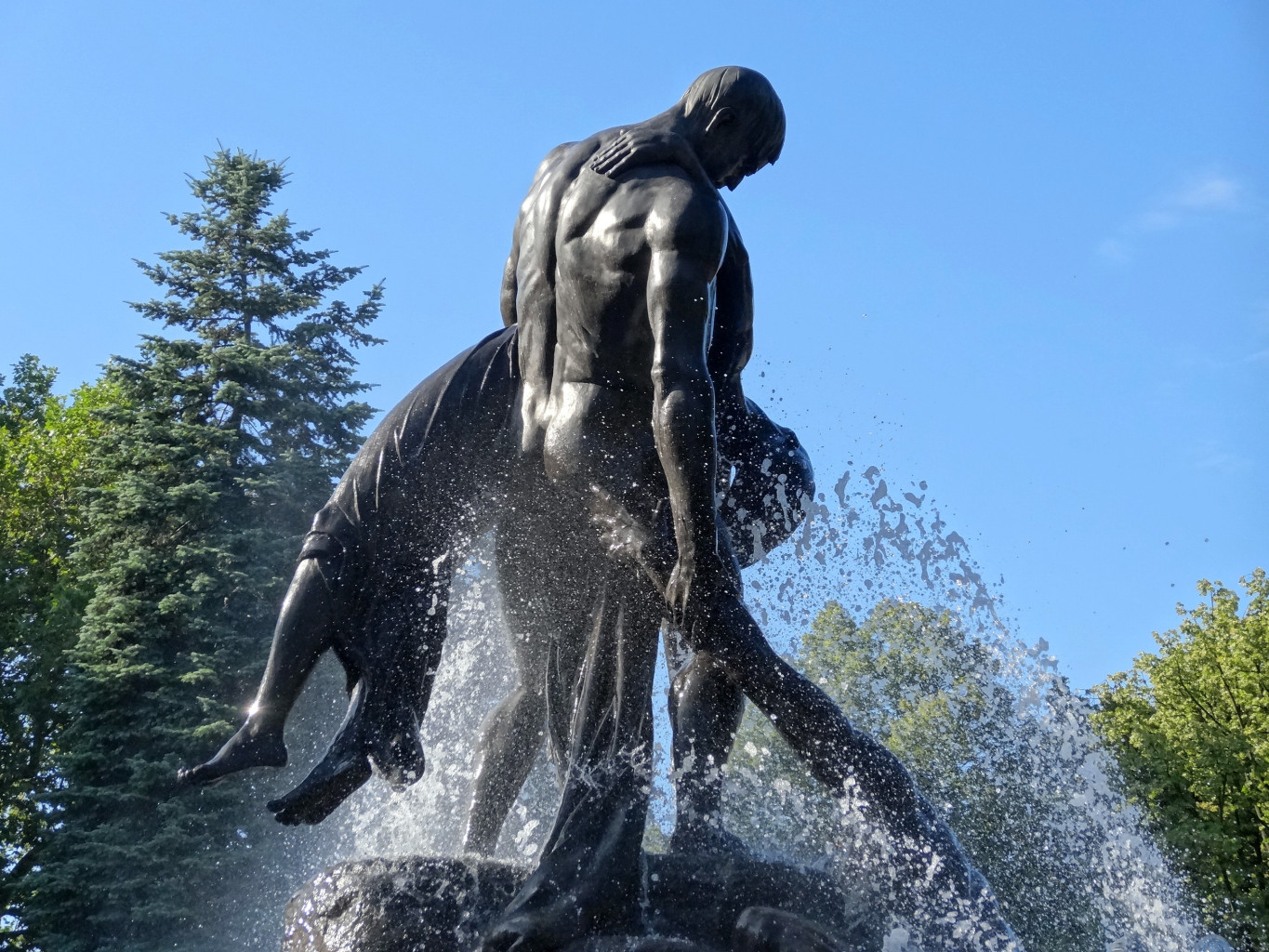
Fontanna Potop (1904), po rekonstrukcji w 2014

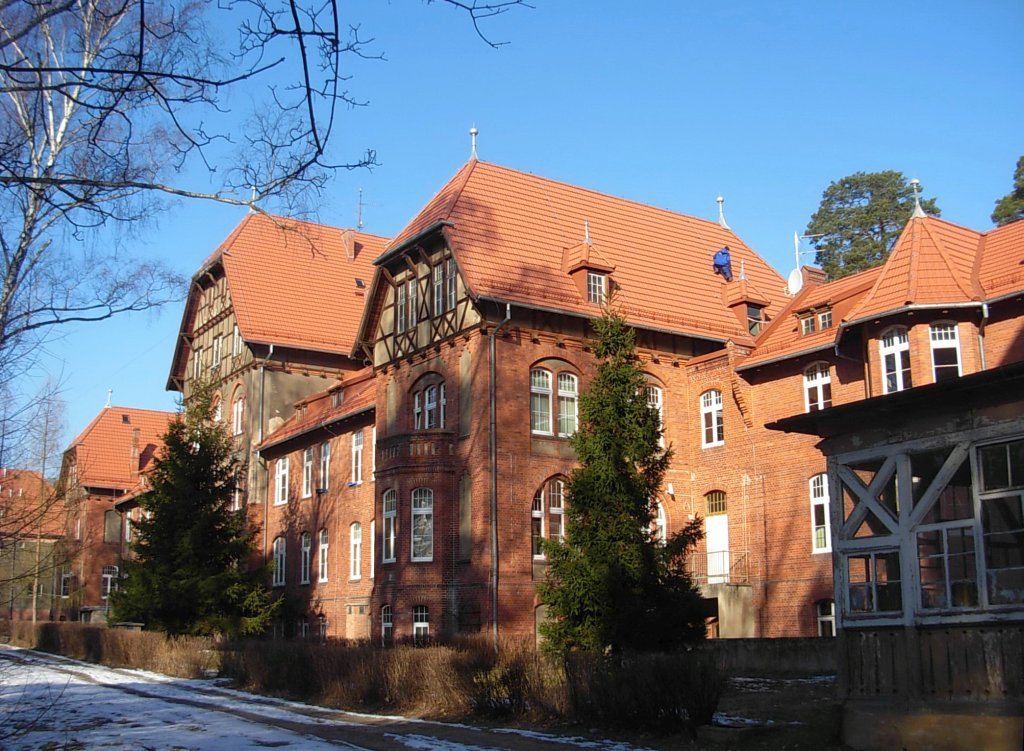
Sanatorium przeciwgruźlicze w Smukale (1904)

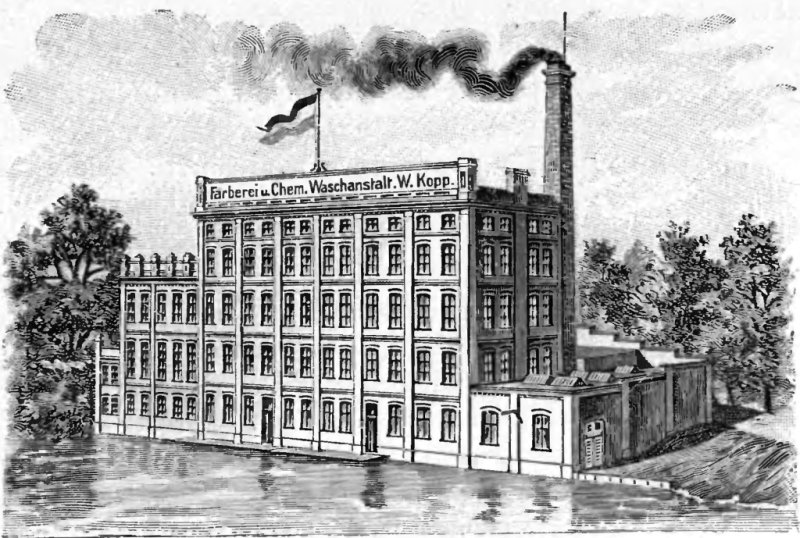
Farbiarnia Wilhelma Koppa w Bydgoszczy ok. 1905

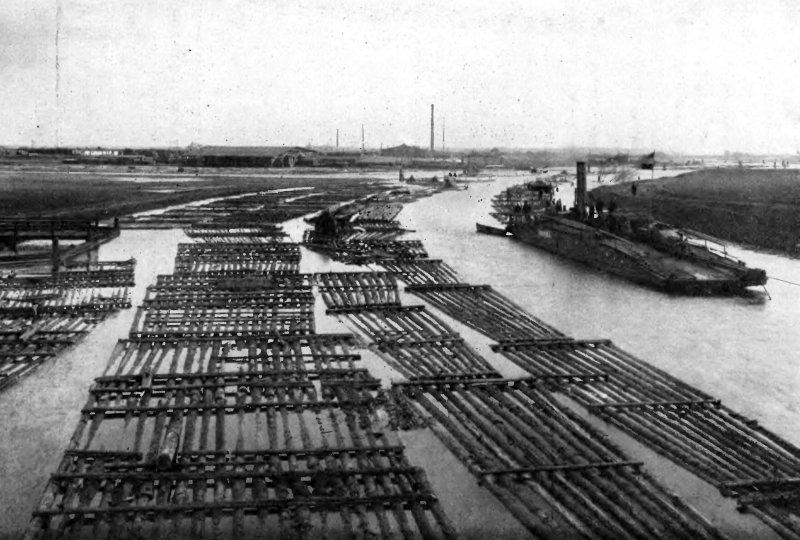
Spław drewna i żegluga holownicza na Brdzie (1905)

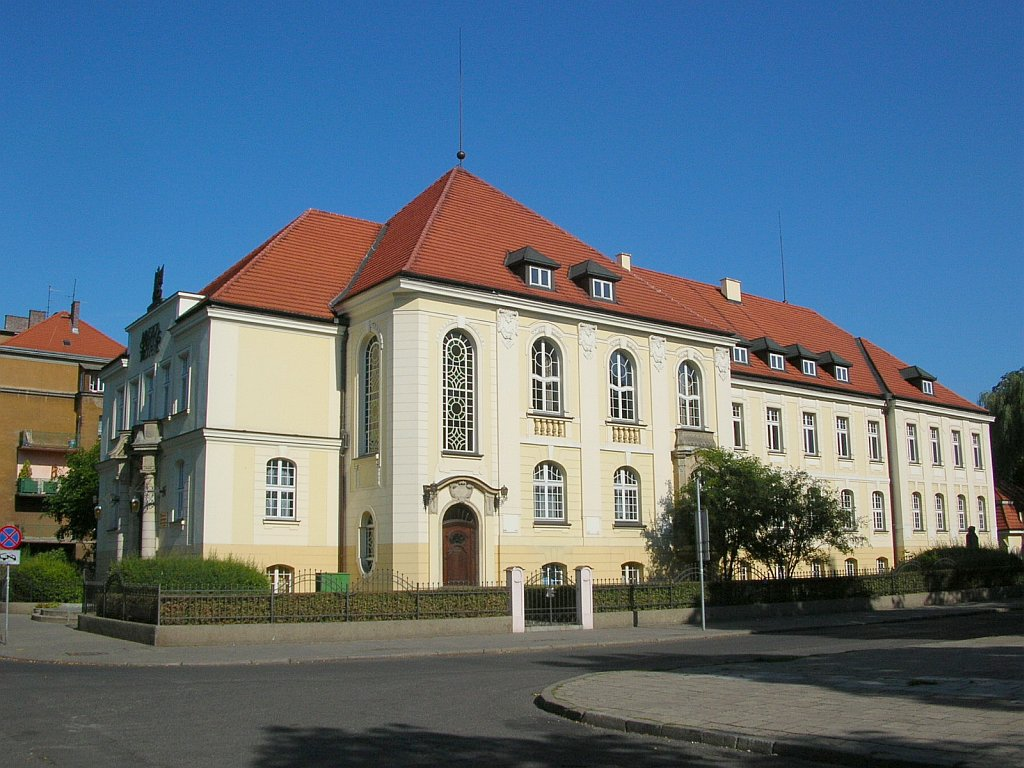
Budynek Starostwa (1906)

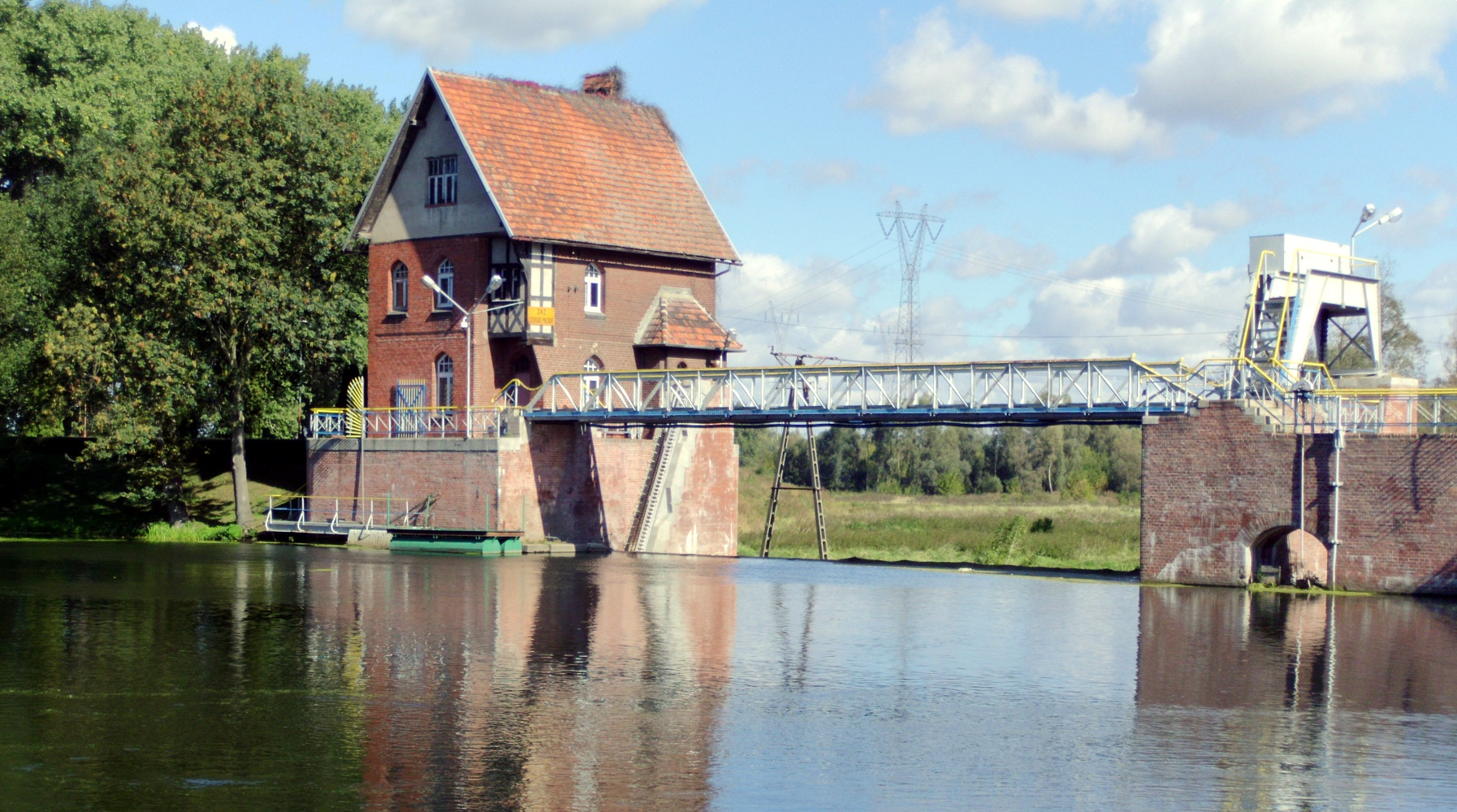
Jaz Czersko Polskie (1906)

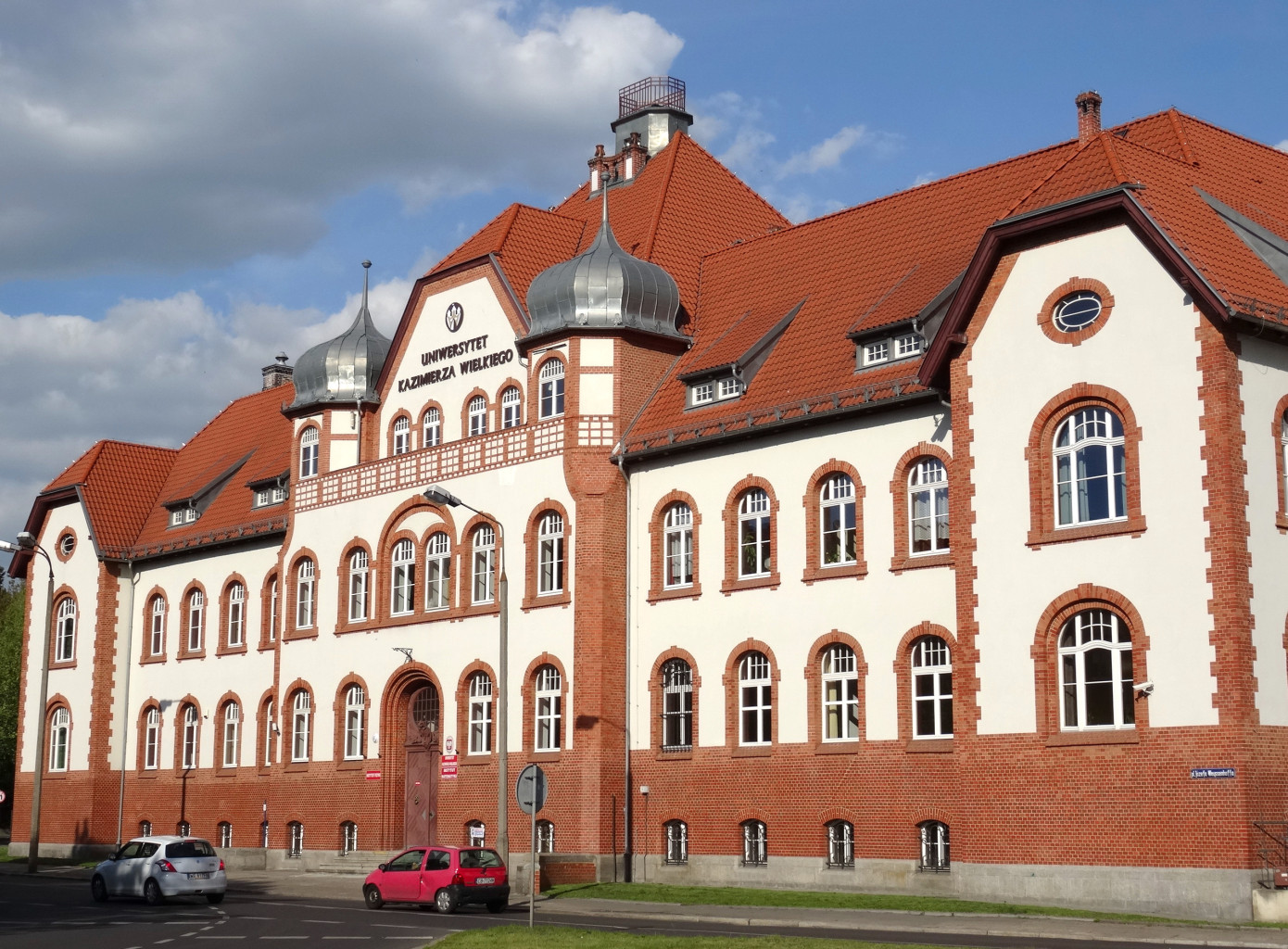
Cesarski Instytut Rolniczy (1906)

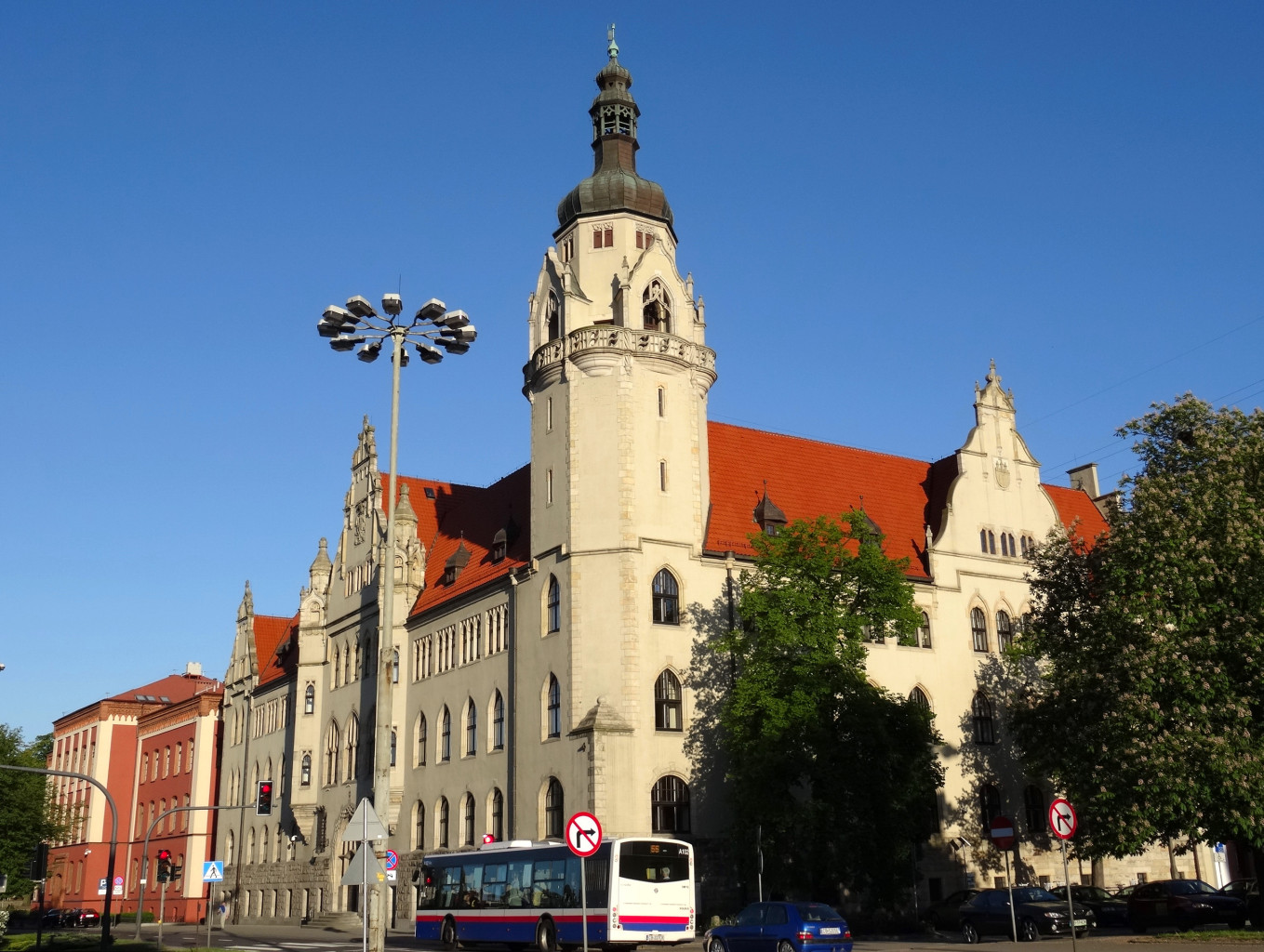
Gmach Sądu Okręgowego w Bydgoszczy (1906)

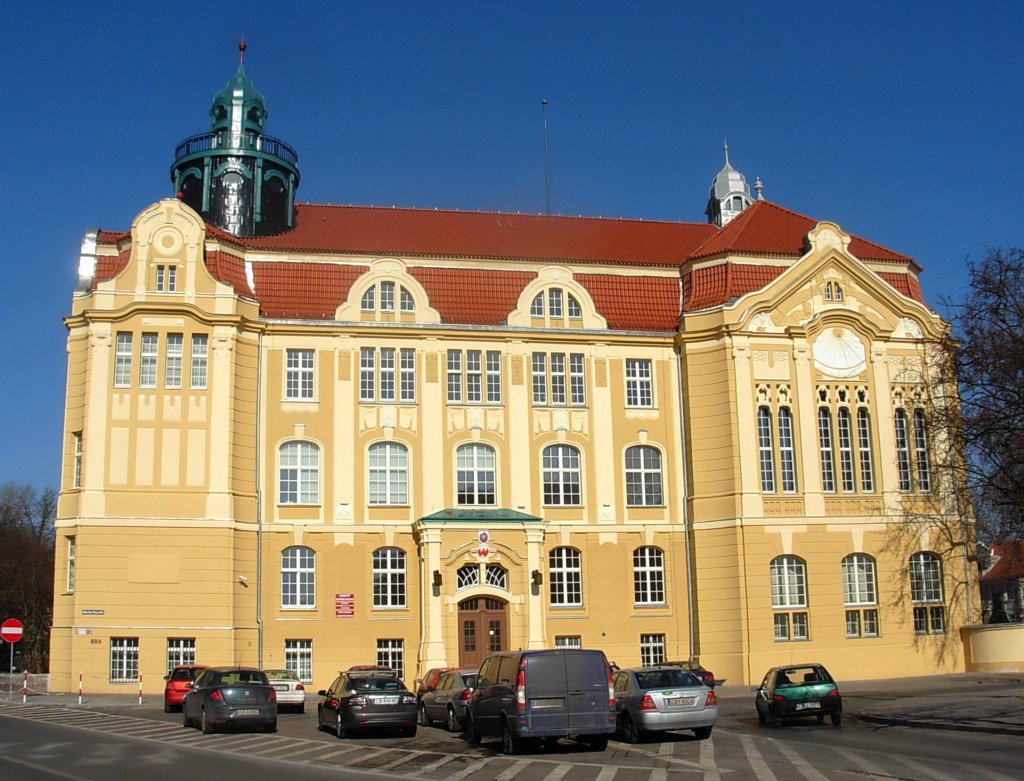
Budynek wyższej szkoły realnej (1906)

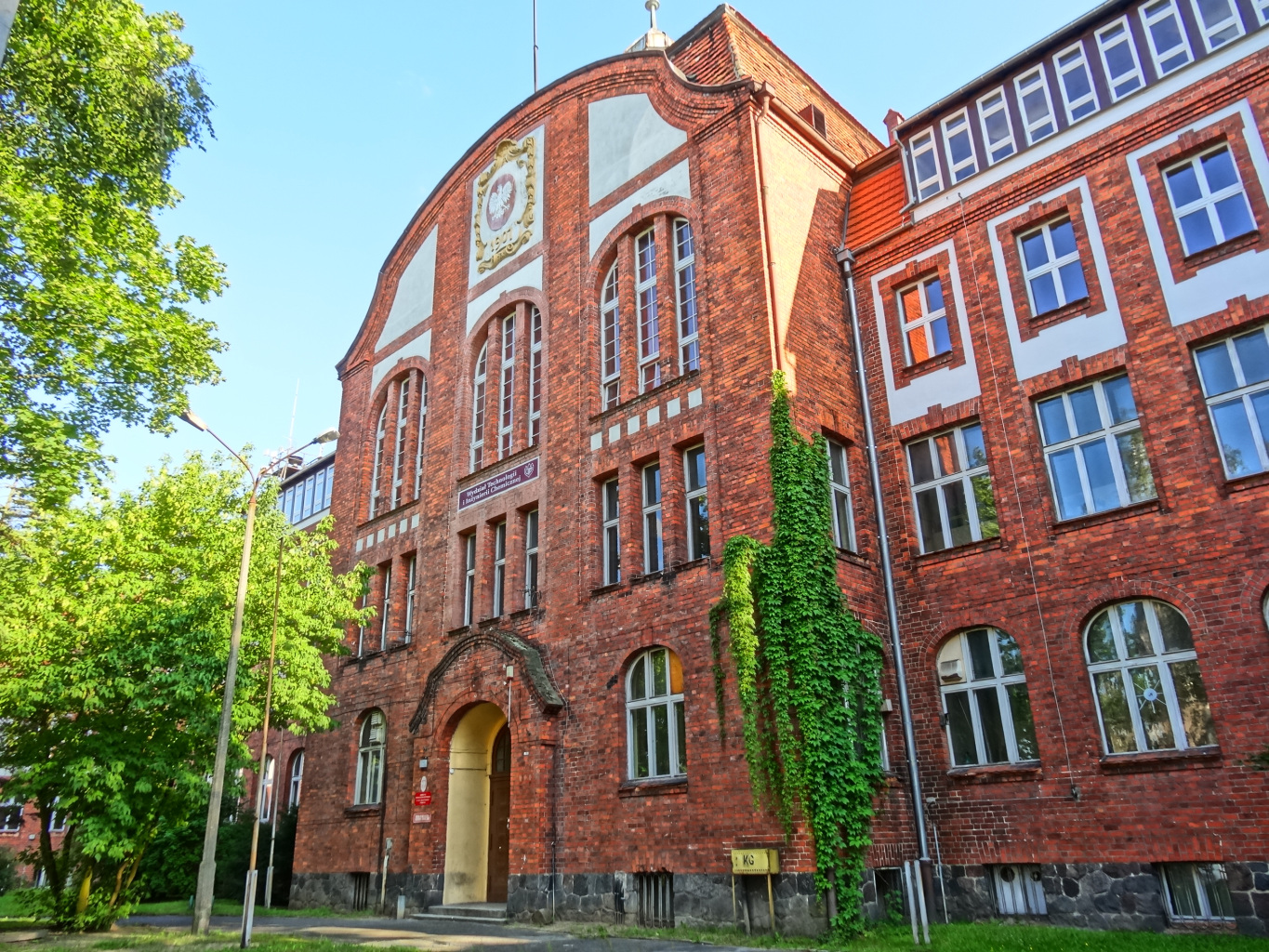
Katolickie Seminarium Nauczycielskie (1908)

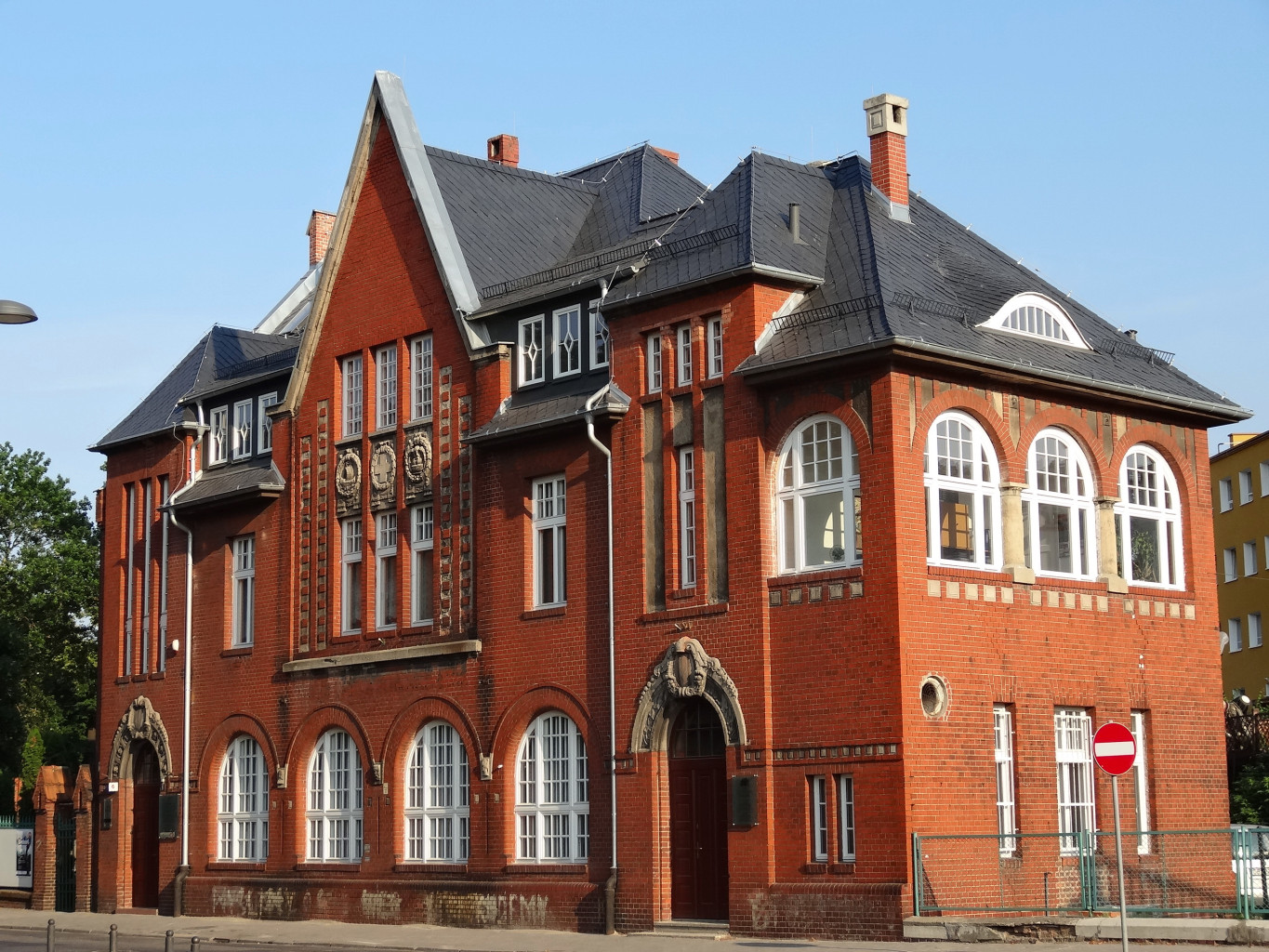
Zakład leczniczy dla niemowląt (1909)

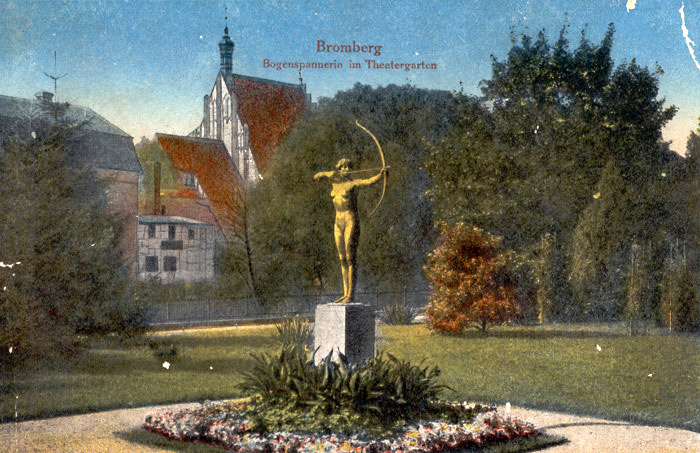
Łuczniczka na placu Teatralnym (1910)

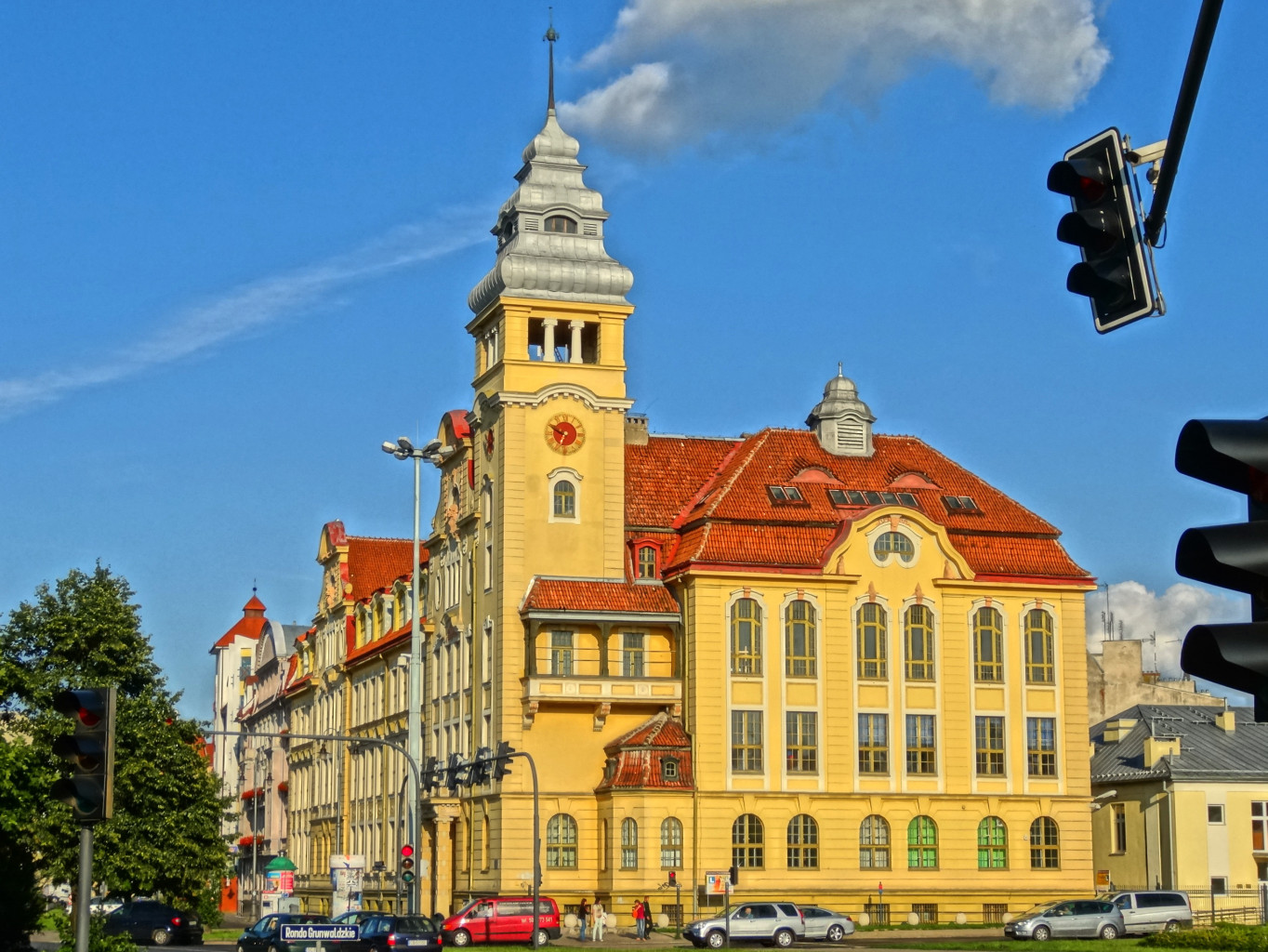
Królewsko-Pruska Szkoła Rzemiosł i Przemysłu Artystycznego (1911)

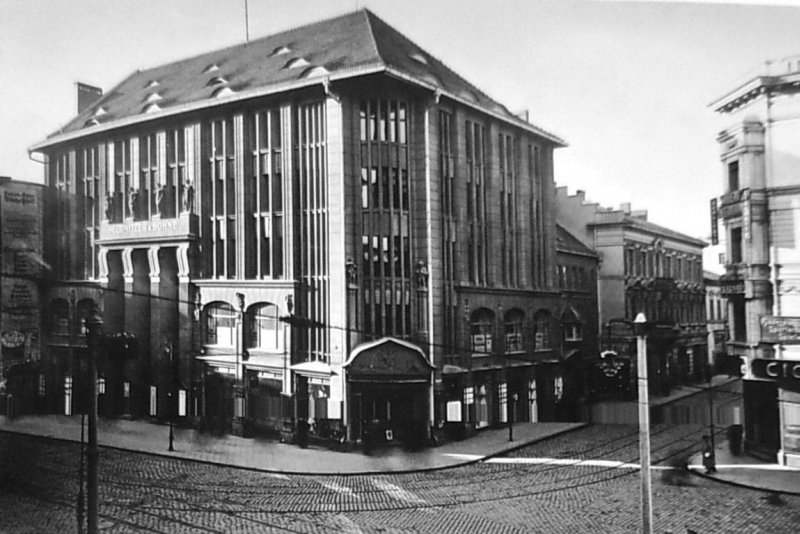
Dom towarowy Conitzer&Sohne (1911)

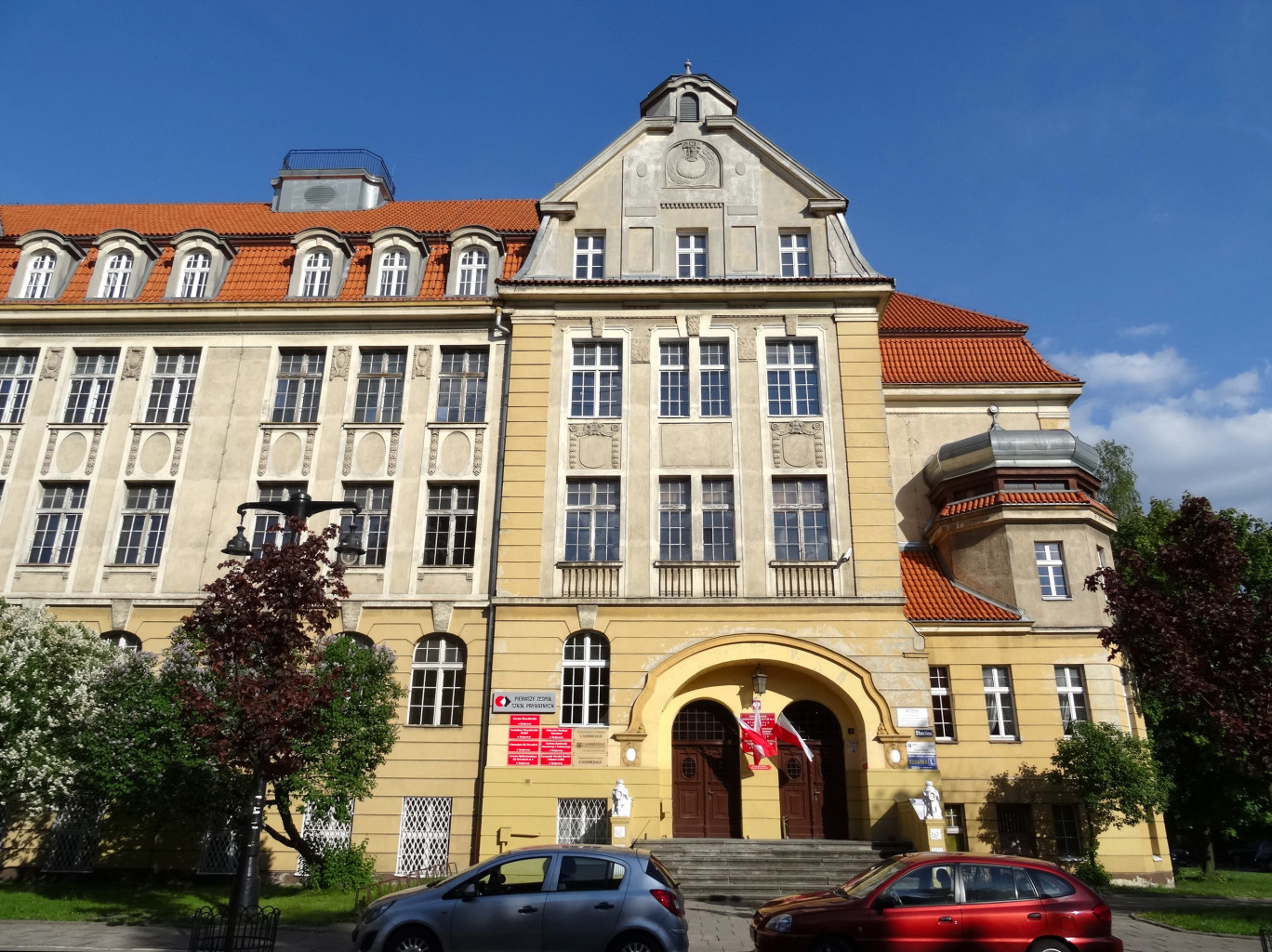
Budynek męskiej szkoły obywatelskiej przy ul. Staszica (1911)

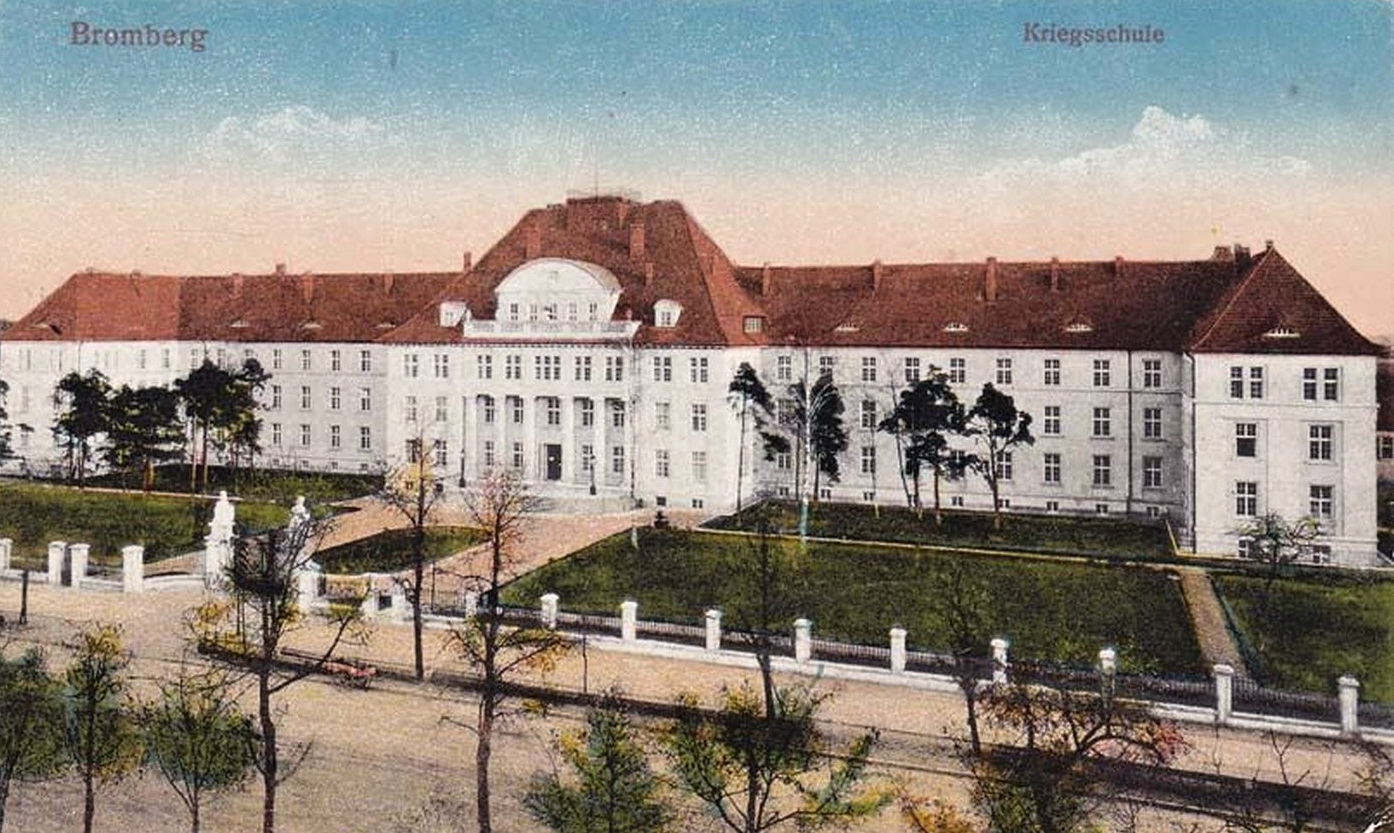
Budynek Szkoły Wojennej (1913)

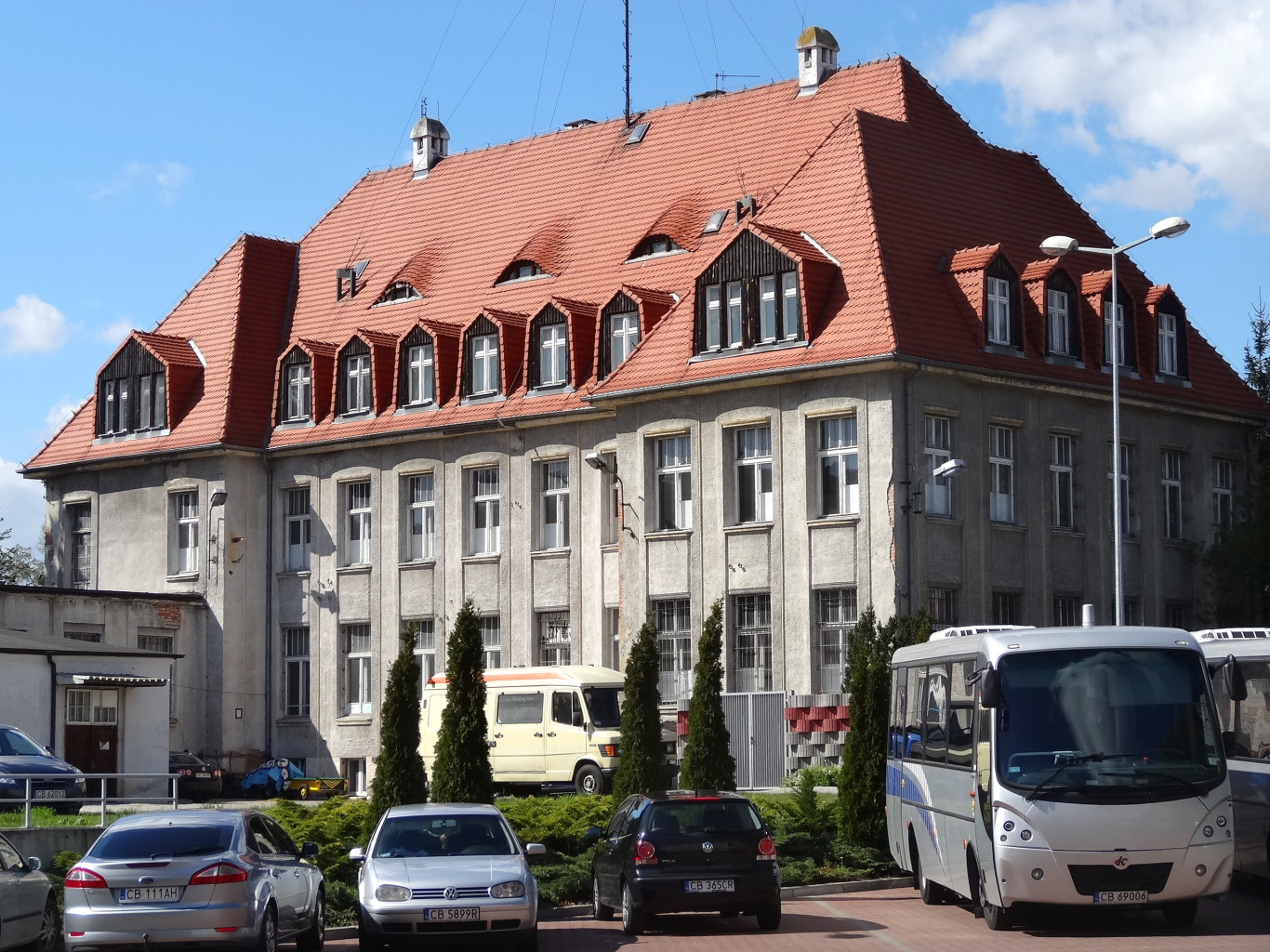
Dom Sierot przy ul. Chodkiewicza (1914)

  - 11 lutego sprowadzenie do parafii farnej sióstr Elżbietanek przez ks. Ryszarda Markwarta; siostry zajmują się posługami w szpitalach, od 1902 mają dom zakonny z kaplicą przy ul. Obrońców Bydgoszczy 3[132]
  - 25 kwietnia powstaje Izba Rzemieślnicza (jedna z dwóch w Prowincji Poznańskiej), która obejmuje swym zasięgiem obszar rejencji bydgoskiej, w tym miasta: Bydgoszcz, Inowrocław, Gniezno i Piłę[121]; w tym czasie w Bydgoszczy funkcjonuje 1230 warsztatów rzemieślniczych[184]
  - 16 maja uruchomienie wodociągów miejskich wraz z kanalizacją[2]; otwarcie stacji wodociągów Las Gdański według projektu Franza Marshalla (ob. Muzeum Wodociągów w Bydgoszczy)[185] oraz wieży ciśnień na Szwederowie według projektu Carla Meyera (ob. w gestii Muzeum Wodociągów, z galerią widokową)[147]
  - 22 maja występuje w Bydgoszczy najsłynniejsza wówczas na świecie orkiestra Johanna Straussa, kierowana przez syna słynnego muzyka – Eduarda Straussa[155]
  - wybrukowanie placu Teatralnego i ulicy Gdańskiej kostką granitową[2]
  - ustawienie na cmentarzu ewangelickim popiersia Theodora Gottlieba von Hippela, autora odezwy An Mein Volk króla Prus Fryderyka Wilhelma III wzywającego do walki z Napoleonem (1813), Hippel mieszka w Bydgoszczy w latach 1837–1843 (popiersie usunięte w 1946)[173]
  - powstaje Okręg Bydgoski Związku Kół Śpiewaczych[2]
  - powstaje Towarzystwo Upiększania Miasta Fordonu na wzór organizacji bydgoskiej[11]
- 1901
  - 1 października przebudowa parku regencyjnego (ob. im. Kazimierza Wielkiego) na park miejski (2,4 ha) i udostępnienie go mieszkańcom[107]
  - 14 października nadburmistrz Alfred Knobloch wysyła memoriał do kanclerza Rzeszy Niemieckiej Bernharda von Bülowa w sprawie powołania w Bydgoszczy uniwersytetu[144]; inicjatywa ta przyczynia się do lokalizacji w Bydgoszczy Instytutu Rolniczego im. Cesarza Wilhelma[2]
  - budowa parku Jana Kochanowskiego (2,8 ha) według projektu dyrektora Ogrodów Miejskich Konrada Neumanna[107]
  - odbudowa hełmu wieży kościoła klarysek według projektu konserwatora Ferdynanda von Quasta z 1844 roku; umieszczono na niej zegar z dwoma tarczami[61]
  - budowa zakładu dla ociemniałych (niem. Blindenheim) przy ul. Kołłątaja według projektu Karla Bergnera[186]
  - powstaje niemiecka Izba Aptekarska w Bydgoszczy[44]
  - uruchomienie trzeciej linii tramwajowej ze Skrzetuska na Wilczak[165]
- 1902
  - przebudowa i podwyższenie mostu Gdańskiego (zmiana nazwy na most Teatralny) i Bernardyńskiego, związane z potrzebami żeglugi na Brdzie[115]
  - 23 czerwca rozpoczyna działalność Niemieckie Towarzystwo Sztuki i Nauki w Bydgoszczy, w składzie którego znajdują się wszystkie dotąd działające samodzielnie niemieckie towarzystwa naukowe i niektóre artystyczne[187]
  - 10 lipca powstaje polski Bank Ludowy wchodzący w skład poznańskiego Związku Spółek Oszczędnościowo-Pożyczkowych[120]
  - w październiku rząd pruski (Ministerstwo Rolnictwa, Dóbr Państwowych i Lasów) podejmuje decyzję o utworzeniu w Bydgoszczy instytutów badawczych dla celów rolnictwa[188]
  - budowa elektrowni wodnej (1454 kW) wraz z zamkiem wodnym na Brdzie w Smukale, co ma związek z zasilaniem karbidowni; dla jej potrzeb powstaje zbiornik wodny na Brdzie (30 ha)[115]
  - oddanie do użytku szkoły ludowej dla chłopców i dziewcząt przy ul. Kordeckiego według projektu Carla Meyera (ob. w gestii Uniwersytetu Technologiczno-Przyrodniczego)[147]
  - początek pogotowia ratunkowego przy remizie strażackiej na ul. Pomorskiej 16; władze miejskie zakupują kryty powóz sanitarny służący do przewożenia chorych w nagłych wypadkach[44]
- 1903
  - 14 października utworzenie Biblioteki Miejskiej, której kierownictwo obejmuje prof. Georg Minde-Pouet[171]
  - 22 października oddanie do użytku neogotyckiej fary ewangelickiej pw. św. Krzyża (z wieżą o wysokości 75 m, ob. kościół Jezuitów) według proj. arch. Heinricha Seelinga na miejscu splantowanych ruin zamku bydgoskiego[2]
  - budowa farbiarni Wilhelma Koppa (zał. 1878) na nabrzeżu Młynówki, będącej elementem Wenecji Bydgoskiej[189]
  - ukończenie budowy kościoła Marcina Lutra przy ul. Leszczyńskiego z przeznaczeniem na zbór ewangelicko-unijny na Szwederowie[158] (spalony w 1939, rozebrany po 1945)
  - budowa neogotyckiej hali tagowej według projektu Boswau & Knauer z Berlina, na miejscu wyburzonej starej fary ewangelickiej[89]
  - projekt urbanistyczny zabudowy wschodniego Śródmieścia w stylu miasta-ogrodu, wytyczenie placu Weyssenhoffa, al. Mickiewicza, al. Ossolińskich, ul. Powstańców Wlkp, parku Jana Kochanowskiego, kwartału kamienic przy ul. Zamoyskiego i Paderewskiego[89]
  - ulokowanie w Bydgoszczy Komisji Agitacyjnej – centrali związków zawodowych dla Prowincji Poznańskiej i południowych powiatów Prus Zachodnich[120]
  - utworzenie przez miasto drugiej średniej szkoły realnej[120]
- 1904
  - 23 lipca odsłonięcie fontanny Potop w parku Kazimierza Wielkiego według projektu prof. Ferdinanda Lepcke z Berlina (w 1908 powstaje basen i wodotrysk)[2]
  - w październiku otwarcie Sanatorium dla Płucnochorych w Smukale według projektu Carla Meyera (drugie w zaborze pruskim, rozbudowa 1906–1913, ob. w gestii Kujawsko-Pomorskiego Centrum Pulmonologii)[147]; położone wśród lasów sosnowych jest połączone z miastem koleją wąskotorową[190]
  - 15 października powstaje Bydgoskie Konserwatorium Muzyczne[191]
  - 16 grudnia odwiedza Bydgoszcz cesarz niemiecki Wilhelm II Hohenzollern z okazji jubileuszu 200-lecia 3 Nowomarchijskiego Pułku Grenadierów Konnych barona von Derfflingera[23]
  - budowa osiedla willowego dla wyższych urzędników (rejencyjnych, sądowych, kolejowych, pocztowych, miejskich) na Bielawach według projektu Fritza Weidnera i Ernsta Petersa[89]
  - wzniesenie willi Wilhelma Blumwe przy ul. Gdańskiej 50 według projektu Hildebrandta z Berlina (od 1945 w gestii Rozgłośni Pomorskiej Polskiego Radia)[111]
- 1905
  - 4 października zawiązanie Komitetu Budowy Wieży Bismarcka w Bydgoszczy[192]
  - ukończenie budowy kościoła Miłosierdzia Bożego przy ul. Nakielskiej z przeznaczeniem na zbór ewangelicko-unijny na Wilczaku (po 1945 przekazany katolikom)[193]
  - wzniesienie budynku administracyjnego gazowni bydgoskiej przy ul. Jagiellońskiej według projektu Carla Meyera[147]
  - oddanie do użytku dworca kolejowego Bydgoszcz Łęgnowo
  - założenie Fabryki Pianin i Fortepianów Brunona Sommerfelda, posiadającej później filie w całym kraju (Warszawa, Poznań, Katowice, Łódź, Gdańsk); do 1945 firma wytwarza ok. 4 tys. fortepianów i pianin[194]
  - wyjeżdża z Bydgoszczy koleją 692 tys. pasażerów i wywiezionych jest 576 tys. ton towarów[2]
- 1906
  - 2 marca oddanie do użyku budynku Starostwa (władz powiatu bydgoskiego) przy ul. Słowackiego według projektu von Saltzwedela z Poczdamu (od 1975 Akademia Muzyczna im. Feliksa Nowowiejskiego w Bydgoszczy)[195]
  - 11 czerwca oddanie do użytku nowego układu hydrotechnicznego dolnej Brdy; powiększenie portu drzewnego do 95 ha, budowa jazu walcowego Czersko Polskie[114]; spław drewna przez Brdyujście sięga ok. 4,8 mln m³, co stanowi 33% rocznego dowozu tego towaru do Cesarstwa Niemieckiego[196]
  - apogeum rozwoju przemysłu drzewnego w Bydgoszczy, który zatrudnia 6,2 tys. pracowników, funkcjonuje 25 tartaków, z czego połowa to duże zakłady należące do berlińskich handlarzy drewnem[196]
  - apogeum transportu towarowego na Kanale Bydgoskim, który sięga 780 tys. ton rocznie[123]
  - porozumienie między arcybiskupem gnieźnieńskim a rządem pruskim, przewidujące budowę 2 nowych kościołów katolickich w Bydgoszczy: niemieckiego wzniesionego na koszt państwa pruskiego i polskiego, wzniesionego ze składek Polaków (pomoc finansową przekazuje arcybiskupstwo i papież Pius X)[132]
  - proboszcz parafii farnej ks. Ryszard Markwart podejmuje decyzję o założeniu nowego cmentarza Nowofarnego[103]; nowe tereny pod cmentarze: Nowofarny i ewangelicki (22 ha) zostają wcielone do obszaru miejskiego[126]
  - oddanie do użytku kompleksu budynków Cesarskiego Instytutu Rolniczego (7,5 ha) według projektu Deliusa z Berlina (od 1927 Państwowy Instytut Naukowy Gospodarstwa Wiejskiego, ob. w gestii UKW); zespół okala ulice: al. Ossolińskich, pl. Weyssenhoffa, ul. Powstańców Wlkp, które tworzą wraz z nim zespół urbanistyczny o dużych walorach kompozycyjnych; struktura instytutu jest zorganizowana na wzór uniwersytetu z czterema wydziałami: chemii rolnej, chorób roślin, higieny zwierząt i melioracji[120]; w jego składzie jest m.in. pierwszy ośrodek badawczy w dziedzinie patologii zwierząt w Europie Środkowej[197]
  - oddanie do użytku gmachu Sądu Okręgowego przy Nowym Rynku według projektu radcy budowlanego de Bruyna[2]
  - budowa gmachu wyższej szkoły realnej przy ul. Kopernika według projektu Carl Zaara i Rudolf Vahla (od 2005 Collegium Copernicanum UKW)[111]
  - ukończenie budowy kościoła św. Józefa przy ul. Toruńskiej z przeznaczeniem na zbór ewangelicko-unijny na Bartodziejach Małych (po 1945 przekazany katolikom)[158]
  - otwarcie Domu Polskiego z inicjatywy dr Emila Warmińskiego; odbywają się w nim zebrania organizacji polskich, występy artystyczne, kursy języka polskiego, działa biblioteka[2]
  - w listopadzie wybucha strajk szkolny w bydgoskich szkołach ludowych po skasowaniu nauki religii w języku polskim; dzieci były karane aresztem i biciem, a rodzice karami pieniężnymi[120]
  - w 15 cegielniach bydgoskich wytwarzane jest 35 mln szt. cegieł rocznie[120]
  - zatrudnienie w Warsztatach Kolei Wschodniej sięga 1470 pracowników[120]; naprawianych jest 80 parowozów dziennie[120]
- 1907
  - 29 kwietnia otwarcie linii wąskotorowej Smukała – Maksymilianowo[125]; pociągi kursują nowym mostem nad Brdą w Smukale
  - 18 sierpnia otwarcie Domu Sierot fundacji Heinricha Dietza przy ul. Traugutta według projektu Carla Meyera (ob. Zespół Placówek Opiekuńczo-Wychowawczych)[198]
  - 2 grudnia wychodzi pierwszy numer Dziennika Bydgoskiego redagowanego aż do czasów II wojny światowej przez założyciela Jana Teskę; wpływy pisma sięgają obszaru całej rejencji bydgoskiej[120]
  - powstaje Bydgoska Wyższa Szkoła Muzyczna i Operowa (niem. Bromberger Hochschule für Musik und Opernschule)[2]
  - rozpoczęcie negocjacji w sprawie włączenia do Bydgoszczy gmin: Wilczaka, Okola, Szwederowa, Bielic, Rupienicy, Glinek, Bartodziei Wielkich i Małych, Bielaw, Skrzetuska, Kapuścisk Wielkich i Małych oraz Czerska[120]
  - liczba pracowników najemnych w Bydgoszczy wynosi 14,5 tys. osób; pracownicy budowlani stanowią ok. jednej trzeciej, przemysłu drzewnego – 20%, zaś przemysłu metalowego – kolejne 20%[120]
  - z Bydgoszczy wyjeżdża 56 pociągów na dobę[2]
- 1908
  - nauczycielki bydgoskie prowadzą tajne komplety dla nauki języka polskiego i historii, tropione przez władze pruskie[2]
  - linia kolejowa Bydgoszcz-Szubin-Żnin zostaje przedłużona przez Kcynię i Wągrowiec do Poznania[2]
  - oddanie do użytku gmachu Katolickiego Seminarium Nauczycielskiego przy ul. Seminaryjnej według projektu Hubera z Berlina (od 1967 Wydział Chemii Uniwersytetu Technologiczno-Przyrodniczego)[111]
  - w październiku polski pionier kin Wacław Szkaradkiewicz otwiera na zapleczu posesji przy ul. Gdańskiej 34/36 pierwsze kino w Bydgoszczy przez Polaków nazywane Nowomodnym Teatrem Żywych Fotografii[199]
- 1909
  - 8 marca z inicjatywy kupca Józefa Milcherta i dr. Władysława Piórka rozpoczyna działalność polskie Towarzystwo Kupców[68]
  - 2 kwietnia z fundacji cesarzowej Augusty Wiktorii powstaje w Bydgoszczy 25-łóżkowa Lecznica dla Niemowląt[200] przy pl. Kościeleckich według projektu Carla Meyera (niem. Auguste Wiktoria Heim)[147]
  - 4 października odsłonięcie na Starym Rynku fontanny Dzieci bawiące się z gęsią ufundowanej przez właściciela apteki „Pod Złotym Orłem” dr Alfred Kupffendera[2]
  - 6 października założenie w pomieszczeniach piwnicznych magistratu Archiwum Miejskiego, gromadzącego akta z czasów staropolskich oraz pamiątki miejskie[2]
  - w grudniu powstaje pierwsza rodzima produkcja filmowa pt. „Odwiedziny w Bydgoszczy”[199]
  - pogrzeb dr Emila Warmińskiego w formie manifestacji patriotycznej[2]
- 1910
  - 6 maja oddanie do użytku rozbudowanego znacznie Szpitala Dziecięcego przy ul. św. Floriana dzięki przekazaniu na ten cel całego swojego majątku przez Stanisława Warmińskiego – stryja działacza narodowego dr Emila Warmińskiego[112]
  - 19 czerwca zjazd delegatów Towarzystwa Gimnastycznego „Sokół” z całego zaboru pruskiego[2]
  - 26 czerwca-10 lipca w Domu Polskim odbywa się pierwsza polska wystawa przemysłowa, która ze strony pruskiej uznana jest za prowokację; organizatorem jest polskie Towarzystwo Przemysłowców z Ludwikiem Sosnowskim, Romanem Stobieckim, Janem Teską, dr Janem Bizielem na czele; zwiedzający w liczbie ok. 10 tys. podziwiają wyroby ok. 100 wystawców, głównie rzemiosła[201]
  - 18 października odsłonięcie dwumetrowego posągu „Łuczniczki” według projektu prof. Ferdinanda Lepcke z Berlina, ufundowanego przez radcę Lewina Arohnsona[202]
  - usunięcie śluzy Kapuściska na dolnej Brdzie, wyłączonej z eksploatacji w 1906 roku[114]
  - utworzenie pierwszego ogrodu działkowego w Bydgoszczy przy ul. Sułkowskiego; pierwsze działki przydzielono robotnikom sezonowym i bezrobotnym[107]
  - budowa drugiego toru na linii kolejowej Bydgoszcz Główna-Toruń Główny[125]
  - założenie w Bydgoszczy fabryki organów Paula Völknera, którego autorstwa są m.in. organy w kościele Najświętszego Serca Pana Jezusa, kościele Świętej Trójcy oraz w kilkunastu świątyniach ewangelickich[203]
  - powstaje strzeżone kąpielisko rzeczne nad Wisłą w Fordonie[11]
  - tramwaje w Bydgoszczy przewożą 3,5 mln osób rocznie; tabor stanowi 36 wozów silnikowych i 23 wozy doczepne[165]
  - aglomeracja Bydgoszczy liczy 93 tys. osób (trzecia w zaborze pruskim po Gdańsku i Poznaniu), z czego na miasto przypada 58 tys., a podmiejskie gminy, których wcielenie do miasta jest od 1907 w fazie ustaleń – 35 tys.[120]; według tendencyjnie zaniżanych danych niemieckich ludność polska w Bydgoszczy stanowi 16% mieszkańców[2]
- 1911
  - 2 października oddanie do użytku Królewsko-Pruskiej Szkoły Rzemiosł i Przemysłu Artystycznego według projektu Otto Brecha (ob. Zespół Szkół Mechanicznych)[147], jedynej tego typu szkoły w Prowincji Poznańskiej, podniesionej w 1916 do rangi Akademii Przemysłu Artystycznego[144]
  - budowa pierwszych domów towarowych w Bydgoszczy: przy pl. Teatralnym 4 według projektu Fritza Weidnera (ob. Pekao S.A.)[111], domu towarowego M. Siuchnińskiego i R. Stobieckiego przy Starym Rynku 20 w stylu secesji[111] oraz modernistycznego domu towarowego Jedynak przy ul. Gdańskiej według projektu Otto Walthera z Berlina[204]
  - oddanie do użytku gmachu miejskiej męskiej szkoły obywatelskiej przy ul. Staszica według projektu Otto Brecha (ob. VI LO)[147]
  - oddanie do użytku Miejskiej Komendy Straży Pożarnej przy ul. Pomorskiej według projektu Theodora Patzwalda[111]
  - ukończenie budowy kościoła Matki Bożej Królowej Polski przy ul. Toruńskiej z przeznaczeniem na zbór ewangelicko-unijny w Łęgnowie i Plątnowie (po 1945 przekazany katolikom)[158]
  - powstaje Narodowe Stronnictwo Ludowe o orientacji chrześcijańsko-narodowej założone przez Jana Teskę, redaktora Dziennika Bydgoskiego[71]
  - założenie polskiej Księgarni Bydgoskiej, powołanej przez dr Jana Biziela[120]
- 1912
  - pierwsze krajowe regaty wioślarskie w porcie drzewnym[205]
  - osiedle Sielanka otrzymuje plan urbanistyczny miasto ogród opracowany przez Joseph Stübbena z Berlina (do 1914 powstaje 5 willi, reszta w dwudziestoleciu międzywojennym)[89]
  - wzniesienie kamienicy Emila Werckmeistra przy ul. Jagiellońskiej 4 według projektu Heinricha Seelinga z Berlina (ob. Bank Millenium)[111]
- 1913
  - włączenie do Bydgoszczy terenu pod szkołę wojenną (4,5 ha) i wieżę Bismarcka (3 ha)[126]
  - 18 maja konsekracja neobarokowego kościoła Trójcy Świętej wzniesionego ze składek społeczności polskiej w Bydgoszczy[206]; jedynej polskiej świątyni katolickiej, której władze niemieckie pozwoliły powstać w Bydgoszczy w okresie zaborów
  - 25 maja uroczystość odsłonięcia wieży Bismarcka[192]; wokół powstaje park będący przedłużeniem alei spacerowo-widokowej na krawędzi Zbocza Bydgoskiego[107]
  - 19 czerwca konsekracja neobarokowego kościoła Najświętszego Serca Pana Jezusa przy pl. Piastowskim, wzniesionego na koszt skarbu państwa pruskiego, przeznaczonego dla katolików niemieckich (w 1920 przekazany Polakom)[158]
  - 28 sierpnia oddanie do użytku przebudowanego w formie żelbetowej mostu Zwycięstwa (ob. most Królowej Jadwigi), który zastąpił most ceglany z 1865[115]
  - oddanie do użytku przy ul. Gdańskiej 190 okazałego budynku Szkoły Wojennej, który później staje się siedzibą wielu wysokiej rangi instytucji wojskowych (1920–1938 Oficerska Szkoła dla Podoficerów, w 1939 Szkoła Podchorążych Marynarki Wojennej, od 1945 Dowództwo Pomorskiego Okręgu Wojskowego, od 2007 Inspektorat Wsparcia Sił Zbrojnych)[95]
  - oddanie do użytku koszar artyleryjskich przy ul. Powstańców Warszawy (Kaserne des Fussartillerie-Regiments), które zajmują obszar 5,5 ha[95]
  - ukończenie budowy kościoła św. Wojciecha z przeznaczeniem na zbór ewangelicko-unijny na Okolu (po 1945 przekazany katolikom)[158]
  - bydgoska wystawa malarstwa holenderskiego, m.in. van Gogha, G. von Rossweydego, Mondriana, Schelfhonta, rzeźby Da Costy i innych[2]
  - budowa drugiego toru na linii kolejowej Bydgoszcz Główna-Inowrocław[125]
- 1914
  - 1 kwietnia otwarcie największego kina w mieście – Kristall Palast przy ul. Gdańskiej 10 (późniejsze kino „Pomorzanin”), mieszczącego 765 osób[207]
  - po pożarze na dworcu Bydgoszcz Główna, budowa nowego gmachu terminala zewnętrznego z wieżą zegarową[125]
  - oddanie do użytku pałacyku nad Brdą według projektu Theodora Patzwalda – siedziby niemieckiego Klubu Wioślarskiego Frithjof (1945–1996 siedziba Bydgoskiego Towarzystwa Wioślarskiego, od 1996 restauracja chińska)[174]
  - włączenie do miasta koszar leśnych obok szkoły wojennej (5,5 ha)[126]
  - powstają Bydgoskie Zakłady Sklejek[208]
  - powstaje plan zagospodarowania Skrzetuska (miasto ogród) według wytycznych Joseph Stübbena z Berlina, który w zmodyfikowanej wersji zrealizowano w dwudziestoleciu międzywojennym[89]
  - powstaje Dom Sierot przy ul. Chodkiewicza według projektu Alberta Schütze z Magdeburga (od 1923 Internat Kresowy, od 1956 w gestii policji)[209]
  - w Bydgoszczy funkcjonuje 14 szkół ludowych (8 w nowych budynkach wzniesionych w latach 1846–1914) z 5 tys. uczniów; istnieją także szkoły średnie (wyższa szkoła dla dziewcząt, szkoła realna dla chłopców) oraz królewskie gimnazjum klasyczne i realne oraz trzy seminaria nauczycielskie (ewangelickie, katolickie oraz żeńskie) plus szkolnictwo zawodowe, muzyczne i artystyczne[120];
  - 31 lipca oficer pruski odczytuje na Starym Rynku rozkaz mobilizacyjny; 2 sierpnia prasa ogłasza decyzję cesarza Wilhelma II o wprowadzeniu stanu wojny w Niemczech[2]
  - 8 sierpnia początek emisji bonów miejskich przez magistrat Bydgoszczy, które mają zaradzić brakowi drobnych monet na rynku, masowo deponowanych przez ludność; pieniądze zastępcze pochodzą z drukarni Grunauera[210]
  - 22 sierpnia do miasta przybywają pierwsze transporty rannych żołnierzy, umieszczane w lazaretach[120]
- 1915
  - 15 marca decyzją władz miejskich wprowadzone są kartki na chleb[2]
  - 1 kwietnia oddanie do użytku (budowa od 1910) nowego odcinka Kanału Bydgoskiego o długości 1,63 km, wraz ze śluzami: Okole i Czyżkówko[114]; przebudowa mostów nad Brdą, zwiększające ich prześwity (Królowej Jadwigi, Staromiejski, Solidarności, Bernardyński); budowa nowych przepraw nad Kanałem Bydgoskim; nowej śluzy Miejskiej; wskutek odcięcia ciekami wodnymi dzielnicy Okole powstaje Wyspa Kanałowa[107]; cały Kanał Bydgoski i Noteć przystosowane są do ruchu barek 400-tonowych o zanurzeniu 1,4 m[2]
  - wyłączenie odcinka starego Kanału Bydgoskiego z użytkowania i przeznaczenie go wyłącznie dla celów rekreacyjnych; planty nad Kanałem Bydgoskim stają się wyróżnikiem Bydgoszczy w przewodnikach turystycznych[114]
  - oddanie do użytku mostu Grunwaldzkiego nad Kanałem Bydgoskim, którym prowadzi ul. Grunwaldzka i kolej wąskotorowa do Koronowa oraz mostu kolejowego nad Kanałem Bydgoskim na Flisach[115]
  - w Bydgoszczy istnieje 5 kin stałych oraz sceny sezonowe w kompleksach typu Établissement[199]
- 1916
  - 1 maja po raz pierwszy wprowadza się czas letni[2]
  - 9 grudnia ponowna emisja bonów pieniężnych przez magistrat Bydgoszczy, które zastępują deficytowy bilon[210]
  - początki lotniska wojskowego na Biedaszkowie (112 ha) wraz z polem wzlotów, 10 hangarami oraz pomieszczeniami koszarowymi dla 13. Lotniczego Oddziału Zapasowego[95]
  - oddanie do użytku gmachu budynku II L.O. przy ul. Nowodworskiej według projektu Köppena[111]
  - parafia bydgoska obejmuje 60 miejscowości ze 100 tys. osób, z czego jednak tylko ok. 40% stanowią katolicy (w tym 32% na terenie miasta Bydgoszczy)[36]
- 1917
  - w kwietniu w lasach pod Osową Górą rozpoczyna produkcję amunicji nowa fabryka, zatrudniająca około 1000 robotników[2]
  - w mieście funkcjonuje ok. 20 lazaretów dla rannych żołnierzy przywożonych z frontu; funkcję tę spełniają m.in. Seminarium Nauczycielskie przy ul. Bernardyńskiej, szpital na Bielawach, szpital św. Floriana, Szkoła Rzemiosł Artystycznych, Strzelnica, Kasyno Cywilne oraz budynek Szkoły Wojennej; funkcjonuje również szpital wojenny dla jeńców rosyjskich w 12 barakach z 400 miejscami[95]
  - przetopienie przez Niemców 2 dzwonów z kościoła pojezuickiego z przeznaczeniem na cele wojenne[132]
- 1918
  - 25–26 maja ogólnoniemiecki zjazd Hakaty w Bydgoszczy, wzmożenie propagandy mającej na celu zachowanie Bydgoszczy w granicach Niemiec[211]
  - od lipca pandemia grypy hiszpanki[2]
  - 10 listopada przewrót rewolucyjny wśród niemieckich oddziałów wojskowych; tworzy się Rada Żołnierska garnizonu, w której zasiada kilku Polaków. Dzień później na zebraniu w kasynie robotniczym przekształciła się w Radę Robotników i Żołnierzy, kierowaną przez siodlarza Stoessela, określanego jako „z przekonania rzekomy socjalista, w rzeczywistości zaś śmiertelny wróg wszystkiego, co polskie” (ks. Konopczyński)[212]. W rezultacie hasło współdziałania robotników niemieckich i polskich w imię wspólnych interesów klasowych nie miało więc racji bytu z uwagi na odmienne poglądy co do przynależności państwowej Bydgoszczy[211]
  - 16 listopada konstytuuje się endecka Polska Rada Ludowa na miasto Bydgoszcz i przedmieścia pełniąca rolę przedstawicielstwa polskich interesów narodowych; jej prezesem zostaje dr Jan Biziel[130]
- 1919
  - 4 stycznia przybywa do Bydgoszczy i przeprowadza rozmowy z pruskimi władzami Wojciech Korfanty, współorganizator powstania wielkopolskiego i późniejszy organizator powstań śląskich[139]
  - w styczniu powstaje bydgoski batalion Grenzschutzu, przeznaczony do tłumienia polskiego ruchu narodowowyzwoleńczego oraz zwalczania nastrojów rewolucyjnych[68]
  - w styczniu zawiązanie tajnej Polskiej Organizacji Wojskowej, która prowadzi działalność wywiadowczą oraz opracowuje plan powstania zbrojnego w Bydgoszczy; trwa werbunek ochotników do walki w powstaniu wielkopolskim[120]
  - w styczniu wprowadzenie nauki języka polskiego w szkołach średniego i wyższego stopnia na żądanie Naczelnej Rady Ludowej, inicjatywa pochodzi od członków Rady Ludowej na miasto Bydgoszcz i przedmieścia[213]
  - 22 stycznia front powstania wielkopolskiego zbliża się do Bydgoszczy; oddziały Pawła Cymsa i Jana Tomaszewskiego po walkach z Freiwillige Marinedivision Ost zajmują Brzozę, dzień później teren odzyskuje Grenzschutz-Bataillon III, zaś krwawe walki mają miejsce w okolicy Szubina i Rynarzewa[214]
  - 16 lutego rozejm w Trewirze wyznaczający linię demarkacyjną w Prowincji Poznańskiej, kończący powstanie wielkopolskie; wpływa na umocnienie ruchu polskiego w Bydgoszczy[211]
  - 28 czerwca na mocy traktatu wersalskiego Bydgoszcz powraca do Polski[2]
  - 28 lipca powstaje Podkomisariat Naczelnej Rady Ludowej na Obwód Nadnotecki z Melchiorem Wierzbickim na czele[68], który przygotowuje miasto do objęcia władzy przez administracje polską
  - w lipcu Naczelna Rada Ludowa podejmuje uchwałę o utworzeniu w Bydgoszczy pierwszej szkoły wyższej – Akademii Rolniczej[215]
  - 1 sierpnia powołanie województw: poznańskiego i pomorskiego według granic prowincji pruskich; Bydgoszcz wchodzi w skład województwa poznańskiego; sytuacja ta jest określona jako przejściowa[120]
  - 17 sierpnia Grenzschutz Ost demoluje Dom Polski w Bydgoszczy przy ul. Warmińskiego, rannych jest kilku działaczy polskich[139]
  - w sierpniu pomniki: Fryderyka II, cesarza Wilhelma I i popiersie Franza von Brenkenhoffa są demontowane z cokołów i przewożone do Piły[173]
  - od sierpnia do listopada trwają przenosiny niemieckich władz rejencyjnych z Bydgoszczy do Piły[2]

### Dwudziestolecie międzywojenne
- 1920

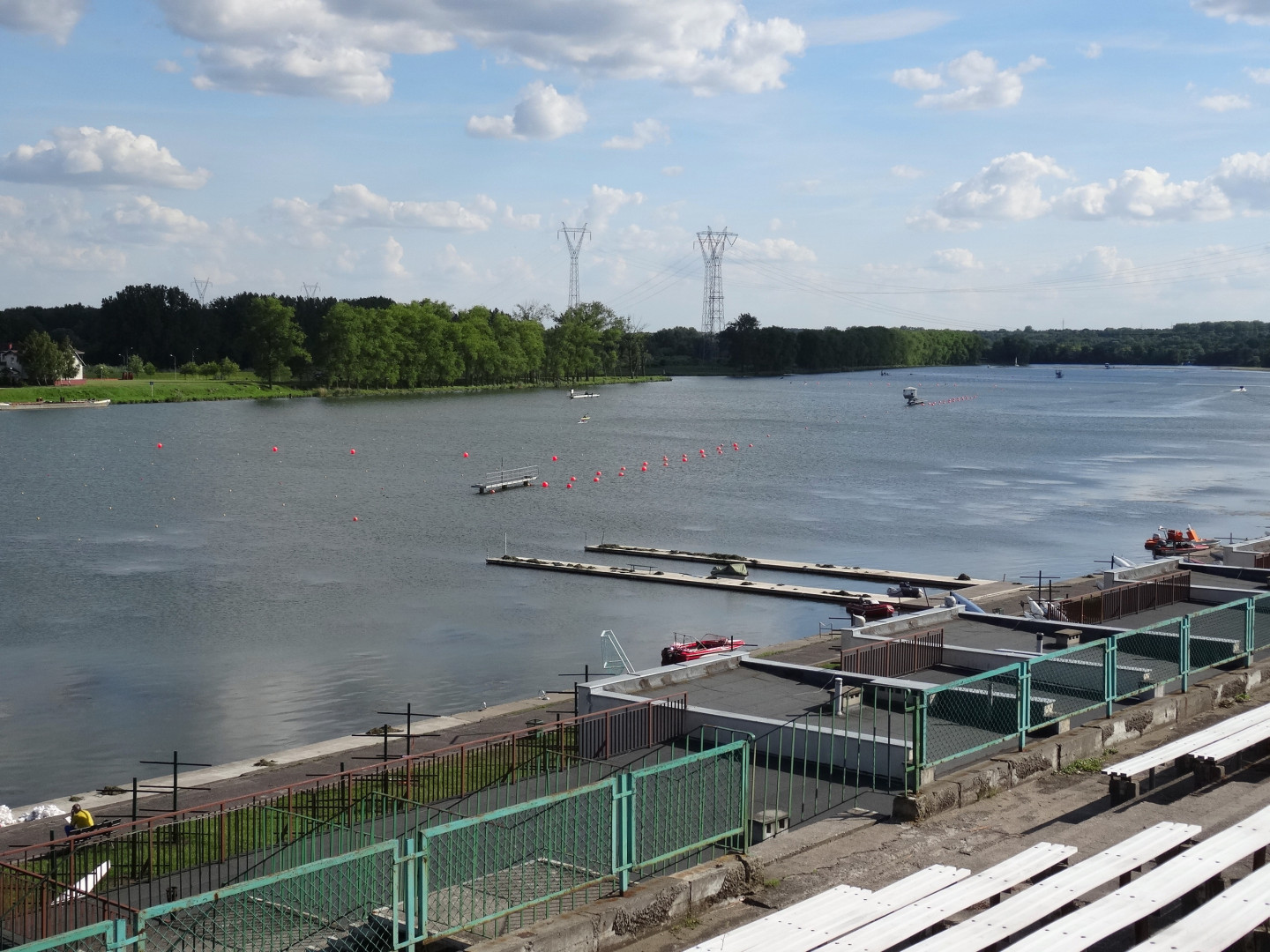
Tor regatowy w Bydgoszczy, na którym odbywały się regaty: wszechpolskie (corocznie), międzynarodowe (1927,28,36,37,38) oraz Mistrzostwa Europy w wioślarstwie (1929)

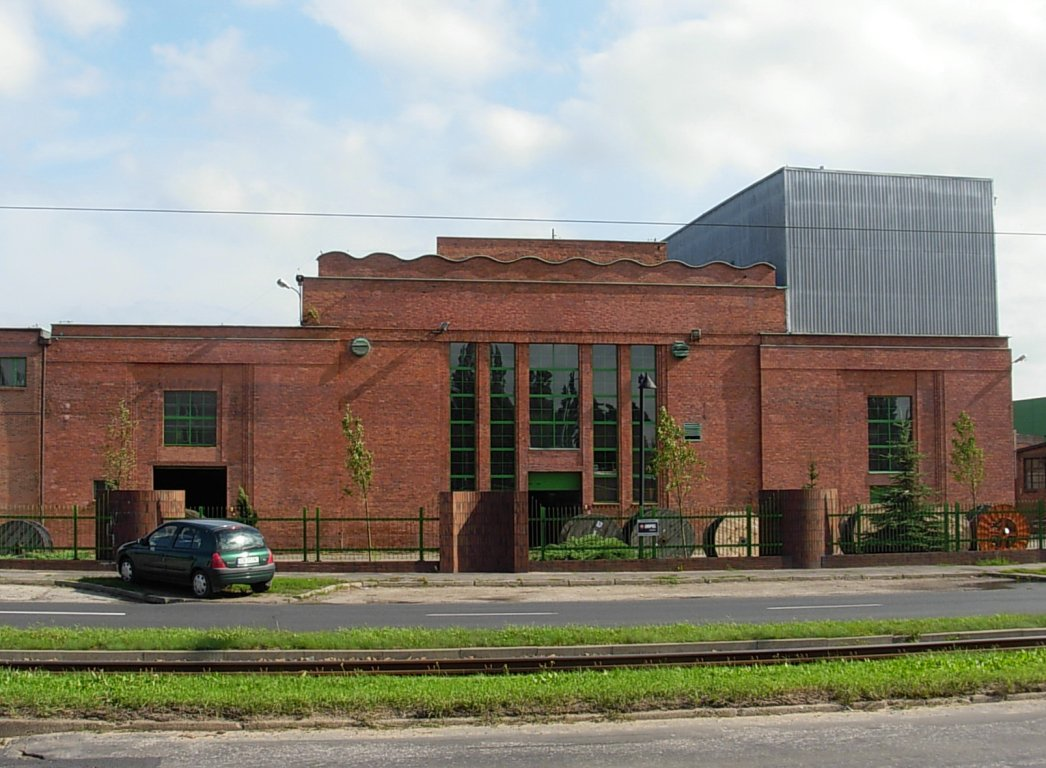
Fabryka „Kabel Polski” przy ul. Fordońskiej (1920)

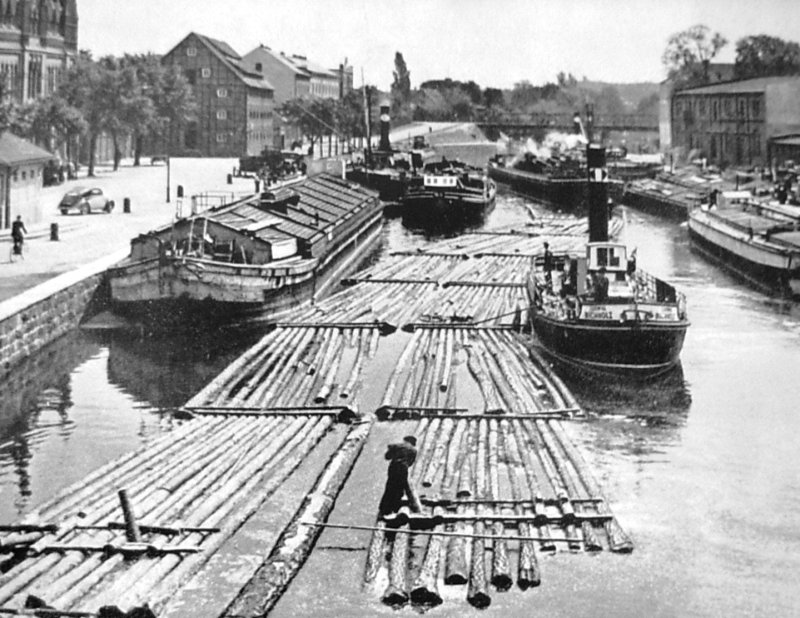
Berlinki, holowniki i tratwy w Starym Porcie w Bydgoszczy

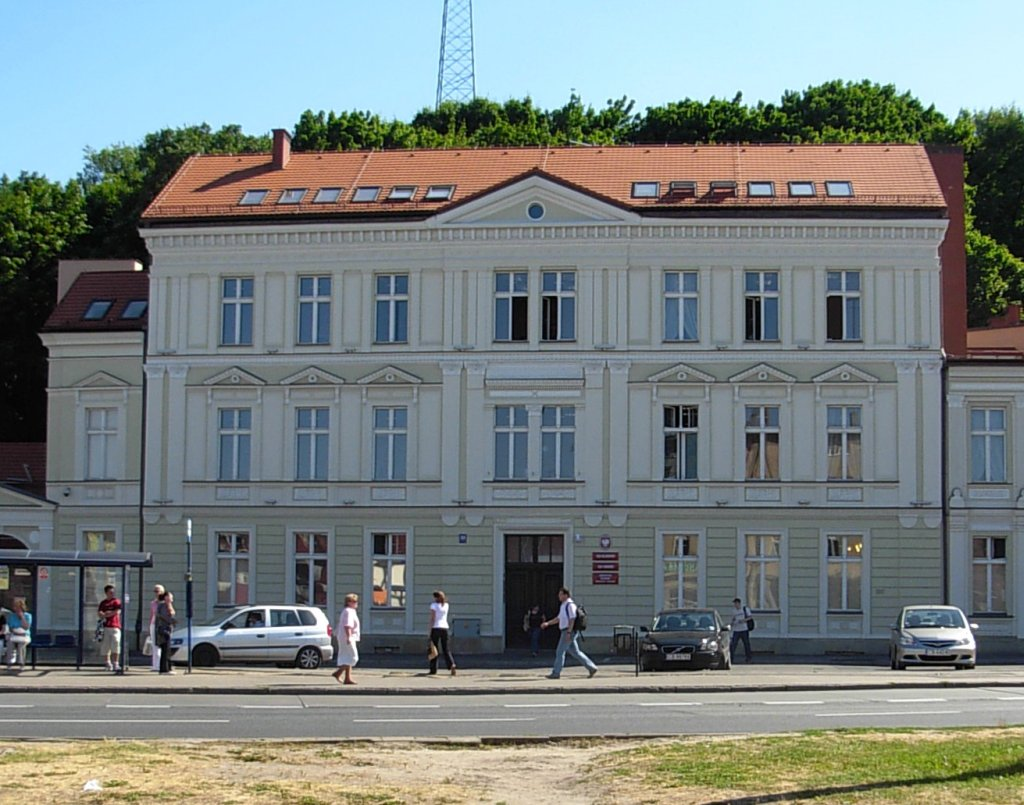
Siedziba Izby Przemysłowo-Handlowej (1875–1933) i Giełdy Zbożowo-Towarowej (1933–1939)

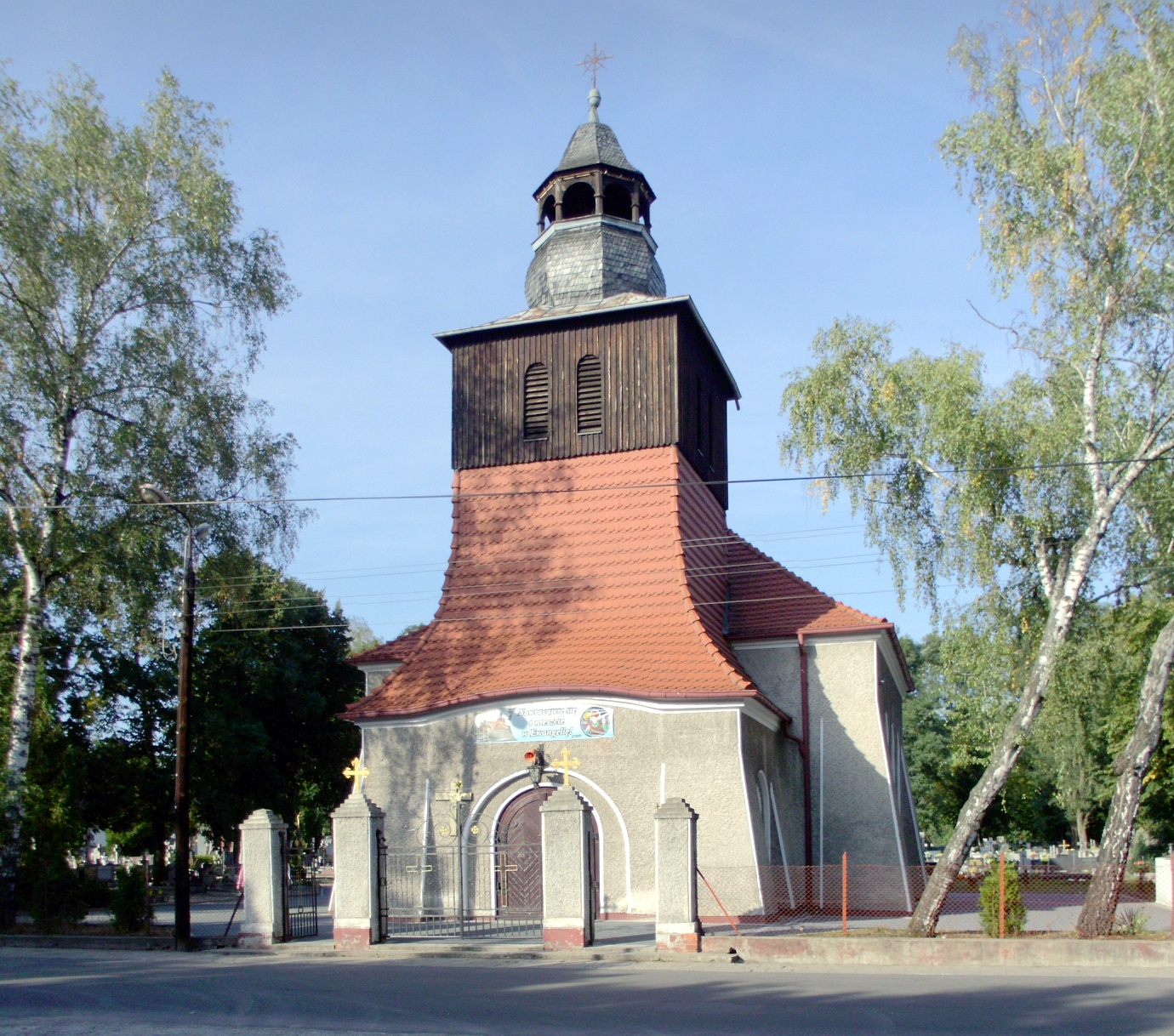
Kościół św. Stanisława Biskupa i Męczennika w Bydgoszczy według projektu Bogdana Raczkowskiego (1923–1924)

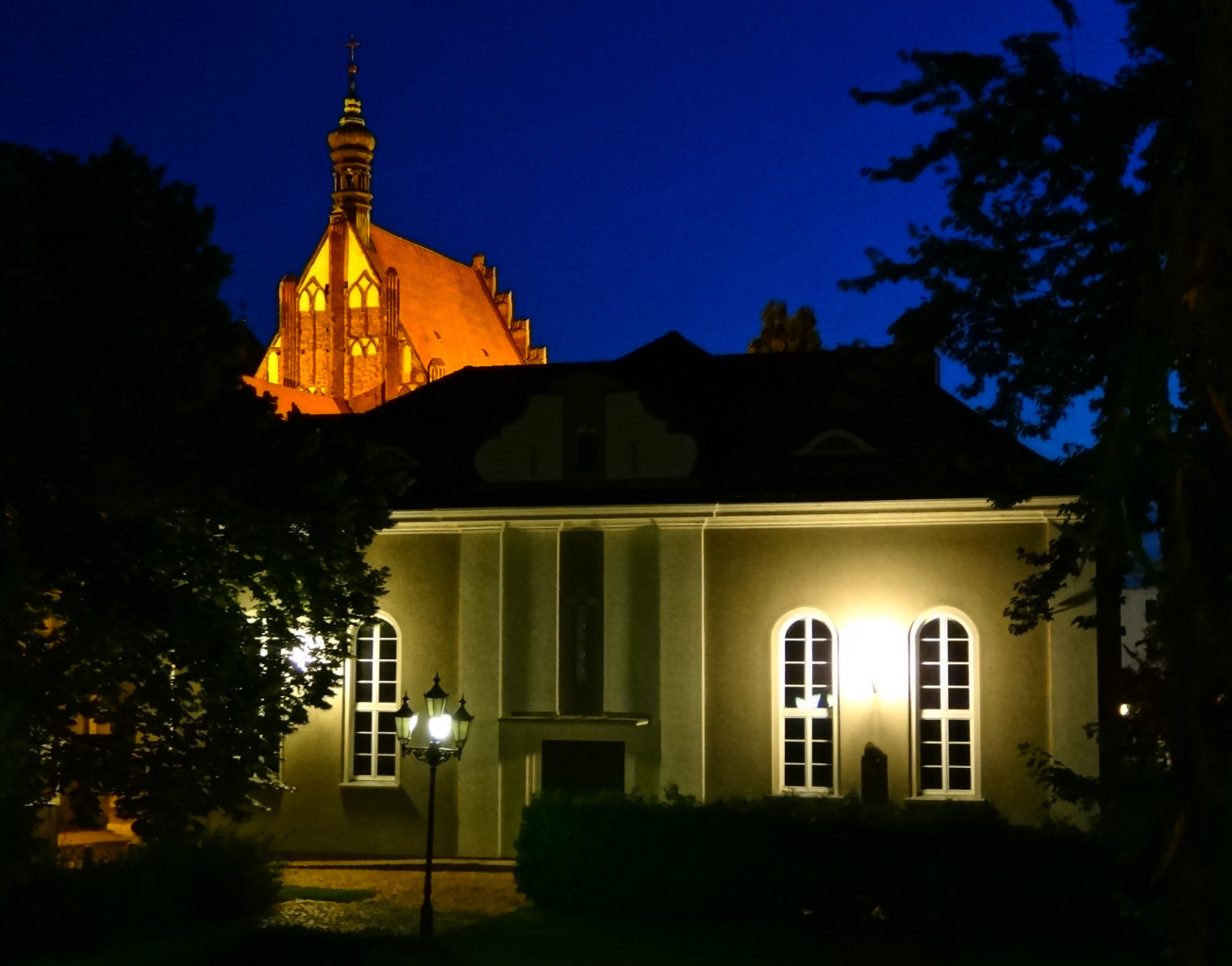
Dom Katolicki (1927)

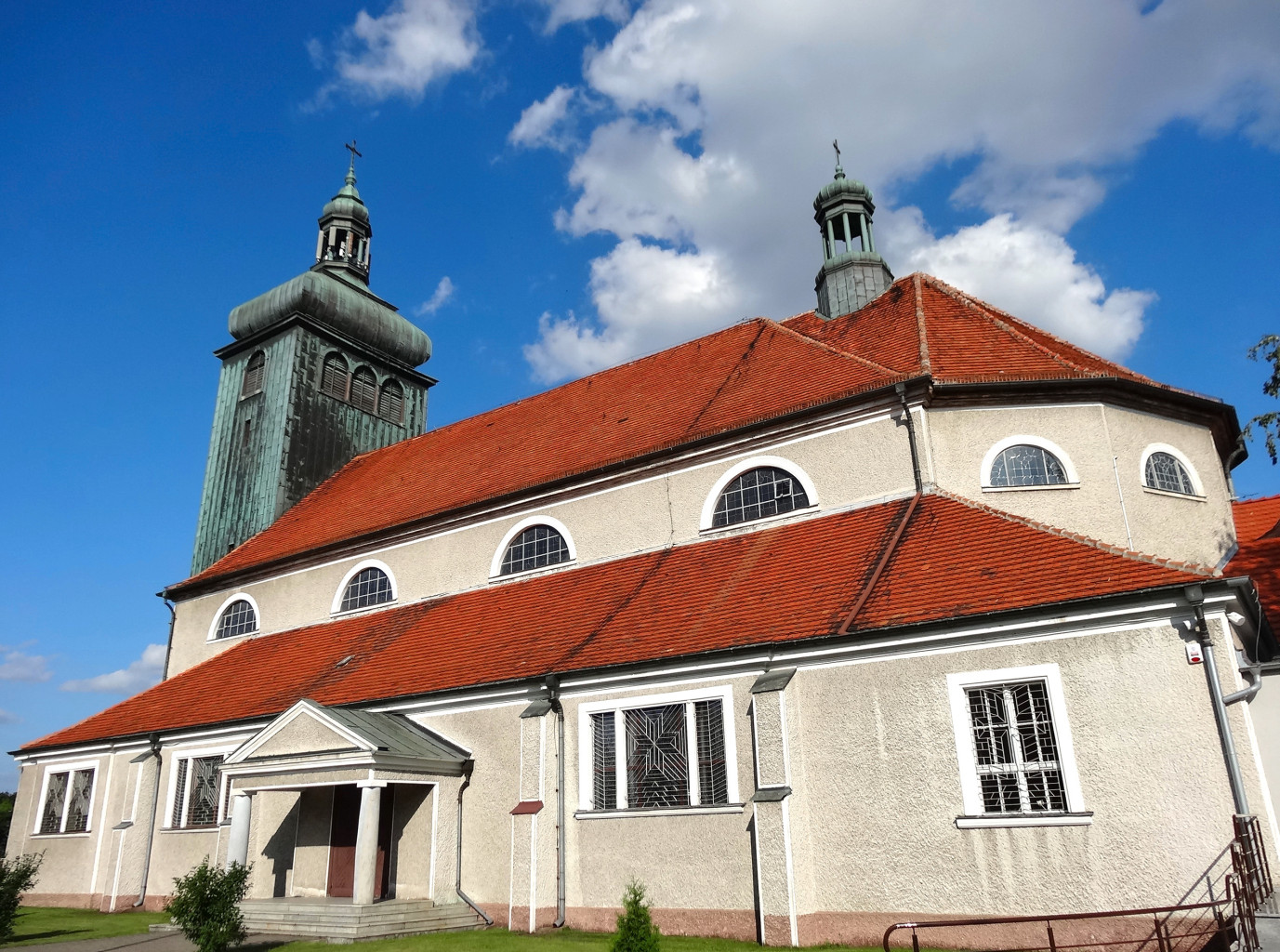
Kościół Matki Boskiej Nieustającej Pomocy w Bydgoszczy według projektu Stefana Cybichowskiego (1926–1928)

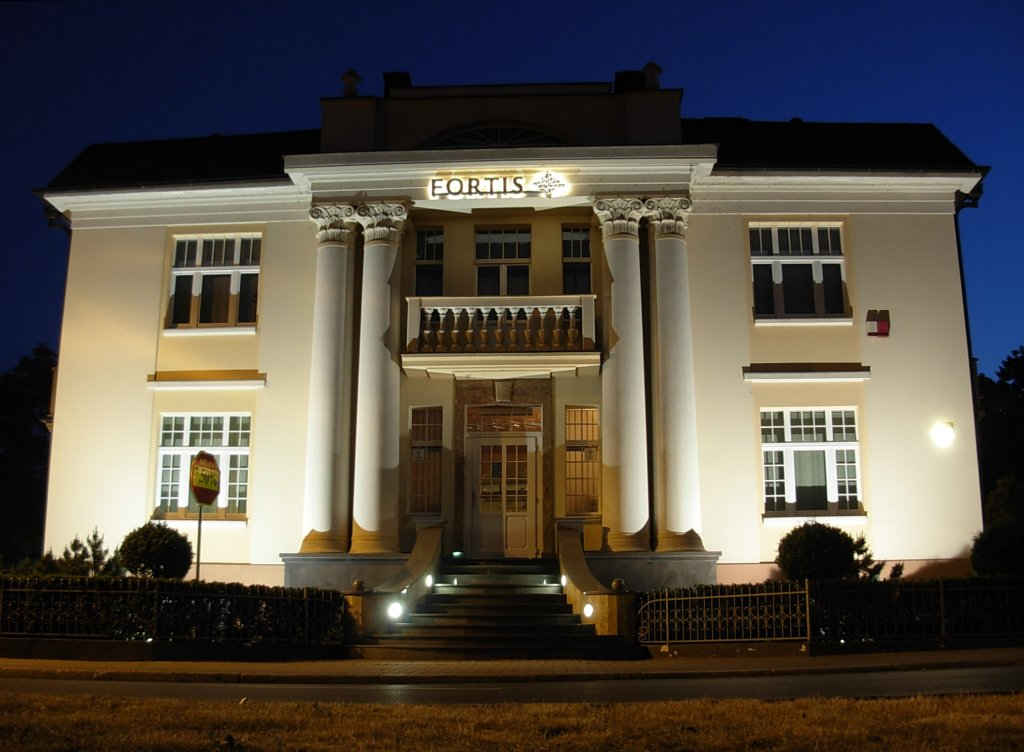
Willa przy al. Ossolińskich (1928)

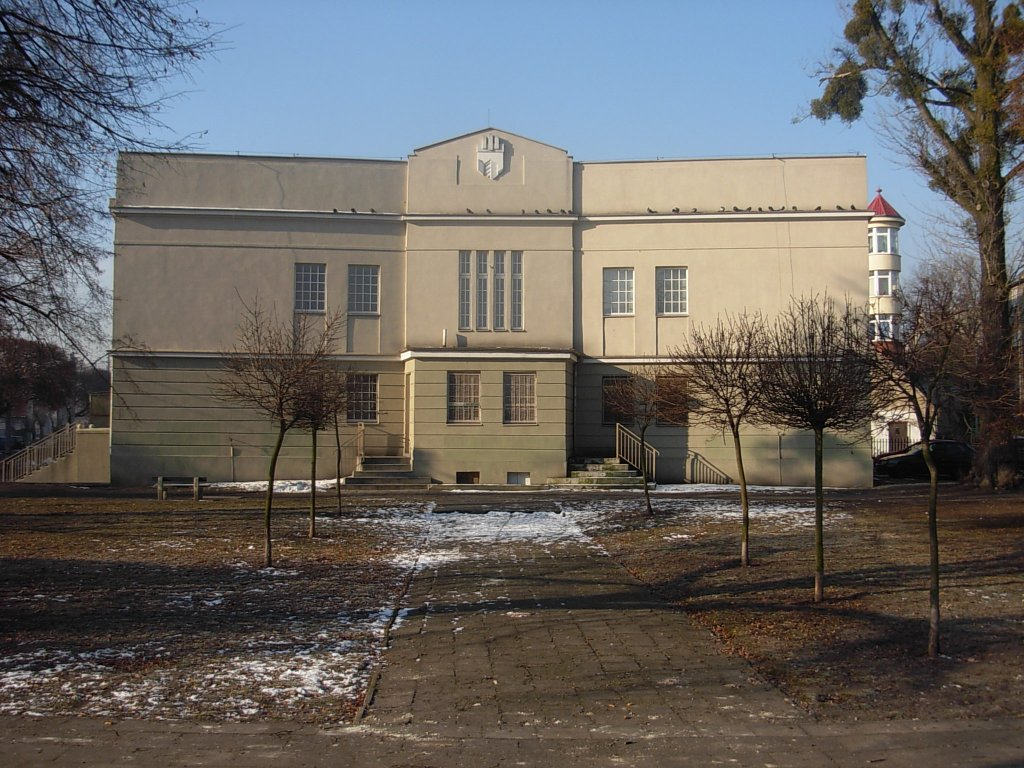
Łaźnia miejska na Szwederowie (1928)

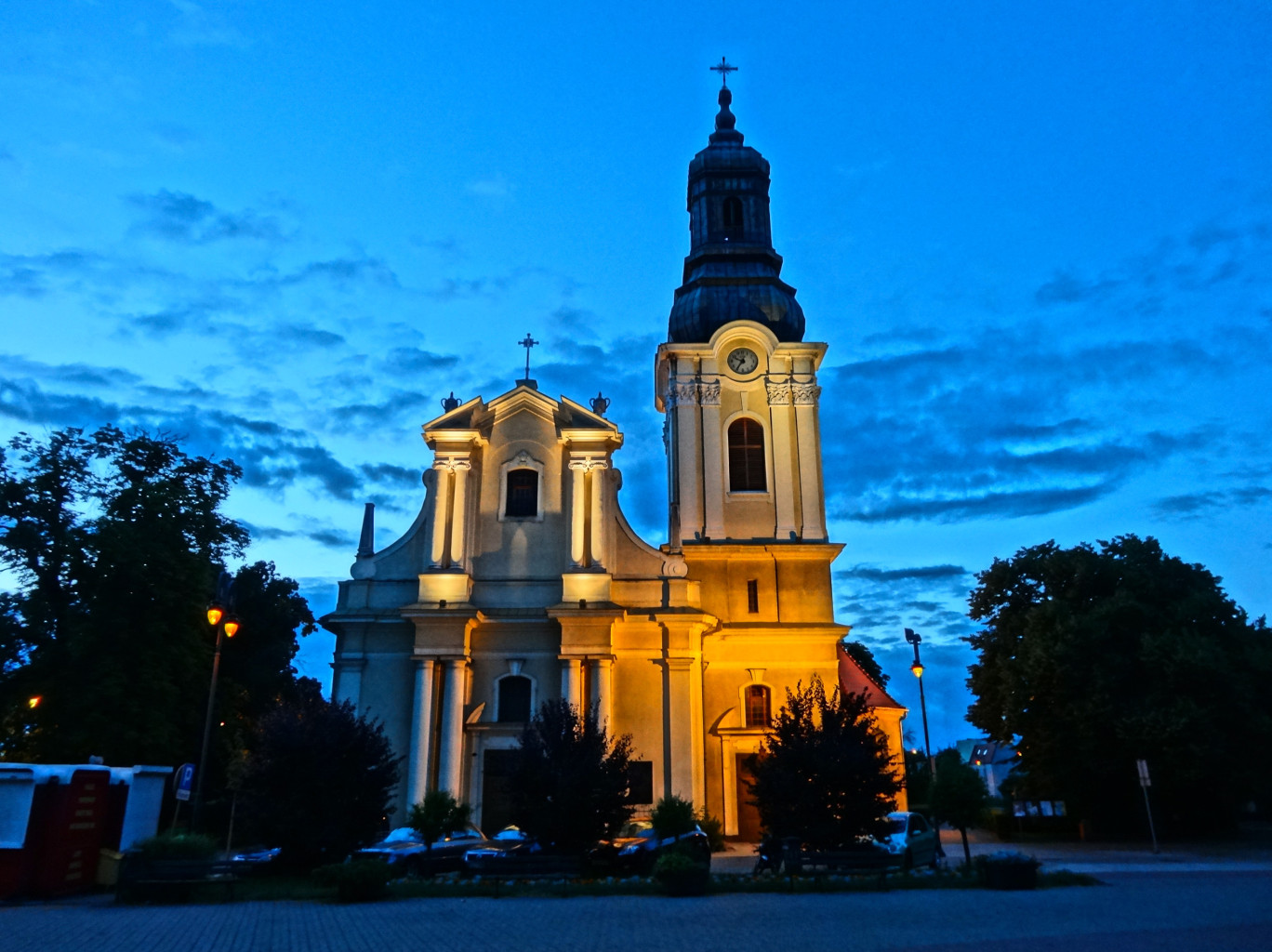
Kościół św. Mikołaja w Bydgoszczy rozbudowany według projektu Stefana Cybichowskiego (1926–1929)

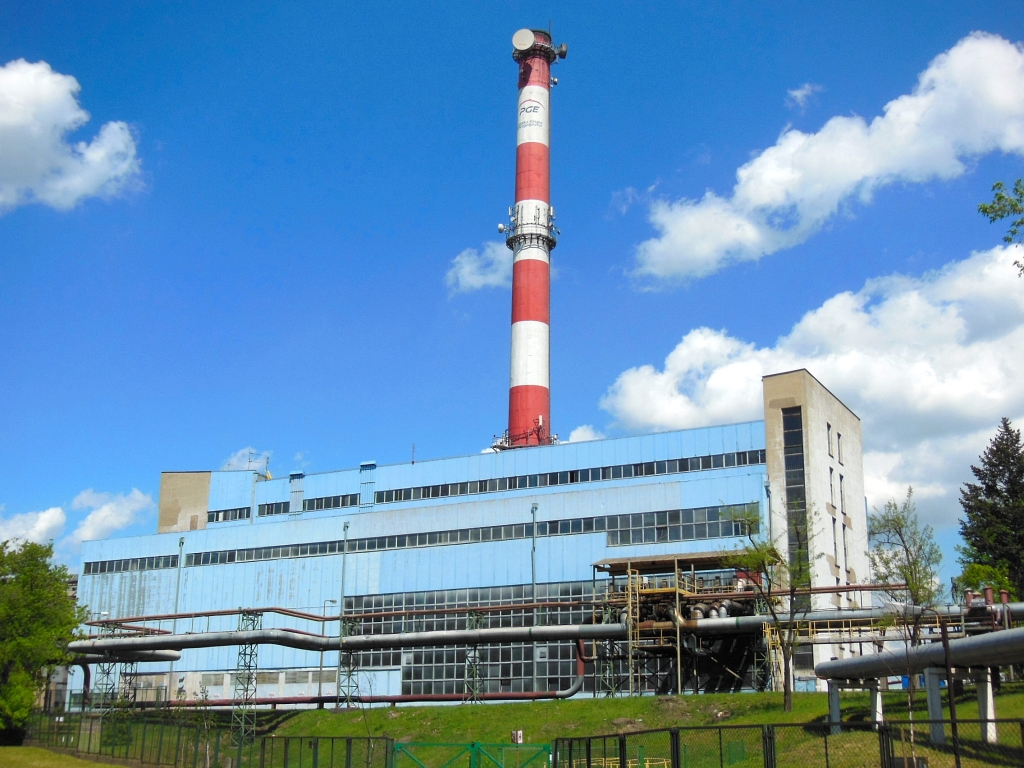
Elektrownia na Jachcicach (1929)

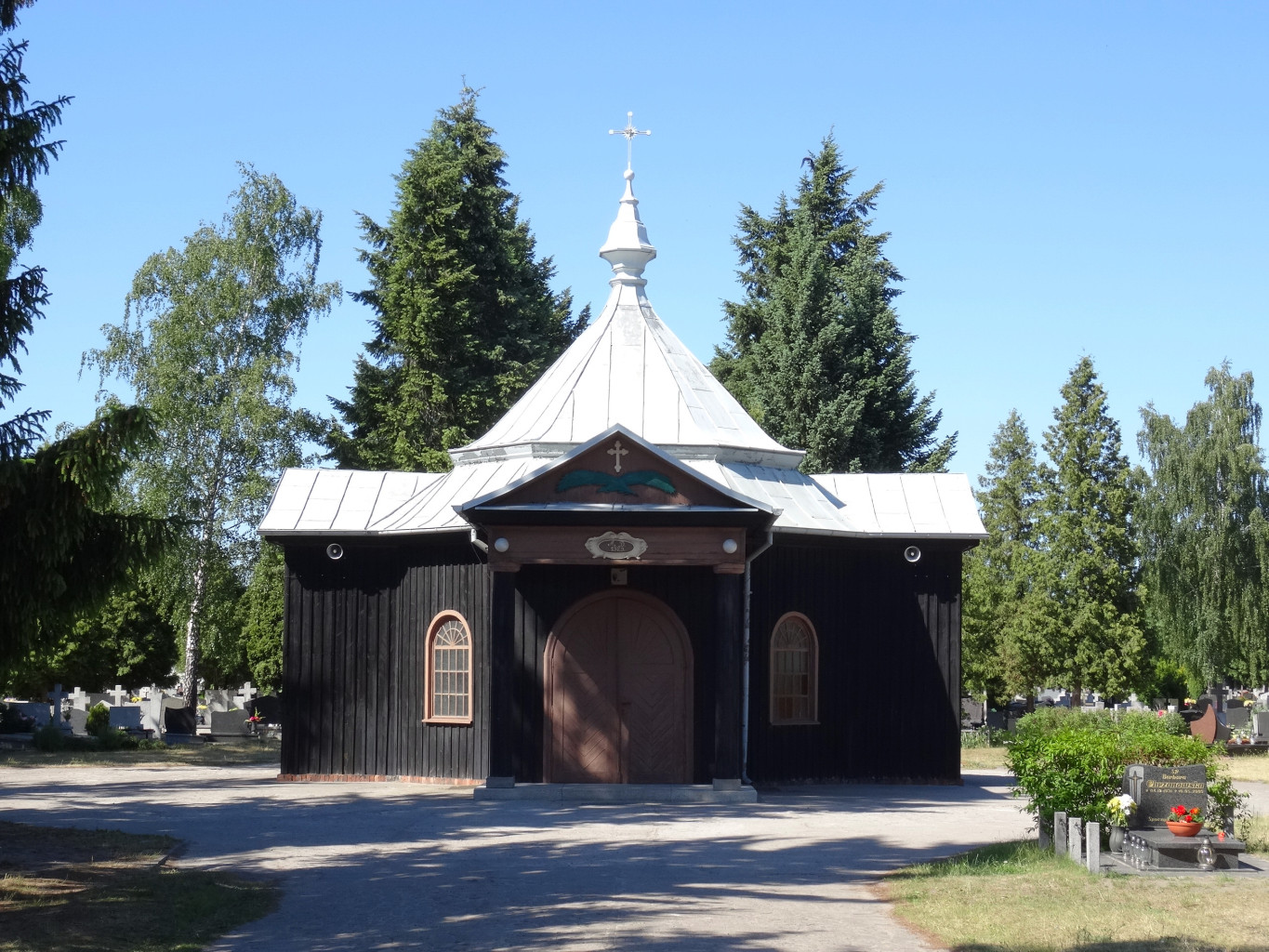
Kaplica na cmentarzu Najświętszego Serca Jezusa (1929)

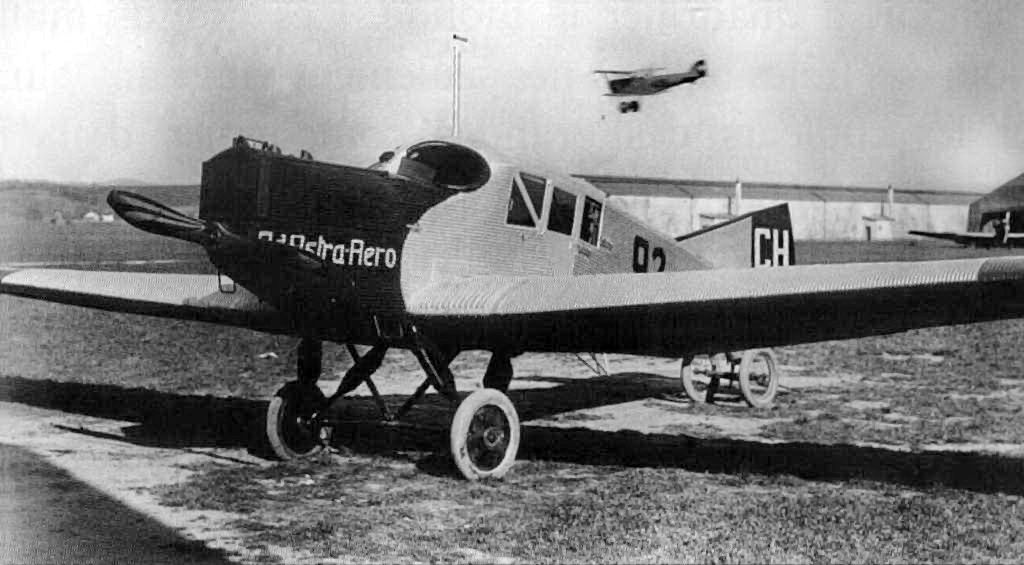
Samolot Junkers F 13 obsługujący pasażerskie loty z Bydgoszczy w latach 1929–1933

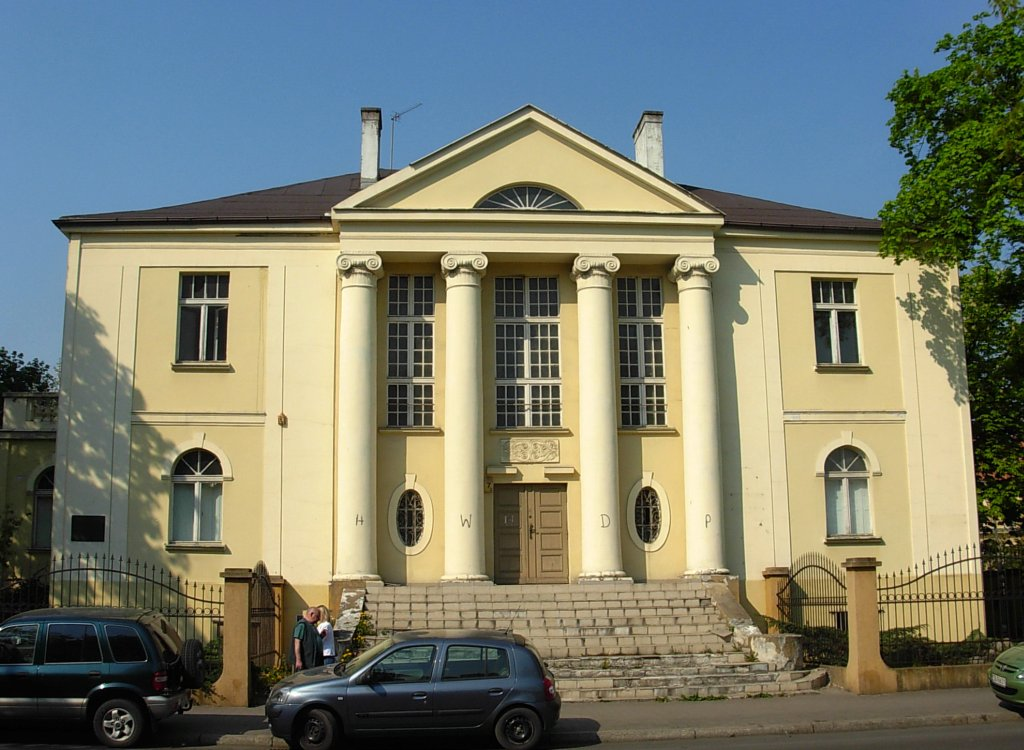
Willa przy al. Ossolińskich (1929)

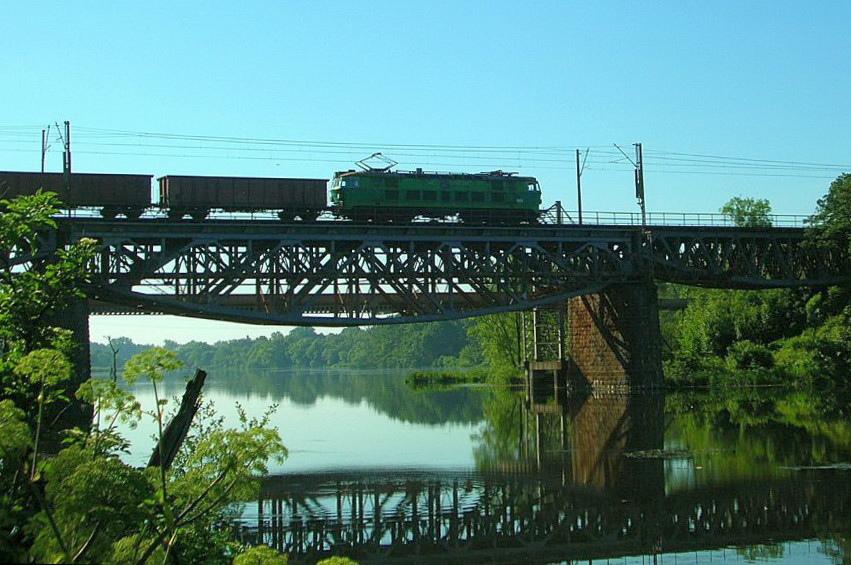
Most kolejowy magistrali węglowej w Bydgoszczy (1930)

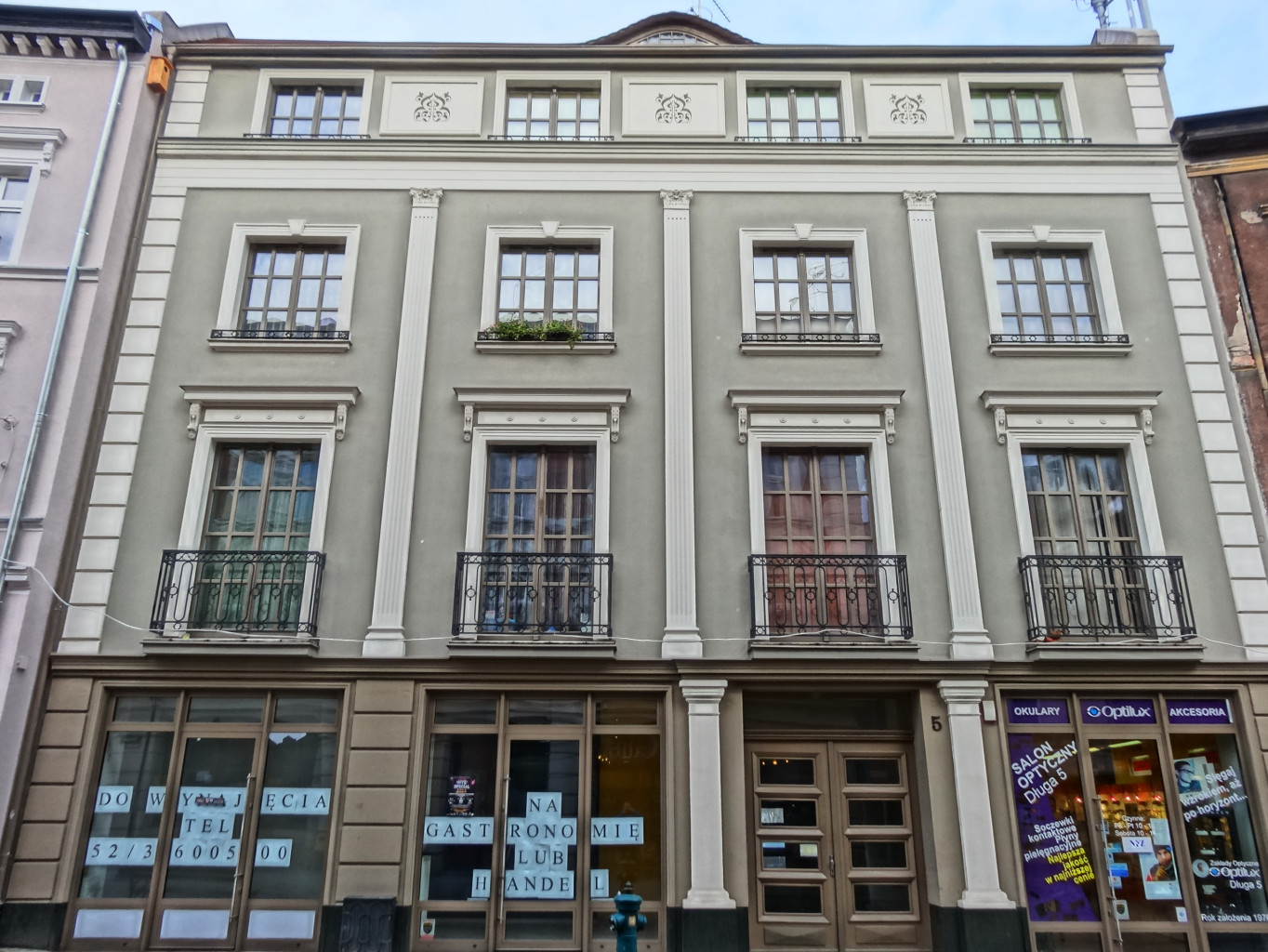
Kamienica przy ul. Długiej 5 (1930)

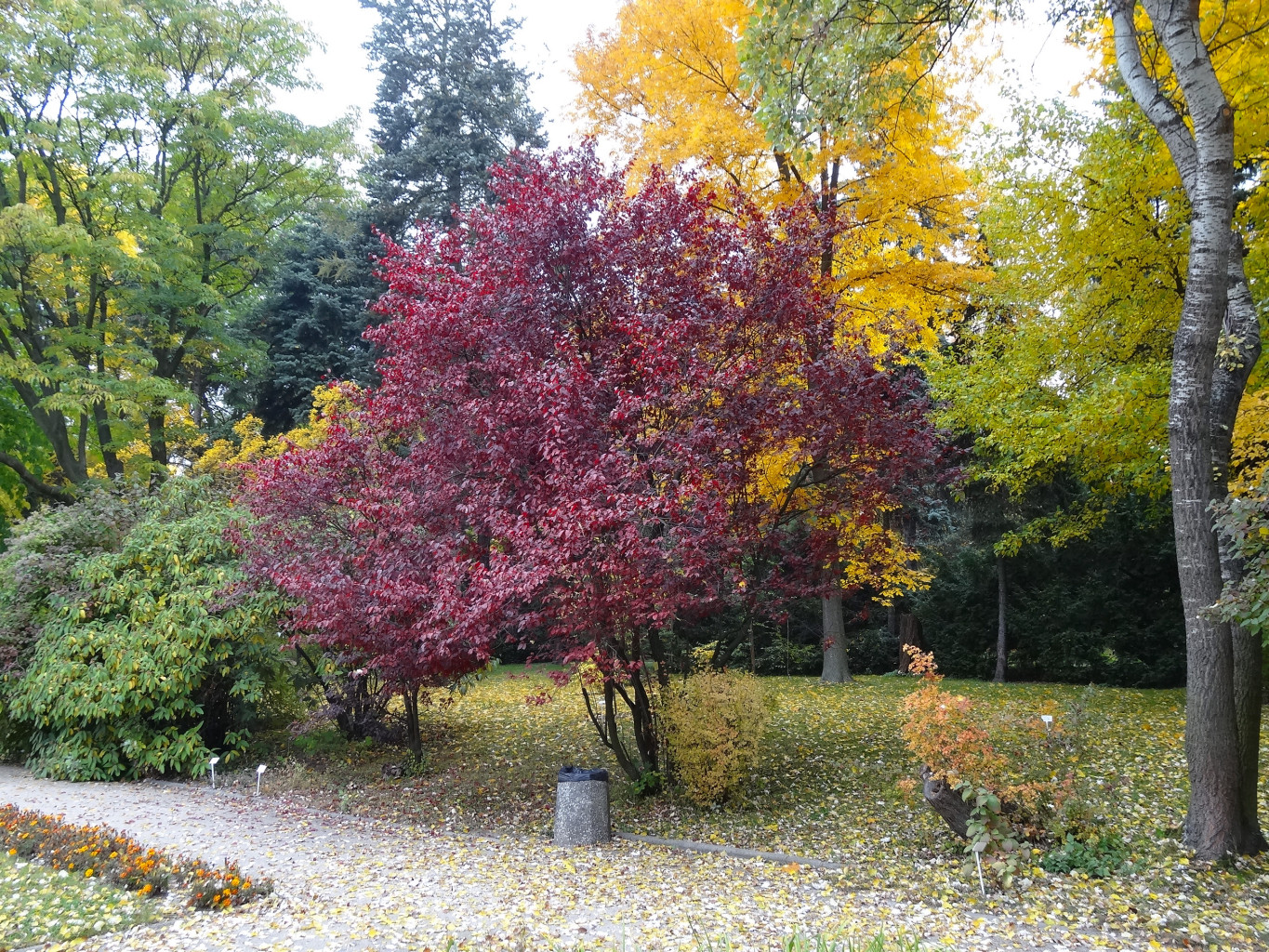
Ogród Botaniczny (1930)

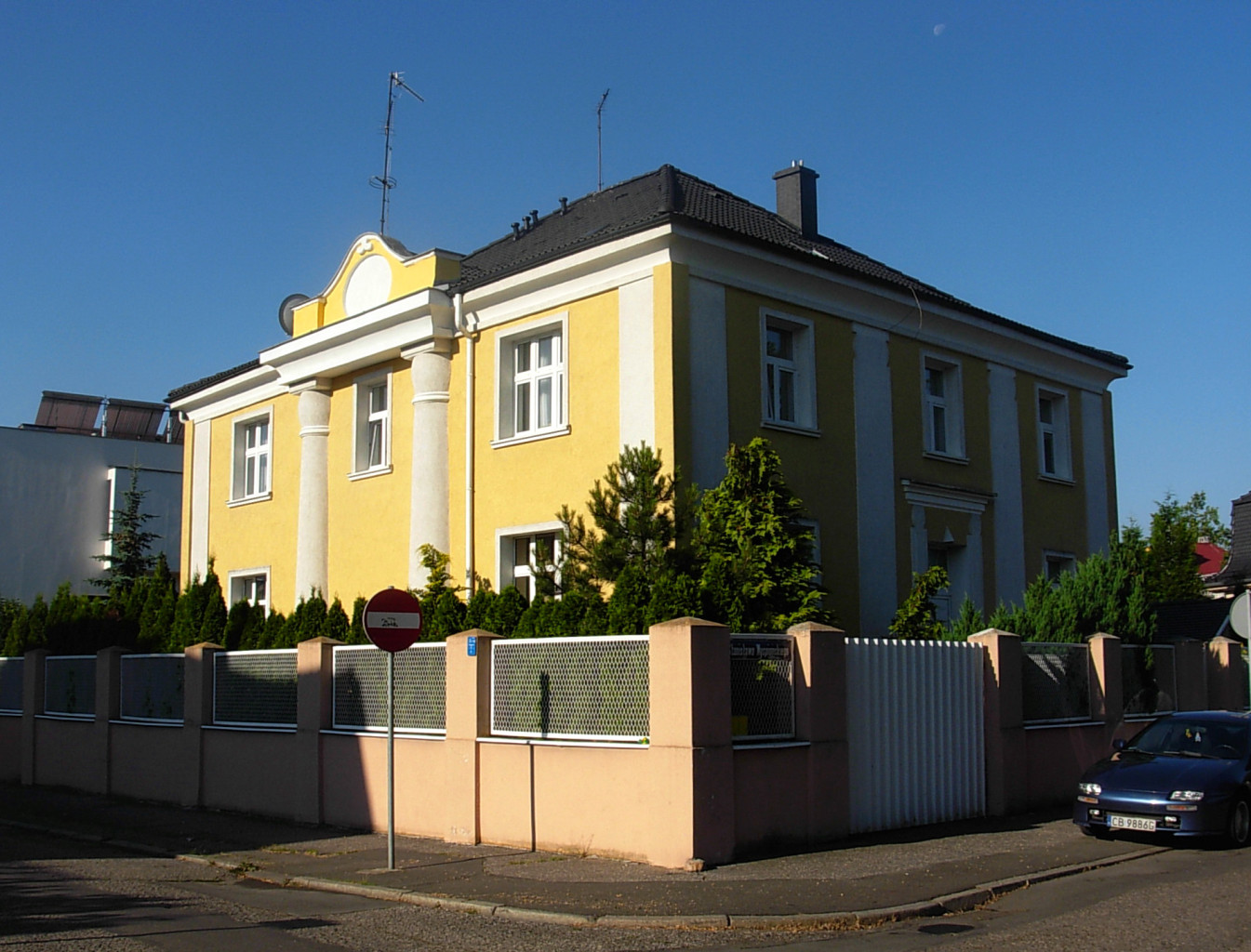
Willa przy ul. Wyspiańskiego (1930)

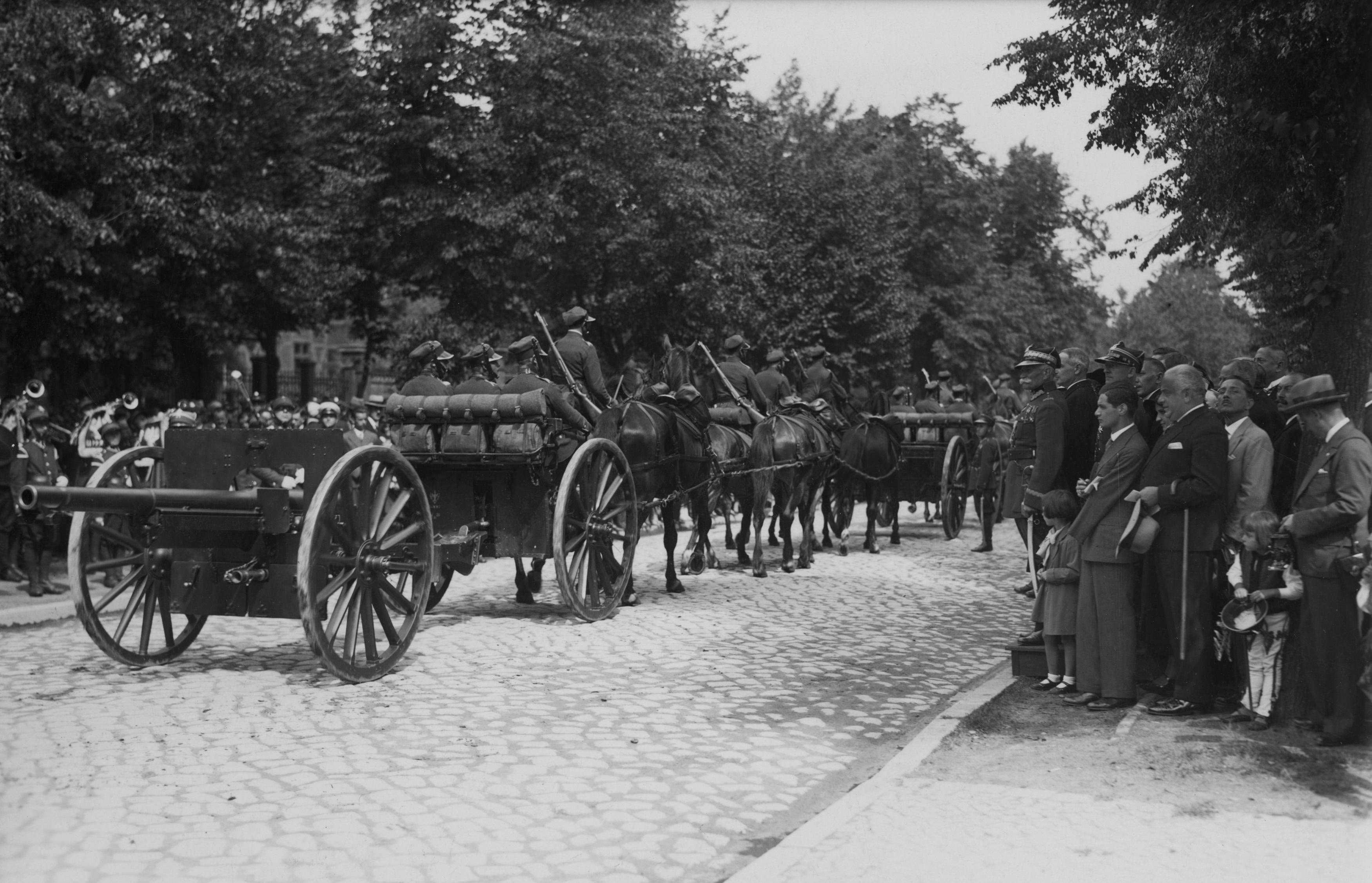
Polska armata 75mm wz.1897 artylerii lekkiej w czasie defilady w Bydgoszczy (1931)

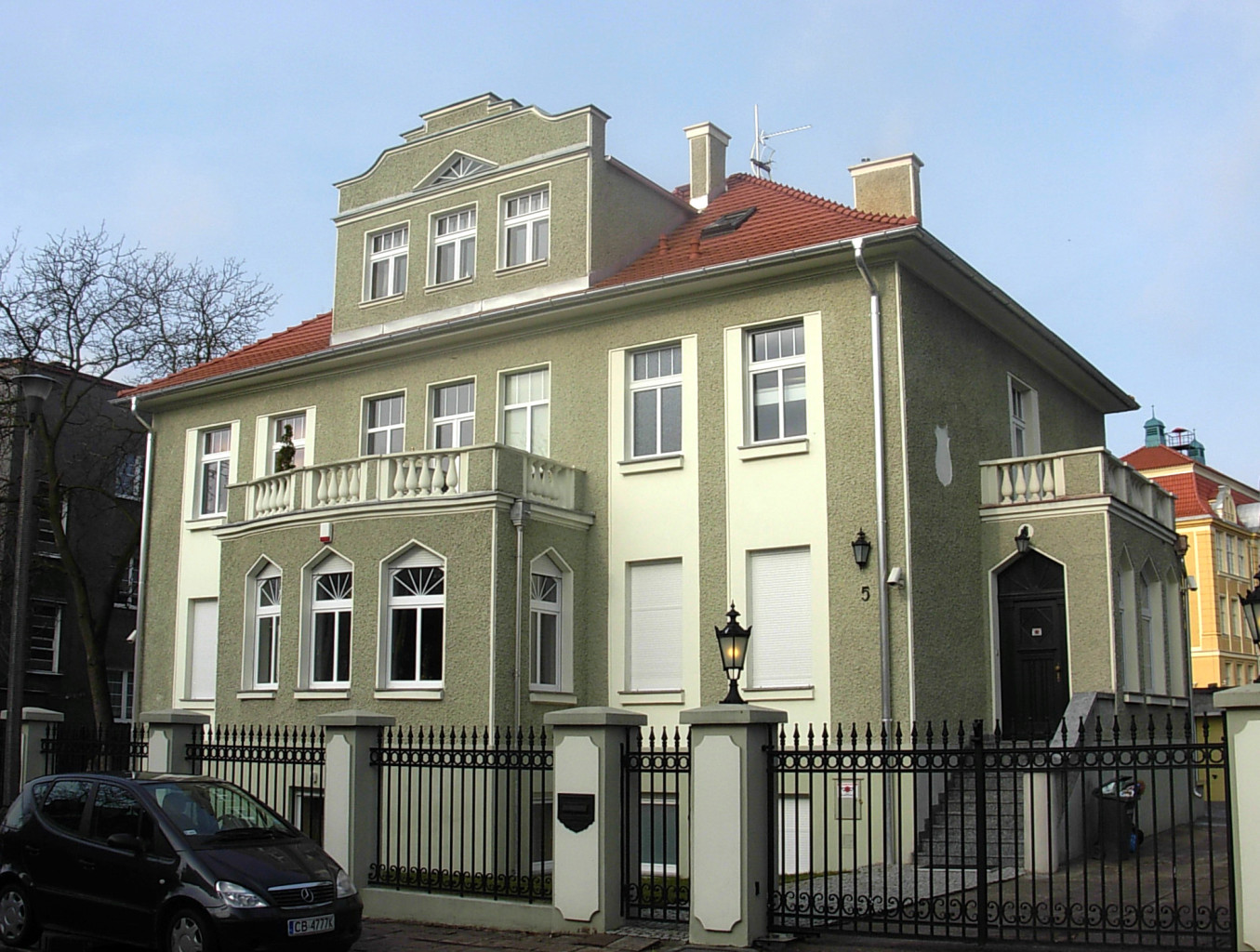
Willa przy ul. Asnyka (1931)

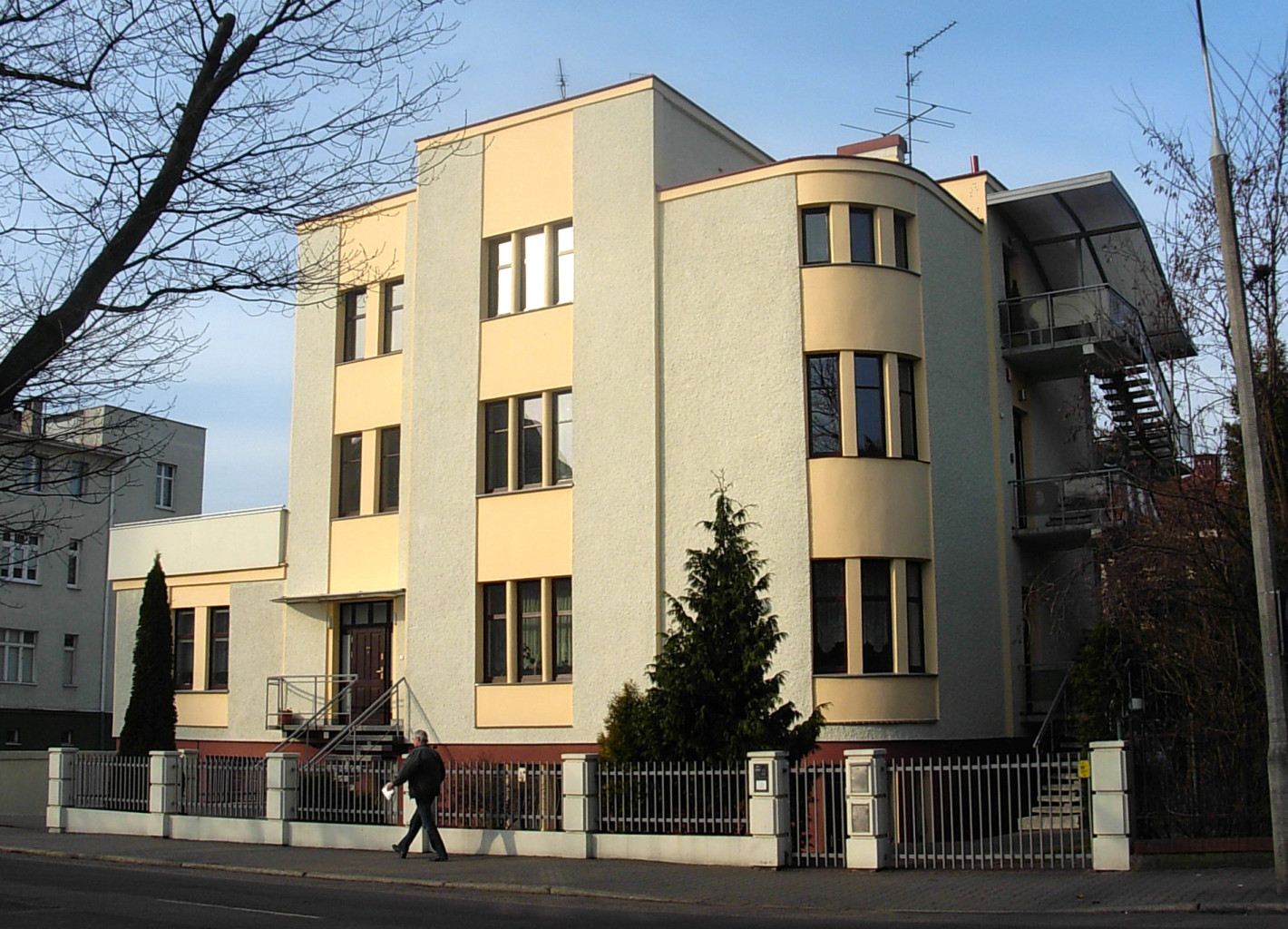
Dom przy al. Ossolińskich (1933)

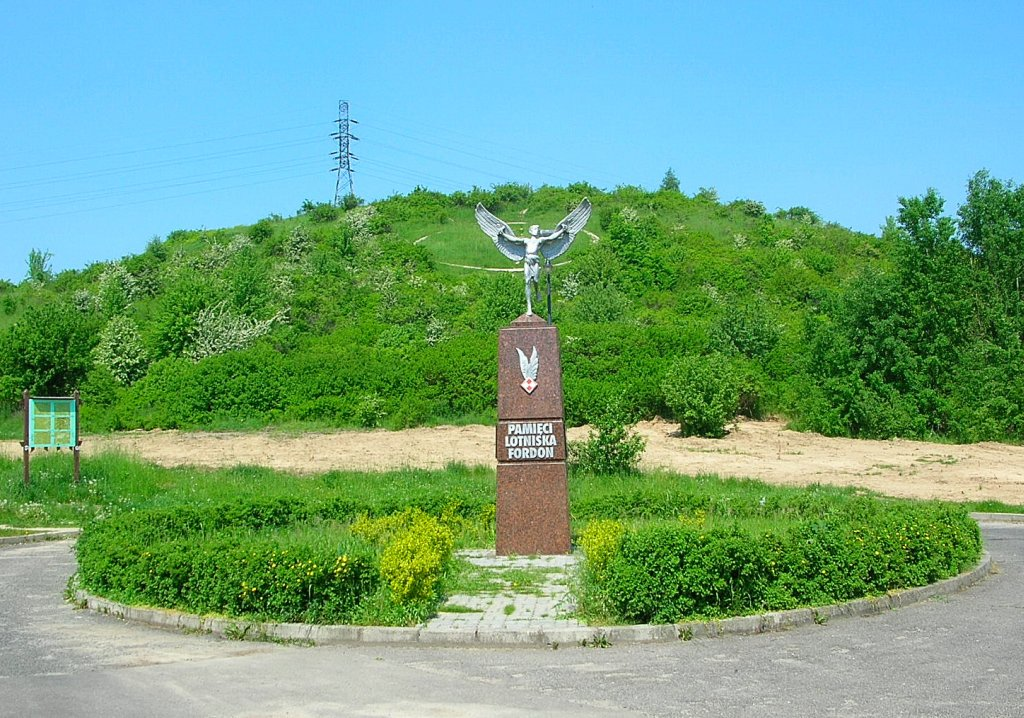
Góra Szybowników, gdzie w latach 1933–1963 funkcjonowała Szkoła Szybowcowa

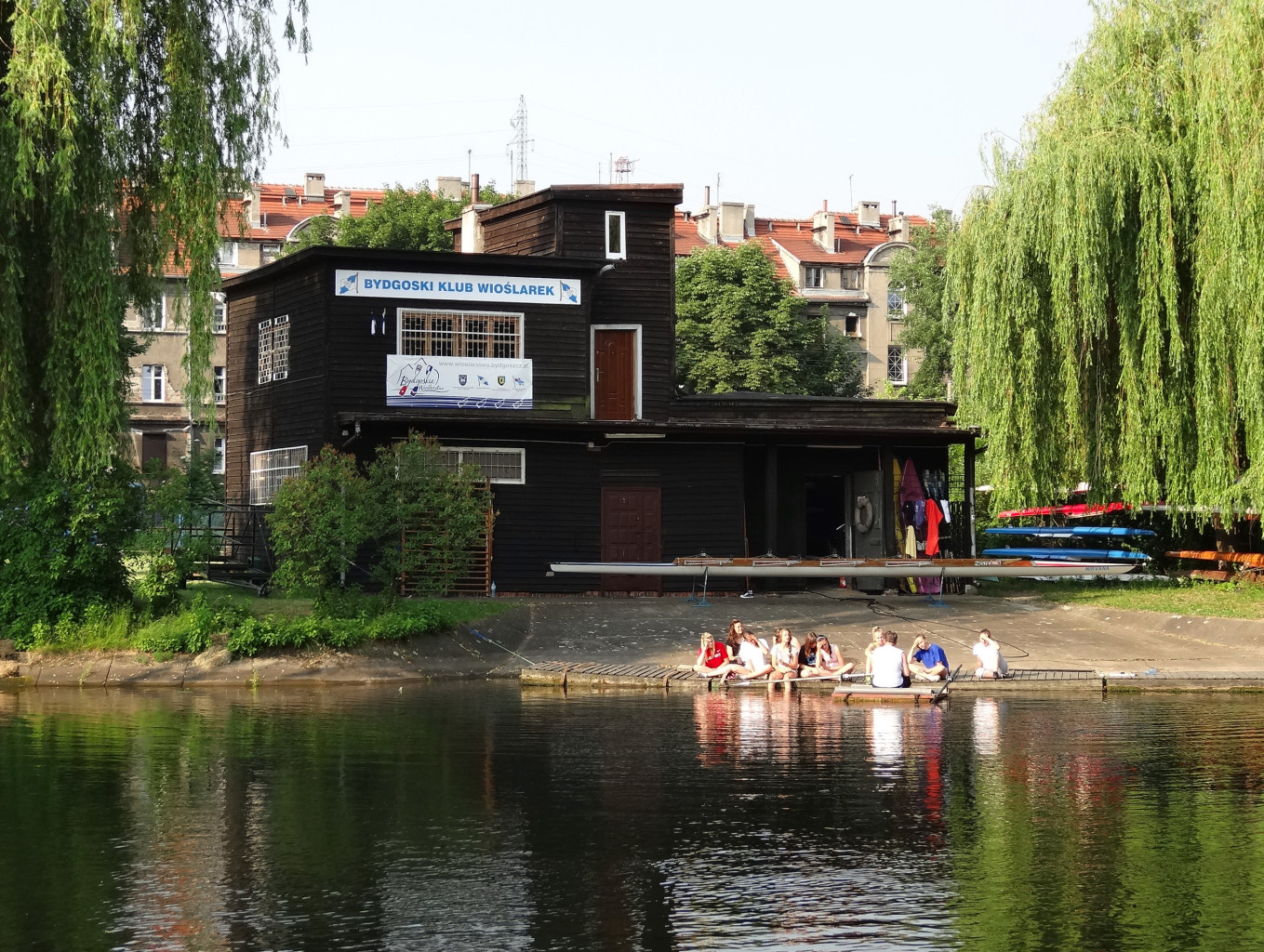
Bydgoski Klub Wioślarek (1936)

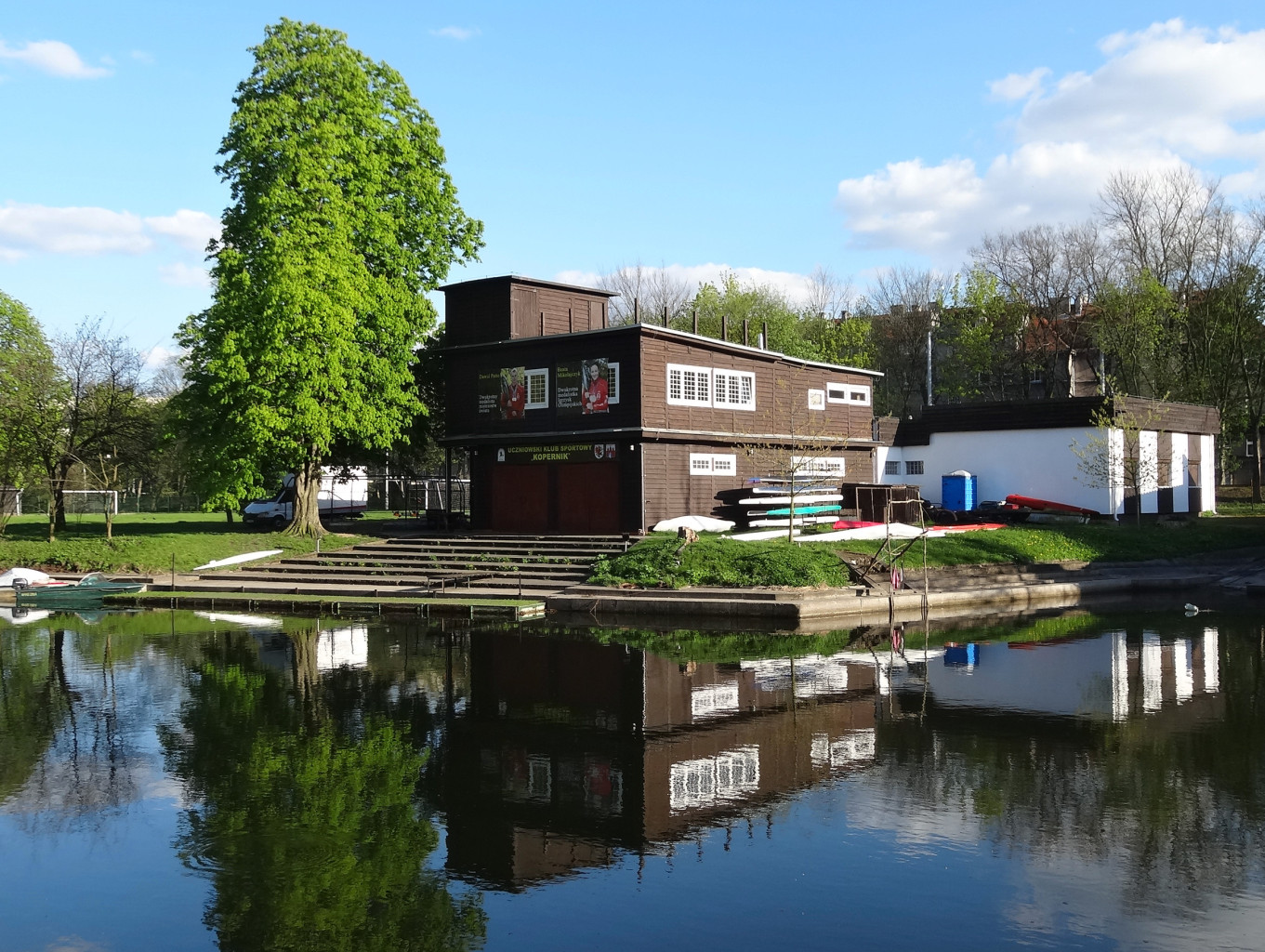
Przystań Pocztowego Klubu Sportowego (1936)

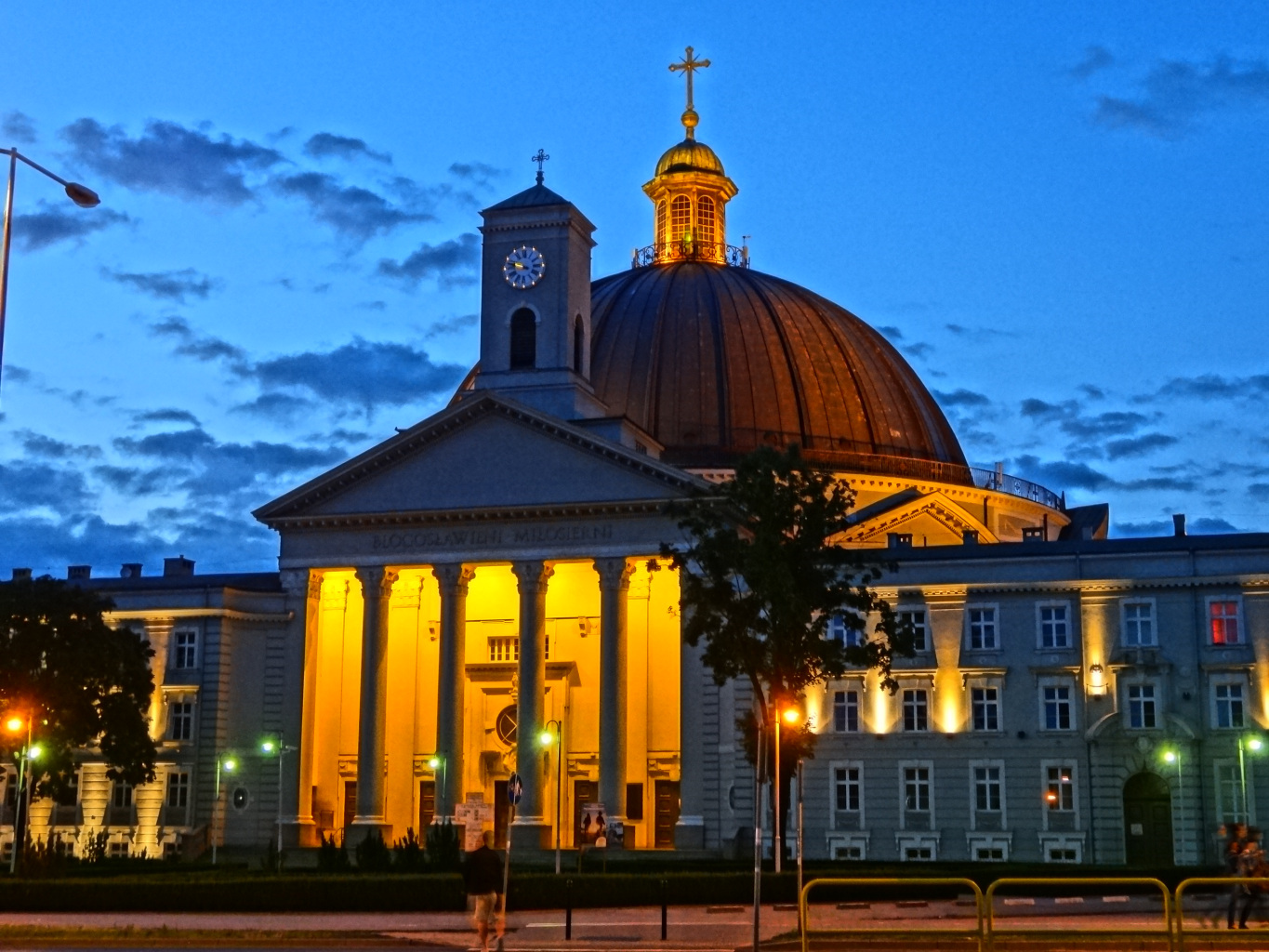
Bazylika św. Wincentego a Paulo w Bydgoszczy według projektu Adama Ballenstedta (1924–1939)

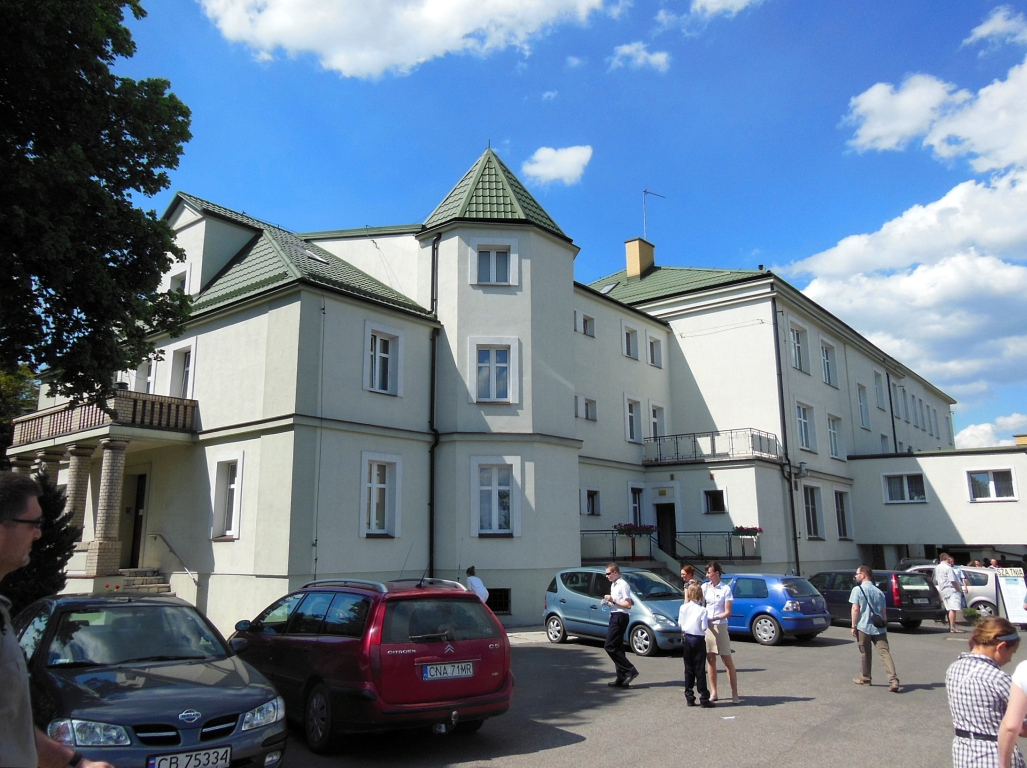
Klasztor Zgromadzenia Ducha Świętego (od 1921)

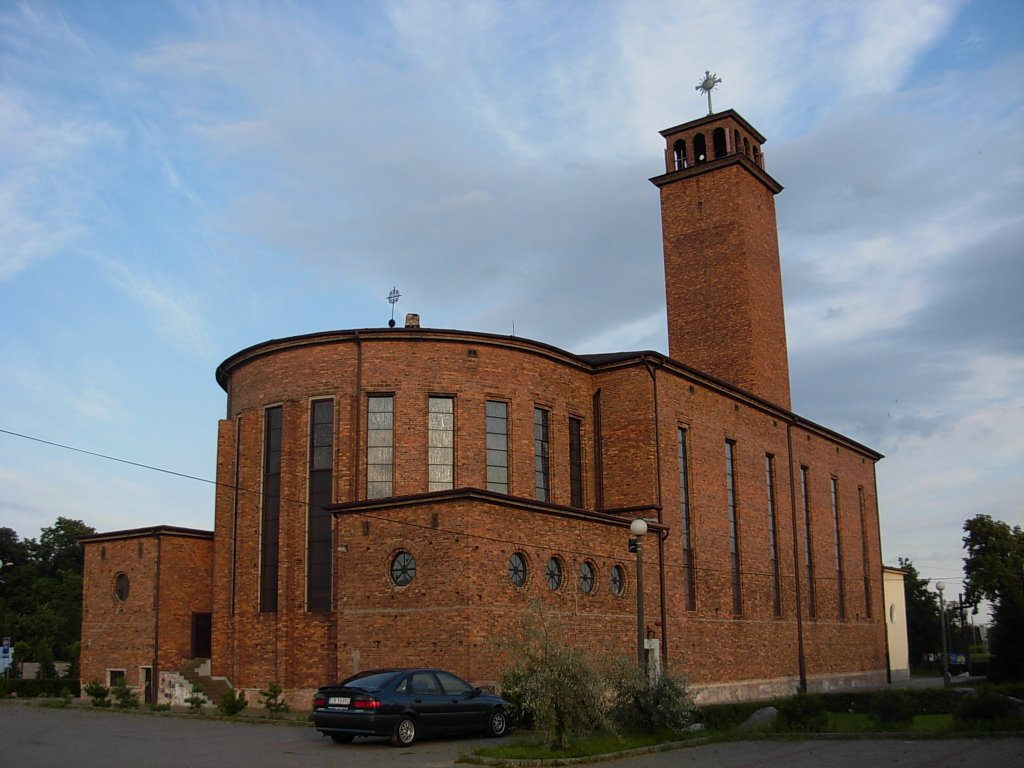
Kościół św. Antoniego Padewskiego w Bydgoszczy według projektu Stefana Cybichowskiego (1936–1939)

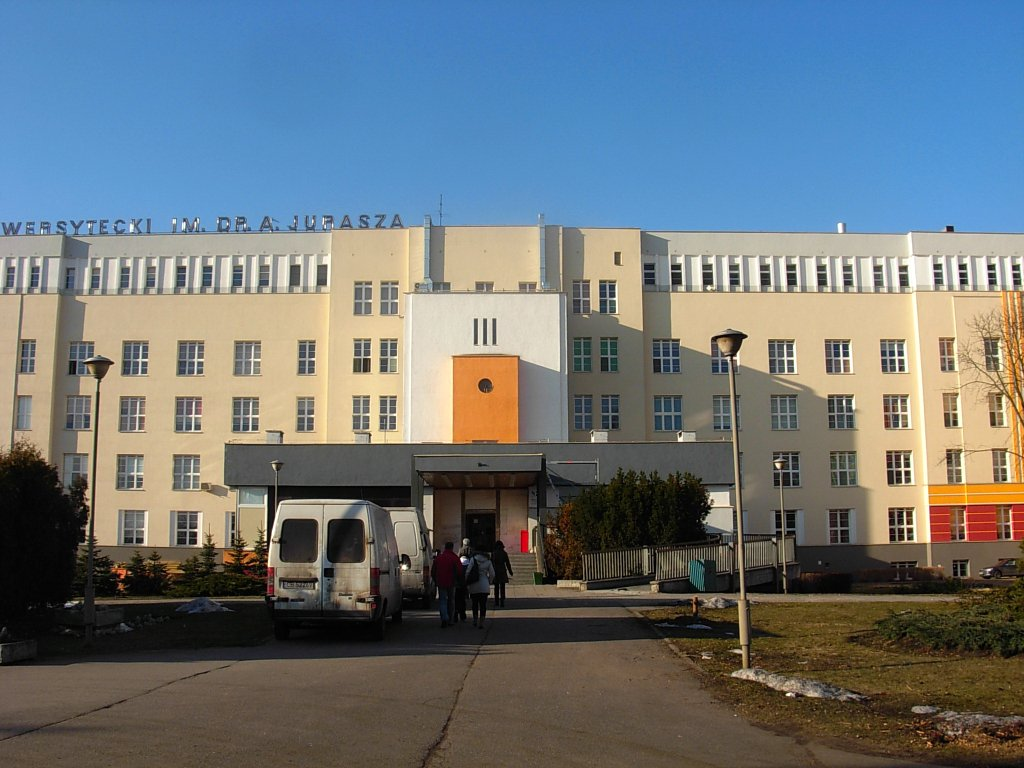
Szpital Miejski (1928–1938)

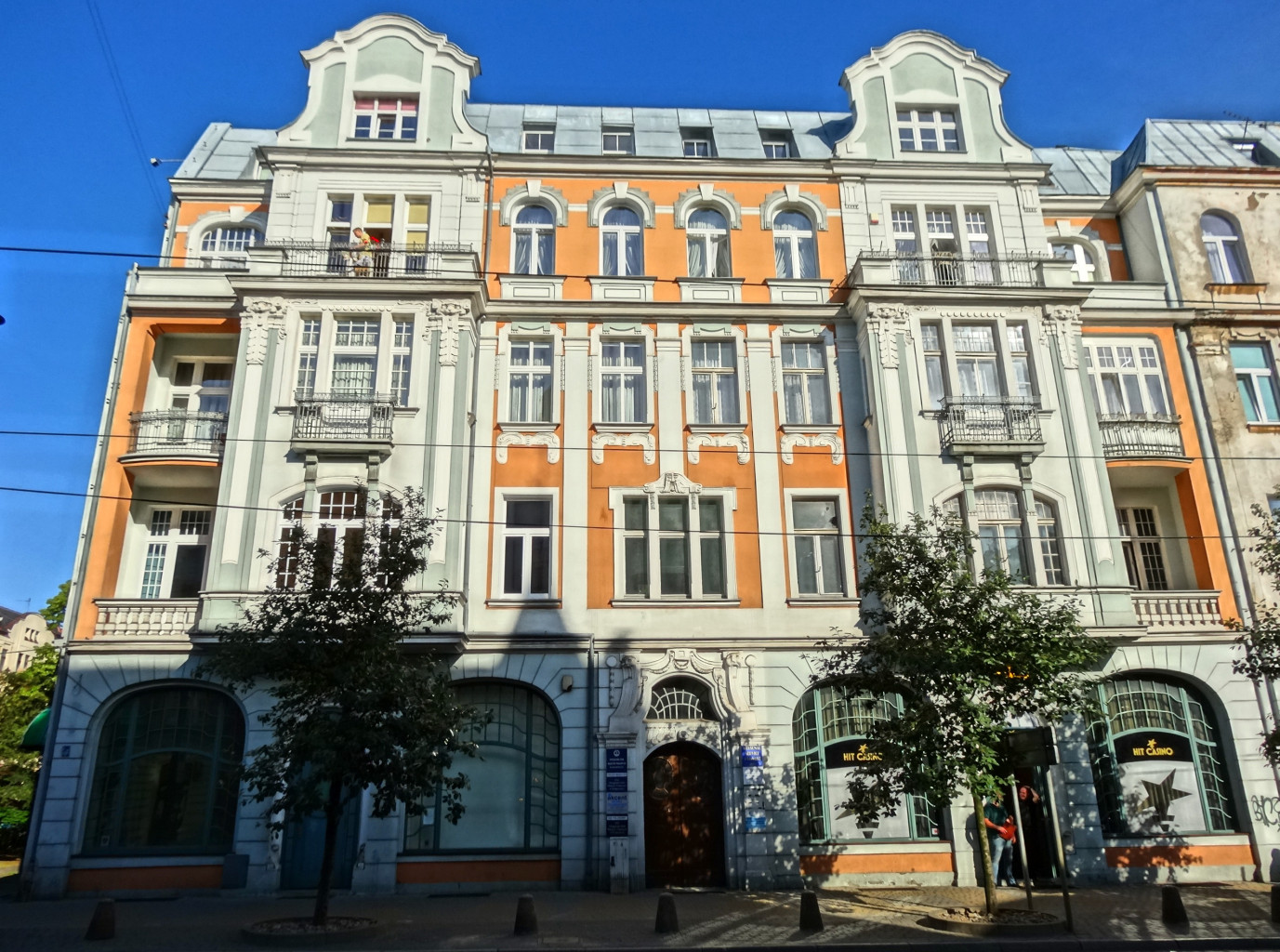
Kamienica przy ul. Gdańskiej 66-68, gdzie mieściła się Scena Niemiecka (Deutsche Bühne)

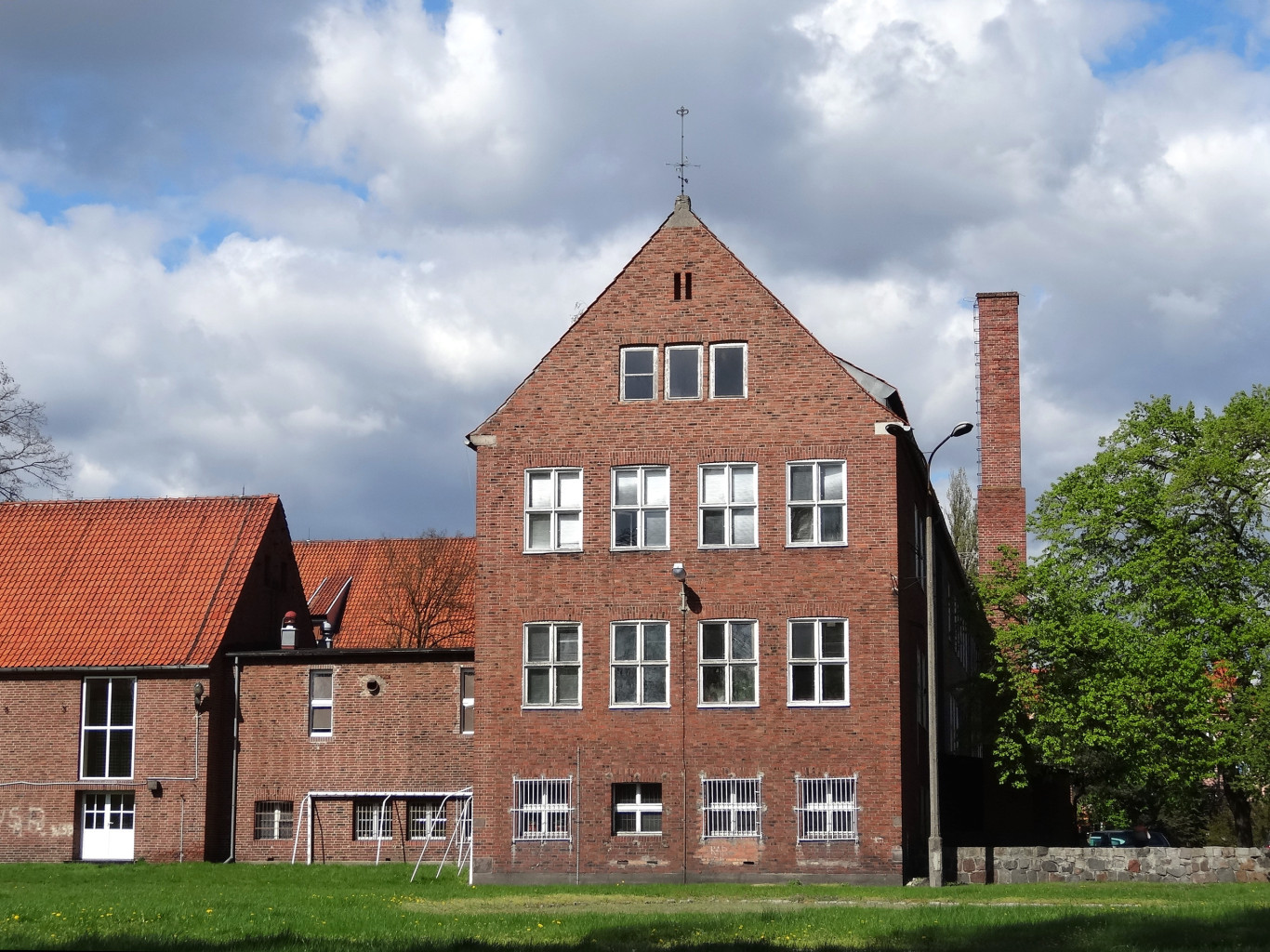
Szkoła im. Albrechta Dürera (1938) wzniesiona przez mniejszość niemiecką

  - 19 stycznia komisaryczny prezydent miasta Jan Maciaszek przejmuje władzę od dotychczasowego burmistrza Hugo Wolffa[2]
  - 20 stycznia do Bydgoszczy wkraczają oddziały Wojska Polskiego pod dowództwem gen. Józefa Dowbor-Muśnickiego[109]
  - 22 stycznia na Starym Rynku odbywa się wielka manifestacja Polaków z okazji przejęcia władzy w mieście[2]
  - 25 lutego inauguruje wykłady przeniesiona z Poznania Akademia Rolnicza; uczelnia mieści się w jednym gmachu z Instytutami Rolniczymi[215]
  - w marcu emisja dwujęzycznych bonów pieniężnych przez magistrat Bydgoszczy; zawierają one faksymilia podpisów prezydenta Bydgoszczy Jana Maciaszka oraz 2 niemieckich członków Rady Miejskiej[210]
  - 1 kwietnia Bydgoszcz przyłącza do obszaru administracyjnego 18 gmin podmiejskich, powiększając ośmiokrotnie obszar miasta (z 845 do 6533 ha)[216]; wśród włączonych gmin są: Bielawy (132 ha), Skrzetusko (135 ha), Bartodzieje Wielkie (200 ha), Kapuściska Małe (286 ha), Kapuściska Dolne (309 ha), Fordonek (750 ha), Czersko Polskie (418 ha), Kapuściska Wielkie (536 ha), Bartodzieje Małe (333 ha), Rupienica (291 ha), Bielice Nowe (262 ha), Szwederowo (257 ha), Biedaszkowo (229 ha), Wilczak (227 ha), Miedzyń (258 ha), Okole (131 ha), Czyżkówko (382 ha), Jachcice (552 ha)[217]; po inkorporacji Bydgoszcz jest trzecim pod względem terytorialnym miastem w kraju, a w 1939 czwartym po Warszawie, Wilnie, Poznaniu, zaś siódmym pod względem liczby ludności (po Warszawie, Łodzi, Lwowie, Poznaniu, Krakowie i Wilnie)[217]; jednocześnie po likwidacji podziału administracyjnego II stopnia (rejencja) – jest największym miastem powiatowym w Polsce[217]
  - miasto rozciąga się na długości 20 km wzdłuż pradoliny Brdy, Kanału Bydgoskiego i opiera na Wiśle; na prawym brzegu Wisły do terytorium Bydgoszczy należy Zawiśle (198 ha), które leży na terytorium województwa pomorskiego, podczas gdy pozostała część miasta, aż do 1938 znajduje się w województwie poznańskim[217]
  - 29 czerwca pierwsze zawody wioślarskie i kajakowe o mistrzostwo Polski na torze regatowym w Brdyujściu zaadaptowanym z portu drzewnego[205]
  - 24 sierpnia zaprzysiężenie nowej rady miejskiej; w jej składzie jest 42 radnych, w tym 28 Polaków, a przewodniczącym naczelny redaktor Dziennika Bydgoskiego Jan Teska[2]
  - w sierpniu rozpoczyna działalność ogólnopolska Izba Kontroli Rachunkowej Poczt i Telegrafów przeniesiona z Warszawy[218]
  - 4 września inauguruje Teatr Miejski pod dyrekcją Wandy Siemaszkowej[2], która zakłada również Szkołę Dramatyczną[219]
  - 8 października przystąpienie Bydgoszczy do Związku Miast Polskich[220]
  - Garnizon Bydgoszcz tworzą oddziały zrodzone w powstaniu wielkopolskim: 15 Wielkopolska Dywizja Piechoty oraz 16 Pułk Ułanów Wielkopolskich wraz z dowództwem Pomorskiej Brygady Kawalerii; w latach 1920–1938 funkcjonuje również zrodzona w powstaniu, Bydgoska Szkoła Podchorążych[221]
  - powstaje Centrum Wyszkolenia Podoficerów Lotnictwa w Bydgoszczy (do 1926 największa w Polsce szkoła pilotów)[222]
  - w Bydgoszczy i na przedmieściach znajduje się 5 cmentarzy katolickich, jeden żydowski, 14 ewangelicko-unijnych, 1 ewangelicko-augsburski oraz 1 cmentarz dla wszystkich wyznań[223].
  - magistrat przejmuje z rąk niemieckich placówki służby zdrowia: Szpital Miejski przy ul. Gdańskiej, Lecznicę Chorób Zakaźnych przy ul. Żwirki i Wigury, Szpital Diakonisek przy ul. Seminaryjnej oraz Stację Weneryczną przy ul. Parkowej; istnieje także Szpital Garnizonowy przy ul. Jagiellońskiej, Szpital Powiatowy przy ul. Chodkiewicza, szpital św. Floriana prowadzony przez szarytki, Lecznica dla Niemowląt przy pl. Kościeleckich oraz Szpital dla Piersiowo-Chorych w Smukale[44]
  - ok. 100 zakładów przemysłowych przechodzi w ręce Polaków, w tym Lloyd Bydgoski[220]; powstają nowe przedsiębiorstwa m.in.: Bydgoska Fabryka Wyrobów Gumowych „Kauczuk”[224], Bydgoska Fabryka Kabli[225], Kolejowe Zakłady Łączności[226], Wielkopolska Papiernia na Czyżkówku z 400 zatrudnionych[220]
  - powstają polskie kluby sportowe, m.in. Terminator (późniejsza Gwiazda Bydgoszcz), Towarzystwo Wioślarskie „Tryton” (późniejsze Bydgoskie Towarzystwo Wioślarskie), Polonia Bydgoszcz[227]
  - do Bydgoszczy sprowadza się i przez dwa lata zamieszkuje w kamienicy przy ul. Zamojskiego 21, późniejsza międzynarodowa gwiazda kina niemego Pola Negri (od 1922 w Hollywood)[228]
  - masowy odpływ Niemców z Bydgoszczy, udział Polaków w społeczeństwie miasta zwiększa się z 19% do 65%[220]; Fordon liczy 2,5 tys. mieszkańców, w tym 61% Polaków[11]
- 1921
  - 4 lutego większością jednego głosu Rada Miejska Fordonu opowiada się za przyłączeniem miasta do Bydgoszczy, decyzji tej sprzeciwia się jednak fordoński magistrat[11]
  - 6 i 7 czerwca przebywa w Bydgoszczy i Fordonie z oficjalną wizytą naczelnik państwa, marszałek Józef Piłsudski[2]
  - 16–17 czerwca tumult na tle narodowościowym; ofiarą ekscesów staje się prezydent Bydgoszczy Jan Maciaszek, poturbowany przez nacierająca grupę[71]
  - 26 września założenie Polskiego Instytutu Narodowego z inicjatywy Antoniego Chołoniewskiego (działa do 1927)[219]
  - 22 października przemianowanie Wieży Bismarcka na Wieżę Wolności, a dotychczasowego Wzgórze Bismarcka na Wzgórze Wolności[192]
  - założenie nowych towarzystw naukowo-kulturalnych, m.in.: Stowarzyszenia Techników Polskich, Bydgoskiego Towarzystwa Muzycznego[203], Towarzystwa Zachęty Sztuk Pięknych[219]
  - osiedlenie się w Bydgoszczy kompozytora Karola Szymanowskiego, który do 1924 wraz z matką, siostrami i bratem Feliksem zamieszkuje w willi na Bielawach; komponuje m.in. pieśni do cyklu wierszy Juliana Tuwima („Słopiewnie”) oraz eseje o Igorze Strawińskim i Fryderyku Chopinie[155]
  - do miasta przybywają misjonarze Zgromadzenia Ducha Świętego, m.in. o. Zygmunt Rydlewski, kapelan 5 Pułku Strzelców Armii gen. Józefa Hallera, który zakłada dom opieki dla synów żołnierzy z Błękitnej Armii; 10 października 1922 rejestracja Kongregacji Ducha Świętego z siedzibą w Bydgoszczy[132]
  - powstaje wytwórnia filmowa „Polonia Film”, jedno z najaktywniejszych przedsiębiorstw tego typu w ówczesnej Polsce; karierę w niej zaczyna m.in. Franciszek Brodniewicz[229] (w latach 1909–1939 powstaje w Bydgoszczy 25 filmów dokumentalnych i 10 fabularnych)[199]
  - Władysław Paciorkiewicz konstruuje w Bydgoszczy pierwszą w Polsce maszynę do pisania[230]
  - w Bydgoszczy mieści się polityczne przedstawicielstwo mniejszości niemieckiej w Polsce; redagowana jest gazeta Deutsche Rundschau in Polen, będąca jej organem prasowym (powstaje 1 stycznia 1920 z połączenia niemieckich konserwatywnych gazet wydawanych w Bydgoszczy: „Bromberger Tageblatt” i „Ostdeutsche Rundschau”)[118], drukowana w niemieckiej drukarni A. Dittmanna przy ul. Dworcowej[220]
  - pierwszy tytuł mistrza Polski w wioślarstwie zdobywa Bydgoskie Towarzystwo Wioślarskie[220]
  - z Bydgoszczy wyjeżdża 9 tys. Niemców, a w ich miejsce osiedla się 14 tys. Polaków; miasto liczy 87,6 tys. mieszkańców, z czego 32% to przybysze z Wielkopolski, 15% reemigranci z zagranicy, 13% z Pomorza, 7% z Kongresówki i 3% z Galicji; 57% mieszkańców utrzymuje się z przemysłu i handlu, zaś ze służby publicznej (armia, urzędy) – tylko 9%[220]
- 1922
  - 7 stycznia w mieście osiedla się pisarz i krytyk literacki Adam Grzymała-Siedlecki[220]
  - 20 lutego powstaje polska Parafia Ewangelicko-Augsburska w Bydgoszczy, separująca się od niemieckich parafii ewangelicko-unijnych[220]
  - 4 maja nowym prezydentem miasta zostaje wybrany powstaniec wielkopolski, podpułkownik Bernard Śliwiński[2]
  - 9 czerwca miasto uroczyście obchodzi 30-lecie twórczości Stanisława Przybyszewskiego, z udziałem jubilata[2]
  - 5 listopada w wyborach do Sejmu zwycięstwo w Bydgoszczy odnosi chadecja[2]; wśród partii politycznych w Bydgoszczy największe poparcie aż do końca dwudziestolecia międzywojennego posiada chadecja, podobnie jak na Śląsku, w odróżnieniu np. od Poznania, gdzie dominuje endecja[220]
  - ukazuje się pierwszy numer Gazety Bydgoskiej, organu Narodowej Demokracji[219]
  - Akademia Rolnicza w związku z utworzeniem na Uniwersytecie Poznańskim Wydziału Rolniczo-Leśnego oraz sporami z kierownictwem Instytutów Rolniczych, zostaje przeniesiona do Cieszyna pod nazwą Państwowa Szkoła Gospodarstwa Wiejskiego[215]
  - przywrócenie sakralnej funkcji kościołowi klarysek po gruntownym remoncie, z przeznaczeniem na kościół szkolny[61]
  - I Ogólnopolski Zjazd Rolny w Bydgoszczy, na który przybywają wybitni przedstawiciele nauk rolnych z Polski i zagranicy[220]
  - powstaje Lekarskie Towarzystwo Naukowe (prezes Jan Biziel)[220]
  - Ministerstwo Komunikacji otwiera Centralne Biuro Rozrachunków Zagranicznych PKP z siedzibą w Bydgoszczy[122]
  - powstają nowe przedsiębiorstwa, m.in. Jutrzenka[231], Fabryka Pasmanterii, Taśm i Pasów „Pasamon”, Fabryka Papy Dachowej „Impregnacja”, z oddziałami w Fordonie, Starogardzie, Nakle, Włocławku[220]
  - z Bydgoszczy wyjeżdża 7 tys. Niemców, a w ich miejsce osiedla się 10 tys. Polaków[220]
- 1923
  - 2 lutego powstaje Towarzystwo Miłośników Miasta Bydgoszczy, kontynuator działalności Towarzystwa Upiększania Bydgoszczy z 1832 roku[2]
  - 9 lutego decyzja o rozbudowie miasta w kierunku północnym po stację wodociągów Las Gdański[220]
  - w kwietniu powołanie Lekarskiego Towarzystwa Naukowego na Obwód Nadnotecki z prezesem dr Janem Bizielem; Towarzystwo gromadzi bibliotekę lekarską, w 1939 największą na Pomorzu[44]; powstaje także oddział Towarzystwa Przyrodników Polskich im. Mikołaja Kopernika (pierwszy w mieście nieuniwerysteckim), najliczniejsza organizacja naukowa w Bydgoszczy okresu międzywojennego[220]
  - 11 sierpnia memoriał prezydenta Bydgoszczy Bernarda Śliwińskiego do Ministra Spraw Wewnętrznych w sprawie przeniesienia 8 powiatów z województwa poznańskiego do pomorskiego i ustanowienia stolicy województwa pomorskiego w Bydgoszczy; argumenty za stołecznością Bydgoszczy to potencjał ludnościowy i gospodarczy, dobra baza lokalowa dla urzędów pozostała po spuściźnie pruskiej, dobre skomunikowanie z całym regionem[220]
  - 14 sierpnia otwarcie Muzeum Miejskiego[232]; podstawę zbiorów stanowią eksponaty zgromadzone przez Towarzystwo Historyczne Obwodu Nadnoteckiego[2]
  - 7 października Zgromadzenie Misjonarzy św. Wincentego à Paulo otrzymuje od magistratu teren na pobudowanie kościoła i klasztoru na Bielawach jako wotum za powrót Pomorza do Macierzy[220]
  - 16 października otwarcie Wyższej Szkoły Handlowej (z inicjatywy Izby Przemysłowo-Handlowej) oraz Państwowej Średniej Szkoły Rolniczej w budynku przy ul. Bernardyńskiej 6 po zlikwidowanym Ewangelickim Seminarium Nauczycielskim[220]
  - zostaje usunięty Pruski Pomnik Poległych w Bydgoszczy[153].
  - ustawienie przed kościołem św. Trójcy figury Najświętszej Marii Panny Niepokalanego Poczęcia autorstwa Teodora Giecewicza (istnieje do dzisiaj)[233]
  - bydgoskie Centrum Wyszkolenia Podoficerów Lotnictwa opuszcza jako absolwent por. pil. Franciszek Żwirko, który w 1930 odbywa ze Stanisławem Wigurą słynny lot dookoła Europy oraz zwycięża w zawodach Challenge 1932 w Berlinie[222]; innymi absolwentami są m.in. Stanisław Skarżyński (prezes Aeroklubu Rzeczypospolitej Polskiej), Bolesław Orliński (dowódca polskiego dywizjonu bombowego nr 305 w Wielkiej Brytanii), Karol Pniak, Stanisław Płonczyński, Stanisław Rogalski (twórca rodziny samolotów RWD), Zygmunt Puławski (wynalazca tzw. mewiego płata, zastosowanego w polskich myśliwcach typu PZL)[222]
  - założenie cmentarza Matki Bożej Nieustającej Pomocy przy ul. Kossaka[103]
  - powołanie Państwowej Szkoły Przemysłowej na bazie Akademii Przemysłu Artystycznego z okresu pruskiego[220]
  - powstaje Fabryka Aparatów Elektrotechnicznych Stefana Ciszewskiego (późniejsza Eltra)[234]
  - w mieście funkcjonuje 20 banków polskich i 6 niemieckich[220];
  - liczba mieszkańców Bydgoszczy przekracza 100 tysięcy[220]
- 1924
  - 5 kwietnia powstaje Pomorski Okręgowy Związek Lekkoatletyczny w Bydgoszczy[220]
  - w kwietniu osiedla się w Bydgoszczy powieściopisarz Józef Weyssenhoff (do 1928 mieszka w kamienicy przy pl. Weyssenhoffa)[2]
  - 1 maja wchodzi w życie dekret biskupa gnieźnieńskiego o podziale parafii bydgoskiej na cztery nowe parafie: Świętej Trójcy, Najświętszego Serca Jezusa, Matki Boskiej Nieustającej Pomocy, św. Wincentego à Paulo[235]
  - 2 maja powstaje przy ul. Marcinkowskiego Teatr Rozmaitości „Olimpia”[2]
  - modernizacja toru regatowego – na wyspie dzielącej tor od Wisły w pobliżu mety w Łęgnowie wznoszone są trybuny na 2,5 tys. widzów, a na brzegu hangary dla łodzi i kajaków oraz wieża sędziowska[205]
  - 3 sierpnia wizyta prezydenta RP Stanisława Wojciechowskiego, który m.in. uczestniczy w regatach o mistrzostwo Polski na torze w Brdyujściu[2] oraz przyjmuje nowo oddany stadion Polonii Bydgoszcz[220]
  - ogólnopolski Walny Zjazd Związku Hallerczyków z udziałem gen. Józefa Hallera; Chorągiew Pomorska Związku Hallerczyków w Bydgoszczy posiada placówki w Bydgoszczy, Toruniu, Grudziądzu, Inowrocławiu, Nakle, Mogilnie, Strzelnie, Chełmnie, Skórczu, Chełmży i Brodnicy[236].
  - rozpoczęcie budowy kościoła św. Wincentego à Paulo przy al. Ossolińskich na wzór panteonu rzymskiego (w 1938 stan surowy)[237]; parafia urządza cmentarz na pochodzącym z 1884 cmentarzu poewangelickim na Bielawach[103]
  - rozwój przemysłu rowerowego, rozbudowuje się Fabryka Rowerów „Tornedo”, a dwa lata później powstaje Pomorska Fabryka Rowerów Willego Jahra[220]
  - w Bydgoszczy istnieje 23 polskich szkół powszechnych (w tym 15 siedmioklasowych), 3 szkoły niemiecko-ewangelickie i 1 szkoła niemiecko-katolicka[220]
  - w Bydgoszczy mają siedzibę okręgowe sportowe stowarzyszenia niemieckie m.in. Stowarzyszenie Wioślarskie na Poznańskie i Pomorze oraz Związek Niemieckich Towarzystw Gimnastycznych w Polsce[220]
- 1925
  - 8 lutego powstaje Bractwo Prawosławne, które utrzymuje cerkiew w Bydgoszczy[220]
  - 28 marca otwarcie Giełdy Drzewnej (jedynej w kraju) z siedzibą w gmachu Izby Przemysłowo-Handlowej przy Nowym Rynku[220]
  - 21 maja poświęcenie kościoła św. Stanisława Biskupa i Męczennika (początkowo pw. Świętej Rodziny) na Siernieczku, wzniesionego ze składek społeczeństwa[238]
  - 7 sierpnia odsłonięcie pomnika Nieznanego Powstańca Wielkopolskiego[239]
  - 1 października założenie polskiego Miejskiego Konserwatorium Muzycznego, które posiada później orkiestrę symfoniczną, chór mieszany, Collegium Musicum z orkiestrą kameralną (1932)[203]
  - 13 października w ogrodzie Patzera przy ul. Świętej Trójcy powstaje Teatr Popularny[2]
  - konsekracja kościoła klarysek pod wezwaniem Wniebowzięcia Najświętszej Marii Panny[61]
  - utworzenie domu zakonnego (prowincjonalat i internat) Zgromadzenia Ducha Świętego pod opieką Niepokalanego Serca Maryi przy ul. Kujawskiej 117, gdzie powstaje również kaplica publiczna[132]; w Bydgoszczy funkcjonują ponadto 4 zakony: Zgromadzenie Misjonarzy św. Wincentego a Paulo, Szarytki i Elżbietanki (1923) oraz Klaryski od wieczystej Adoracji (1925)[36]
  - odbudowa toru wyścigów konnych na Kapuściskach Małych wraz z trybuną i stanowiskiem sędziowskim[240],
  - do Bydgoszczy przenosi swą siedzibę Centralny Związek Pracodawców[220]
  - uruchomienie linii autobusowej łączącej Bydgoszcz z Fordonem[11]
  - w mieście praktykuje 50 lekarzy polskich i 11 niemieckich; mniejszość niemiecka urządza przy al. Mickiewicza 15 prywatny szpital dr Siegfrieda Staemmlera[44]
  - Komisja dla Reformy Administracji opracowuje projekt nowego podziału administracyjnego Polski, w którym stolicą nowego województwa pomorskiego wyznaczona jest Bydgoszcz; reformy ustrojowe i administracyjne zostają jednak zahamowane wskutek zamachu majowego w 1926[220]
- 1926
  - 1 marca w Bydgoszczy powstaje oddział Skandynawsko-Amerykańskich Linii Oceanicznych[2]
  - 14 marca ogólnopolski zjazd przedstawicieli rzemiosła[2]
  - 22 kwietnia erygowanie parafii garnizonowej obejmującej Bydgoszcz i powiaty: bydgoski, szubiński, żniński, chodzieski i wyrzyski; kościół pobernardyński staje się garnizonowym pw. św. Jerzego[132]
  - 14 maja w związku z zamachem majowym, wojewoda poznański Adolf Bniński zarządza stan wyjątkowy; żołnierze 61 i 62 p.p., stacjonujący w Bydgoszczy, wyruszają do Warszawy na pomoc legalnym władzom[2]
  - w czerwcu w Teatrze Miejskim występuje śpiewak Jan Kiepura[155]
  - 19 września założenie Bydgoskiego Klubu Wioślarek (do 1939 zdobywają 4 tytuły mistrzyń Polski, 7 razy II miejsce)[241]
  - Liga Obrony Powietrznej i Przeciwgazowej zakłada w Bydgoszczy pierwszą w kraju Cywilną Szkołę Mechaników Lotniczych, na bazie działającej od 1922 wojskowej Szkoły Mechaników Lotniczych oraz wydziału mechanicznego przy Państwowej Szkole Przemysłowej w Bydgoszczy[242]
  - ukończenie remontu kościoła farnego, wykonanie polichromii według projektu Stefana Cybichowskiego, odrestaurowanie obrazu Matki Bożej z Różą[132]
  - założenie cmentarza św. Stanisława na Siernieczku[103] oraz cmentarza św. Mikołaja w Fordonie[103]
  - Rada Miejska przyznaje lekarzowi Władysławowi Piórkowi pierwszy tytuł Honorowego Obywatela Bydgoszczy po odzyskaniu niepodległości[243]
  - założenie pierwszej w kraju wytwórni artykułów fotochemicznych – Fabryki Płyt Fotograficznych „Alfa”
  - w Bydgoszczy funkcjonuje 651 zakładów przemysłowych z zatrudnieniem 8,7 tys. osób[220]
- 1927
  - 13 lutego założenie Pomorskiego Okręgowego Związku Pływackiego w Bydgoszczy[220]
  - dekret prezydenta wprowadzający nową ustawę samorządową dla kilku miast polskich, m.in. dla Bydgoszczy; od tej chwili magistrat składa się z prezydenta, 2 wiceprezydentów, 4 ławników stałych i 3 wybieralnych[2]
  - 20 czerwca decyzja magistratu o budowie nowego Szpitala Miejskiego na Skrzetusku – centrum specjalistycznego z zasięgiem na całe Pomorze, będącym przeciwwagą dla szpitali Wolnego Miasta Gdańska; projektantem obiektu jest miejski radca budowlany Bogdan Raczkowski (prace rozpoczęto w lipcu 1928)[44]
  - 23 czerwca mieszkańcy Bydgoszczy witają uroczyście w Brdyujściu statek wiozący z Gdańska do Krakowa prochy Juliusza Słowackiego[2]
  - 1 lipca uruchomienie pogotowia ratunkowego, dla którego zakupiono we Francji ambulanse motorowe[44]
  - 31 lipca uroczystość odsłonięcia pierwszego w Polsce pomnika Henryka Sienkiewicza w Bydgoszczy w obecności prezydenta RP Ignacego Mościckiego; koncertem chórów bydgoskich i poznańskich oraz orkiestry reprezentacyjnej 68. pułku piechoty WP kieruje kompozytor Feliks Nowowiejski[244]
  - w październiku założenie Pomorskiego Okręgowego Związku Piłki Nożnej w Bydgoszczy[220]
  - wzniesienie Domu Katolickiego przy ul. Malczewskiego według projektu Stefana Cybichowskiego (ob. Instytut Kultury – Dom Polski)[111]
  - w Teatrze Miejskim powstaje dział muzyczny, który wystawia kilkanaście premier operetek w ciągu sezonu[219]
  - Państwowy Instytut Naukowo-Rolniczy w Bydgoszczy staje się oddziałem Państwowego Instytutu Naukowego Gospodarstwa Wiejskiego w Puławach[144]
  - powstaje Wytwórnia Win i Soków Owocowych w Fordonie (do lat 90. XX w. Zakłady Przetwórstwa Owocowo-Warzywnego)[220]
  - powstaje biurowiec Polskiego Monopolu Tytoniowego przy ul. Warszawskiej[220]
- 1928
  - ukończenie budowy odcinka magistrali węglowej Kapuściska Małe – Maksymilianowo (11 km)[245]
  - 16 maja wysadzenie w powietrze Wieży Bismarcka na Wzgórzu Wolności, zgodnie z uchwałą rady miejskiej[192]
  - 15 lipca odbywa się zjazd Polaków z Warmii i Mazur i Ziemi Malborskiej, który zakłada Zrzeszenie Rodaków z tych ziem z siedzibą w Bydgoszczy[2]
  - 29 lipca odwiedza miasto prezydent Rzeczypospolitej Ignacy Mościcki, który m.in. otwiera bursę mechaników lotniczych przy ul. Szubińskiej i nowy dom starców przy ul. Grudziądzkiej oraz wmurowuje akt erekcyjny pod nową elektrownię przy ul. Żeglarskiej[2]
  -  Letnie Igrzyska Olimpijskie 1928 w Amsterdamie – wioślarze Bydgoskiego Towarzystwa Wioślarskiego: Franciszek Bronikowski, Leon Birkholz, Edmund Jankowski, Bernard Ormanowski i sternik Bolesław Drewek zdobywają pierwszy medal olimpijski w historii polskiego wioślarstwa – brąz w czwórce ze sternikiem[227]
  - 7 do 13 września pierwszy sześcioetapowy Tour de Pologne wygrywa Feliks Więcek z Bydgoskiego Klubu Kolarzy[2]
  - 15 listopada otwarcie nowej łaźni miejskiej na Szwederowie[2]; przekształcenie bydgoskiego Szpitala Wojskowego przy ul. Jagiellońskiej w Garnizonową Izbę Chorych z 50 łóżkami[44]
  - 4 grudnia powstaje Kolejowy Klub Wioślarski (od 1993 Regionalne Towarzystwo Wioślarskie Lotto-Bydgostia Bydgoszcz, które jest 24 razy z rzędu drużynowym mistrzem Polski)[246]
  - 28 października poświęcenie kościoła Matki Boskiej Nieustającej Pomocy na Szwederowie wzniesionego według projektu arch. Stefana Cybichowskiego[247]
  - początki przedsiębiorstwa Telkom-Telfa[248]
  - w Bydgoszczy funkcjonuje szereg przedsiębiorstw ważnych w skali kraju, np. fabryka Kabel Polski, produkująca jako jedyna w kraju kable telefoniczne i okrętowe, Warsztaty Kolejowe, drugie pod względem wielkości w kraju, Fabryka Sygnałów Kolejowych całkowicie zaspokajająca potrzeby polskiego kolejnictwa w urządzenia sterujące ruchem pociągów, Fabryka Płyt Fotograficznych „Alfa” produkująca jako jedyna w kraju błony i papiery fotograficzne, Bydgoska Fabryka Pilników i Narzędzi „Grakona” – jedno z największych przedsiębiorstw przemysłu metalowego w kraju, fabryka „Iskra” – polski pionier w produkcji maszyn do pisania, Fabryka Pianin i Fortepianów Brunona Sommerfelda – jedna z największych w Polsce w swojej branży, Kauczuk Polski – zaopatrujący cały kraj w dętki i opony rowerowe, Fabryka Obrabiarek do Drewna – całkowicie pokrywająca zapotrzebowanie krajowe, Zakłady Graficzne Biblioteka Polska – największa drukarnia na Pomorzu i jedna z większych w kraju (400 zatrudnionych), Fabryka Płyt Klejonych – druga co do wielkości w Polsce[220]
- 1929
  - 1 czerwca otwarcie codziennej komunikacji lotniczej na trasie: Poznań–Bydgoszcz–Gdańsk[2], a następnie na trasie Wilno–Gdańsk–Bydgoszcz–Warszawa–Katowice[249]
  - 18 sierpnia na przebudowanym torze regatowym w Brdyujściu odbywają się Mistrzostwa Europy w wioślarstwie z udziałem 100 zawodników z 11 państw[2]; w obecności 30 tys. widzów polska załoga, złożona z członków Bydgoskiego Towarzystwa Wioślarskiego zdobywa brązowy medal[205]
  - 8 listopada oddanie do eksploatacji kina „Polonia” przy ul. Krasińskiego[91]
  - 20 grudnia powstają dwa pierwsze parostatki, zbudowane przez firmę Lloyd Bydgoski[2]
  - 21 grudnia uruchomienie elektrowni na Jachcicach[2]
  - rozbudowa kościoła św. Mikołaja w Fordonie do formy neobarokowej według projektu arch. Stefana Cybichowskiego[250]
  - założenie cmentarza Najświętszego Serca Jezusa przy ul. Ludwikowo[103]
  - wydawany w Bydgoszczy chadecki Dziennik Bydgoski jest największym pismem Polski zachodniej, jednym z 10 najpoczytniejszych pism codziennych w Polsce[220]
  - miejscowe środowisko artystyczne zrzesza się w Związku Plastyków Pomorskich[220]
  - rozbudowa stadionu Polonii do pojemności 15 tys. widzów z krytą żelbetową trybuną, powstaje Miejski Ośrodek Wychowania Fizycznego[220]
  - bydgoszczanin Alojzy Więckowski zdobywa mistrzostwo Polski w rzucie młotem (mistrzostwo zdobywa ponownie w 1933, 1934, 1935 i 1946)[220]
  - Lecznica w Smukale przemianowana na Wojewódzkie Sanatorium dla Piersiowo-Chorych[44]
  - budowa bekoniarni przy Rzeźni Miejskiej, skąd produkty wysyłane są na eksport do Anglii[220]
  - w Bydgoszczy funkcjonuje ok. 1500 zakładów rzemieślniczych o zatrudnieniu 4 tys. osób, które zaopatrują rynek bydgoski, Pomorze i Wielkopolskę[124]
- 1930
  - 9 lutego założenie Pomorskiego Okręgowego Związku Atletycznego z siedzibą w Bydgoszczy[220]
  - 15 maja Stary Rynek, plac Teatralny i ul. Gdańska do hotelu Pod Orłem otrzymują elektryczne oświetlenie uliczne[2]
  - 1 czerwca oddanie do użytku boiska sportowego przy ul. Nakielskiej im. Idziego Świtały[2]
  - 6 czerwca odkrycie 60 grobów kultury łużyckiej podczas prac ziemnych na Skrzetusku[2]
  - 26 i 27 lipca na boisku sportowym Szkoły Oficerskiej odbywają się Mistrzostwa Polski Seniorów w Lekkoatletyce 1930 kobiet; startuje m.in. rekordzistka Polski i świata Halina Konopacka[251]
  - w grudniu Bydgoszcz wraz z Gdynią zostaje włączona do ruchu telefonicznego z krajami zamorskimi (USA, Kanada, Meksyk, Australia)[220]
  - przeniesienie z Poznania do Bydgoszczy Ekspozytury Nr 3 Oddziału II Sztabu Głównego, zajmującej się wywiadem wojskowym i zwalczaniem niemieckich agentur szpiegowskich w Wolnym Mieście Gdańsku, Prusach Wschodnich, Pomorzu Zachodnim i Brandenburgii[252]
  - ukończenie fragmentu magistrali węglowej Nowa Wieś Wielka – Kapuściska Małe (21,3 km) wraz z mostem nad Brdą[245]
  - zmierzch kina niemego; w Bydgoszczy istnieje 8 kin stałych[199]
  - zieloną wizytówką miasta oprócz plant na Kanałem Bydgoskim staje się nowo założony Ogród Botaniczny przy ul. Niemcewicza[253], wzbogacony o rzeźby, trejaże, skalne tarasy, pergole, groty i fontannę[107]
  - przebudowa parku nad Brdą w formie ogrodu różanego, który nazwano imieniem Władysława Jagiełły[107]
  - Bydgoszcz jest ważnym ośrodkiem gospodarczym na styku Wielkopolski i Pomorza, zapleczem dla wznoszonej od podstaw Gdyni, gdzie pracują bydgoskie przedsiębiorstwa budowlane[220]
- 1931
  - 23 maja w sali Patzera odbywa się pierwsze przedstawienie nowego Teatru Rewiowego[2]
  - 30 lipca zatwierdzenie „planu ogólnego zabudowania Bydgoszczy”, który przewiduje powstanie nowych dzielnic mieszkaniowych na Bielawach, Skrzetusku, osiedlu Leśnym, Szwederowie, Bielicach, Rupienicy i Czyżkówku; dzielnic przemysłowych na Kapuściskach Dolnych i Zimnych Wodach oraz urządzeń wojskowych na Jachcicach[220]
  - uruchomienie oddziału celnego na bydgoskim lotnisku dla potrzeb połączenia z Gdańskiem[249]
  - trwa budowa osiedli mieszkaniowych na terenach uprzednio rozparcelowanych m.in. na osiedlu Jary, osiedlu Sielanka, Skrzetusku oraz osiedlu Leśnym[254]
  - zawodnicy bydgoskich klubów dzierżą 24 rekordy Pomorza w konkurencjach lekkoatletycznych wobec 6 toruńskich, po 2 gdańszczan i grudziądzan[220]
  - Bydgoszcz liczy 117,5 tys. mieszkańców[94], z czego 89% to Polacy, 9% – Niemcy, a 1% – Żydzi[220]
- 1932
  - 2 października odsłonięcie pomnika Najświętszego Serca Jezusa na placu Poznańskim autorstwa Piotra Trieblera i Teodora Gajewskiego[233]
  - 8 października Adam Grzymała-Siedlecki ofiarowuje Bibliotece Miejskiej książki z prywatnego księgozbioru Włodzimierza Lenina[2]
  - 8 listopada nowym prezydentem miasta zostaje wybrany były konsul II RP w Essen i burmistrz Gniezna Leon Barciszewski[2]
  - 15 grudnia powstaje „Grupa Plastyków Pomorskich” zrzeszająca wybitniejszych artystów bydgoskich[27]
  - wzniesienie kościoła rektorskiego Ducha Świętego przy ul. Kujawskiej, służącego duchaczom oraz społeczeństwu (w latach 1946–1989 parafialny)[255]
  - powstanie spółki Persil Polska, późniejszej Polleny (od 1991 Unilever)[256]
  -  Letnie Igrzyska Olimpijskie 1932 w Los Angeles – bydgoski wioślarz Jerzy Braun zdobywa srebro i brąz[227]
  - oddanie do użytku przystani żeglugi rzecznej „Vistula” w Fordonie[11]
  - wielki kryzys gospodarczy w Bydgoszczy; fabryki obniżają zatrudnienie o połowę od 1930, liczba bezrobotnych sięga 12 tys. osób; największym zakładem są Warsztaty Kolejowe zatrudniające 2 tys. osób[220]
- 1933
  - 1 stycznia inauguruje działalność kwartalnik naukowo-literacki Przegląd Bydgoski związany z osobą Zygmunta Malewskiego, badacza sztuki sakralnej, miłośnika Bydgoszczy[219]
  - w styczniu bydgoszczanin Marian Rejewski, pracujący w Biurze Szyfrów w Warszawie łamie kod niemieckiej Enigmy, z czego w latach II wojny światowej skorzystają alianci zachodni, skracając II wojnę światową[257]
  - 1 marca uroczystość otwarcia ruchu kolejowego na magistrali węglowej z Górnego Śląska do portu morskiego w Gdyni przez Bydgoszcz – najważniejszej inwestycji komunikacyjnej II Rzeczypospolitej[2]
  - 28 marca w miejsce Kasy Chorych powstaje Ubezpieczalnia Społeczna dla miasta Bydgoszczy i powiatów: bydgoskiego, szubińskiego, wyrzyskiego i sępoleńskiego (ul. Cieszkowskiego 5)[44]
  - 1 lipca wchodzi w życie dekret kard. Augusta Hlonda o erygowaniu nowej parafii św. Antoniego z Padwy na Czyżkówku[220]
  - 1 i 2 lipca na stadionie Polonii odbywają się Mistrzostwa Polski Seniorów w Lekkoatletyce 1933 mężczyzn[251]
  - likwidacja ważnych bydgoskich organizacji gospodarczych: 21 marca Izby Rzemieślniczej i 29 września Izby Przemysłowo-Handlowej oraz Dyrekcji Lasów Państwowych wcielonej do Dyrekcji w Toruniu, co wzbudza ostre protesty miejscowego środowiska gospodarczego (zgodnie z nowymi przepisami, jednostki te mogą mieć siedziby tylko w miastach wojewódzkich)[220]
  - 31 lipca otwarcie Giełdy Zbożowo-Towarowej w Bydgoszczy, której obroty stawiają ją na trzecim miejscu w kraju (po Poznaniu i Lwowie, a przed giełdą warszawską)[220]
  - 1 września przeniesienie do budynku Dyrekcji Kolei przy ul. Dworcowej czterech wydziałów (handlowo-taryfowy, prawny, gospodarczy i sanitarny) likwidowanej Okręgowej Dyrekcji Kolei w Gdańsku[122]
  - 11 września w związku z wielkim kryzysem likwidacja pasażerskiej komunikacji lotniczej z Bydgoszczy[249]
  - 10 grudnia otwarcie toru łyżwiarskiego przy ul. Hetmańskiej staraniem Bydgoskiego Klubu Sportowego „Polonia”[2]
  - włączenie do miasta Lasu Gdańskiego o powierzchni 106 ha (dzisiaj osiedle Leśne i Zawisza)[126]
  - założenie z inicjatywy Ligi Obrony Powietrznej i Przeciwgazowej Szkoły Szybowcowej w Fordonie (na stokach Góry Szybowników), która w okresie międzywojennym kształci ok. 10% pilotów szybowcowych w Polsce, a do 1963 kolejne 4211 absolwentów[258]
  - założenie cmentarza katolickiego Trójcy Świętej przy ul. Szubińskiej[103]
  - ekspedycja filmowa pod kierunkiem Henryka Vlassaka realizuje film zatytułowany Bydgoszcz – polska Wenecja[199]
  - endecka Gazeta Bydgoska przekształca się w Kurier Bydgoski, organ Polskiego Związku Zachodniego z zasięgiem na całe województwo pomorskie[259]
  - ożywienie po wielkim kryzysie gospodarczym, rozbudowa fabryk rowerów Jarha, Tornowa, Fema; gwałtowny rozwój przemysłu elektrotechnicznego (Kabel, Eltra)[220]
  - powstaje w Bydgoszczy oddział Polskiego Towarzystwa Historycznego we Lwowie (prezes Tadeusz Esman)[220]
  - zjednoczenie garnizonowych klubów i kół sportowych w Wojskowy Klub Sportowy w Bydgoszczy (WKS)[220]
  - uruchomienie prywatnego Tramwaju Wodnego od przystani miejskiej w centrum miasta do kąpieliska Riwiera przy ul. Nadrzecznej[260]
  - Bydgoszcz słynie z transportu wodnego; dziennie przepływa przez centrum miasta kilkanaście barek towarowych; zarejestrowanych jest 123 barek, podczas gdy w Gdańsku 61, a w Toruniu 14[261]
- 1934
  - 4 grudnia założenie Rady Artystyczno-Kulturalnej, koordynującej miejskie życie kulturalne[262]
  - budowa bulwaru im. Gabriela Narutowicza; od mostów Solidarności do mostu Staromiejskiego[220]
  - powstaje Rada Zrzeszeń Naukowych i Kulturalnych Ziemi Pomorskiej, która propaguje m.in. współpracę naukową Bydgoszczy i Torunia oraz ideę powołania na Pomorzu uniwersytetu[220]
  - w Bydgoszczy funkcjonują 4 gimnazja państwowe i miejskie: Państwowe Gimnazjum Klasyczne w przy pl. Wolności (męskie, od 1938 I Państwowe Liceum i Gimnazjum im. marsz. Józefa Piłsudskiego), Państwowe Gimnazjum Humanistyczne przy ul. Grodzkiej (męskie, od 1938 II Państwowe Liceum i Gimnazjum im. marsz. Edwarda Śmigłego-Rydza), Miejskie Gimnazjum Matematyczno-Przyrodnicze im. Mikołaja Kopernika przy ul. Kopernika (męskie), Miejskie Żeńskie Katolickie Gimnazjum Humanistyczne przy ul. Staszica (od 1938 Miejskie Katolickie Liceum i Gimnazjum Żeńskie) oraz gimnazja prywatne[220]; co roku urządzane są wioślarskie regaty międzyszkolne; a w kościele klarysek odprawiane są nabożeństwa szkolne[220]
- 1935
  - 3 lutego w budynku przy ul. Warszawskiej powstaje pierwsze w Polsce muzeum szkolne[2]
  - od 30 maja do 2 czerwca obrady zjazdu elektryków z całej Polski, połączone z wystawą sprzętu elektrotechnicznego[2], a w czerwcu Zjazd Związku Muzeów w Polsce (obradujący w Bydgoszczy i Toruniu)[220]
  - 10 sierpnia rozpoczyna pracę automatyczna stacja telefoniczna przy ul. Pomorskiej[2]
  - 16 listopada oddanie do użytku 7-klasowej szkoły powszechnej Jachcicach przy ul. Żeglarskiej (ponadto w 1933 – na Bielawach, a w 1937 – na Zimnych Wodach)[2]
  - założenie cmentarza św. Antoniego Padewskiego na Czyżkówku[103]
  - powstaje przy ul. Gdańskiej Bydgoska Fabryka Opakowań Blaszanych, a na Kapuściskach – tartak państwowy „Lasy Polskie” z zatrudnieniem 500 osób[220]
  - budowa pierwszego dworca autobusowego na placu Kościeleckich[220]
  - założenie pomorskich okręgowych związków sportowych z siedzibą w Bydgoszczy: 26 maja Polskiego Związku Towarzystw Kolarskich, 15 grudnia Związku Kajakowego oraz Związku Łuczniczego[220]
  - Jan Witkowski z Bydgoskiego Towarzystwa Motocyklowego zdobywa tytuł pierwszego mistrza Polski na żużlu[227]; Bydgoskie Towarzystwo Wioślarskie i Kolejowy Klub Wioślarski są najwyżej sklasyfikowanymi klubami wioślarskimi w Polsce[227]
- 1936
  - 4 kwietnia Biblioteka Bernardynów w Bydgoszczy eksponowana jest w stylizowanym pomieszczeniu urządzonym w gmachu Wojewódzkiej i Miejskiej Biblioteki Publicznej w Bydgoszczy[2]
  - 24 kwietnia oddanie do użytku linii tramwajowej (1,1 km) wzdłuż ul. Chodkiewicza, łącząc Śródmieście z Bielawami oraz wprowadzenie czwartej linii „D” na trasie ul. Gdańska – ul. Długa[165]
  - 28 kwietnia założenie Miejskiej Orkiestry Symfonicznej (dyrygent Alfons Rezler)[203]
  - 28–29 czerwca Zjazd Katolicki archidiecezji gnieźnieńskiej i poznańskiej w Bydgoszczy z udziałem prymasa kard. Augusta Hlonda[132]
  - 3 września oddanie do użytku największej w Polsce (38 m) wieży spadochronowej przy Szkole Podchorążych[2]
  - 6 października początek komunikacji autobusowej w Bydgoszczy; 4 autobusy marki Fiat kursują na trzech liniach[263]
  - 20 października Ministerstwo Spraw Wewnętrznych II RP zatwierdza herb Bydgoszczy[2]
  - 29 listopada otwarcie nowego gmachu poczty przy dworcu kolejowym Bydgoszcz Główna[2]
  - w Bydgoszczy na Czyżkówku mieszka znany autor powieści dla młodzieży Władysław Umiński[2]
  - uporządkowanie bulwaru biegnącego lewym brzegiem Brdy od Jachcic, aż do młynów Kentzera[107]
  - rozpoczęcie budowy kościoła św. Antoniego Padewskiego na Czyżkówku (stan surowy w 1939)[264]
  - budowa koszar przy ul. Północnej (Powstańców Warszawy)[220]
  - Zakłady Graficzne Instytutu Wydawniczego „Biblioteka Polska” są jednym z większych w II Rzeczypospolitej zakładów; zatrudniają ok. 60% pracowników branży poligraficznej w całym ówczesnym województwie pomorskim[265]
  - powstaje najstarsza część osiedla Leśnego, z fragmentem blokowej zabudowy przy ul. Gdańskiej oraz willami przy ulicach: Jodłowej, Świerkowej, Modrzewiowej[266]
  - głośna w całym kraju kampania prasowa, społeczna i polityczna w obliczu planowanej reformy administracyjnej, której celem jest ustanowienie nowej stolicy województwa pomorskiego w Bydgoszczy; na 18 pism lokalnych wychodzących na Pomorzu nie licząc toruńskich, 15 opowiada się zdecydowanie za Bydgoszczą (m.in. Gdynia, Tczew, Chojnice, Kościerzyna, Sępólno), a 3 wychodzące na pograniczu Prus Wschodnich nie zajmują wyraźnego stanowiska[267]
- 1937
  - 7 stycznia audycją zawierającą przemówienie prezydenta Bydgoszczy Leona Baciszewskiego inauguruje działalność studio bydgoskie Rozgłośni Pomorskiej Polskiego Radia[259]
  - 17 lutego Muzeum Miejskie otrzymuje spuściznę artystyczną po zmarłym Leonie Wyczółkowskim[2]
  - w lutym ogólnopolski zjazd Polskiego Towarzystwa Przyrodników im. Kopernika w Bydgoszczy[220]
  - 16 maja otwarcie Miejskiego Domu Turysty przy dworcu Bydgoszcz Główna; odbywa się I Międzynarodowy Spływ Kajakowy Brdą[260]
  - w czerwcu Bydgoszcz otrzymuje bezpośrednie połączenie autobusowe z Gdynią[220], a 25 lipca miejską komunikację autobusową objęte są: Szwederowo, Łęgnowo i Kapuściska[2]
  - 10 i 11 lipca na stadionie Polonii odbywają się Mistrzostwa Polski Seniorów w Lekkoatletyce 1937 kobiet[251]
  - 15 września po manewrach w rejonie Wągrowca, Szubina, Kcyni i Żnina w mieście defiluje przed Naczelnym Wodzem Edwardem Rydzem-Śmigłym 50 tys. żołnierzy; pokazy ogląda 200 tys. osób z całego regionu[221]
  - w październiku w Bydgoszczy odbywa się Ogólnopolska Wystawa Radiowa[219]
  - 13 grudnia otwarcie nowego Szpitala Miejskiego na Skrzetusku; ówczesnie najnowocześniejszego w Polsce; 6-kondygnacyjny budynek mieści 6 oddziałów, w tym 4 przeniesione ze starych obiektów i 2 nowe: ortopedia i okulistyka[44]
  - umiejscowienie w budynku Dyrekcji Kolei dyrekcji Francusko-Polskiego Towarzystwa Kolejowego, które zarządza magistralą węglową Śląsk – Gdynia[268]
  - w Bydgoszczy istnieje 12 klubów uprawiających sporty wodne, w których trenuje 1116 wioślarzy na 112 łodziach; istnieje 11 przystani wioślarskich i kajakarskich na obszarze zwanym „dzielnicą wioślarzy”[246]
  - bydgoszczanin F. Majewski z Pocztowego Klubu Sportowego zostaje mistrzem świata w łucznictwie[227]
  - w Bydgoszczy funkcjonuje 17 banków i ok. 2,5 tys. zakładów rzemieślniczych, m.in. 206 warsztatów szewskich, 178 rzeźniczych, 121 krawieckich, 104 stolarskich, 96 fryzjerskich, 92 piekarskich, 64 kowalskich, 58 zegarmistrzowskich[124]; liczba wykupionych świadectw przemysłowych w Bydgoszczy jest 2,3 razy większa niż w Toruniu i 3 razy większa niż w Grudziądzu[220]
  - w Bydgoszczy funkcjonuje 473 przedsiębiorstw niemieckich (w tym 4 banki i 25 firm dużych), w których zatrudnionych jest 4,3 tys. osób (w tym 1,5 tys. Niemców); Niemcy są właścicielami 20% nieruchomości miejskich[220]
  - powstaje 300 nowych domów mieszkalnych rocznie; powstają nowe osiedla na Jarach wzdłuż ul. Czerwonego Krzyża, na Jachcicach wzdłuż ul. Żeglarskiej, osiedle willowe Sielanka oraz osiedle Leśne; kompleksy zabudowy dla ubogich powstają na Zimnych Wodach (ul. Smoleńska)[220]
  - w Bydgoszczy znajduje się 45 parków, skwerów i ogrodów jordanowskich, 10 zieleńców oraz 4 ogrody działkowe; funkcję centrum rozrywkowo-wypoczynkowego pełnią planty nad Kanałem Bydgoskim (38 ha)[107]; prasa ogólnopolska do najbardziej „zielonych” miast zalicza Katowice, Warszawę i Bydgoszcz, a do najczystszych, najlepiej utrzymanych – Bydgoszcz i Wilno[107]
- 1938
  - 16 stycznia zjazd kupiectwa pomorskiego z udziałem wicepremiera Eugeniusza Kwiatkowskiego, a 22 maja ogólnopolski zjazd pocztowców[2]
  - 17 marca pierwsza msza św. w nowej kaplicy na Zimnych Wodach[132]
  - 1 kwietnia Bydgoszcz wraz z 8 innymi powiatami zostaje włączona do województwa pomorskiego; rząd nie decyduje się jednak na zmianę siedziby władz wojewódzkich z Torunia na Bydgoszcz[2]
  - 1 września oddanie do użytku Szkoły im. Albrechta Dürera według projektu A. Krügera z Gdańska (największej szkoły mniejszości niemieckiej w Polsce); znajduje tam lokum Niemieckie Prywatne Gimnazjum Matematyczno-Przyrodnicze i Humanistyczne, a w 1939 także szkoła powszechna[220];
  - 2 września nadanie Teatrowi Miejskiemu imienia Karola Huberta Roztworowskiego[219]
  - 5 września Szkoła Podchorążych Marynarki Wojennej przenosi się z Torunia do Bydgoszczy, zastępując likwidowaną Oficerską Szkołę dla Podoficerów[221]
  - 10 października sekcja muzyczna Rady Artystyczno-Kulturalnej jest przekształcona w Towarzystwo Muzyczne w Bydgoszczy[219]
  - 11 listopada społeczeństwo Bydgoszczy ofiarowuje armii 36 ciężkich karabinów maszynowych zakupionych ze składek mieszkańców[2]
  - przejęcie przez miasto Szpitala Powiatowego na Bielawach, który staje się oddziałem Szpitala Miejskiego[44]
  - Archiwum Miejskie, zostaje przemianowane na Archiwum Województwa Pomorskiego[219]
  - Lloyd Bydgoski posiada 15 statków holowniczych, statek parowy, morski, 17 barek oraz oddziały w: Warszawie, Gdańsku i Włocławku[169]; powstaje Zrzeszenie Właścicieli Barek i Holowników Żeglugi Śródlądowej w Bydgoszczy z oddziałami w: Toruniu, Włocławku i Płocku i agenturze w Gdańsku[261]
  - Kanałem Bydgoskim prowadzony jest tranzyt niemiecki między III Rzeszą a Prusami Wschodnimi (94 tys. ton); miesięcznie przepływa przez Bydgoszczy około 240 barek[269]
  - w mieście czynnych jest 11 hoteli, z których najbardziej reprezentacyjnym jest hotel Pod Orłem w Bydgoszczy[220]
  - w Bydgoszczy funkcjonuje 32 przedszkoli polskich, 4 niemieckie i 1 żydowskie; w 28 szkołach powszechnych uczy się 16,5 tys. dzieci[220]
  - w Bydgoszczy funkcjonuje 55 klubów sportowych, w tym 23 wielosekcyjnych (kilkanaście z nich to kluby zakładowe)[220]
  - Bydgoszcz stanowi siedzibę wielu urzędów administracji niezespolonej, m.in. Dyrekcji Poczt i Telegrafów dla całego Pomorza, Okręgowej Dyrekcji Kolei (wspólnie z Toruniem), Centralnego Biura Rozrachunkowego Kolei, Dyrekcji Kolei Francuskiej, Izby Kontroli Rachunkowej Poczt i Telegrafów, Okręgowej Dyrekcji Lasów Państwowych (1925–1933), Pomorskiego Okręgu Inspektoratu Straży Granicznej, Państwowego Inspektoratu Pracy, Inspekcji Dróg Wodnych, Urzędu Akcyzowego, Pocztowego Urzędu Celnego dla całego Pomorza, Urzędu Miar, Urzędu Katastralnego, Inspektoratu Szkolnego, Okręgowego Sądu i Prokuratury[220]; jest także siedzibą wielu organizacji wojewódzkich (ogólnopomorskich): przemysłowych, handlowych, kulturalnych i sportowych; w mieście działa ponadto 400 organizacji oświatowych, charytatywnych, kombatanckich; Związek Harcerstwa Polskiego liczy 1,8 tys. członków[220]
  - w Bydgoszczy jest 6 kościołów parafialnych, 2 kościoły sukursalne, jeden kościół garnizonowy, 2 kaplice publiczne i 12 kaplic półpublicznych[270]; 8 świątyń ewangelicko-unijnych, kaplica baptystów, dom modlitwy zboru adwentystów dnia siódmego, zbór metodystów, parafia ewangelicko-augsburska, staroluteranie, zielonoświątkowcy i irwingianie, Parafia Ewangelicko-Augsburska w Bydgoszczy, parafia kościoła polskokatolickiego, parafia prawosławna oraz gmina wyznania mojżeszowego użytkująca monumentalną synagogę[36]
  - w Bydgoszczy istnieją 4 orkiestry wojskowe, 3 szkoły muzyczne, 12 chórów, Miejska Orkiestra Symfoniczna, spektakle operowe i operetkowe wystawia Teatr Miejski i Deutsche Bühne[203]
- 1939
  - 24 lutego decyzja Ministerstwa Przemysłu i Handlu o zorganizowaniu w Bydgoszczy w 1941 roku ogólnopolskiej wystawy prezentującej dorobek „Wielkiego Pomorza”[220]
  - 2 marca Partia Młodoniemiecka zwraca się do Niemców w Wielkopolsce i na Pomorzu o bojkot gospodarczy Polaków, co wywołuje odzew społeczeństwa polskiego (26 marca wielka manifestacja)[2]
  - 5 kwietnia rozstrzygnięcie konkursu na projekt nowego ratusza, który ma stanąć przy parku Jana Kochanowskiego[2]
  - 20 kwietnia rada miejska zatwierdza plan przebudowy Śródmieścia Bydgoszczy[2]
  - 7 maja starosta grodzki Bydgoszczy zawiesza działalność Deutsche Bühne, a 15 czerwca także niemieckiego Kasyna Cywilnego[220]
  - w maju ogólnopolski Walny Zjazd Związku Hallerczyków z udziałem gen. Józefa Hallera[236]
  - od maja do sierpnia funkcjonuje w Bydgoszczy Wojskowy Ośrodek Spadochronowy przygotowujący komandosów[220]
  - 18 czerwca utworzenie Bydgoskiego Batalionu Obrony Narodowej[220]
  - 22–29 lipca „Tydzień Bydgoszczy”; towarzyszy im m.in. ogólnopolski zjazd samochodowy oraz jeździeckie mistrzostwa armii[2]
  - 22–23 sierpnia ostatnie przedwojenne międzynarodowe regaty na torze w Brdyujściu (konkurencję czwórek wygrywa Kolejowy Klub Wioślarski)[220]
  - 28 sierpnia na wezwanie prezydenta miasta 10 tys. bydgoszczan w 23 punktach miasta kopie rowy i przygotowuje schrony przeciwlotnicze[2]
  - 30 sierpnia na słupach ogłoszeniowych rozwieszane są ulotki o zarządzeniu mobilizacji powszechnej[220]
  - 31 sierpnia Bydgoszcz liczy 141 tys. mieszkańców (7 miejsce w kraju)[94], z tego 9,2 tys. Niemców (6,4%) oraz 2 tys. Żydów (1,4%)[220]; w tym czasie Fordon liczy 4,9 tys. mieszkańców, w tym 91% Polaków i tylko 29 Żydów[11]

Ludzie okresu międzywojennego w Bydgoszczy(w nawiasach okres zamieszkania w Bydgoszczy)

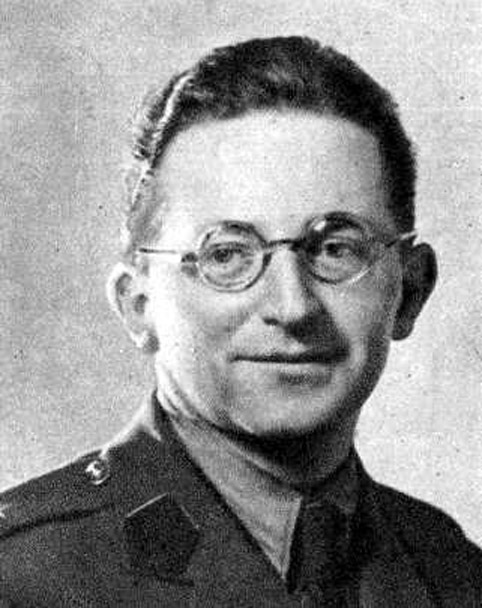
Marian Rejewski – matematyk, kryptolog (1905–1923)
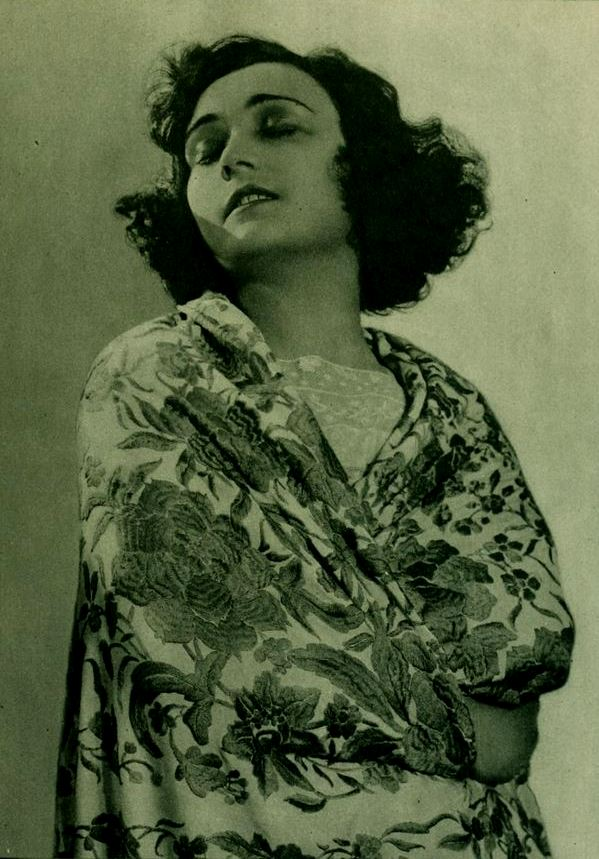
Pola Negri – międzynarodowa gwiazda kina niemego (1920–1922)
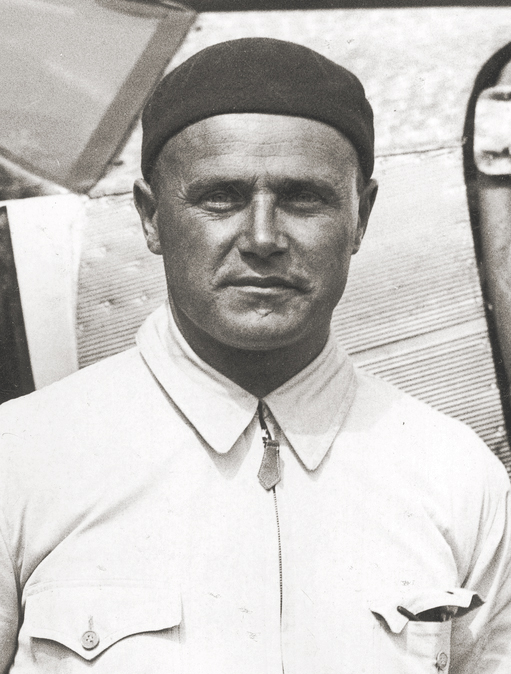
Franciszek Żwirko – as lotnictwa polskiego, absolwent bydgoskiej szkoły pilotów (1921–1923)
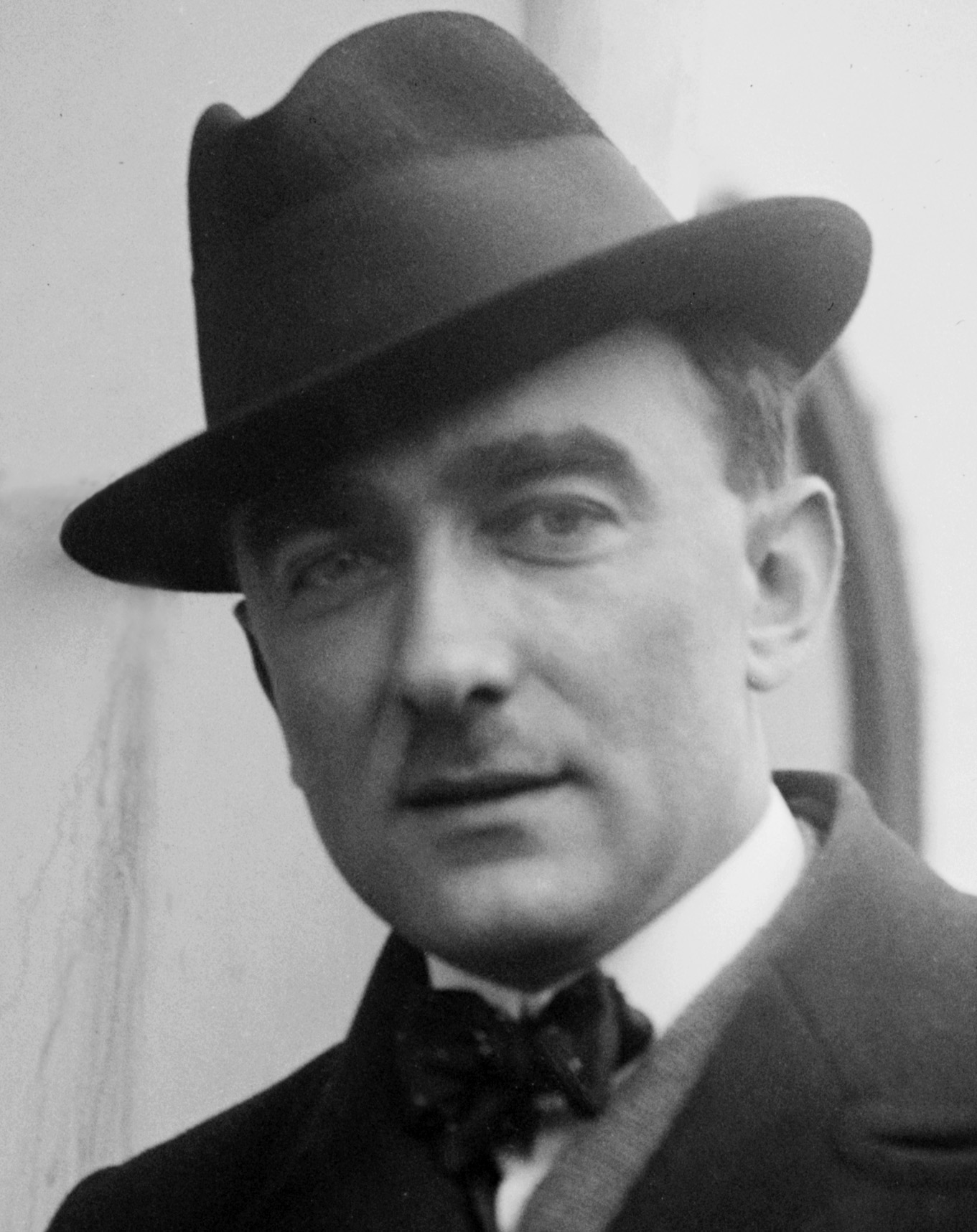
Karol Szymanowski – kompozytor (1921–1924)
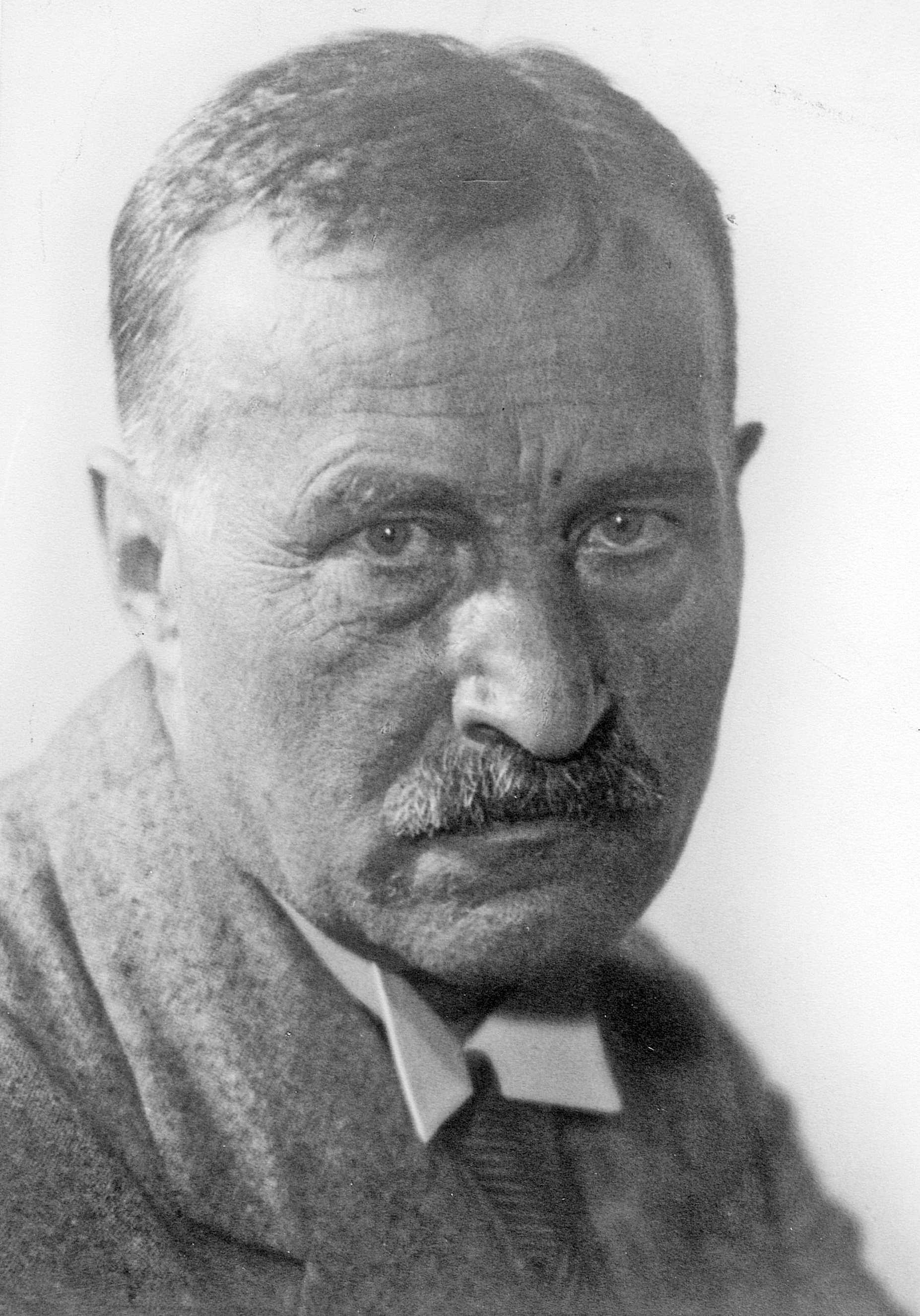
Adam Grzymała-Siedlecki – pisarz, krytyk literacki, reżyser (1923–1934)
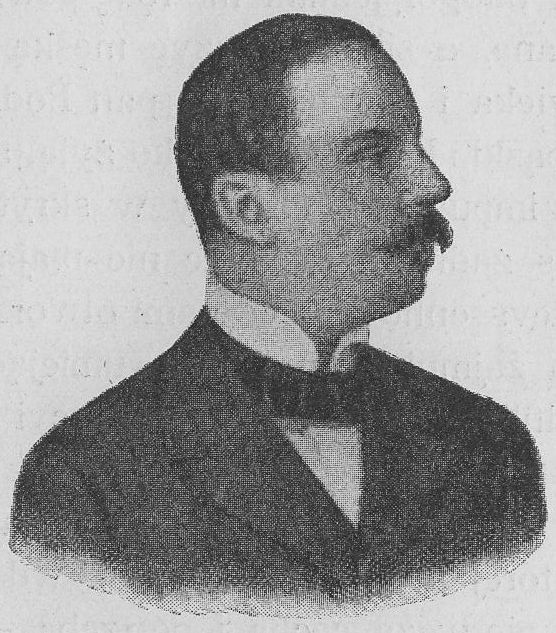
Józef Weyssenhoff (pisarz) – poeta, krytyk literacki (1924–1928)
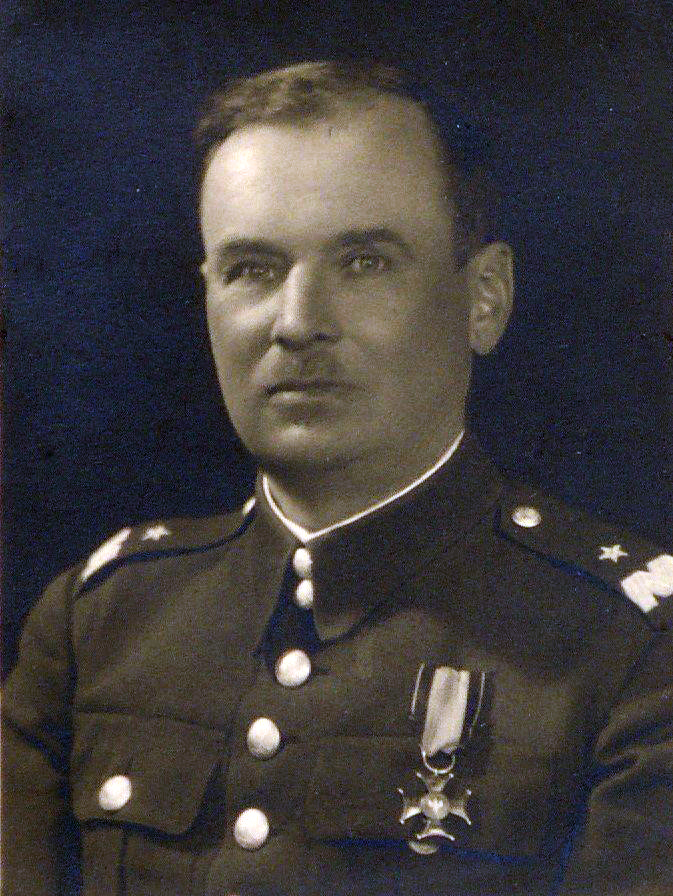
gen. bryg. Wiktor Thommée – dowódca garnizonu Bydgoszcz (1924–1934)
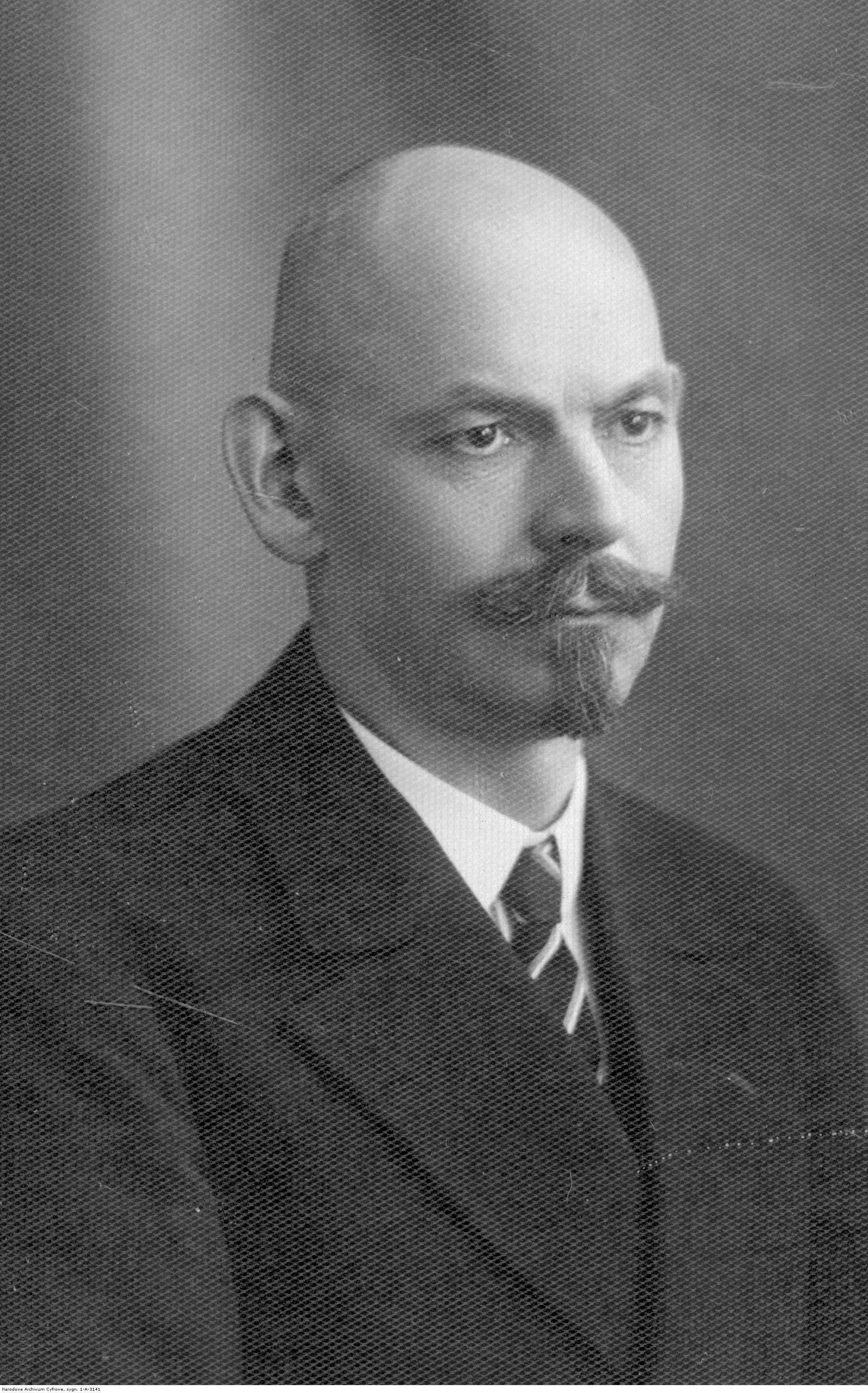
Leon Barciszewski – prezydent Bydgoszczy (1932–1939)
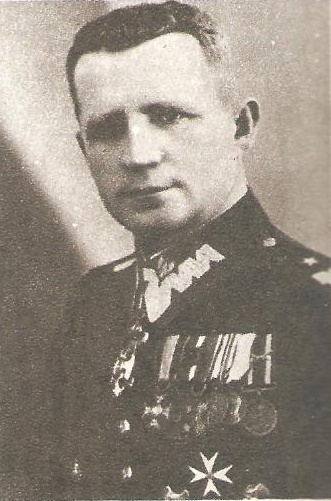
gen. bryg. Jan Chmurowicz – dowódca garnizonu Bydgoszcz (1934–1937)
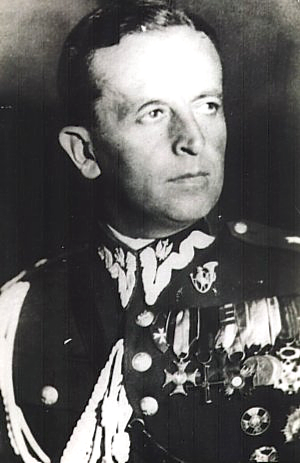
gen. bryg. Stanisław Grzmot-Skotnicki – dowódca garnizonu Bydgoszcz (1937–1939)

### II wojna światowa
- 1939

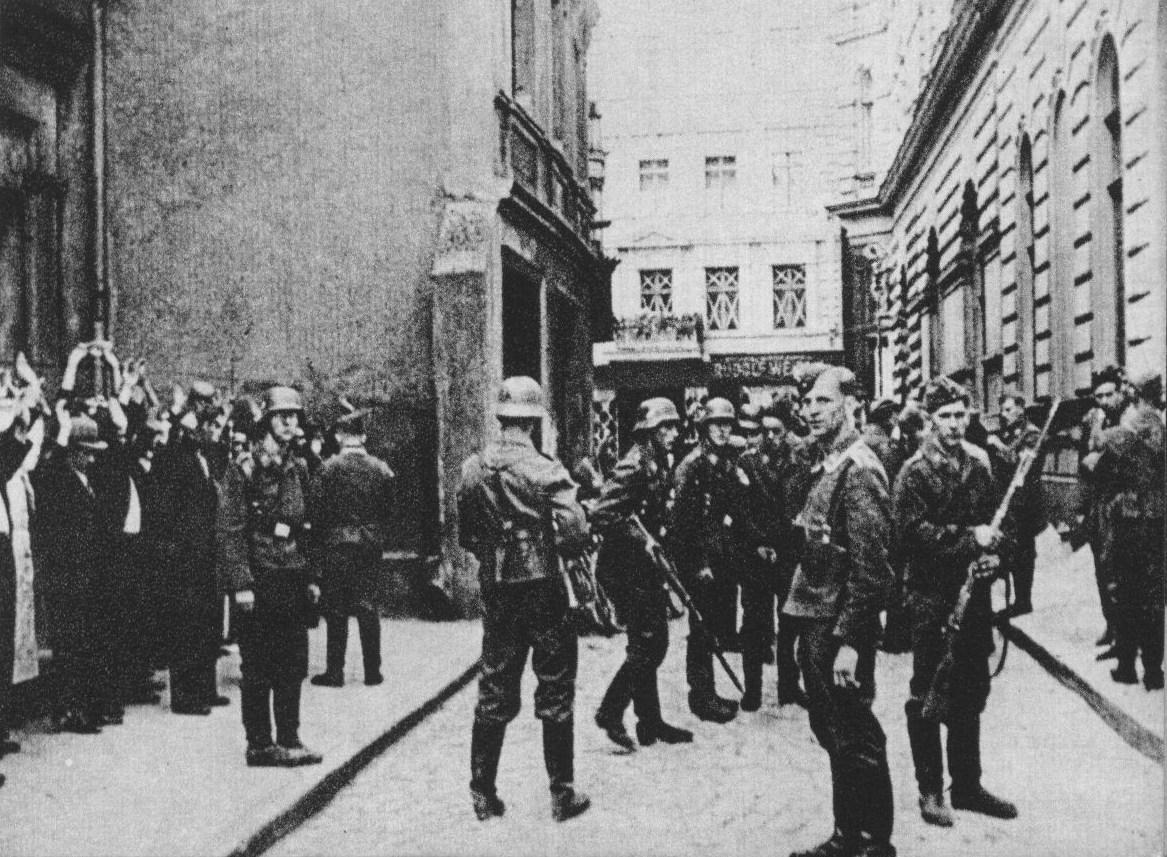
Łapanka na ul. Parkowej 8 września 1939

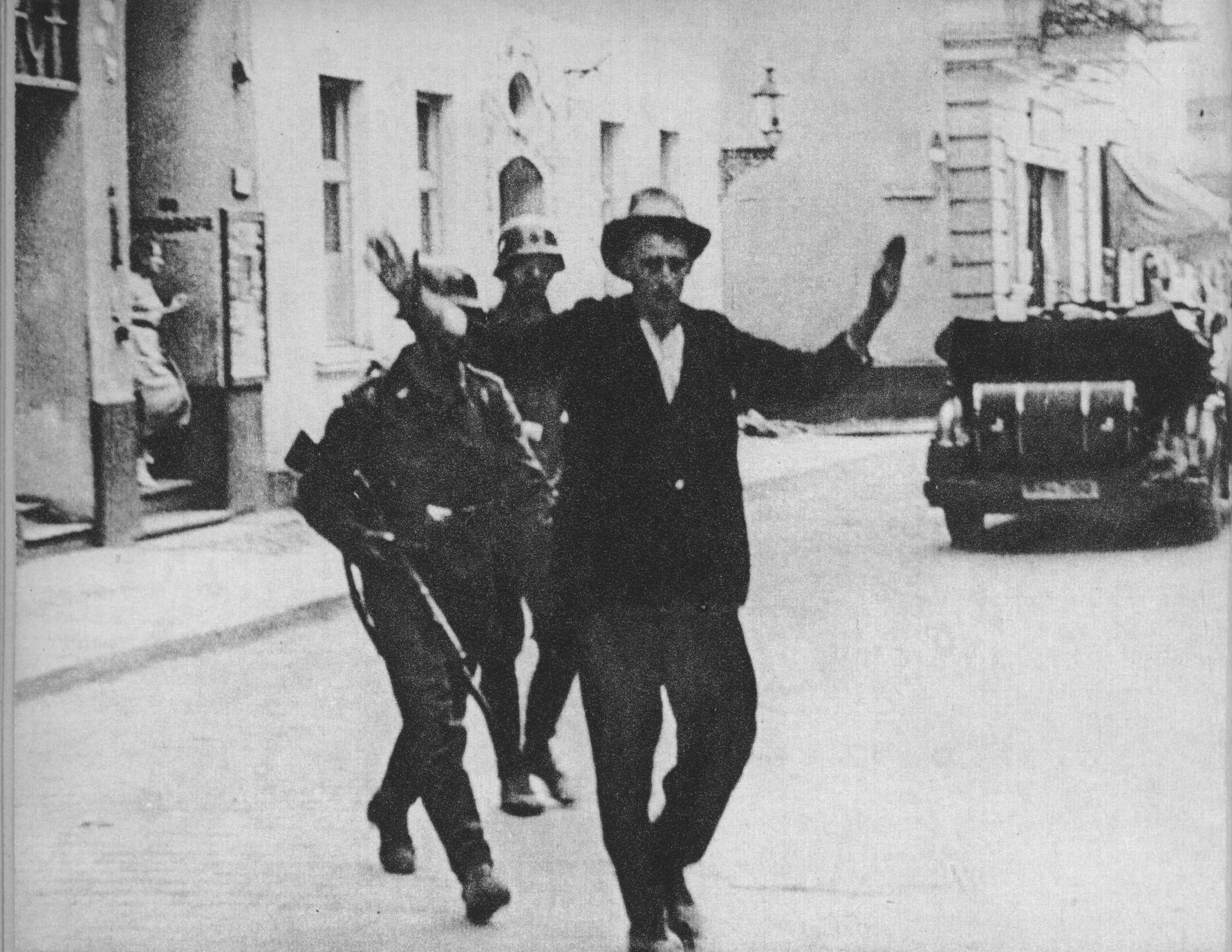
Aresztowany mieszkaniec Bydgoszczy na ul. Farnej

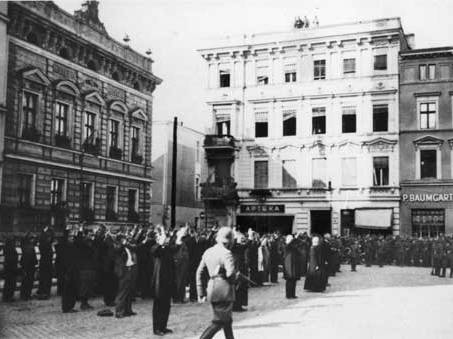
Zakładnicy na Starym Rynku w Bydgoszczy

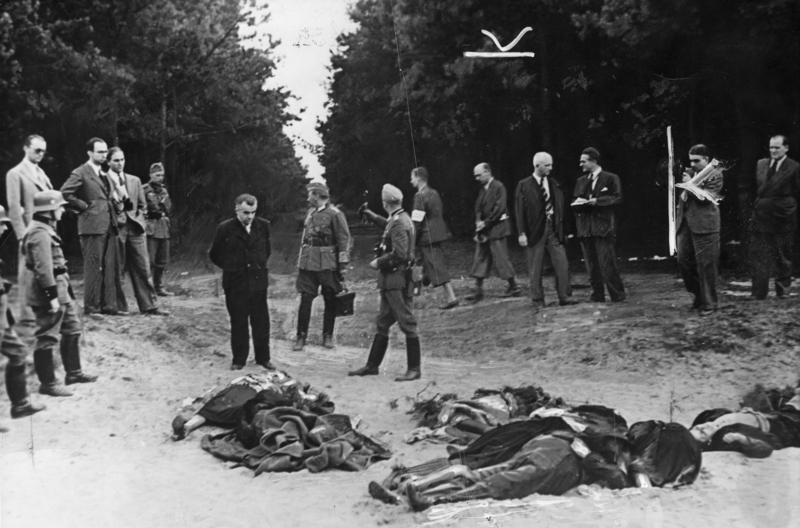
Żołnierze Wehrmachtu pokazują zagranicznym dziennikarzom ciała, wskazane jako ofiary polskiego pogromu w Bydgoszczy – fotografia propagandowa

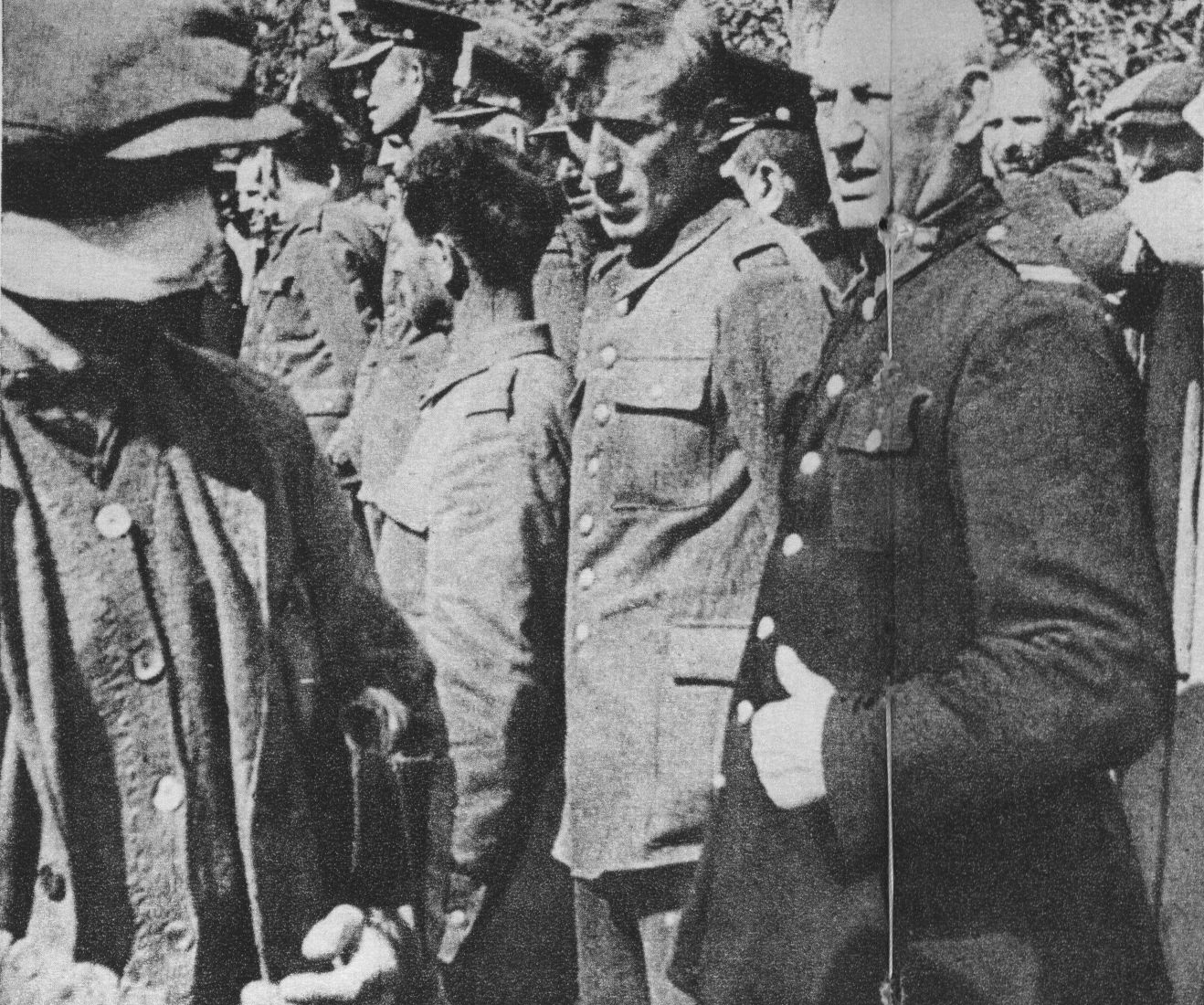
Rozpoznawanie uczestników krwawej niedzieli przez volksdeutschów w koszarach 15 PAL

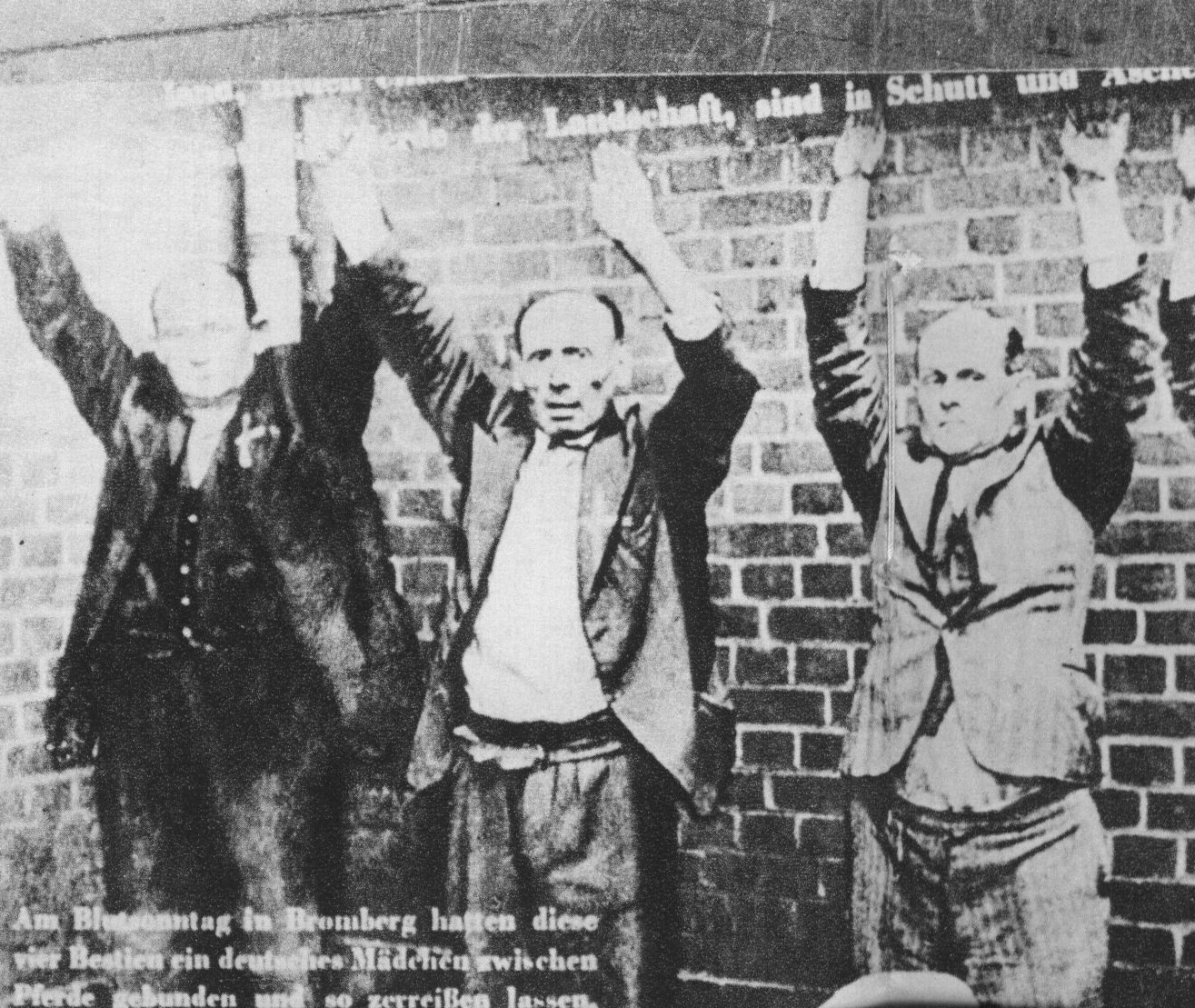
Aresztowani Polacy. Znak krzyża na odzieży oznacza, iż jako osoby wskazane przez volksdeutschów, zostali skazani na śmierć

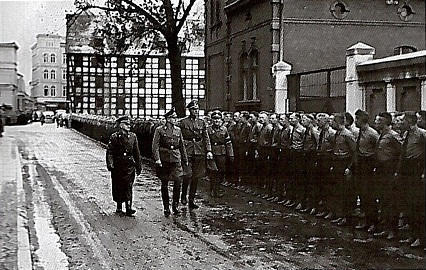
Inspekcja jednostki bydgoskiego Volksdeutscher Selbstschutzu; od lewej: dowódca Josef Meier, nadburmistrz Werner Kampe oraz Ludolf-Hermann von Alvensleben

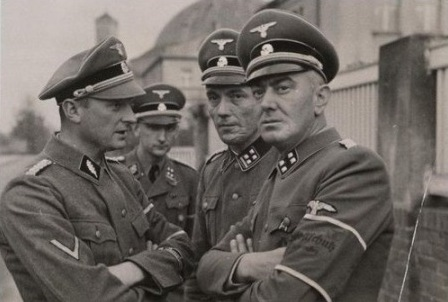
Dowódcy inspektoratów Selbstschutzu: SS-Standartenführer Ludolf Jacob von Alvensleben, SS-Obersturmbannführer Erich Spaarmann, SS-Obersturmbannführer Hans Kölzow i SS-Sturmbannführer Christian Schnug

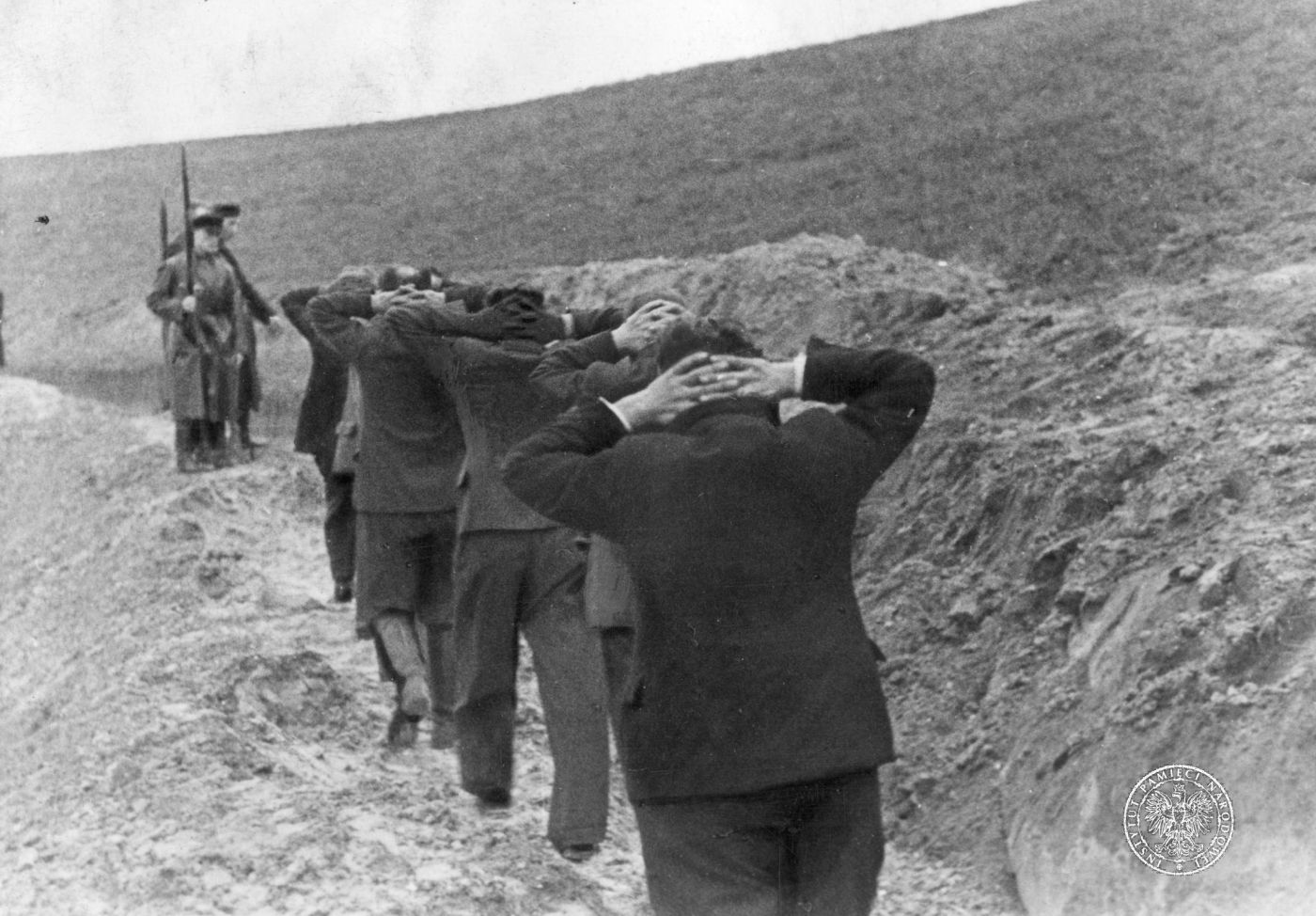
Polscy nauczyciele w drodze na egzekucję w „Dolinie Śmierci”

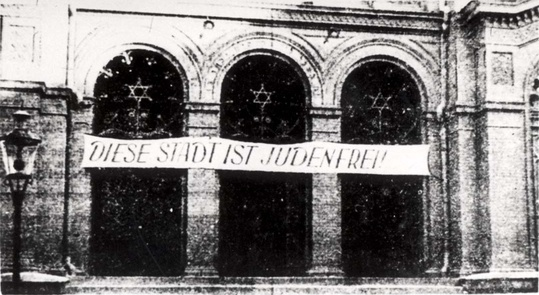
Synagoga w Bydgoszczy z napisem: „To miasto jest wolne od Żydów”

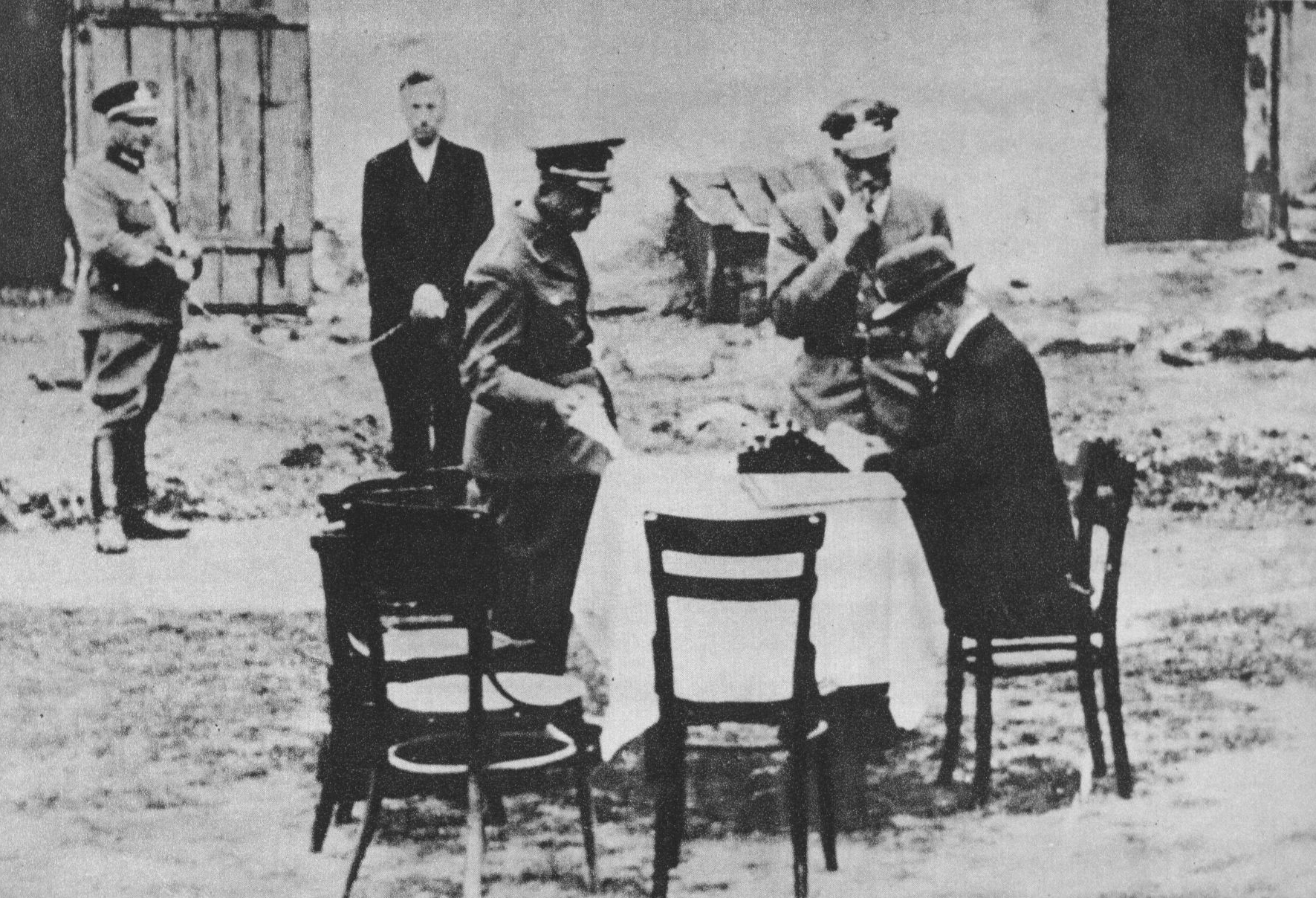
Posiedzenie Sondergericht Bromberg

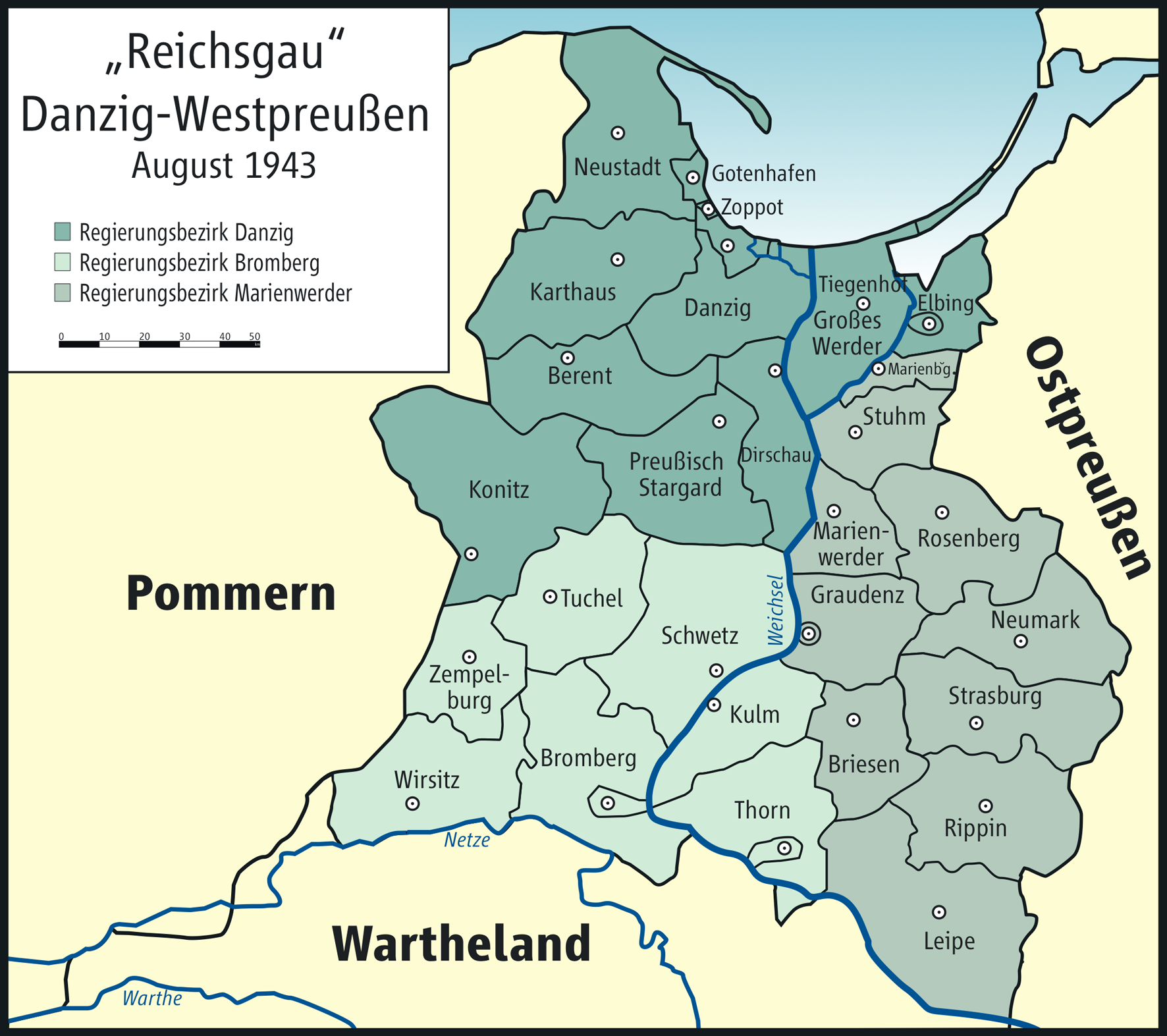
Mapa Okręgu Gdańsk-Prusy Zachodnie z rejencjami (bydgoska, gdańska, kwidzyńska) i powiatami

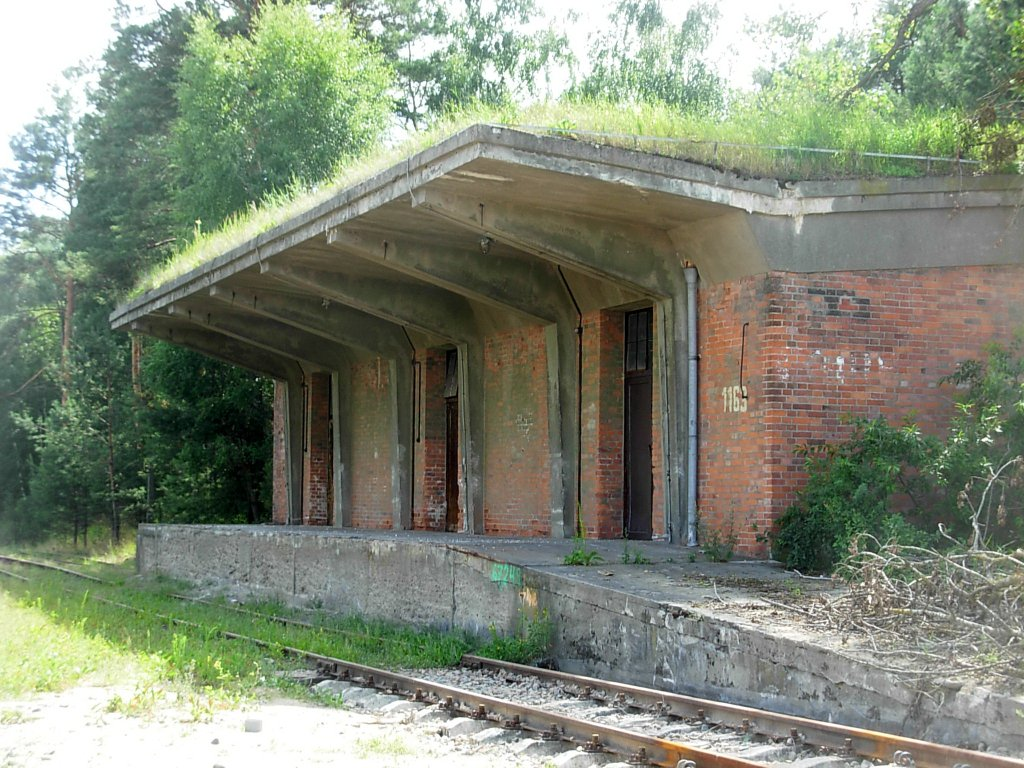
Rampa kolejowa na terenie DAG Fabrik Bromberg

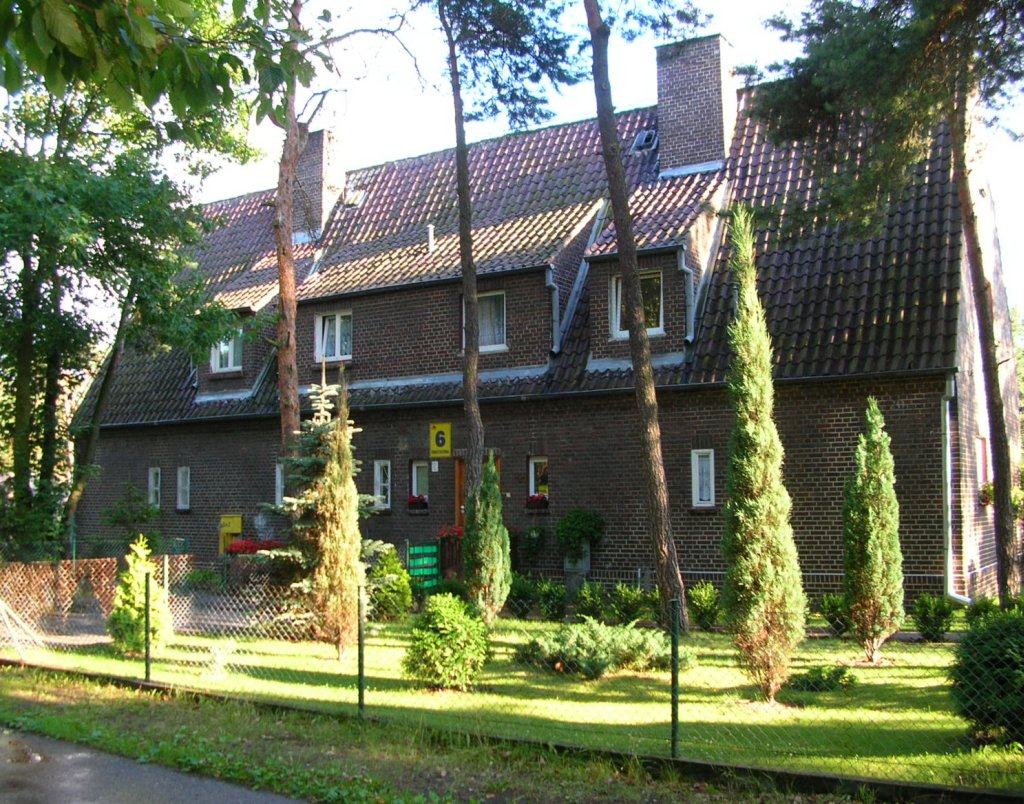
Budynek dla kadry kierowniczej DAG Fabrik Bromberg w Łęgnowie

  - 1 września napad Niemiec hitlerowskich na Polskę; przez Bydgoszcz przeciągają pierwsze grupy uchodźców; na miasto zrzucają bomby samoloty niemieckie[2]
  - 2 września bydgoska 15 Dywizja Piechoty w ramach armii „Pomorze” odpiera na Przedmościu Bydgoskim ataki III niemieckiego korpusu armijnego składającego z grup bojowych: 50 dywizji piechoty Wehrmachtu oraz brygady „Netze”[271]; 3 września opuszcza pozycje na rozkaz Naczelnego Wodza i wycofuje się w kierunku Inowrocławia[221]; w bombardowaniu dworca kolejowego ginie ok. 25 osób cywilnych; wieczorem ewakuują się urzędy państwowe i większość policji[272]
  - 3 września dywersanci oraz miejscowi Niemcy otwierają ogień do cofających się oddziałów polskich oraz ludności cywilnej; w wyniku kontrakcji polskich żołnierzy i cywilów sytuacja zostaje opanowana, kilkaset ofiar jest po jednej i po drugiej stronie; po kilku dniach propaganda nazistowska ogłasza wypadki „krwawą niedzielą bydgoską”; liczbę zamordowanych Niemców minister propagandy III Rzeszy Joseph Goebbels wyolbrzymia do 58 tysięcy osób, aby stworzyć pretekst do masowych represji wobec Polaków[2]
  - 4 września ostatnie oddziały wojskowe i policyjne opuszczają miasto; rozlegają się detonacje wysadzonych mostów na Brdzie[271]; mieszkańcy miasta powołują Straż Obywatelską z przewodniczącym ks. Józefem Schulzem[272]
  - 5 września pierwsze oddziały Wehrmachtu wkraczają do Bydgoszczy; trwają potyczki na Szwederowie z oddziałami samoobrony; zarząd Straży Obywatelskiej podpisuje akt kapitulacji[271]
  - 6 września Niemcy przeprowadzają masowe aresztowania wśród obywateli miasta; internowanych umieszcza się w koszarach przy ul. Gdańskiej, w areszcie przy ul. Poniatowskiego oraz w więzieniu przy Wałach Jagiellońskich[2]
  - 7 września władzę obejmuje komisaryczny nadburmistrz i kreisleiter NSDAP Werner Kampe[2], w ratuszu ginie około 40 osób, m.in. harcerzy, członków Straży Obywatelskiej, czy Polskiego Związku Zachodniego[271]
  - 8 września obława wojskowa i policyjna na ulicach Starego Miasta, aresztowani są wszyscy mężczyźni, około 100 jest rozstrzelanych[271]; pod pozorem „zebrania Rady Miejskiej” Niemcy aresztują wszystkich przybyłych radnych polskiego pochodzenia[273]
  - 9 września pierwsza publiczna egzekucja na Starym Rynku, zastrzelono do tego dnia 400 Polaków, aresztowano 500[271]
  - 10 września odbywają się dwie publiczne egzekucje zakładników na Starym Rynku, gdzie ginie 40 osób[2], kilka tysięcy jest wtrąconych do więzień; łapanka w Śródmieściu i na Szwederowie, rozstrzeliwane są osoby, przy których znaleziono broń lub wskazane przez volksdeutschów[271]
  - 11 września Adolf Hitler poleca Reichsführerowi SS Heinrichowi Himmlerowi „rozprawić się z Polakami w Bydgoszczy”[272]; na pierwszy plan działań wysuwa się zemsta za polskiej ludności za wydarzenia z 3 września oraz planowa likwidacja polskiej inteligencji; rozpoczyna działalność oddział Einsatzkommando 16 (dowódca Jakob Lölgen) i 1500-osobowa jednostka Selbstschutzu (organizatorem okręgu Selbstschutz Danzig-Westpreussen jest Ludolf von Alvensleben z Ostromecka), rozpoczyna działalność Sondergericht Bromberg (Sąd Specjalny, wydający masowo wyroki śmierci)[272]
  - 14 września rozpoczęcie rejestracji volksdeutschów; kluczowe stanowiska w administracji obsadzają Niemcy z Gdańska ku rozgoryczeniu miejscowych Niemców[272]
  - 18 września nadburmistrz Werner Kampe nakazuje rozbiórkę synagogi bydgoskiej; pierwszy transport 62 Polaków z Bydgoszczy do obozu koncentracyjnego Dachau (m.in. ks. Józef Schulz)[272]
  - 22 września egzekucja w Boryszewie 50 żołnierzy Bydgoskiego Batalionu Obrony Narodowej, pojmanych w bitwie nad Bzurą[272]
  - 1 października łapanka w mieście, podczas której aresztowanych jest 2 tys. Polaków[272]
  - 2 października egzekucja pod murem kościoła w Fordonie burmistrza Wacława Wawrzyniaka, księży miejscowej parafii oraz miejscowych Żydów[11]
  - 6 października nakaz używania włącznie języka niemieckiego, także w kościołach i nabożeństwach, usunięcia polskich napisów z przestrzeni publicznej, nawet z nagrobków[272]
  - 8 października pobyt w Bydgoszczy Roberta Leya przywódcy Niemieckiego Frontu Pracy, który wygłasza przemówienie do „oswobodzonych” Niemców[274]
  - 12–13 października przebywa w Bydgoszczy gauleiter okręgu Gdańsk-Prusy Zachodnie Albert Forster, który zapowiada wysiedlenie Polaków do Generalnego Gubernatorstwa[2]
  - 14 października aresztowanie kilkuset nauczycieli bydgoskich, a kilka dni później członków Polskiego Związku Zachodniego[272]
  - 19 października powstaje Główny Urząd Powierniczy-Wschód z ekspozyturą w Bydgoszczy zajmujący się konfiskatą polskiego majątku na rzecz III Rzeszy[272]
  - 26 października Bydgoszcz staje się siedzibą władz rejencyjnych w obrębie prowincji Gdańsk-Prusy Zachodnie; jednostka administracyjna obejmuje Bydgoszcz miasto i powiat, Toruń miasto i powiat oraz powiaty: Wyrzysk, Chełmno, Tuchola, Świecie i Sępólno[2]
  - 29 października powstaje bydgoski urząd gestapo (dowódca Heinz Rux) z ekspozyturami w Toruniu i Świeciu, a od 1943 także w Grudziądzu i Rypinie[275]
  - we wrześniu, październiku i listopadzie odbywa się szereg masowych egzekucji obywateli miasta i okolic, m.in. w koszarach artylerii lekkiej, na Jachcicach, w Puszczy Bydgoskiej, w Dolinie Śmierci pod Fordonem, Tryszczynie, Otorowie, Rynkowie; egzekucji dokonują SS-mani z Gdańska oraz Volksdeutscher Selbstschutz[2]
  - koniec października – opróżnione zostają z Polaków koszary 15. PAL przy ul. Gdańskiej, gdzie więziono uprzednio 4–5 tys. osób (głównie inteligencji i Żydów), wywiezionych następnie do różnych miejsc kaźni na rozstrzelanie; koszary wizytują uprzednio m.in. Robert Ley, Albert Forster, Heinrich Himmler[272]
  - 4 listopada pierwszy masowy transport wysiedlonych z Bydgoszczy do Generalnego Gubernatorstwa[272]
  - 11 listopada rozstrzelany zostaje prezydent miasta Leon Barciszewski wraz z synem[2]; łapanka w Śródmieściu, gdzie skontrolowanych zostaje 3 tys. i aresztowanych kilkaset osób
  - 26 listopada rozwiązanie Selbstschutzu, wsławionego zbrodniami na terenie Bydgoszczy i okolic; ukształtowanie struktur policji bezpieczeństwa (gestapo, kripo, SS, Sicherheitsdienst) i innych służb hitlerowskich[272]
  - 30 listopada i 1 grudnia w Bydgoszczy przebywa minister propagandy III Rzeszy Joseph Goebbels, który wygłasza przemówienie w kinie „Ufa Westpreussen” (późniejszy „Pomorzanin”) formułując wytyczne dla polityki eksterminacyjnej wobec Polaków oraz składa kwiaty na grobach „ofiar polskiego pogromu” na cmentarzu ewangelickim[274]
  - jesienią likwidacja wielu polskich pomników, m.in.: Henryka Sienkiewicza, Józefa Piłsudskiego, Najświętszego Serca Jezusa, Powstańca Wielkopolskiego, Pomnika-Krzyża na Szwederowie[272]; zmiana nazewnictwa ulic, m.in. ul. Gdańska – Adolf Hitler-Strasse, ul. Jagiellońska i Focha – Hermann Göring-Strasse, ul. Śniadeckich – Dr. Goebbels-Strasse[272]
  - w grudniu Niemcy ogłaszają, że „problem żydowski przestał istnieć”, tzn. wszyscy Żydzi, którzy sami nie uciekli z miasta, zostali zabici lub aresztowani; ukończenie rozbiórki synagogi żydowskiej[272]
- 1940
  - 8 stycznia ostatnie nabożeństwo w kościele pojezuickim, przeznaczonym przez władze hitlerowskie do rozbiórki[272]
  - w kwietniu zawiązuje się podziemne harcerstwo (Szare Szeregi)[276] oraz sztab Pomorskiego Okręgu Związku Walki Zbrojnej (tajne kwatery przy ul. Śniadeckich 38, Świętej Trójcy 3, Dolina 31, od lutego 1942 Armia Krajowa)[277]
  - 17–20 maja pobyt w Bydgoszczy Hansa Franka, generalnego gubernatora okupowanych ziem polskich, który wygłasza m.in. przemówienie do Niemców[274]
  - w maju i październiku akcja wysiedleńcza w mieście, Polacy ewakuowani są do Generalnego Gubernatorstwa; obozy zbiorcze zorganizowane są m.in. w Potulicach i Toruniu[2]; w zamian w Bydgoszczy osiedlani są Niemcy z Gdańska i Rzeszy
  - korekta granic miasta; wyłączenie Jachcic, Czyżkówka, Fordonku i Zawiśla – łącznie 733 ha, włączenie terenów leśnych na północy i kilka enklaw o powierzchni około 1035 ha[126]
  - od stycznia do sierpnia zgodnie z nakazem nadburmistrza, kreileitera NSDAP Wernera Kampe rozbiórka kościoła pojezuickiego wraz z całą zachodnią pierzeją Starego Rynku, wschodniej pierzei ul. Mostowej oraz budynku loży masońskiej przy Wałach Jagiellońskich[36]; Muzeum Miejskie przenosi się do dawnego Domu Katolickiego
  - 27 sierpnia niemieccy tajniacy przeprowadzają obławę na przechodniów posługujących się językiem polskim[272]
  - 25 października pobyt w Bydgoszczy hitlerowskiego komisarza ds. ochotniczej służby pracy Franza Seldtego[274]
  - w Puszczy Bydgoskiej pod miastem powstaje DAG Fabrik Bromberg – największa pod względem powierzchni fabryka zbrojeniowa koncernu Dynamit Nobel AG w hitlerowskich Niemczech, zajmująca się produkcją materiałów wybuchowych; południowo-wschodnie rubieże Bydgoszczy, wyposażane są w setki kilometrów betonowych dróg, bocznic kolejowych oraz tysiące zamaskowanych budynków[278]; przy budowie pracuje ok. 40 tysięcy osób, w tym Reichsarbeitsdienst oraz jeńcy wojenni
  - w dawnej żydowskiej bożnicy w Fordonie Niemcy urządzają kino, dlatego świątynia nie zostaje zburzona, jak synagoga w Bydgoszczy[11]
  - szpital powiatowy na Bielawach przekształcony w szpital dziecięcy[279]
  - rozpoczynają się regularne transporty z więźniów bydgoskiego karceru do niemieckich obozów koncentracyjnych[272]
  - urządzenie arkad w kamienicach przy placu Teatralnym według projektu Jana Kossowskiego[272]
- 1941
  - 20 lutego rozdzielenie urzędu kresleitera NSDAP i nadburmistrza, którym zostaje Erich Temp, funkcjonariusz NSDAP z Sopotu[272]
  - 21 marca zamknięcie kościoła św. Wincentego à Paulo i przekształcenie go w magazyn wojskowy; klasztor misjonarzy zajmuje policja i Narodowosocjalistyczny Korpus Samochodowy[272]
  - 20 kwietnia powtórne odsłonięcie na Starym Rynku pomnika Fryderyka II[272]
  - 19 maja podczas pobytu w Bydgoszczy Albert Forster zapowiada rozpoczęcie selekcji ludności przeznaczonej do germanizacji[2]; rozstrzelanie przedwojennego wiceprezydenta miasta i organizatora Straży Obywatelskiej – Mieczysława Nawrowskiego[272]
  - 1 września utworzenie obozu przesiedleńczego w Smukale; podlegającego m.in. gestapo i komendantowi obozu Stutthof (KL)[280]
  - 6 września zakaz działalności chórów kościelnych, uznanych za wrogie narodowi i państwu niemieckiemu[272]
  - akcje wysiedleńcze Polaków do Generalnego Gubernatorstwa[2]
  - założenie konspiracyjnych placówek Związku Walki Zbrojnej m.in. w Zakładach Amunicyjnych na Osowej Górze, w fabryce kabli, warsztatach kolejowych, DAG Fabrik Bromberg[272]
  - powstaje osiedle w Łęgnowie dla kadry kierowniczej DAG Fabrik Bromberg oraz baraki dla robotników na Kapuściskach (ul. Solna); budowane są drogi betonowe (ul. Nowotoruńska – aż do Przyłubia, ul. Dąbrowa, Glinki, Sandomierska, Bełzy, Łęgnowska)[272]
- 1942
  - 22 lutego namiestnik prowincji Rzeszy Gdańsk-Prusy Zachodnie Albert Forster wydaje odezwę o obowiązkowym wpisie ludności na Niemiecką Listę Narodową[75]
  - 31 maja wizyta w Bydgoszczy japońskiego ambasadora Oshimy[272]
  - 23 czerwca wizyta w Bydgoszczy ministra spraw wewnętrznych III Rzeszy Wilhelma Fricka[274]
  - budowa nowej zapory i elektrowni w Smukale, z wykorzystaniem więźniów obozu przesiedleńczego[280]
  - jedyna gazeta wydawana w Bydgoszczy to Deutsche Rundschau, dla której serwis polityczny dostarczany jest przez niemieckie Ministerstwo Propagandy i Oświecenia Publicznego[272]
  - wszystkie przedsiębiorstwa bydgoskie przejęte są przez Niemców, wiele z nich pod nowymi nazwami przestawionych jest na produkcję wojenną; likwidacja 75% zakładów handlowych i rzemieślniczych należących do Polaków[272]
  - budowa tajnej części Zakładów Amunicyjnych na Osowej Górze, w której produkowane są części do rakiet bojowych[272]
  - wywózka dzwonów z kościołów bydgoskich przeznaczonych na przetopienia na cele wojenne[272]
  - przekształcenie teatru Elysium w Teatr Kameralny pod jednym zarządem z Teatrem Miejskim[272]
- 1943
  - 7 stycznia rozbiórka fontanny Potop w celu pozyskania metalu na cele wojenne[2]
  - 20 lutego likwidacja obozu przesiedleńczego w Smukale; przez który przechodzi w sumie 4 tys. osób, z czego 700 ginie, w tym 140 dzieci[280]
  - 4 do 10 kwietnia Tydzień Teatralny Scen Miejskich, który stanowi apogeum rozwoju kultury w Bydgoszczy podczas okupacji niemieckiej; wystawionych jest 12 sztuk teatralnych i muzycznych, w tym 2 premiery oraz opera Traviata[272]
  - 14 kwietnia w wyniku nalotu radzieckiego bombowca zniszczeniu ulega kilkanaście budynków przy ul. Grunwaldzkiej[281]
  - w maju Augustyn Träger, Roman Träger i Bernard Kaczmarek należący do bydgoskiej placówki organizacji Miecz i Pług, rozpoznają poligon doświadczalny niemieckiej broni rakietowej typu V-1 i V-2 w Peenemünde, co umożliwia jego zniszczenie przez aliantów 17 sierpnia 1943 (po nalocie samobójstwo popełnia szef sztabu Luftwaffe Hans Jeschonnek po obarczeniu go winą przez Hitlera i Göringa)[221]
  - jesienią bydgoska grupa wywiadowcza „Bałtyk” rozpoznaje i przekazuje centrali AK plany zakładów paliwa syntetycznego w Policach oraz składów paliwa w Gdyni, Gdańsku i Malborku, co umożliwia ich zniszczenie przez aliantów 12 maja 1944[282]
  - w październiku na polecenie Głównego Urzędu Bezpieczeństwa Rzeszy przy gestapo w Bydgoszczy powstaje specjalna komórka do zwalczania narastającego ruchu oporu[2]
  - początek budowy linii trolejbusowej z Lotniska do os. Leśnego; inwestycji nie ukończono z powodu trwającej wojny[263]
  - wizyta w Bydgoszczy ministra propagandy III Rzeszy Josepha Goebbelsa[272]
  - w Bydgoszczy funkcjonuje 14 ośrodków tajnego nauczania, w których kilkudziesięciu polskich nauczycieli naucza z narażeniem życia ok. 500 polskich dzieci[272]
  - 30 czerwca w Bydgoszczy mieszka 69,5 tys. osób wpisanych do Niemieckiej Listy Narodowej (w tym 13,6 tys. volksdeutschów) i 68,9 tys. Polaków, nie wpisanych na listę, mimo gróźb dotyczących m.in. utraty pracy i wywózek do obozów koncentracyjnych[272]
- 1944
  - w kwietniu i 23 czerwca wybuchy amunicji w DAG Fabrik Bromberg zorganizowane przez konspiracyjną placówkę Armii Krajowej; do AK w okręgu bydgoskim należy ok. 1,2 tys. osób, podlegają jej oddziały AK w Borach Tucholskich oraz Miecz i Pług; istnieje także Okręgowa Delegatura Rządu na Kraj, Wojskowa Służba Kobiet, Polska Armia Powstania, podziemne harcerstwo i inne organizacje; wydawane są pisma konspiracyjne; dominuje praca wywiadowcza, dywersja i sabotaż w zakładach zbrojeniowych[272]
  - 24 maja inauguracja niemieckiego Teatru Lalek, w budynkach Rzeźni Miejskiej[272]
  - w czerwcu w związku z ogłoszeniem wojny totalnej i sytuacją wojenną zawieszenie działalności instytucji kultury w Bydgoszczy i całej III Rzeszy (czynne są jedynie kina)[272]
  - 1 lipca liczba osób wpisanych do I i II grupy Niemieckiej Lity Narodowej (volksdeutsche i deutschstämmige) sięga 15,2 tys.; do NSDAP należy 5,5 tys., tj. 10% Niemców bydgoskich, liczebność SS sięga 491 osób, Hitlerjugend – 3,3 tys.[272]
  - 15 lipca utworzenie w DAG Fabrik Bromberg podobozu niemieckiego obozu koncentracyjnego Stutthof – Aussenarbeitslager Bromberg-Brahnau; osadzonych jest w nim ok. 1000 Żydówek w wieku do 20 lat, zmuszanych do ciężkich prac przy elaboracji bomb i granatów[283]
  - 21 sierpnia dekret Polskiego Komitetu Wyzwolenia Narodowego o reaktywacji województwa pomorskiego, uwzględniającego nowe realia terytorialne państwa polskiego, ukształtowane po II wojnie światowej[284]
  - 12 września rozkazem komendanta Stutthofu Paula Hoppe, powstaje podobóz dla więźniarek Bromberg-Ost, w którym osadzonych jest ok. 300 Żydówek, zatrudnionych przy pracach kolejowych i kopaniu rowów (kilkadziesiąt z nich uratowali Polacy ukrywając je w styczniu 1945 w fordońskiej papierni)[285]
  - 17 października utworzenie niemieckiego Volksturmu w Bydgoszczy[272]
  - dla zatarcia śladów morderstw popełnionych na ludności polskiej, hitlerowcy prowadzą akcję palenia zwłok pomordowanych w miejscach masowych egzekucji[2]
  - 15 tys. osób wielu narodowości pracuje w DAG Fabrik Bromberg, a ok. 1,5 tys. w zakładach Amunicji Lotniczej na Osowej Górze; zakłady te są silnie infiltrowane przez polskie organizacje konspiracyjne[272]
  - w maju Bydgoszcz liczy 146 tys. mieszkańców, z czego 27% to Niemcy (w tym 16% to Niemcy napływowi, głównie z Gdańska i Rzeszy – 21 tys., 1,5 tys. z Besarabii i Wołynia, 1,2 tys. z Estonii i Łotwy), 43% (62 tys.) to Polacy wpisani do III grupy Niemieckiej Listy Narodowej (6,5 tys. spośród nich wcielono przymusowo do Wehrmachtu), a 30% (44 tys.) to Polacy nie wpisani na listę (dla porównania w Toruniu 71% społeczeństwa stanowili Polacy wpisani do III grupy Volkslisty, a 19% Polacy nie wpisani na listę); katolicy stanowią 80% społeczeństwa miasta[286]
- 1945
  - 18–20 stycznia Niemcy pośpiesznie opuszczają miasto przez nadchodzącą ofensywą wojsk radziecko-polskich[2]
  - 20 stycznia „marsz śmierci” ok. tysiąca Żydówek z Bromberg-Brahnau połączonych w jedną kolumnę marszową z Żydówkami z obozu Bromberg-Ost i prowadzonych przez Koronowo w kierunku Sępolna Krajeńskiego, bez pożywienia i ciepłej odzieży; niewiele z nich przeżywa[283]
  - 23 stycznia żołnierzom Miecza i Pługa udaje się rozbroić kilka zaminowanych obiektów strategicznych w mieście np. most Królowej Jadwigi, mosty kolejowe i lotnisko[221]; reszta mostów na Brdzie i most na Wiśle zostają wysadzone przez Niemców
  - 23 stycznia oddziały Armii Radzieckiej (9. Korpus Pancerny Gwardii, 2. Korpus Kawalerii Gwardii, trzy dywizje z 125. Korpusu Piechoty) oraz polska 1 Brygada Pancerna i 8 Bydgoski Pułk Piechoty z 3. Dywizji Piechoty przełamują opór 15 Dywizji Grenadierów SS, 4. Dywizji Pancernej i 337. Dywizji Grenadierów Ludowych; opanowana zostaje prawobrzeżna część miasta[2]
  - 24 stycznia z lewobrzeżnej Bydgoszczy zostają wyparte oddziały niemieckie; walki trwają do 26 stycznia na północ od miasta, zniszczonych zostaje kilkadziesiąt budynków w Śródmieściu, w tym część wschodniej pierzei Starego Rynku[2]; w efekcie walk wojska radzieckie tracą ok. 2 tys. zabitych oraz 30-40 czołgów, a Niemcy – ok. 1 tys. zabitych[287].
  - w styczniu pożar w Teatrze Miejskim, wywołany przez żołnierzy radzieckich[288]
  - Nocą z 7 na 8 lutego dochodzi do wybuchu składu amunicji na tajnej części Zakładów Amunicyjnych na Osowej Górze[272]
  - bilans II wojny światowej to śmierć w wyniku eksterminacji ok. 5,3 tys. polskich bydgoszczan, 2 tys. Żydów oraz 1,5 tys. żołnierzy na wszystkich frontach (także w ZSRR, m.in. w Katyniu, gdzie NKWD rozstrzelało 134 bydgoszczan, w tym 102 oficerów służby stałej i rezerwy); ginie 34% duchowieństwa, 40% profesorów szkół średnich, 28% adwokatów, 15% nauczycieli szkół powszechnych; 40 tys. osób jest zesłanych na roboty przymusowe w III Rzeszy; zniszczeniu i uszkodzeniu ulega 294 budynków, co stanowi 3,5% nieruchomości miejskich (dla porównania w Inowrocławiu – 3,1%, w Toruniu – 4,5%, we Włocławku – 13% i Grudziądzu – 95%)[272]

## Status administracyjny Bydgoszczy
| Okres     |            | Państwo                                 | Zwierzchność                            | Jednostka administracyjna                                       | Status miasta                         |
| --------- | ---------- | --------------------------------------- | --------------------------------------- | --------------------------------------------------------------- | ------------------------------------- |
| 1038–1138 |            | Księstwo/Królestwo Polskie              | Księstwo/Królestwo Polskie              |                                                                 | Gród bydgoski                         |
| 1138–1314 |            | Polska w okresie rozbicia dzielnicowego | Polska w okresie rozbicia dzielnicowego | księstwo kujawskie                                              | Gród bydgoski                         |
| 1314–1320 |            | Polska w okresie rozbicia dzielnicowego | Polska w okresie rozbicia dzielnicowego | księstwo bydgosko-wyszogrodzkie                                 | Gród bydgoski                         |
| 1320–1346 |            | Zjednoczone Królestwo Polskie           | Zjednoczone Królestwo Polskie           |                                                                 | Gród bydgoski                         |
| 1346–1386 |            | Zjednoczone Królestwo Polskie           | Zjednoczone Królestwo Polskie           | województwo inowrocławskie, powiat bydgoski                     | miasto królewskie Bydgoszcz           |
| 1386–1569 |            | Korona Królestwa Polskiego              | Korona Królestwa Polskiego              | województwo inowrocławskie, powiat bydgoski                     | miasto królewskie Bydgoszcz           |
| 1569–1772 |            | Rzeczpospolita Obojga Narodów           | Rzeczpospolita Obojga Narodów           | województwo inowrocławskie, powiat bydgoski                     | miasto królewskie Bydgoszcz           |
| 1772–1807 |            | Królestwo Prus                          | Królestwo Prus                          | Obwód Nadnotecki, landratura bydgoska                           | miasto Bromberg                       |
| 1807–1815 |            | Księstwo Warszawskie                    | Cesarstwo Francuskie                    | Departament bydgoski, powiat bydgoski                           | miasto Bydgoszcz                      |
| 1815–1848 |            | Królestwo Prus                          | Królestwo Prus                          | Wielkie Księstwo Poznańskie, rejencja bydgoska, powiat Bromberg | miasto Bromberg                       |
| 1848–1871 |            | Królestwo Prus                          | Królestwo Prus                          | Prowincja Poznańska, rejencja bydgoska, powiat Bromberg         | miasto Bromberg                       |
| 1871–1887 |            | Królestwo Prus                          | Cesarstwo Niemieckie                    | Prowincja Poznańska, rejencja bydgoska, powiat Bromberg         | miasto Bromberg                       |
| 1887–1918 |            | Królestwo Prus                          | Cesarstwo Niemieckie                    | Prowincja Poznańska, rejencja bydgoska, powiat Bromberg         | Bromberg (powiat grodzki)             |
| 1918–1919 | Niemcy     | Republika Weimarska                     | Republika Weimarska                     | Prowincja Poznańska, rejencja bydgoska, powiat Bromberg         | Bromberg (powiat grodzki)             |
| 1919–1938 | Polska     | II Rzeczpospolita                       | II Rzeczpospolita                       | województwo poznańskie, powiat bydgoski                         | Bydgoszcz (powiat grodzki)            |
| 1938–1939 | Polska     | II Rzeczpospolita                       | II Rzeczpospolita                       | województwo pomorskie, powiat bydgoski                          | Bydgoszcz (powiat grodzki)            |
| 1939–1945 | III Rzesza | III Rzesza (okupacja wojenna)           | III Rzesza (okupacja wojenna)           | Gdańsk-Prusy Zachodnie, rejencja bydgoska, powiat Bromberg      | Bromberg (powiat grodzki)             |
| 1945–1952 | Polska     | Rzeczpospolita Polska                   | Rzeczpospolita Polska                   | województwo pomorskie, powiat bydgoski                          | Bydgoszcz (powiat grodzki)            |
| 1950–1975 | Polska     | Polska Rzeczpospolita Ludowa            | Polska Rzeczpospolita Ludowa            | województwo bydgoskie, powiat bydgoski                          | Bydgoszcz (powiat grodzki)            |
| 1975–1989 | Polska     | Polska Rzeczpospolita Ludowa            | Polska Rzeczpospolita Ludowa            | województwo bydgoskie                                           | Bydgoszcz (gmina miejska)             |
| 1989–1999 | Polska     | III Rzeczpospolita                      | III Rzeczpospolita                      | województwo bydgoskie                                           | Bydgoszcz (gmina miejska)             |
| od 1999   | Polska     | III Rzeczpospolita                      | III Rzeczpospolita                      | województwo kujawsko-pomorskie, powiat bydgoski                 | Bydgoszcz (miasto na prawach powiatu) |